# Croiseur lourd

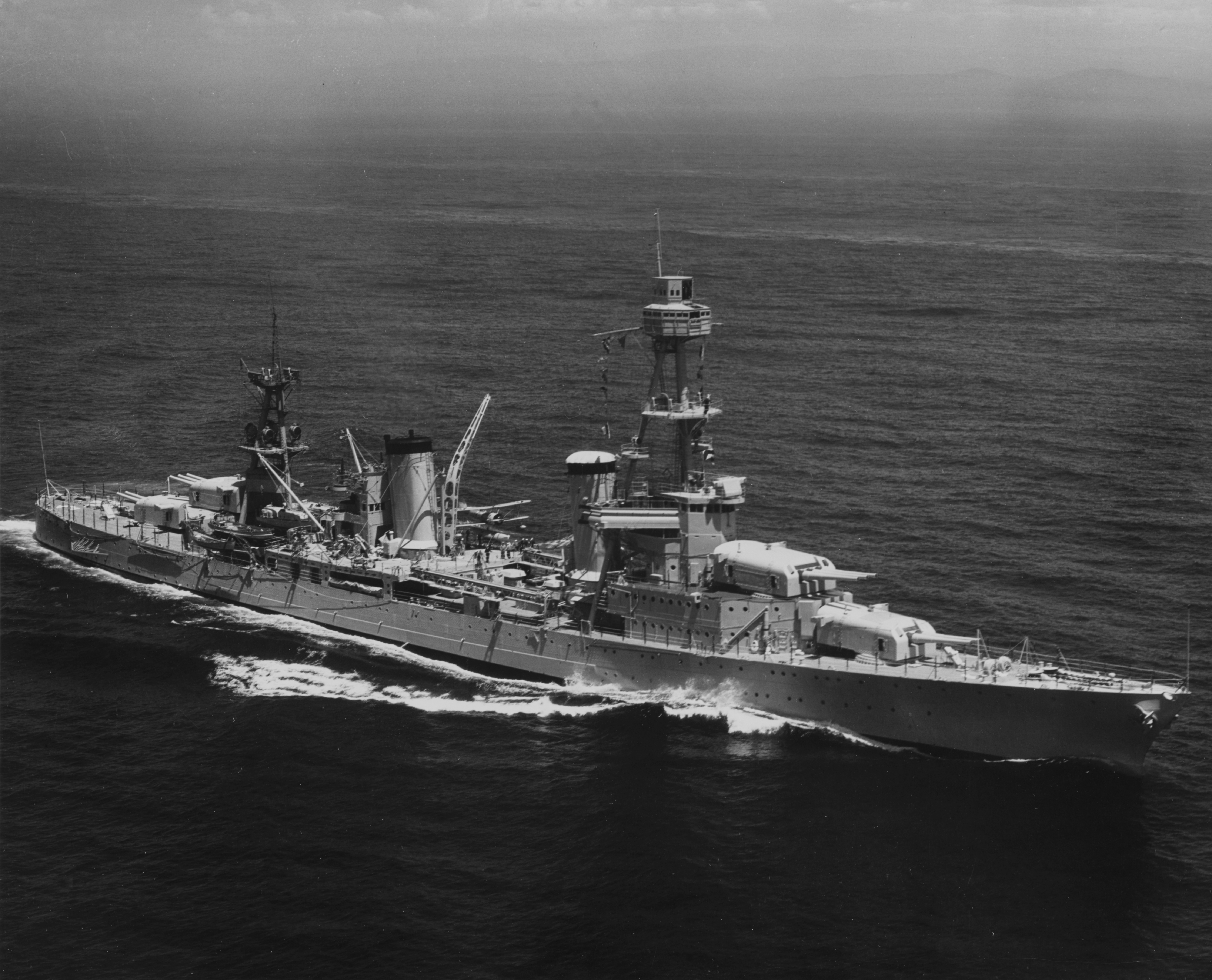
Le croiseur lourd américain, en 1935, porte un des plus puissants armements de ce type de navire : 10 canons de 203 mm en deux ensembles d'une tourelle triple superposée à une tourelle double, à l'avant et à l'arrière.

La dénomination de croiseur lourd est communément employée à partir de 1930 et jusqu'à la fin de la Seconde Guerre mondiale pour désigner un croiseur, c'est-à-dire un navire principalement armé de canons, d'un déplacement supérieur à 1 850 tonnes, et inférieur à 10 000 tonnes conformément au traité de Washington (1922) et dont l'artillerie principale avait un calibre supérieur à 155 mm, et au plus égal à 203 mm (8 pouces), conformément au traité naval de Londres (1930). Si la distinction entre croiseur lourd et croiseur léger a ainsi été claire pendant quelques années, l'apparition, après 1935, des « grands croiseurs légers », déplaçant 10 000 tonnes, et armés de dix à quinze canons de 152 ou 155 mm, tirant jusqu'à 8 à 10 coups par minute, avec des blindages de ceinture de plus de 100 mm, a sérieusement contribué à brouiller les catégories.

## Du traité de Washington (1922) au traité de Londres (1930)
D'après le traité de Washington de 1922, les limites maximales applicables aux croiseurs étaient un tonnage de 10 000 tonnes anglaises, et un armement principal au calibre de 8 pouces (203 mm).
Les bâtiments d'un déplacement supérieur, ou porteurs de canons d'un calibre plus élevé, entraient dans les catégories des cuirassés, ou des croiseurs de bataille, ,soumises à d'autres limitations, telles qu'un tonnage global par nation et un moratoire de construction de 10 ans. L'objectif était d'en finir avec la catégorie des grands croiseurs cuirassés. À la fin du XIXe siècle, et jusqu'au début des années 1910, il y avait eu, en effet, une tendance à l’accroissement du déplacement et de l’armement de ce type de navires, ce qui conduisit aux croiseurs cuirassés de la classe Minotaur, de la Royal Navy, avec quatre canons de 234 mm (en), et dix canons de 190,5 mm (en), à la classe Scharnhorst et au SMS Blücher avec huit à douze canons de 210 mm, de la Kaiserliche Marine. Dans d'autres marines, certains croiseurs cuirassés ont porté des canons de 240 mm (comme le SMS Sankt Georg austro-hongrois), du 280 mm (comme la classe Infanta María Teresa espagnole), voire du 305 mm (comme les classes Ibuki et Tsukuba japonaises, dont les unités ont fini par être reclassées croiseurs de bataille).

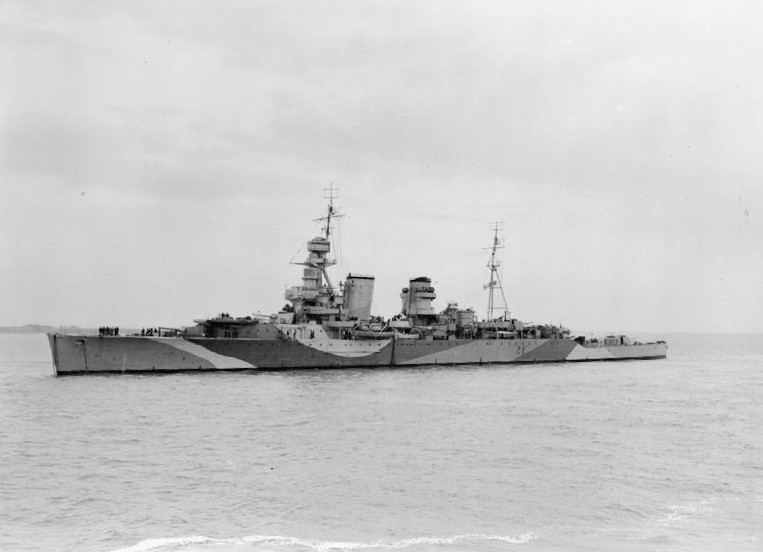
La classe Hawkins ne fut pas construite pour respecter le traité de Washington, c'est le traité qui a été établi de façon que la classe Hawkins le respectât.

Les limites imposées aux croiseurs par le traité de Washington résultaient d'un accord entre le Royaume-Uni qui souhaitait inclure dans les croiseurs autorisés par le traité sa dernière classe en construction, la classe Hawkins, d'un déplacement de 9 750 tonnes et armée de canons de 190,5 mm, dont la première unité avait été achevée en 1919 et dont les suivantes devaient être mises en service entre 1921 et 1925, et les États-Unis et le Japon, qui estimaient avoir besoin de croiseurs de 10 000 tonnes, pour assurer la sécurité des communications maritimes dans l'immensité de l'Océan Pacifique, où ces deux marines ne disposaient que de bases éparses,.

### Les nouveaux croiseurs du traité de Washington
Comme l’expérience de la guerre avait montré l’importance de cette sécurité des routes commerciales maritimes, le nombre de ces croiseurs de 10 000 tonnes, armés de canons de 203 mm, détenus dans les années 1930 par les puissances signataires du traité de Washington, a atteint dix-huit chacun, pour les États-Unis et le Royaume-Uni, douze pour le Japon, et sept chacune, pour la France et l’Italie.
Dotés de huit pièces en quatre tourelles doubles pour ce qui est des croiseurs britanniques, français, ou italiens, ils ont compté jusqu'à neuf ou dix canons pour les croiseurs américains ou japonais. Avec une vitesse de 30 à 35 nœuds, les premières séries étaient légèrement blindées. Les séries postérieures furent équipées d'une meilleure protection, au prix d’une vitesse légèrement réduite.

#### Les croiseurs japonais des classes Furutaka, Aoba, Myōkō et Takao

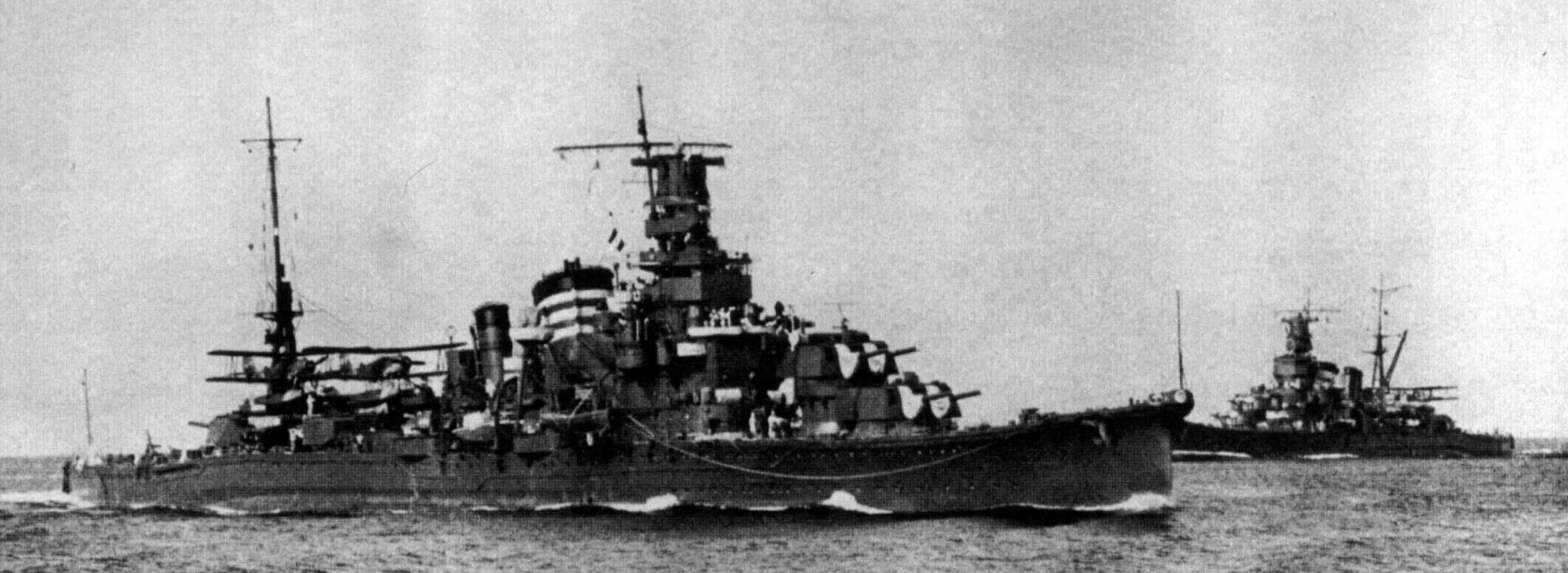
Les premiers croiseurs japonais respectant les stipulations du traité de Washington de 1922, des classes Furutaka et Aoba, n'ont eu que six canons de 200 mm trois tourelles principale.

La Marine impériale japonaise fut la première à mettre sur cale, dès la fin de l'année 1922, des croiseurs répondant aux stipulations du traité de Washington, avec la classe Furutaka, conçue par l'amiral Hiraga, reprenant des innovations du croiseur Yubari, qu'il avait précédemment dessiné, et avec un pont continu « ondulé », au franc-bord plus important à l'avant et moins important à l'arrière. L'armement principal de six canons de 200 mm, en affûts simples sous masques, fut remplacé à la fin des années 1930 par des tourelles doubles, dont ont été dotées dès l'origine les unités de la classe Aoba, mises sur cale en 1924. L'artillerie secondaire de quatre pièces simples de 76 mm de la classe Furutaka y avait été portée à quatre pièces de 120 mm. La Marine impériale japonaise dota tous ces croiseurs de tubes lance-torpilles, les fameuses « Longues Lances » de 24 pouces (610 mm) de diamètre. Avec un déplacement de 9 000 à 9 500 tonnes et une puissance installée de 108 000 ch, la vitesse maximale était de 33 nœuds.

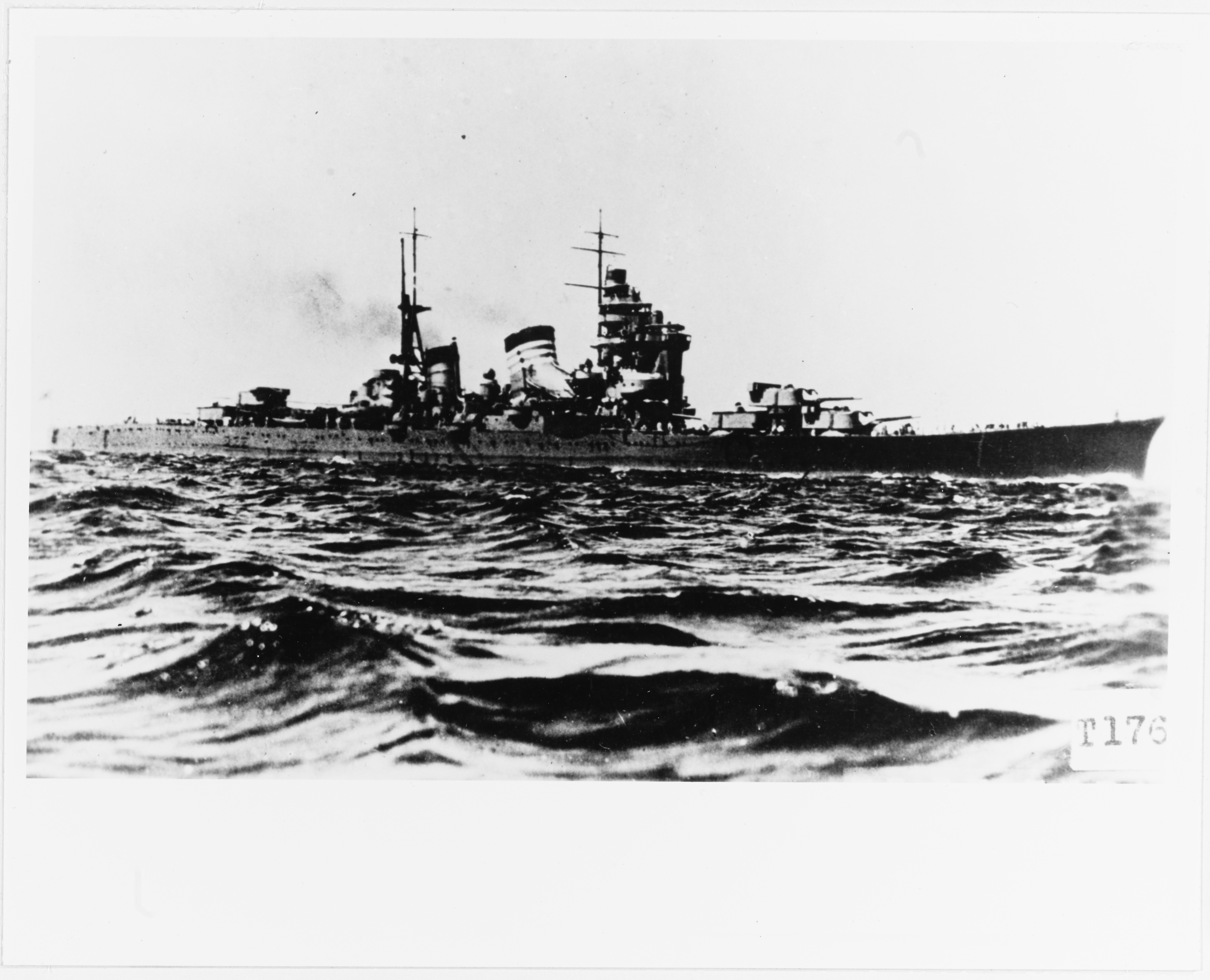
La Marine Impériale japonaise a très vite choisi d'armer ses croiseurs de 10 canons de 203 mm (ici le Haguro).

Les deux classes suivantes de quatre unités chacune, les classes Myōkō et Takao, mises sur cale respectivement en 1924-1925 et 1927-1928, ont porté cinq tourelles doubles, trois à l'avant et deux à l'arrière, la deuxième tourelle avant étant superposée, la troisième avait un champ de battage limité aux tirs en abord, et l'artillerie secondaire comptait six pièces simples de 120 mm. Le blindage était renforcé, atteignant 102 mm d'épaisseur en ceinture sur la classe Myōkō, et 127 mm, sur les magasins de l'artillerie principale de la classe Takao. Un bloc passerelle plus massif caractérisait la classe Takao. Avec un déplacement réel atteignant 13 000 tonnes et une puissance installée de 130 000 ch, la vitesse maximale atteignait 33 nœuds.

#### Les croiseurs américains des classes Pennsacola, Northampton, Portland et New Orleans

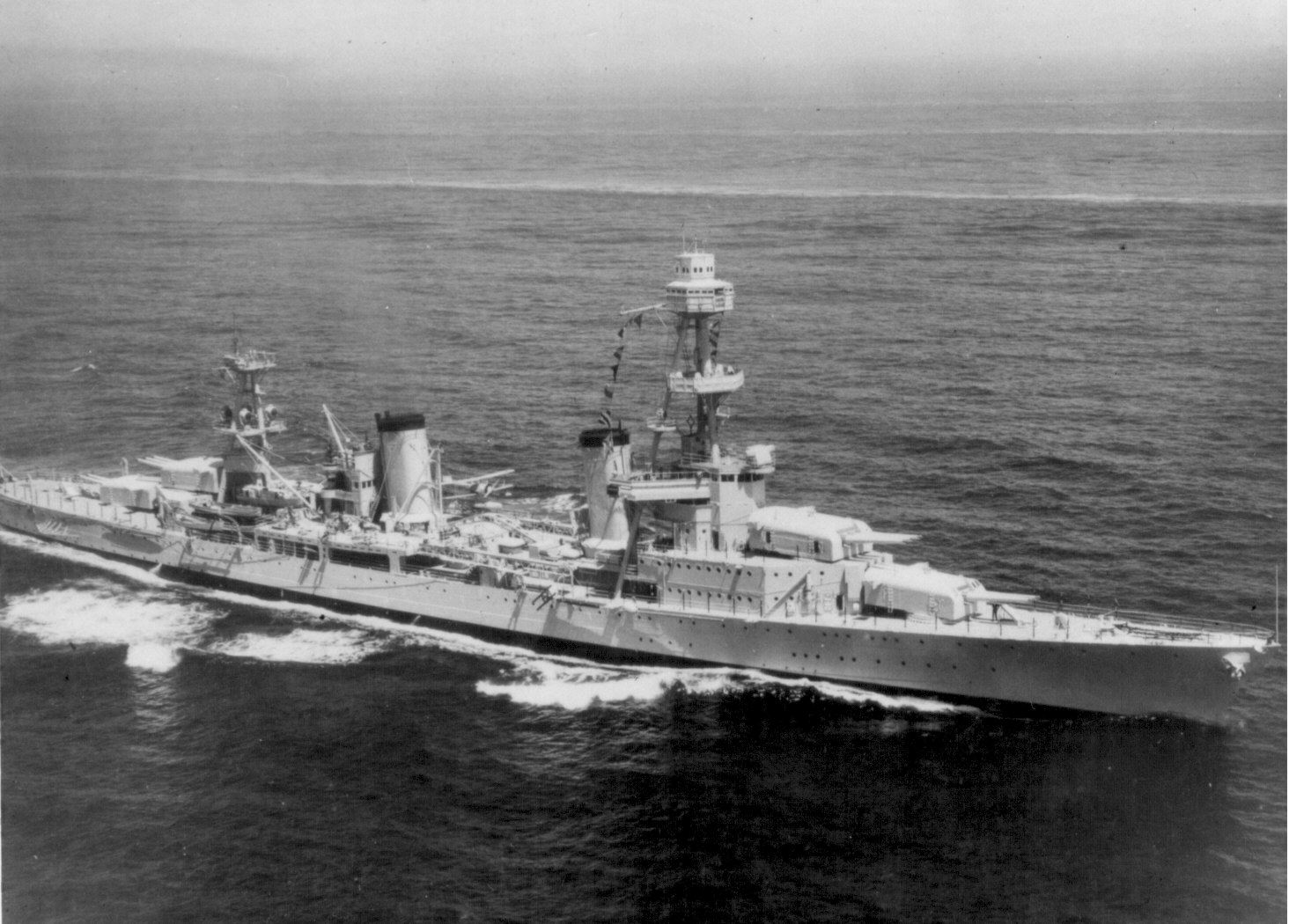
USS Salt Lake City (CA-25), seconde unité de la, en 1935

Mises à part les deux unités de la classe Pensacola qui portaient dix canons de 203 mm en deux ensembles d'une tourelle triple superposée à une tourelle double, à l'avant et à l'arrière, les croiseurs de l'U.S. Navy répondant aux stipulations du traité de Washington portaient, pour obtenir une économie de poids, trois tourelles triples de 203 mm/55 calibres, deux à l'avant et une à l'arrière. L'artillerie secondaire était constituée de huit pièces simples de 5 pouces (127 mm)/25 calibres pouvant tirer contre-avions.

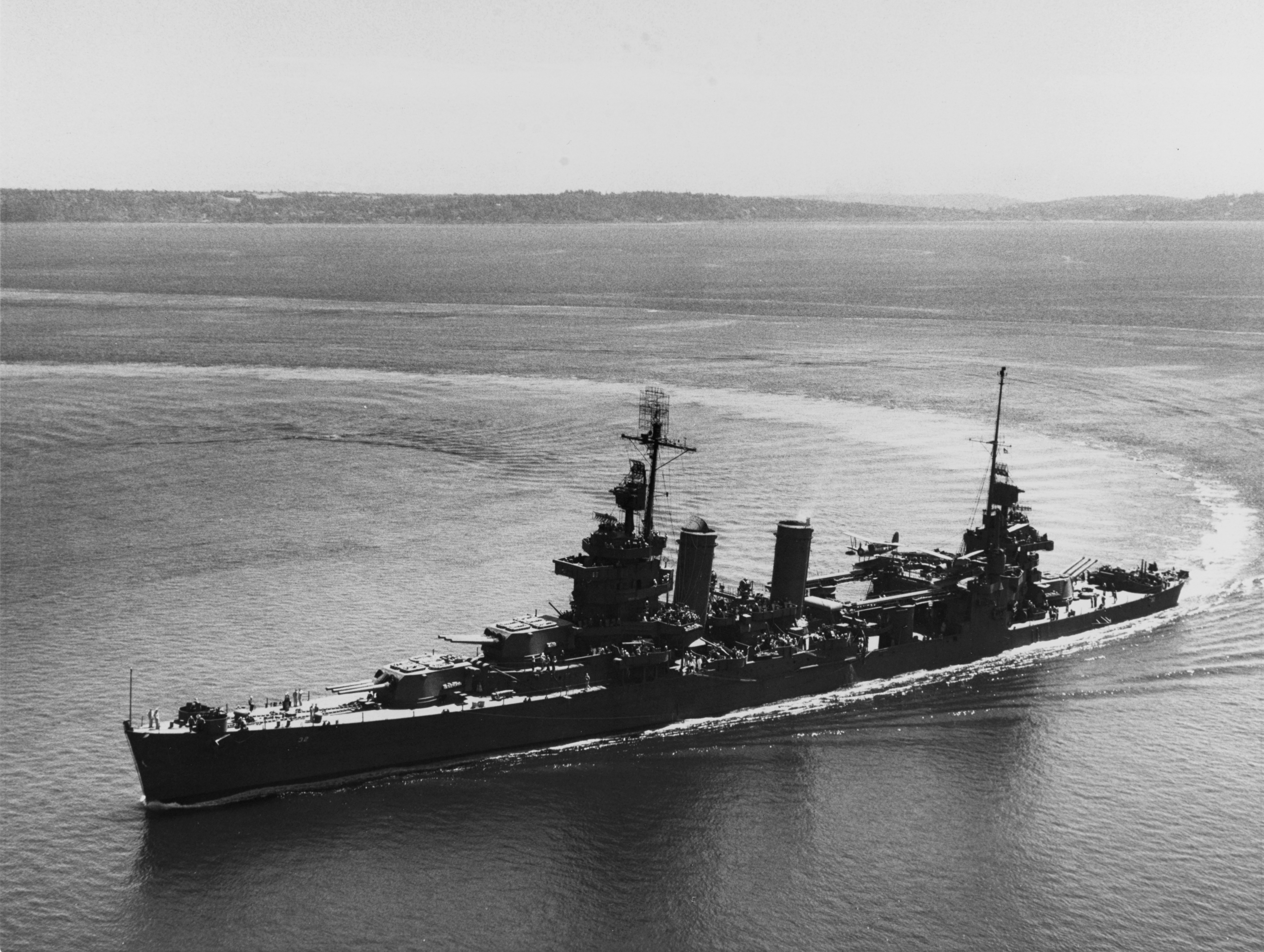
L'USS New Orleans fait partie de la classe la mieux protégée des croiseurs lourds américains des années 1930

La Défense Contre-Avions rapprochée comptait généralement deux pièces simples à tir rapide de 3 livres et huit pièces simples de 28 mm. Des installations d'aviation, catapultes, grues, (et hangar à partir de la classe Northampton), se trouvaient entre les deux cheminées. Le blindage qui, sur la classe Pensacola n'avait que 76 mm d'épaisseur sur les flancs, 50 mm sur le pont principal et 25 mm sur le pont inférieur, a été augmenté sur les classes suivantes Northampton et Portland, et atteignait sur la classe New Orleans jusqu'à 127 mm en ceinture, 76 mm sur le pont principal et 50 mm sur le pont inférieur. Les machines (huit chaudières alimentant des turbines Parsons entrainant quatre hélices) développaient 107 000 ch et assuraient 32 nœuds.

#### Les croiseurs britanniques de la classe County et les HMSYorketExeter

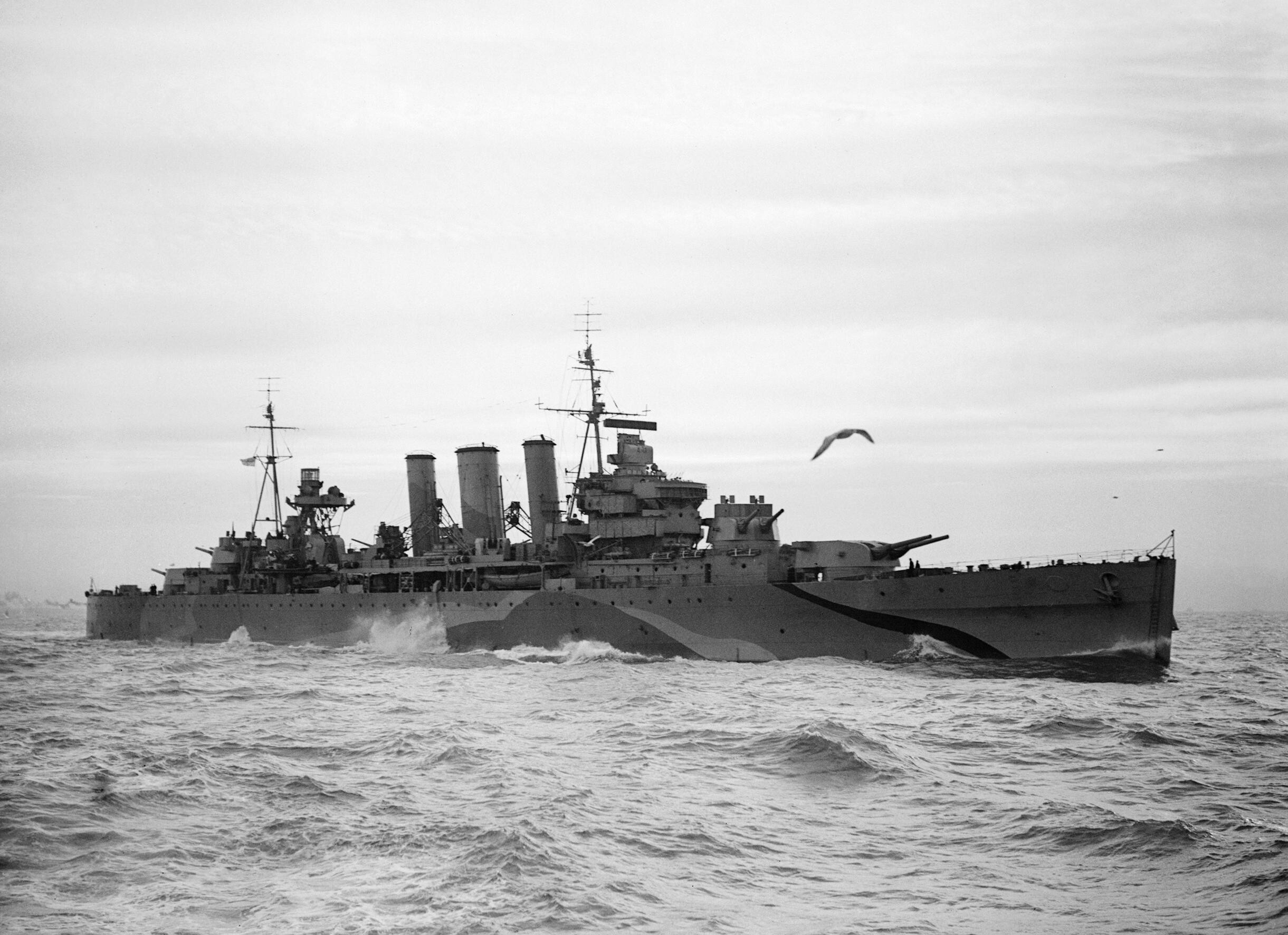
Le HMS Kent a donné son nom à la première sous-classe de la classe County

Pour les treize bâtiments de la classe County de la Royal Navy qui ont été construits en trois sous-classes, Kent, London et Norfolk, le blindage de ceinture n'avait que 25 mm d'épaisseur. Cela leur a valu, par dérision, le surnom de « navires de fer-blanc » (tin-clad ships), mais leurs tourelles doubles plus spacieuses que les tourelles triples des croiseurs américains, avaient une cadence de tir supérieure, jusqu'à 5 coups par minute, et leurs canons pouvaient être pointés à 70°. Leur protection sous-marine était bien conçue. Avec leur silhouette de paquebot, due à leurs trois cheminées inclinées, c'étaient de bons marcheurs, (31,5 nœuds), très marins avec un franc-bord élevé et un bon rayon d'action.
À la fin des années 1920, dans une tentative de construire plus de navires dans les limites du traité naval de 1922, la Royal Navy prévoit de construire des croiseurs de 8 250 tonnes, six à construire (soit 49 500 tonnes), au lieu de cinq County. Ce type de navire, avec une batterie principale de six canons au lieu de huit, était une solution tentante à l'époque pour une marine en temps de paix avec un Empire colonial aussi étendu que l'Empire britannique. On verra plus loin que seuls deux de ces navires sur six auront été construits, les HMS York et Exeter.
De 1938 à 1941, une unité de la classe County, le HMS London, aura été profondément refondue, conservant son artillerie principale mais recevant de nouvelles superstructures, rappelant celles de la classe Crown Colony, alors en construction, avec une ceinture blindée de 140 mm, en une sorte d'équivalent britannique de l'USS Wichita, c'est-à-dire un armement de croiseur "lourd" sur une coque de grand croiseur "léger".

#### Les croiseurs italiens et français

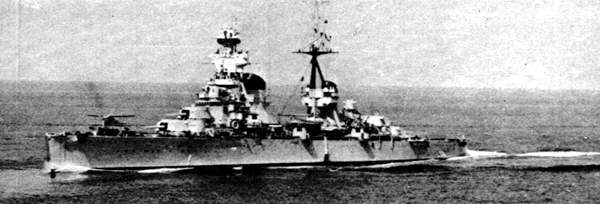
Le croiseur Trento prototype des croiseurs lourds italiens

Pour l'Italie, d'abord des croiseurs puissamment armés paraissaient un soutien bienvenu à une flotte de quatre cuirassés ne portant que des canons de 305 mm. Ensuite, destinés à opérer uniquement en Méditerranée, l'Italie ne possédant pas de colonies lointaines, les bâtiments de la Regia marina pouvaient favoriser la vitesse au détriment de la distance franchissable, ce qui n'était pas le cas des croiseurs français qui devaient assurer les liaisons maritimes lointaines avec l'Empire colonial. Ce sont ces deux caractéristiques qui ont été retenues pour la première classe de croiseurs à partir de 1925, la classe Trento, mais la limite de 10 000 tonnes de déplacement, avec un armement de quatre tourelles doubles de 203 mm et une vitesse maximale de 36 nœuds, ne permettait qu'une protection très légère (verticale de 70 mm, horizontale de 50 mm) même si, dans la réalité, le déplacement autorisé a été dépassé de plus de 30 %.

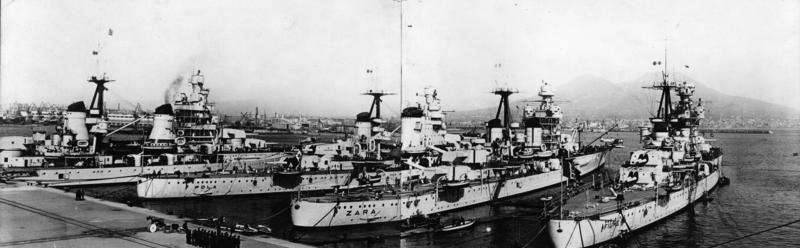
Les quatre unités de la classe Zara, à l'ancre à Naples, en 1938

Les quatre croiseurs de la classe suivante, classe Zara, construits de 1927 à 1932, ont été un peu moins rapides et un peu mieux protégés ; mais pour le septième croiseur construit, le Bolzano, la Regia Marina italienne est revenue à une protection très légère et une grande vitesse.

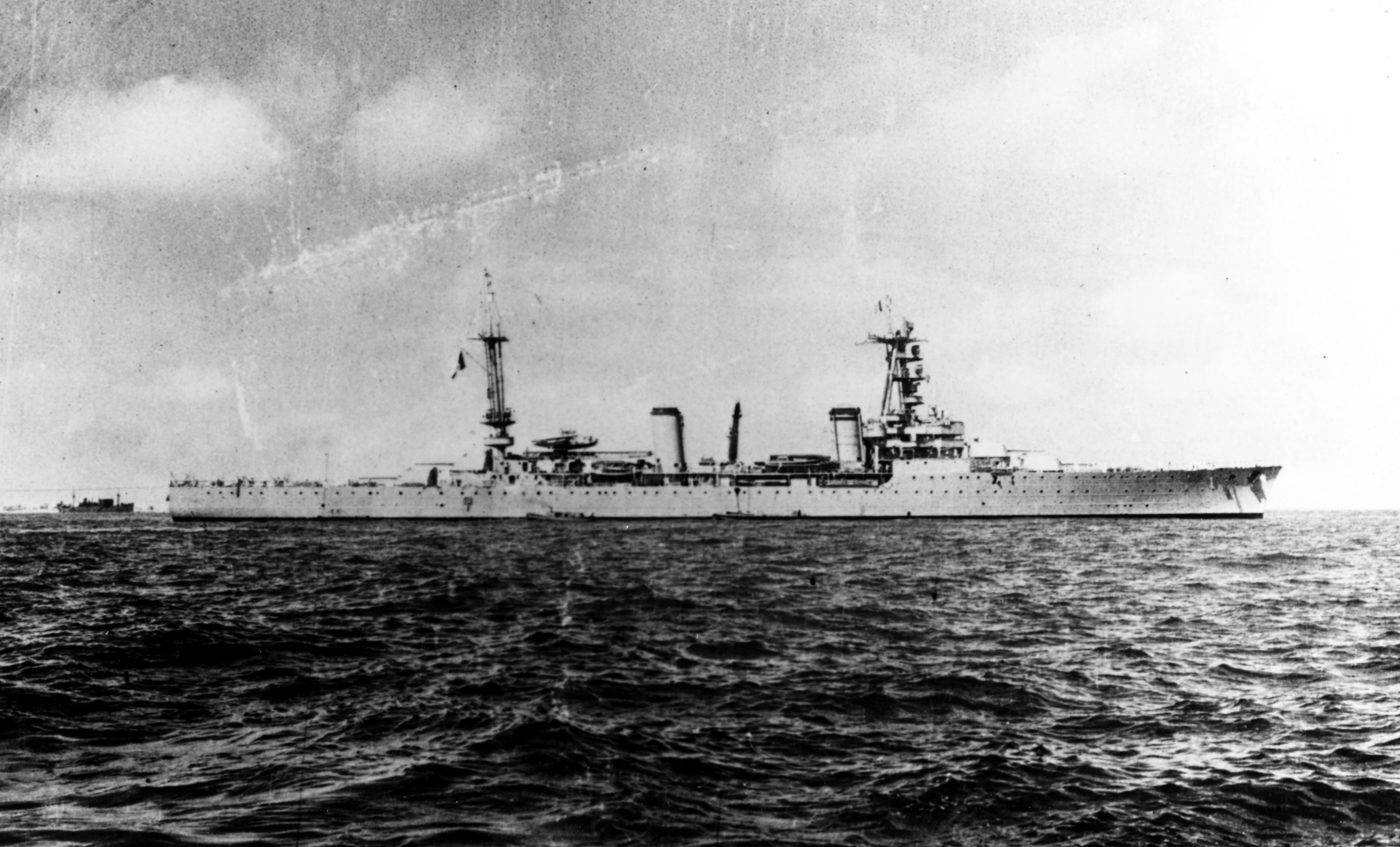
Le croiseur français Duquesne, en 1943

Pour les croiseurs français, si l'artillerie principale de quatre tourelles doubles de 203 mm/50 Modèle 1924est restée la même pour toutes les unités construites, on a assisté au fil du temps à une augmentation du blindage qui restait faible et allait de pair avec une légère réduction de la vitesse. Ainsi, sur le Duquesne, premier croiseur français construit en respectant les stipulations du traité de Washington, le poids du blindage était de 430 tonnes et la vitesse maximale atteinte aux essais était de 35,30 nœuds pour une puissance de 126 919 ch. Le dernier croiseur français construit dans ce cadre fut l'Algérie dont le poids du blindage était de 2 657 tonnes, la vitesse maximale de 33,20 nœuds pour une puissance de 93 230 ch.

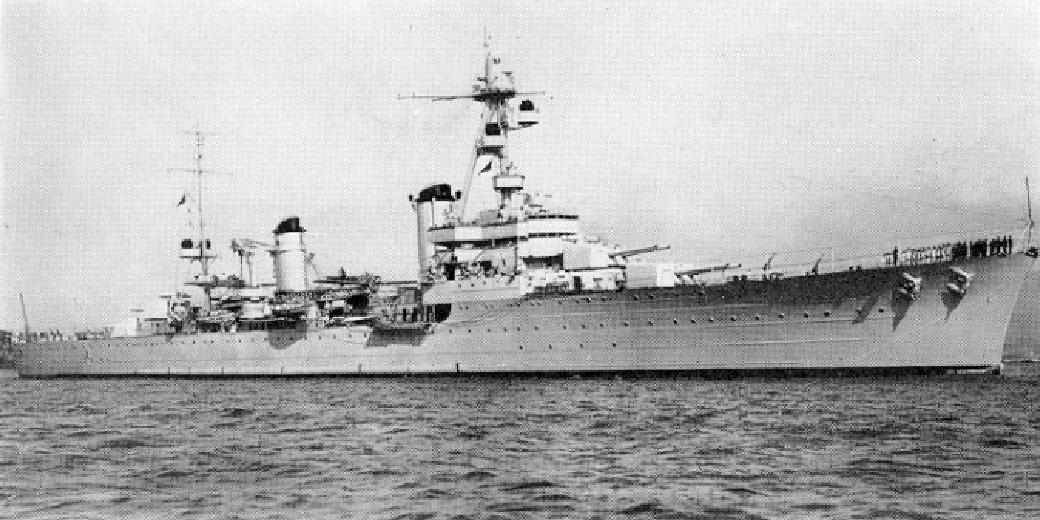
Le croiseur Colbert

Après les deux unités identiques de la classe Duquesne, les croiseurs français différaient tous les uns des autres.
Dans la classe Suffren, le croiseur éponyme avait les deux étages de la passerelle situés très haut dans le tripode avant, le Foch avait un tripode plus large. L'épaisseur du blindage variait légèrement pour les quatre croiseurs de la série Suffren-Dupleix. Pour les machines, tous sauf l'Algérie, avaient neuf chaudières Guyot du Temple, timbrées à 20 kg/cm2. Le Suffren et le Foch avaient aussi deux petites chaudières à charbon pour améliorer le rayon d'action à 11 nœuds et des soutes à charbon. Le Colbert et le Dupleix n'avaient pas de chaudières à charbon mais ils ont gardé les soutes qui contribuaient à la protection des machines. L'artillerie secondaire de la classe Duquesne et du Suffren comportait huit affûts simples de 75 mm Modèle 1925 pouvant servir de Défense Contre-Avions, assez faible. Le Colbert et le Foch avaient huit pièces simples de 90 mm et le Dupleix avait cette artillerie de 90 mm en quatre pseudo-tourelles doubles ouvertes,. Ces bâtiments faisaient cependant jeu égal avec leurs homologues italiens et surclassaient les croiseurs légers allemands.

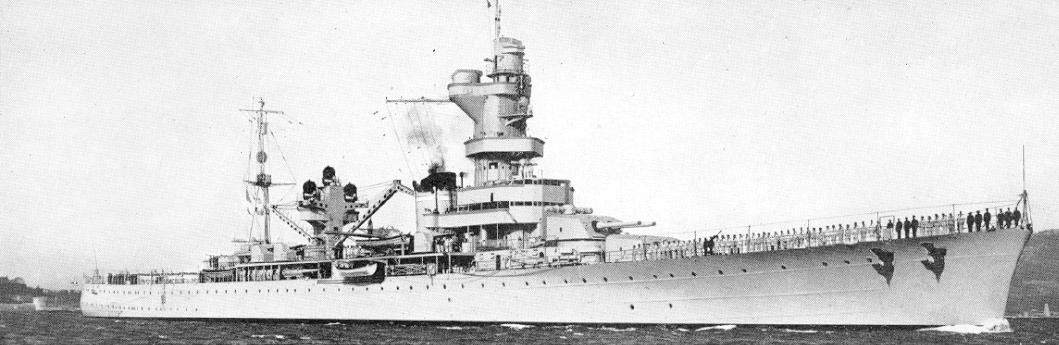
Le croiseur Algérie en 1935

Avec une coque flush deck et une cheminée unique, une tour à la place du tripode avant, l'Algérie avait une silhouette qui anticipait celle du Dunkerque. Dernier croiseur « lourd » français, construit après 1930, l'Algérie a la réputation d'être l'un des croiseurs issus du traité de Washington les mieux réussis de son temps. Il avait une artillerie secondaire à double usage de 100 mm, en six pseudo-tourelles ouvertes, qu'on retrouvera sur le cuirassé Richelieu . Le blindage de ceinture atteignait 110 mm et celui du pont principal 80 mm. Les machines, six chaudières construites par l'établissement d'Indret timbrées à 27 kg/cm2 à 325 °C, alimentaient des turbines à engrenages Rateau-Bretagne, entraînant quatre hélices, et permettaient d'atteindre 33 nœuds.

### Le traité de Londres de 1930 distingue croiseurs lourds et croiseurs légers

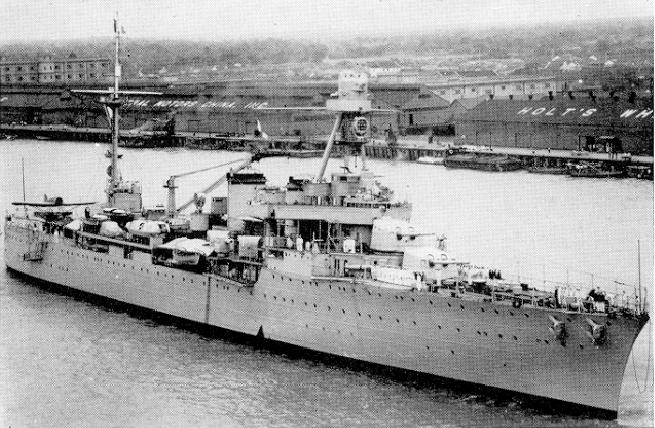
Le qui a donné son nom a une classe de croiseurs français, avait été mis sur cale quelques mois avant la Conférence de Washington

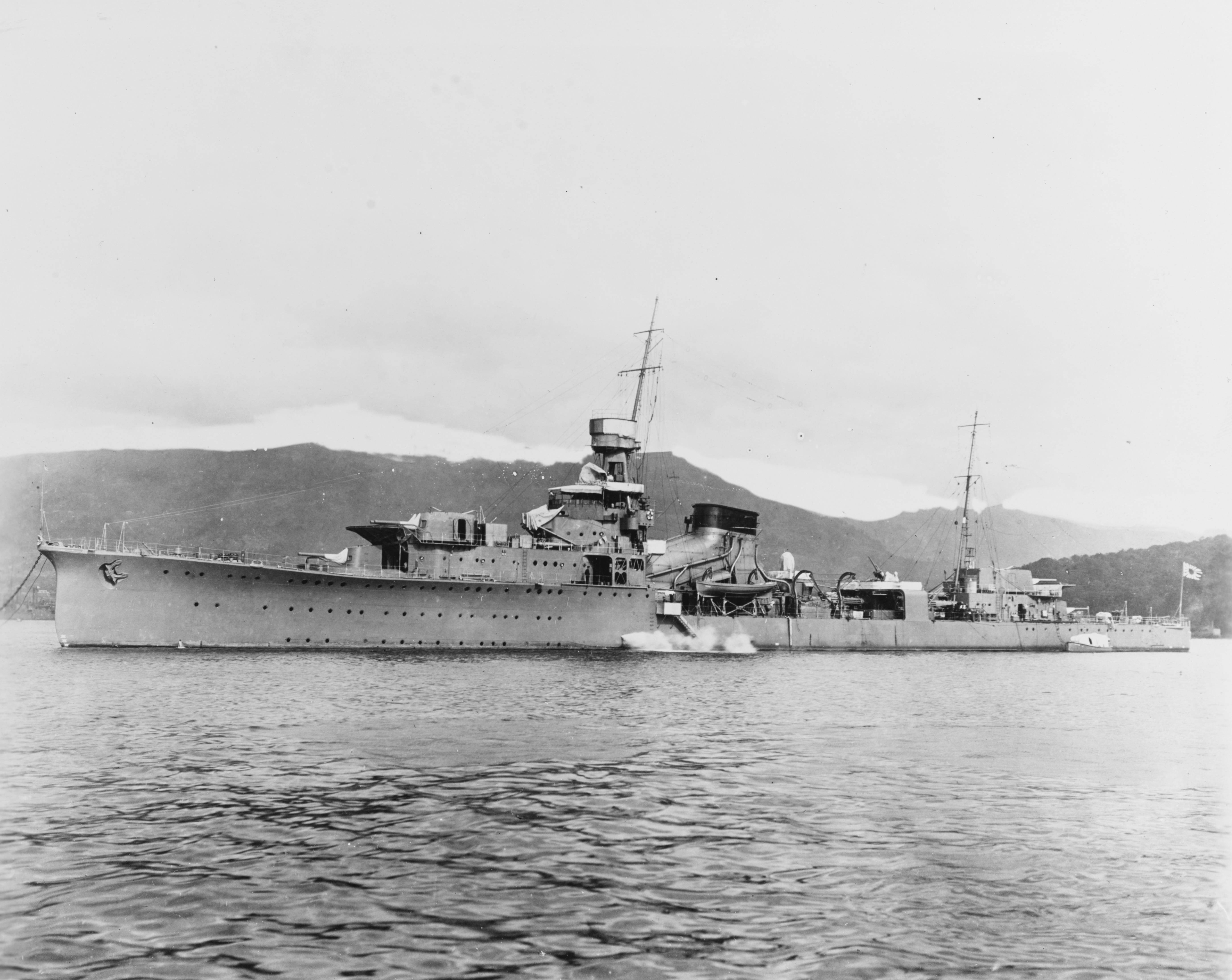
Le croiseur, conçu et mis sur cale avant le traité naval de Washington

Certains croiseurs, comme la classe Duguay-Trouin ou le Yūbari japonais avaient été conçus avant les négociations sur la limitation des armements navals ou résultaient du respect des stipulations d'autres traités. Ainsi l’Allemagne n’était pas soumise aux stipulations du traité de Washington mais à celles du traité de Versailles qui limitait le tonnage de ses croiseurs à 6 000 tonnes. Aussi la Reichsmarine a-t-elle mis en chantier, entre 1926 et 1928, trois croiseurs de la classe Königsberg,, au déplacement de 6 650 tonnes, armés de trois tourelles triples de 150 mm, avec une vitesse de 30-32 nœuds, puis en 1929, une unité améliorée, le Leipzig, équipé de moteurs diesel plus puissants, d'une ceinture blindée plus étendue pour un déplacement équivalent (6 710 tonnes). Un dernier croiseur léger, le Nürnberg, de ce même type, a rejoint la Kriegsmarine en 1935.

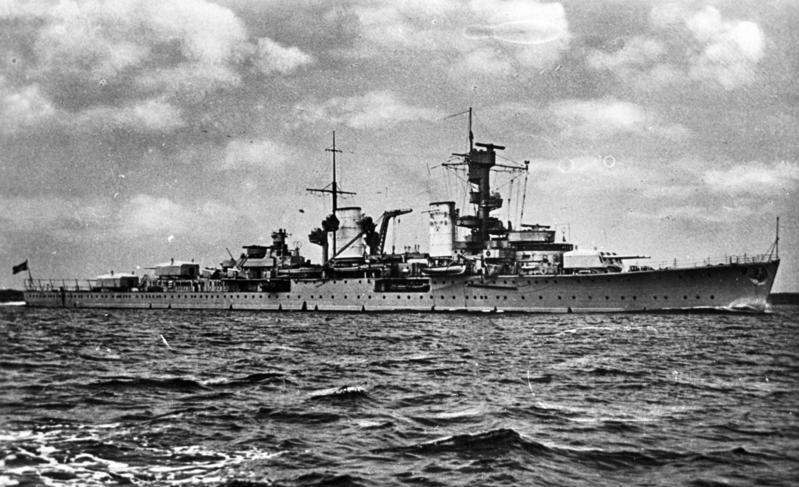
Croiseur léger allemand de la

La Royal Navy considérait, on l'a vu, que le croiseur de 10 000 « tonnes Washington » était trop grand pour ses besoins, et en 1927, un croiseur légèrement plus petit que la classe County, le HMS York, avait été mis sur cale avec seulement six canons de 203 mm. La construction de deux croiseurs de même tonnage que la classe York mais avec huit canons de 203 mm (HMS Surrey et HMS Northumberland), a été un moment considérée mais alors que la Conférence de Londres venait à peine de commencer, le gouvernement du Royaume-Uni a annoncé l’annulation de ses projets de croiseurs armés de canons de 203 mm, tandis que la première unité d’une nouvelle classe était annoncée, avec un déplacement de 6 500 tonnes, armée de huit canons de 152 mm, capable de faire face au Leipzig. C’était le HMS Leander,.

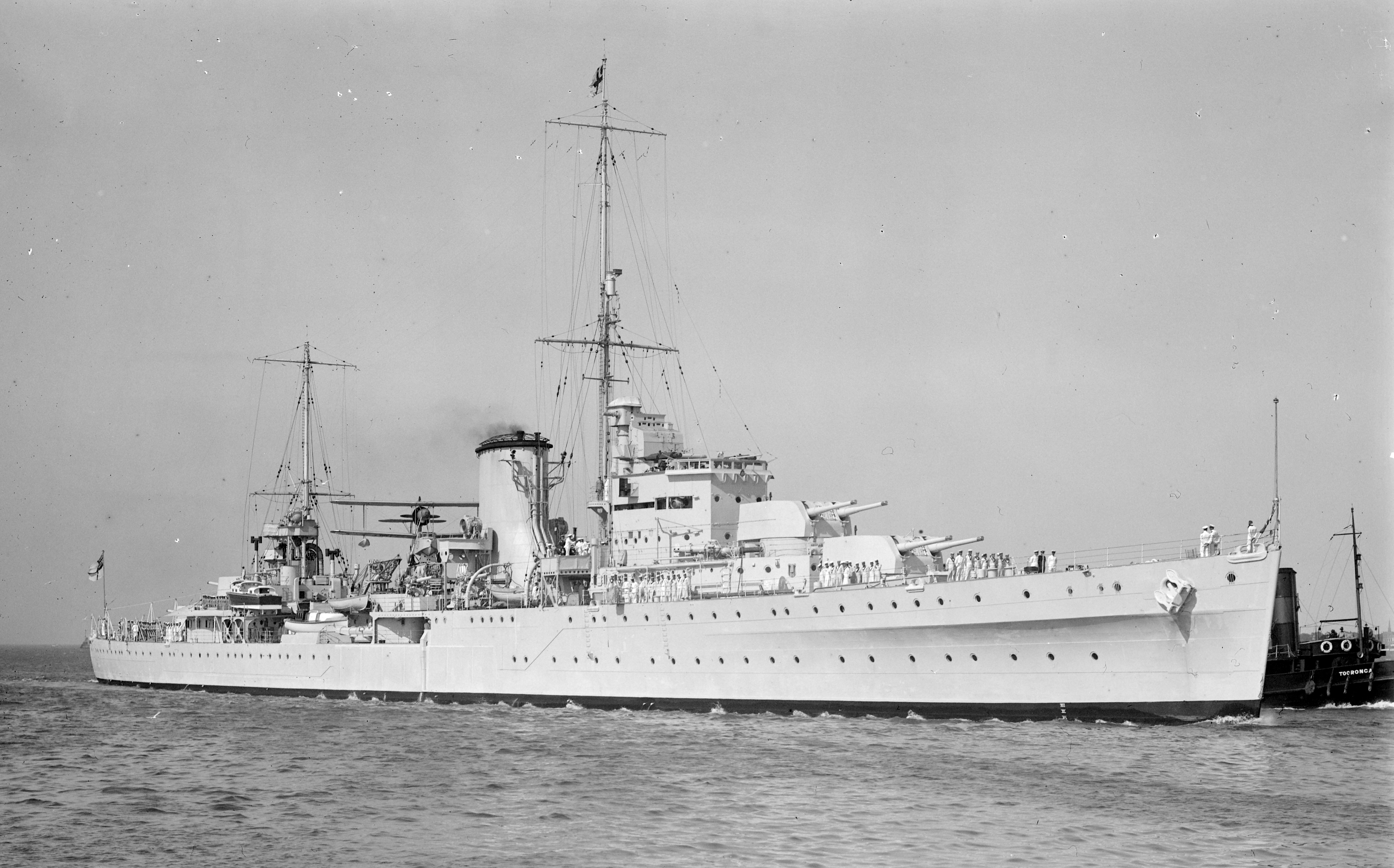
Croiseur léger de la, ici l', sous pavillon néo-zélandais

En 1926, la France avait commencé à construire des « contre-torpilleurs » (les classes Jaguar, Guépard, et Aigle), qui étaient supérieurs en déplacement et en puissance de feu aux destroyers, notamment italiens, de l’époque. Dans le but de faire face à cette menace, l’Italie décida de produire une nouvelle classe de croiseurs qui seraient d’une taille intermédiaire entre ces contre-torpilleurs français et ses croiseurs de l’époque. Les quatre premières unités (la classe Alberto da Giussano, premier sous-groupe de l’ensemble des croiseurs italiens portant des noms de Condottieri), furent mises sur cale en 1928 et achevées en 1932. Avec un déplacement de 5 200 tonnes, ils étaient armés de huit pièces de 152 mm en tourelles doubles, pouvaient atteindre la vitesse remarquablement élevée de 37 nœuds, mais avaient un blindage négligeable et un court rayon d’action. Ces croiseurs entraient dans la nouvelle catégorie des « croiseurs légers » définis par les stipulations du traité de Londres qui venait d’être signé.
Une série de six croiseurs a constitué ensuite les sous-classes Luigi Cadorna mise en service en 1933, Raimondo Montecuccoli en 1935, et Duca d'Aosta, en 1935-36. Hormis les deux premières classes très proches, ces sous-classes ont eu un déplacement et une vitesse accrus par rapport à la précédente, mais une protection comparable et une artillerie principale de huit pièces de 152 mm.
Le traité naval de Londres de 1930 a en effet introduit principalement une distinction entre les croiseurs, dits de Type A communément appelés croiseurs « lourds », avec des canons d’un calibre supérieur à 155 mm et pouvant aller jusqu’à 203 mm, et les croiseurs de Type B, communément appelés croiseurs « légers », avec des canons d’un calibre égal ou inférieur à 155 mm. Ce calibre était celui de l’artillerie principale de la classe Duguay-Trouin, qui avait été conçue avant le traité de Washington et dont la vitesse et la quasi absence de blindage en faisait à l'évidence des croiseurs légers. Ce traité avait également fixé le nombre des croiseurs de Type A de chaque signataire, dix-huit pour le Royaume-Uni, et les États-Unis, douze pour le Japon, et sept pour la France, et l'Italie, et n'avait autorisé leur remplacement que vingt ans après leur achèvement, si celui-ci était intervenu après le 31 décembre 1919,. Le traité de Londres fixait aussi un tonnage global par nation pour les croiseurs légers, mais la France avait refusé d'y souscrire, car l'Allemagne n'y était pas soumise, et l'Italie l'avait imité.
Aux États-Unis, pour respecter les stipulations du traité de Londres, les dix premiers croiseurs construits conformément aux stipulations du traité de Washington de 1922 (les classes Pensacola et Northampton et les USS New Orleans et Portland), ont été reclassés, en 1931, de la catégorie désignée CL pour “Cruiser Light”, comme la classe Omaha, en raison de leur blindage relativement faible, en une catégorie désignée CA, utilisée à la fin du XIXe siècle pour les croiseurs cuirassés (en anglais : “Cruiser Armored”). Les dernières unités de la classe New Orleans et l'USS Indianapolis ont été directement classés CA (croiseurs lourds).

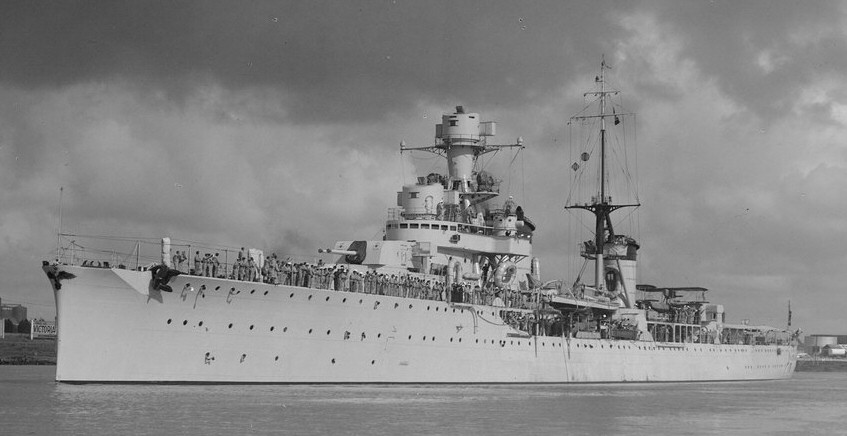
Croiseur italien de la classe Cadorna, seconde sous-classe des Condottieri, ici l'Armando Diaz

Ceci étant, l'opinion générale était que la compétition internationale concernant la catégorie des croiseurs serait désormais circonscrite aux croiseurs légers. Ainsi, du côté français, un nouveau croiseur avait été commandé en 1926, et lancé en 1930, spécialement conçu comme navire-école pour les élèves de l’École Navale. Le croiseur Jeanne d'Arc avait la même artillerie de calibre 155 mm, en tourelles doubles que la classe Duguay-Trouin. Mais la conjonction du traité de Londres qui mettait un terme à la construction de croiseurs ayant une artillerie de 203 mm et de la construction de croiseurs légers par l'Allemagne et 
l'Italie, a conduit la France à concevoir un nouveau type de croiseur léger, à une époque où l'on pensait encore être en mesure d'avoir une flotte capable d'affronter celles de l'Italie et de l'Allemagne réunies.

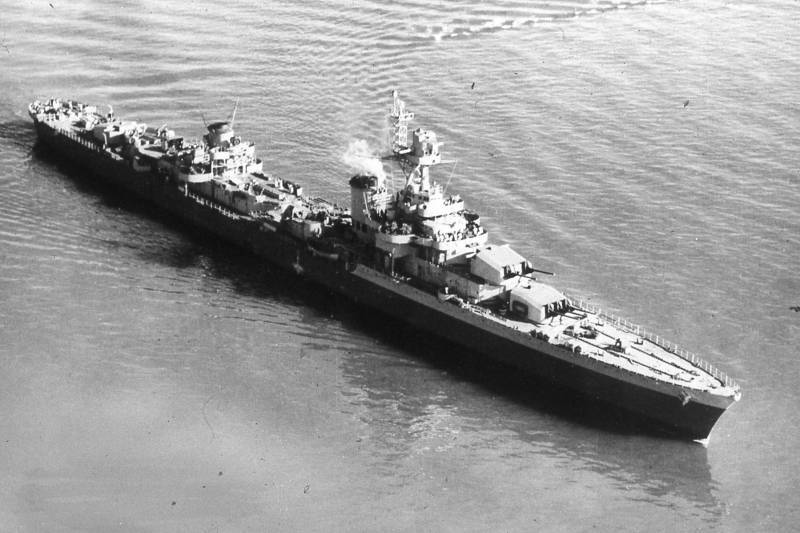
Le croiseur léger Émile Bertin

Ce nouveau croiseur, l’Émile Bertin, conçu pour opérer comme mouilleur de mines et conducteur de flottille de destroyers, avait reçu un armement de neuf pièces de 152 mm, complètement nouveau, tant par son calibre que par sa disposition en trois tourelles triples. Il disposait, comme artillerie secondaire anti-aérienne, de quatre pièces de 90 mm, en un affût double, et deux pièces simples. Son déplacement était de 5 886 tonnes, ses machines développaient 102 000 ch, pour 34 nœuds en service normal, mais il n’avait pas de blindage d’une épaisseur supérieure à 30 mm, et son rayon d’action n’était que de 3 600 nautiques à 15 nœuds. Atteignant 39,66 nœuds à ses essais de vitesse, en développant 137 908 ch, ce fut le croiseur français le plus rapide jamais construit. Une version améliorée, la classe La Galissonnière, forte de six unités a été mise en chantier, à partir de 1931. D'un déplacement standard de 7 600 tonnes, filant aisément 32 nœuds, ayant le même armement principal que l’Émile Bertin, mais une artillerie secondaire plus forte (quatre tourelles doubles ouvertes de 90 mm), avec surtout une cuirasse de ceinture de 105 mm, plus épaisse que celle des croiseurs « lourds » français, excepté l'Algérie. Une série de trois croiseurs avec une artillerie secondaire renforcée sur le modèle de celle de l'Algérie devait suivre, dont un seul, le croiseur De Grasse, sera achevé après la guerre, en grand croiseur anti-aérien.

## Après le traité de Londres de 1930
À la différence de ce que l'on avait vu à la fin du XIXe siècle, où des types de croiseurs protégés ou cuirassés se sont répandus dans de nombreux pays du monde, parfois sur des modèles conçus par des chantiers européens ou américains, le croiseur « lourd » qui devait concilier armement au calibre limité, vitesse et blindage, dans un déplacement de 10 000 tonnes, n'a été copié, du temps où leur construction était autorisée, que par la marine argentine, avec les deux croiseurs lourds de la classe Veinticinco de Mayo et la marine espagnole, avec deux unités de la classe Canarias (en). Les navires argentins construits en Italie étaient inspirés de la classe Trento. D'un déplacement de 9 000 tonnes à pleine charge, ils portaient trois tourelles doubles de 190 mm et pouvaient filer 32 nœuds. Ils sont entrés en service en juillet 1931. Les croiseurs espagnols conçus sur des plans britanniques, inspirés de la classe County, ont été lancés en 1931-1932. Ce sont les premiers croiseurs lourds à avoir connu le feu des combats pendant la guerre civile espagnole, au cap Spartel, et devant Cherchell. Le Baleares a été coulé à la bataille du cap de Palos.

### Le «grand» croiseur léger, rival du croiseur lourd
Privées de la possibilité d'accroître leurs flottes de croiseurs lourds, la Marine impériale japonaise, et sa grande rivale dans l’Océan Pacifique, l'U.S. Navy, étaient toutes deux intéressées à avoir de grands croiseurs, qu’ils soient classés « lourds » ou « légers » leur importait peu, d'autant que la supériorité des croiseurs lourds armés de canons de 203 mm d’une portée supérieure aux canons de 152 mm n’était réelle que par temps clair, et qu’avec une visibilité plus faible, en ces temps antérieurs au radar d’artillerie, la cadence de tir plus rapide des canons de 152 mm faisait des croiseurs légers des adversaires coriaces. On peut estimer que le poids de la bordée d'un grand croiseur léger, armé de douze canons de 152 mm, tirant des obus de 45 kg environ à 6 coups par minute était de 3 260 kg/min, pour 2 200 kg/min pour un croiseur lourd armé de huit canons de 203 mm tirant des obus de 110 kg environ à 2½ coups par minute. Encore fallait-il que les grands croiseurs légers aient une vitesse et un blindage leur permettant d'approcher sans dommages jusqu'à avoir leurs adversaires à portée.

#### Les classes Mogami et Tone

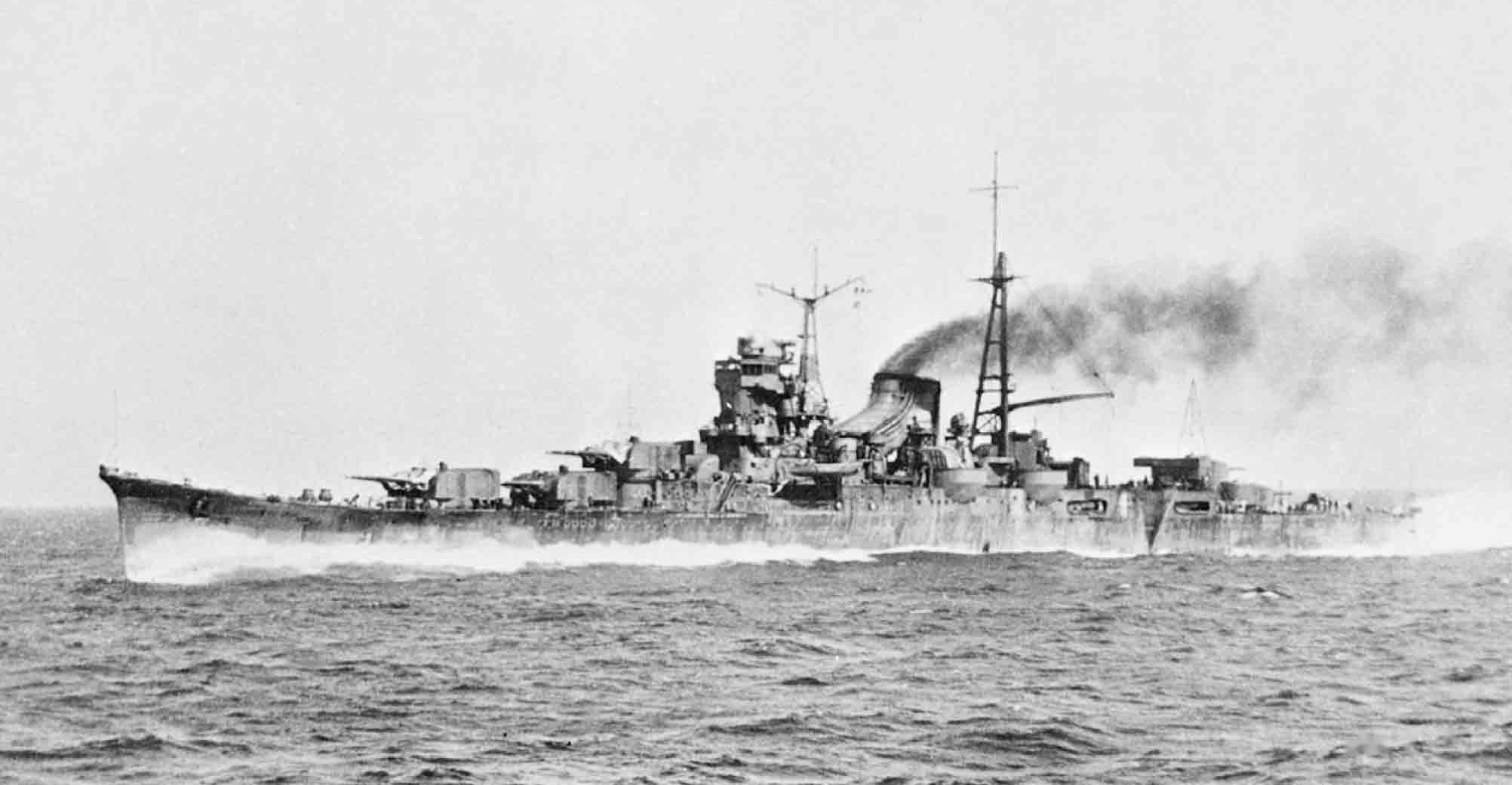
Le croiseur japonais Mogami en essais en 1935, portant des tourelles triples de 155 mm

Comme le traité de Londres n'avait pas fixé de limite de déplacement pour le Type B, ne demeurait que la limite supérieure de 10 000 tonnes, fixée par le traité de Washington. Aussi pour son programme de 1931, la Marine impériale japonaise passa commande des deux premières unités d’une nouvelle classe de croiseurs, la classe Mogami, avec quinze canons de 155 mm en cinq tourelles triples, avec une disposition des tourelles avant un peu différente des classes précédentes, la tourelle superposée étant la tourelle no 3 et non pas la tourelle no 2. La vitesse maximale était de 37 nœuds et le déplacement annoncé de 8 500 tonnes, manifestement sous-évalué. Mis en service en 1935, ces bâtiments, construits avec une technique de soudure qui n'était pas encore bien maîtrisée par l'industrie japonaise et souffrant d'un excès de poids dans les hauts qui nuisait à leur stabilité, n'étaient pas sans défauts. Ils furent très vite de retour à l'arsenal de Kure pour qu'on y portât remède. Ils en ressortirent dotés de bulges pour accroître la stabilité et leurs membrures renforcées. Ils déplaçaient alors 11 200 tonnes et ils avaient leur vitesse maximale réduite d'un nœud. Les deux dernières unités de la classe reçurent, pendant leur construction, les mêmes améliorations, et eurent leur nombre de chaudières réduit de dix à huit.

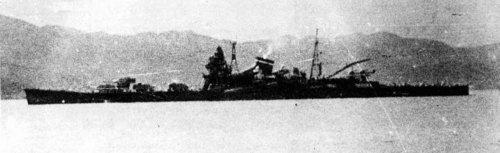
Le croiseur Tone avec ses quatre tourelles de 203 mm, toutes à l'avant

En 1937-1938, la Marine Impériale japonaise entreprit, pour prendre la suite de la classe Mogami, la construction de deux grands croiseurs : la classe Tone. Ces navires avaient cette particularité d'avoir quatre tourelles, toutes à l'avant, la tourelle no 2 superposée à la tourelle no 1, les tourelles no 3 et no 4 ne pouvant tirer que sur les côtés. Cela a permis de parquer jusqu'à cinq hydravions sur leur très longue plage arrière. Les concepteurs de ces croiseurs bien protégés déplaçant 11 000 tonnes, n'étaient pas censés respecter les traités de limitation des armements navals : le Japon, depuis la Seconde Conférence de Londres de 1936, n'en reconnaissant plus aucune stipulation. C'est pourquoi ils furent mis en service avec des tourelles doubles de 203 mm, après que les quatre unités de la classe Mogami eurent reçu, au cours d'une refonte en 1939-1940, des tourelles doubles de 203 mm, à la place de leurs tourelles triples de 155 mm ce qui avait porté leur déplacement à plus de 12 000 tonnes. Ainsi, pour la Marine Impériale japonaise, il y avait confusion totale entre grands croiseurs légers et croiseurs lourds.

#### Les classes Brooklyn, St.Louis et l'USSWichita

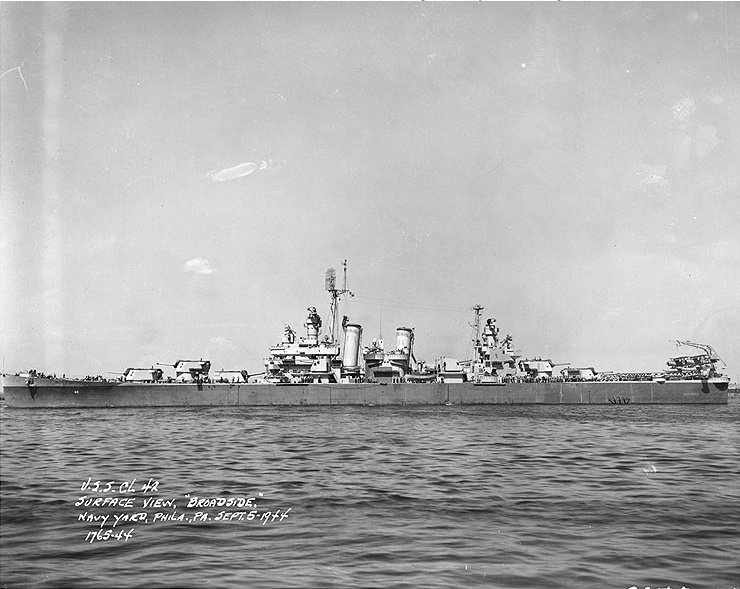
Le croiseur Savannah(CL-42) de la classe Brooklyn, réponse à la classe Mogami

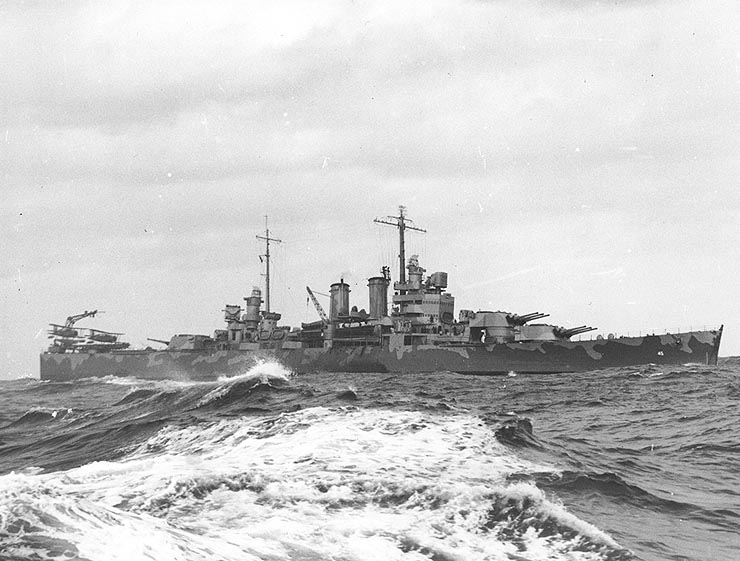
L'USS Wichita (CA-45) a été le dernier croiseur lourd américain des années 1930

La réaction de l’U.S. Navy fut la classe Brooklyn, avec quinze canons en cinq tourelles triples de 152 mm et huit pièces anti-aériennes de 127 mm qui équipaient les croiseurs lourds en affûts simples. Ils portaient une ceinture blindée de 4 pouces (102 mm) d’épaisseur, ou 5 pouces, sur les deux dernières unités, la sous-classe St. Louis, comme sur les croiseurs lourds. Le pont continu permettait de disposer à l'arrière d'un hangar d'aviation et d'utiliser l'espace au centre du navire pour y installer des pièces anti-aériennes. Ils avaient une vitesse de 32,5 nœuds, pour un déplacement de 9 700 tonnes qui n'était pas sous-évalué. Les premières unités de cette classe furent lancées en 1936-1937. Elles sont entrées en service entre septembre 1937 et juin 1938.
Le dix-huitième croiseur lourd qui restait à construire pour l'U.S. Navy fut l'USS Wichita. Il a été lancé en novembre 1936, incorporant de nombreux éléments qui se trouvaient sur la classe Brooklyn, montrant la proximité entre les croiseurs lourds et les grands croiseurs légers, au moins pour l'U.S. Navy, et on l'a vu, pour la Marine Impériale japonaise. Toutefois, il était équipé pour son artillerie secondaire du nouveau canon de 127 mm/38 calibres, toujours en tourelles simples.

#### Les classes Town, Edinburgh et Crown Colony de la Royal Navy

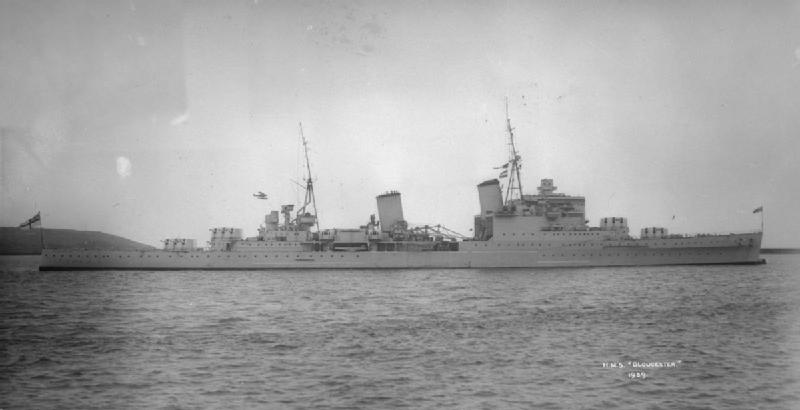
Le HMS Gloucester, de la classe Town était un grand croiseur léger britannique portant quatre tourelles triples de 152 mm

La Royal Navy, privilégiant le nombre plutôt que la puissance des croiseurs, avait mis sur cale quatre unités d’une classe de croiseurs légers, la classe Arethusa, plus petits que le HMS Leander, avec seulement 6 canons de 152 mm. Ils furent lancés entre 1934 et 1936. Pour pouvoir réagir à l’apparition des grands croiseurs légers japonais et américains, le Royaume-Uni dut annuler plusieurs unités projetées des classes Leander et Arethusa . Les deux premiers grands croiseurs légers britanniques qui devaient s'appeler Minotaur et Polyphemus,, furent lancés en 1936. Ils étaient conçus comme une extrapolation de la sous-classe Amphion de la classe Leander, c'est-à-dire des trois dernières unités, dotées de deux cheminées, qui seront transférées à la Marine australienne. Avec douze canons de 152 mm, en quatre tourelles triples, et des installations d’aviation spacieuses au centre du navire, il fallait avoir une passerelle plus haut placée, ce qui conduisait à avoir des cheminées inclinées vers l'arrière. Comme il en résultait peu de ressemblance avec les Amphion, il fut décidé de ne pas retenir des noms mythologiques et ils devinrent finalement les premières unités de la classe Town. Leur blindage de ceinture avait 114 mm (4 pouces ½) d'épaisseur. Leur vitesse maximale était de 32 nœuds. Ils respectaient à peu de chose près le déplacement de 10 000 tonnes avec 11 350-11 650 tonnes à pleine charge.

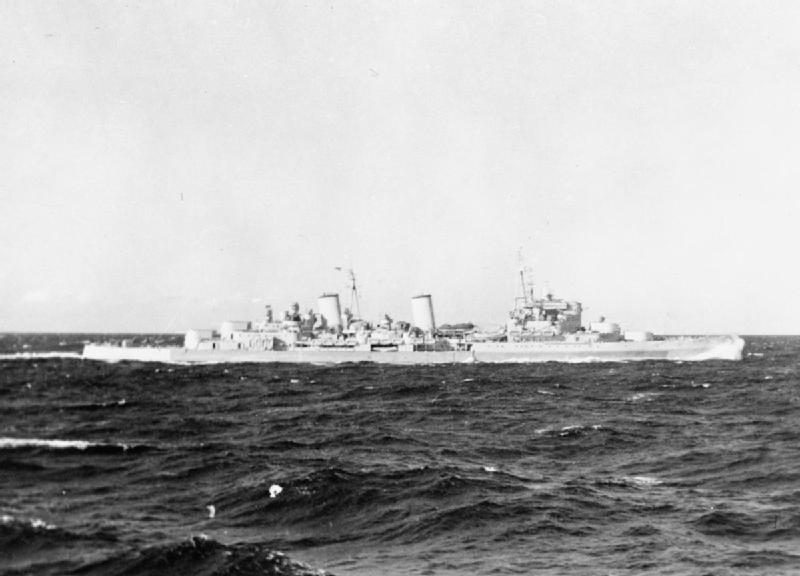
Le HMS Belfast, dans le Pacifique, en 1945

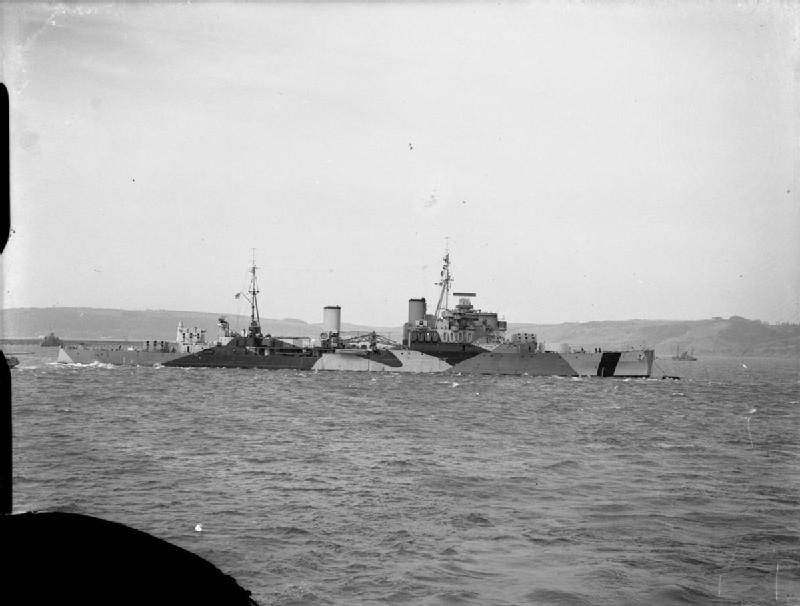
HMS Mauritius de la classe Fiji

En raison de la propension habituelle des architectes navals de rechercher l'amélioration au travers de l'accroissement du déplacement, les deux grands croiseurs HMS Belfast et HMS Edinburgh ont été des extrapolations de la classe Town (qu'il fut un temps envisagé de doter de tourelles quadruples), déplaçant 12 650 tonnes à pleine charge. Mais revenant aussitôt à la préférence du nombre par rapport à la puissance, la Royal Navy développa, avec la classe Crown Colony, une série de onze croiseurs, avec une artillerie principale et un déplacement équivalents à celui des premières unités de la classe Town pour huit unités, la sous-classe Fiji. L'expérience de la guerre conduisit, sur les trois autres, la sous-classe Ceylon, à renforcer l'armement anti-aérien en supprimant la tourelle X (arrière superposée) et à réduire le blindage de ceinture de 30 mm. La silhouette différait aussi de la classe Town en ce que les cheminées et les mâts étaient droits.
Mais pour faire face à ses besoins persistants en croiseurs légers, la Royal Navy se trouva contrainte par les dispositions complexes du traité Londres de 1930 à décider de refondre certains de ses croiseurs lourds anciens, de la classe Hawkins, qui avaient en 1922, servi de référence pour définir la taille limite des croiseurs, et les reclasser en croiseurs légers, en troquant leur artillerie de sept canons de 190,5 mm, contre neuf canons de 152 mm, provenant de croiseurs de la classe C, transformés en croiseurs anti-aériens. Cela ne fut finalement mis en œuvre que pour le HMS Effingham.

#### Les autres croiseurs européens proches des grands croiseurs légers

##### La sous-classe italienne Duca degli Abbruzzi

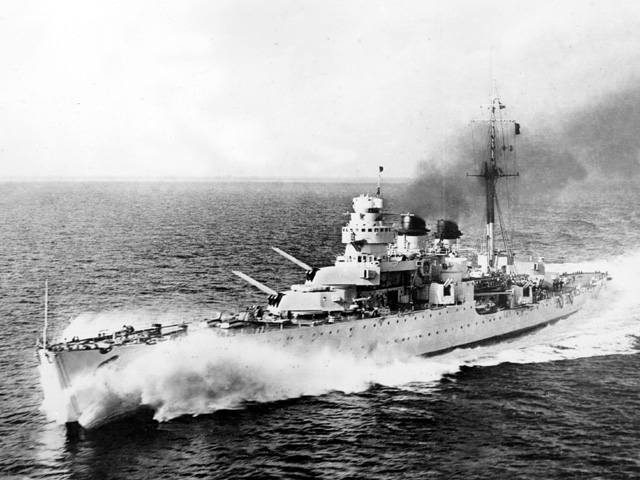
Le grand croiseur léger italien portait dix canons de 152mm

La Regia Marina italienne acheva sa série des Condottieri, par une cinquième sous-classe Duca degli Abruzzi, mise en service en 1937, déplaçant plus de 11 000 tonnes, portant dix canons de 152 mm, en deux ensembles d'une tourelle double superposée à une tourelle triple. Sans être dotés d'une artillerie comparable à celle de la classe Brooklyn ou de la classe Town, ils surclassaient les croiseurs français de la classe La Galissonnière individuellement (il n'y eut que deux unités construites, pour six françaises), avec un canon de plus et un blindage de ceinture plus épais atteignant 140 mm.

##### Les croiseurs français des classes La Galissonière et De Grasse

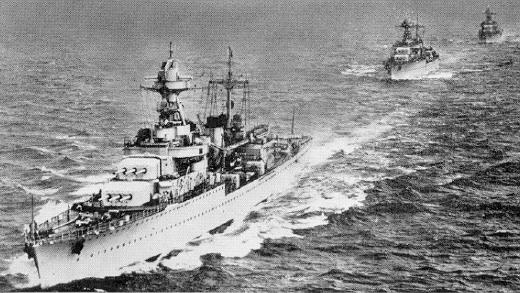
Croiseurs de la classe La Galissonnière.

Sans faire stricto sensu partie des grands croiseurs légers car ils ne portaient que 9 pièces d'artillerie principale, les croiseurs français de la classe La Galissonnière en étaient proches, associant à une artillerie un peu supérieure à celle des croiseurs britanniques de la classe Leander ou allemands de la classe Leipzig, une protection renforcée par rapport à celle des croiseurs lourds français, l'Algérie excepté. Après leur modernisation aux États-Unis pendant la guerre, ils se sont retrouvés avec des caractéristiques assez semblables aux unités de la sous-classe Ceylon, qui n'avaient que trois tourelles de 152 mm.

##### Les derniers croiseurs néerlandais commandés avant-guerre
Dans un programme de renforcement de ses forces navales aux Indes orientales, face au Japon, en 1932, les Pays-Bas ont résolu de construire deux croiseurs d'un déplacement de 10 000 tonnes environ, version améliorée du HNLMS De Ruyter avec une tourelle triple et deux tourelles doubles de 150 mm, commandées à la firme suédoise Bofors. Les deux unités ont été mises sur cale en 1939, et lorsque les Pays-Bas ont été occupés en 1940, les coques n'ont pas été détruites, mais la construction n'a été poursuivie, pour le compte des Allemands, qu'avec une extrême lenteur et l'artillerie commandée en Suède n'a pas été livrée.
Au bout du compte, lorsque la guerre a commencé en Europe, la différence entre croiseurs lourds et croiseurs légers tenait au calibre de l'artillerie principale, mais on a vu que les grands croiseurs légers avaient un poids de bordée par minute qui pouvait être égal à 150 % de celui des croiseurs lourds, et pour le reste, déplacement et puissance des moteurs, les caractéristiques étaient identiques, et le blindage comparable pouvant atteindre 140 mm, le double de celui des premiers croiseurs lourds, qui avaient été mis en service dix ou douze ans plus tôt.

### Les croiseurs lourds des pays non-signataires du traité de Londres

#### La classe Admiral Hipper
En Allemagne, Adolf Hitler, parvenu au pouvoir puis devenu Führer du Reich, proclamait sa volonté de s'affranchir du traité de Versailles et lançait une politique de réarmement, qui, dans le programme de constructions navales de 1934, comportait deux croiseurs qui ne respectaient aucunement les limites de déplacement fixées par le traité de Versailles. Dès lors que l'Allemagne n'était partie ni au traité de Washington, ni au traité de Londres, il n'y avait plus aucune limite à un réarmement naval allemand. Le Royaume-Uni, à l'insu des signataires du traité de Versailles, et en particulier de la France, a alors résolu de négocier avec le Troisième Reich un Traité naval germano-britannique aux termes duquel la marine allemande aurait le droit de disposer d'une flotte de surface, dans la limite de 35 % du déplacement global de chaque grande catégorie de navires de la Royal Navy de l'époque.

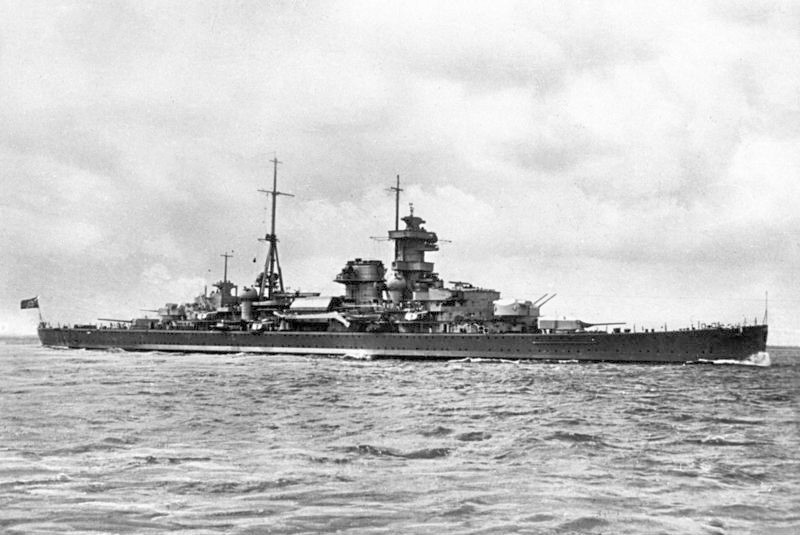
L'Admiral Hipper avant qu'il soit doté d'une étrave "atlantique" et d'un capot de cheminée, à la fin de 1939

Aux termes de l'accord du 18 juin 1935, la Kriegsmarine s'est donc vue reconnaître la possibilité de disposer de cinq croiseurs lourds, cinq ans après que le traité de Londres avait décidé de bloquer la construction de navire de ce type. Elle a ainsi pu bénéficier de l'expérience des autres marines. Les deux premières unités ont été mises sur cale, en juillet 1935 pour l'Admiral Hipper, et en avril 1936 pour le Blücher. L'armement principal était de huit canons de 203 mm en quatre tourelles doubles, l'artillerie secondaire de six pièces doubles de 105 mm, le blindage avait une épaisseur de 80 mm en ceinture et 20 à 50 mm sur les ponts. Les machines (douze chaudières à ultra haute pression alimentant trois ensembles de turbines à engrenage entrainant trois hélices) développaient 132 000 ch, pour une vitesse maximale atteignant 32 nœuds, mais, comme sur la classe Scharnhorst, leur fonctionnement a posé plusieurs fois problème en opération. Le déplacement atteignant près de 14 000 tonnes (18 600 tonnes à pleine charge) n'avait plus rien à voir avec les limitations du traité de Washington de 1922.
La troisième unité de la classe Admiral Hipper, le Prinz Eugen, a été achevé en 1940, et a rejoint la Flotte en mai 1941, pour accompagner le Bismarck. Pour les deux dernières unités, initialement prévues au programme de 1936, avec douze canons de 150 mm, le Seydlitz , parvenu à 95 % d'achèvement, est resté inachevé, puis a été démantelé en 1942, pour le transformer en porte-avions, mais il n'était pas achevé, dans cette nouvelle forme non plus, en 1945. Le Lützow, lancé en 1939, a été vendu inachevé à l'Union soviétique, qui en a pris livraison en avril 1941, l'a utilisé en batterie côtière, mais n'avait pas les capacités d'en achever la construction.
On observera qu'en 1940, la Kriegsmarine a reclassé en « croiseurs lourds » les deux unités restantes de la classe Deutschland bien que le calibre de 280 mm de leur artillerie principale eût largement excédé la limite de 203 mm fixée par le traité naval de 1922.

#### La classe Kirov

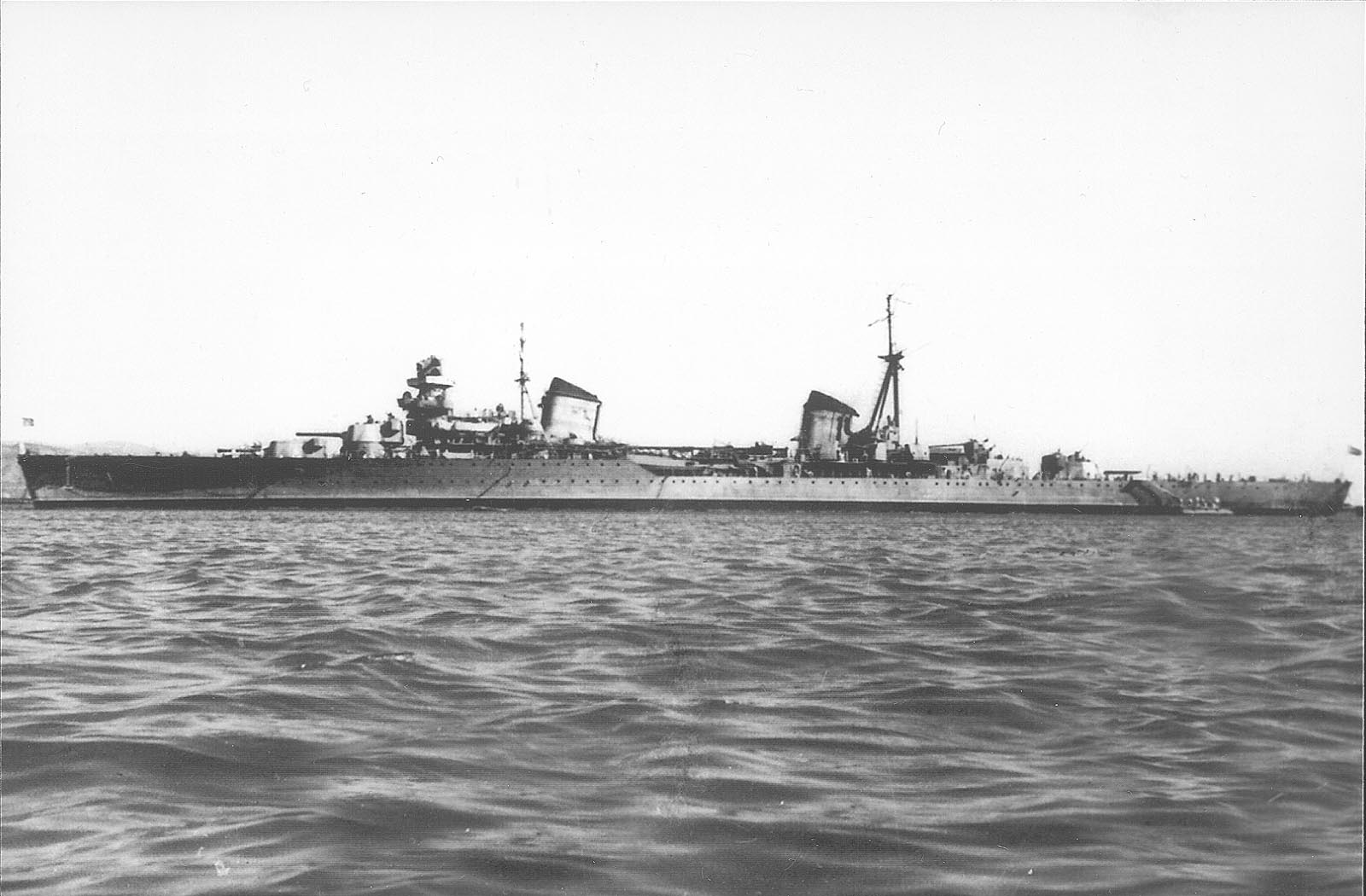
Le Molotov n'avait pas la structure "quadripode" à l'avant, caractéristique du Kirov et du Voroshilov.

L'Union soviétique a achevé, au bout de vingt ans, la construction d'un croiseur de 8 000 tonnes, mis sur cale en 1913, baptisé Amiral Lazarev de la classe Admiral Nakhimov, à son lancement en 1916, resté inachevé de 1917 à 1924, rebaptisé Krasny Kavkaz (Caucase Rouge en russe), mis en service en 1932 dans la Marine soviétique. Il était armé de quatre pièces d'un nouveau canon de 180 mm, en tourelles simples axiales, car sa coque avait été jugée de construction trop légère pour supporter l'artillerie de 203 mm, initialement souhaitée. En 1935, la décision a été prise de construire six croiseurs armés de ce nouveau canon, en trois séries de deux unités, la première paire étant mise sur cale en 1935, au chantier Ordjonikidze de Leningrad, la seconde en 1936 au Chantier naval de la mer Noire à Nikolaïev, la troisième au chantier naval de l'Amour à Komsomolsk. Ils ont porté des noms de personnages célèbres de l'Union soviétique. Avec un déplacement de moins de 10 000 tonnes (8 800 tonnes, et 11 500 tonnes à pleine charge) et avec une artillerie principale d'un calibre intermédiaire entre 155 mm et 203 mm, ils auraient eu exactement les caractéristiques des croiseurs lourds stipulées par le traité de Londres de 1930, s'ils n'avaient pas été construits plus de 5 ans après que la construction de ce type de navire avait été bloquée, par ce même traité, auquel, au demeurant, l'Union soviétique n'était pas partie.
Les Soviétiques ont cherché l'aide de firmes américaines ou du Troisième Reich allemand pour construire des super-cuirassés, ou pour des croiseurs, on vient de le voir plus haut, en particulier pour l'artillerie principale, finalement sans succès, mais pour les coques et les machines de cette classe de croiseurs, ce fut l'Italie qu'ils sollicitèrent avec succès. Avec la coopération de l'entreprise Ansaldo, ces croiseurs furent conçus sur la base de la classe Raimondo Montecuccoli pour la coque, et de la classe Duca d'Aosta pour les machines. Mais ceci entraina des difficultés lorsqu'il s'est agi d'installer des tourelles triples de 180 mm sur une coque qui n'avait qu'un mètre de plus en largeur maximale que celle où la Regia Marina italienne avait installé des tourelles doubles de 152 mm. Ceci a conduit à installer les trois canons de chaque tourelle sur un berceau commun, mais la proximité des tubes provoquait une dispersion importante entre les obus d'une même salve.
Le blindage de ceinture, des ponts et des tourelles n'avait que 50 mm d'épaisseur sur le Kirov et le Maxime Gorki. Il fut porté à 70 mm pour les autres unités. Des catapultes étaient installées entre les cheminées. Les machines, de construction italienne pour le Kirov, manquèrent d'atteindre d'un nœud la vitesse maximale escomptée de 37 nœuds, parce que le déplacement prévu était dépassé de 500 tonnes, mais sur les unités construites en Mer Noire, comme le Vorochilov, dont les machines étaient de fabrication soviétique, la vitesse prévue fut atteinte.
La classe Kirov n'ayant pas donné pleinement satisfaction, six croiseurs déplaçant 11 000 tonnes (15 000 tonnes à pleine charge), la classe Tchapaïev, ont été mis sur cale de 1938 à 1940, et lancés pour quatre d'entre eux en 1940-1941. Prévus pour porter quatre tourelles triples de 150 mm, pointant en élévation à 50°, c'étaient typiquement de « grands » croiseurs légers. Ils sont entrés en service, on le verra plus loin, vers 1949-1950.

### Les croiseurs conçus pendant la guerre
La tendance de la construction navale militaire est souvent d'aller vers des bâtiments plus puissants et d'un déplacement accru. Ce fut le cas pour les croiseurs-cuirassés au début du XXe siècle, puis pour les dreadnoughts et les croiseurs de bataille de la course aux armements du Royaume-Uni britannique et de l'Empire allemand, enfin pour les cuirassés entre les États-Unis et l'empire du Japon au début des années 1920. Les traités de limitation des armements navals ont posé le problème en d'autres termes, obligeant à concilier les besoins tactiques et stratégiques des marines et le respect, fût-i0
il formel, des stipulations des traités.

#### Les croiseurs anti aériens alliés
Pour les amirautés, la Défense Contre Avions est devenue une préoccupation majeure, mais la légèreté des avions a d'abord permis de trouver des solutions dans des armements de faible poids, ce qui a conduit à installer l'artillerie anti-aérienne sur des bâtiments de faible tonnage, au plus des conducteurs de flottilles de destroyers ou des éclaireurs de la flotte. On va les évoquer ci-dessous, parce qu'avec l'accroissement du poids des avions on verra, après la guerre, une tendance à donner une vocation principalement anti-aérienne aux grands croiseurs légers.

##### La classe Dido
Le Royaume-Uni avait mis en construction, simultanément à la classe Fiji, une série de seize croiseurs légers, armés d'une artillerie à double usage, la classe Dido. D'un déplacement de moins de 6 000 tonnes, ils devaient porter cinq tourelles doubles de 5,25 pouces (133,35 mm), du modèle de celles installées comme artillerie secondaire sur les cuirassés de la classe King George V. Conçus peu de temps avant la guerre, ils ont été mis en service de fin mai 1940 à début janvier 1944. Compte tenu de l'indisponibilité relative de cette artillerie, trois unités ne reçurent que quatre tourelles, et deux autres n'eurent que des pièces de 4,5 pouces (114 mm).

##### La classe Atlanta
Les États-Unis ont suivi la même voie, avec la classe Atlanta, dont les premières unités ont été mises en service de fin décembre 1941 à février 1942. Ces croiseurs légers, déplaçant 6 000 tonnes, portaient, pour les quatre premiers, huit tourelles doubles de 127 mm, à double usage. Mais ils souffraient de n'avoir que deux postes de direction de tir contre-avions. Conçus comme conducteurs de flottilles de destroyers, et donc dotés de tubes lance-torpilles, qui n'avaient plus été portés par des croiseurs américains depuis la classe Pensacola, ils avaient une vitesse maximale opérationnelle de 33 nœuds, un peu faible pour une telle mission.

#### Les grands croiseurs légers de la classe Cleveland

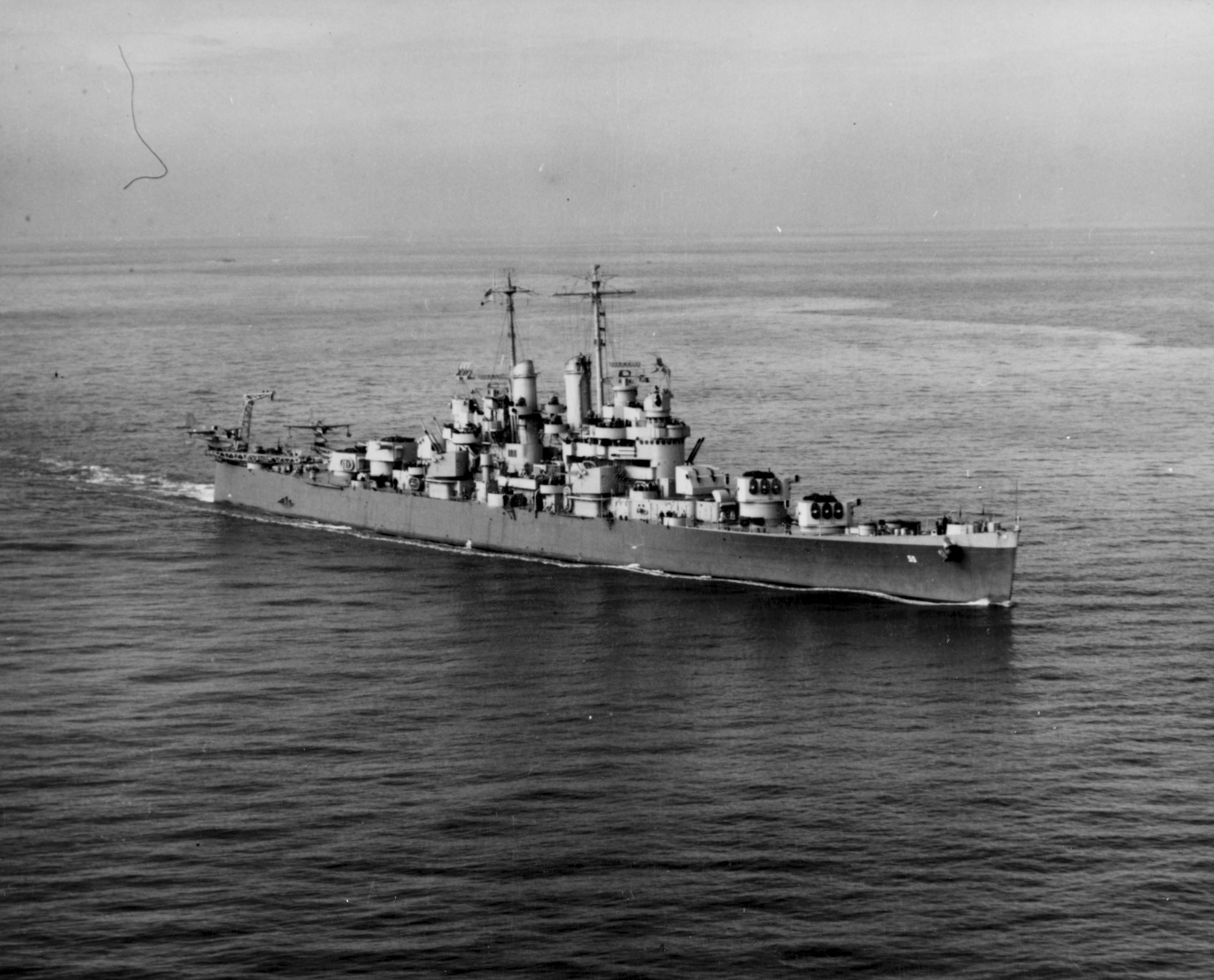
Le grand croiseur léger, à la mer en fin 1942

L'U.S. Navy mit ensuite en construction une très nombreuse série de grands croiseurs légers : la classe Cleveland différait de la classe Brooklyn en ce qu'elle n'avait que quatre tourelles triples de 152 mm au lieu de cinq, mais une artillerie secondaire renforcée de douze pièces de 127 mm à double usage, du même modèle que sur l'USS Wichita, mais en tourelles doubles, comme cela avait été fait sur les deux dernières unités de la classe Brooklyn, les USS St. Louis et Helena. La Défense Contre-Avions à courte portée comprenait de 8 à 28 pièces Bofors de 40 mm et de 10 à 21 pièces Oerlikon de 20 mm. Le blindage avait une épaisseur de 127 mm en ceinture, 76 mm sur le pont principal et 25 mm sur le pont inférieur. Les machines, développant 100 000 ch assuraient une vitesse maximale de 33 nœuds,. L'efficacité de ces croiseurs de 10 000 tonnes a tenu à la grande cadence de tir de leur artillerie principale, 8 à 10 coups par minute, conjuguée à leurs quatre postes de contrôle de tir à double usage, mettant en œuvre le système MK 37 GFCS couplé avec les radars.
Au moment de Pearl Harbor, quatre unités étaient déjà en service. Sur les trente-neuf croiseurs prévus, trois seront finalement annulés et neuf transformés pendant la construction en porte-avions légers : la classe Independence.

#### Les croiseurs lourds de la classe Baltimore

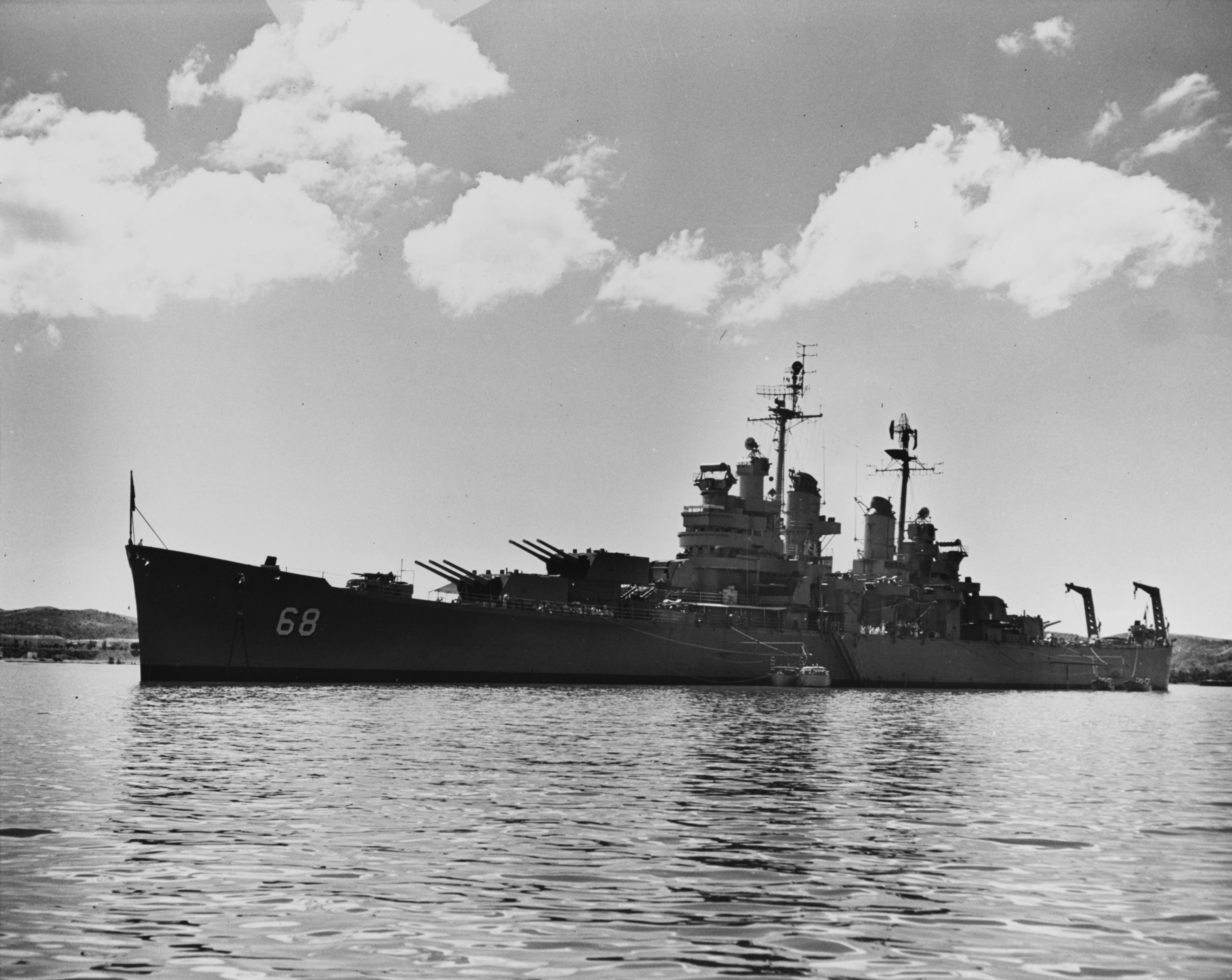
Le croiseur lourd.

La série de quatorze croiseurs armés de canons de 203 mm, la classe Baltimore, dont les coques ont été lancées de juillet 1942 à août 1944, était la première, dans la Marine des États-Unis, à s'affranchir des limites de déplacement des traités de désarmement naval, avec un déplacement normal de 13 700 tonnes. Les dimensions de coque étaient un peu supérieures à celles des classes précédentes (longueur : 205 m, largeur : 21,59 m). Les canons de 203 mm/55 Mk 15, qui avaient déjà été installés sur l'USS Wichita et le seront ultérieurement sur les dernières unités de la classe New Orleans pesaient près de deux fois moins que ceux des premiers croiseurs lourds des années 1930 (17,45 t au lieu de 30,48 t), et pouvaient tirer des obus beaucoup plus lourds de 152 kg, au lieu de 118 kg. De surcroît, ils étaient montés sur des berceaux indépendants dans chaque tourelle, avec un entraxe entre les pièces plus important (1,70 m au lieu de 1,17 m), et avec une vitesse initiale réduite (762 m/s ou 823 m/s, au lieu de 914 m/s ou 853 m/s) , d'où il résultait une dispersion inférieure pour les tirs en salves. L'artillerie secondaire de 127 mm était identique à celle de la classe Cleveland, mais la Défense Contre-Avions rapprochée était beaucoup plus considérable avec 48 pièces de 40 mm, principalement en affûts quadruples, et 22 à 28 pièces de 20 mm. La ceinture blindée atteignait 152 mm d'épaisseur. Les machines développaient 120 000 ch et assuraient une vitesse maximale de 33 nœuds. Pour leur construction, ils ne bénéficièrent pas de la même priorité que la classe Cleveland. Douze unités auront été lancées avant la capitulation japonaise, mais huit seulement auront été en service pendant la Seconde Guerre mondiale.

#### Les grands croiseurs de la classe Alaska

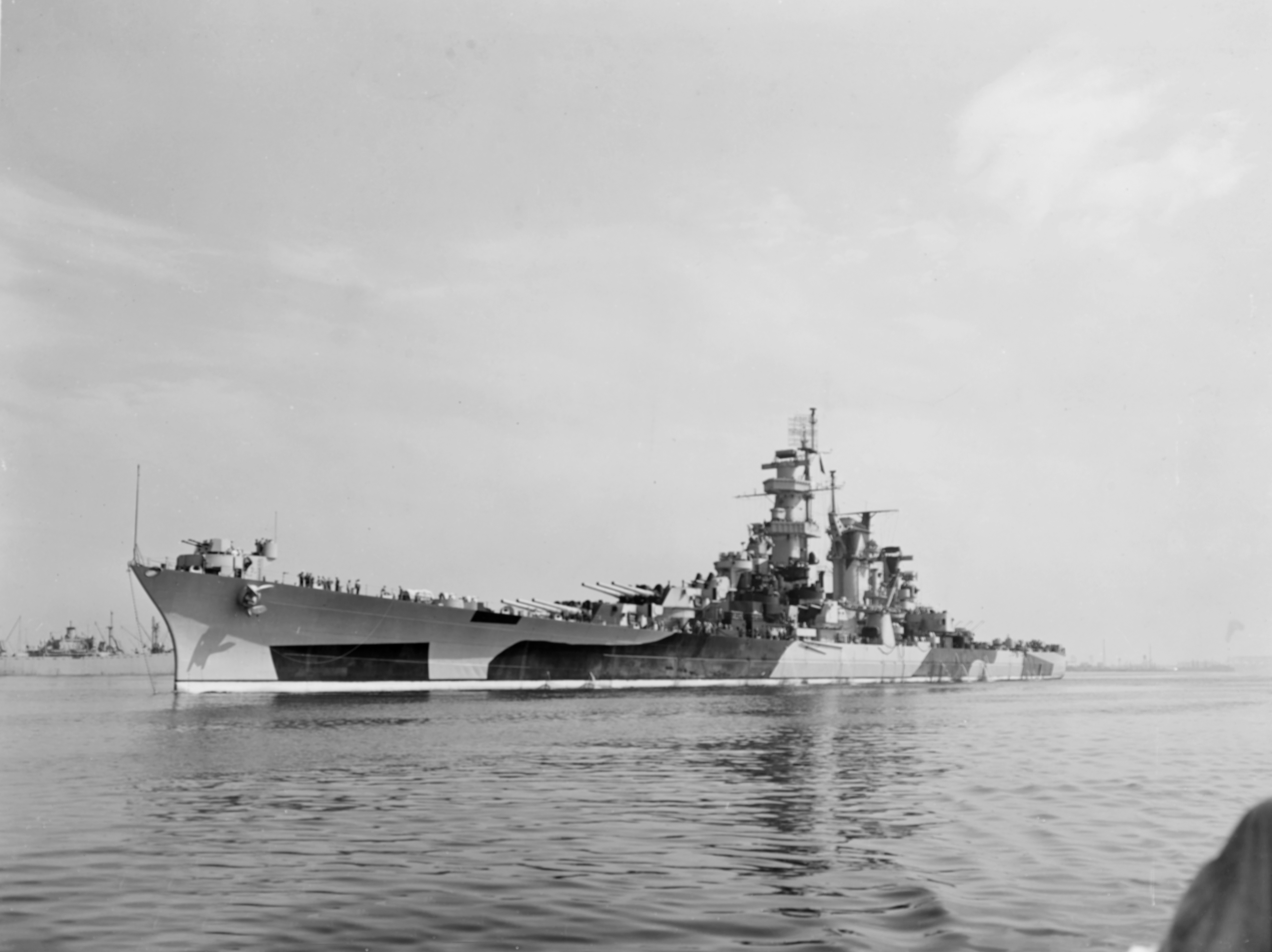
Le grand croiseur.

La série suivante de grands croiseurs américains était d'un type très particulier, puisqu'il s'agissait de bâtiments déplaçant environ 30 000 tonnes, armés de neuf canons de 305 mm et de douze canons de 127 mm, portant une ceinture blindée atteignant 203 mm d'épaisseur, et dont les machines développant 150 000 ch donnaient une vitesse maximale de 33 nœuds. Ils faisaient beaucoup penser à une sorte de croiseurs de bataille, mais la position officielle est qu'ils étaient une extrapolation de la classe Baltimore, destinée à la protection des porte-avions. Leur protection n'était en effet absolument pas au niveau d'un cuirassé moderne, tant pour la protection sous marine et le compartimentage que pour le blindage qui n'absorbait que 16 % du déplacement, contre 36 % pour la classe Dunkerque, avec une cuirasse de ceinture de 203 mm d'épaisseur, très inférieure à celle du Scharnhorst (330 mm), égale à celle du Hiei .
Deux unités de cette classe Alaska furent mises en service en 1944, la troisième était inachevée à la fin de la guerre et ne fut jamais terminée, les trois dernières furent annulées.

#### Les derniers croiseurs de la guerre
De 1942 à 1944, les quatre premières unités de la classe Oakland, croiseurs légers anti-aériens, sous-classe de la classe Atlanta ont été lancées. Pour corriger les défauts évoqués plus haut, le nombre des canons de 127 mm a été réduit de seize à douze, tout en ajoutant des postes de contrôle de tir, couplés avec des radars et dédiés aux canons antiaériens de 40 mm, dont le nombre était augmenté. L'U.S. Navy avait ensuite le projet de deux classes de croiseurs, basés sur les classes Cleveland et Baltimore, qui n'en différaient que par le fait de n'avoir qu'une cheminée, pour disposer d'arcs de tir plus importants pour l'artillerie anti-aérienne. Mais les classes Fargo et Oregon City, initialement prévues pour treize et huit unités, n'eurent respectivement que deux et quatre unités achevées, et aucune pendant la guerre.
Du côté de la Royal Navy, les constructions de grands croiseurs se sont limitées à huit coques, la classe Minotaur, pour des croiseurs correspondant à une continuation de la classe Fiji. Mais à partir de 1942, ces constructions n'ont plus eu priorité, et trois bâtiments seulement ont été achevés avant la fin de 1945. Le NCSM Ontario, cédé à la Marine Royale canadienne en 1944, sous le nom d'Ontario, n'a pas eu d'activité opérationnelle pendant la guerre, le HMS Swiftsure a participé à la campagne d'Okinawa au printemps 1945, et le HMS Superb n'a été armé pour essais qu'en novembre 1945. Deux unités ont eu leur contrat de construction annulé à la fin de la guerre. Trois unités ont constitué la classe Tiger dont la mise en service comme croiseurs anti-aériens n'intervint, on le verra plus loin, qu'à la fin des années 1950. Les projets de croiseurs ayant un déplacement de 15 700 tonnes (près de 19 000 tonnes à pleine charge), armés de quatre tourelles triples de 152 mm, ou de cinq tourelles doubles de 152 mm à double usage, à tir rapide, n'auront jamais connu d'autre réalisation que la mise au point de cette artillerie, qui aura été mise en place sur la classe Tiger.
Du côté des puissances de l'Axe, la priorité pour l'Allemagne est allée aux sous-marins et pour le Japon, aux porte-avions, de sorte qu'il n'y a eu aucune construction de grands croiseurs, mais seulement l'achèvement de quatre unités d'une série prévue de douze petits croiseurs, la classe Capitani Romani, pour l'Italie. En France, la coque du croiseur De Grasse restée inachevée à Lorient de 1940 à 1944 a permis la construction d'un croiseur anti-aérien à la fin des années 1950.
En Suède, deux croiseurs d'un déplacement de 9 000 tonnes ont été commandés. Conçus avec le concours des Cantieri Riuniti dell'Adriatico, et prévus pour être armés de trois tourelles triples de 150 mm, ils n'ont reçu qu'une tourelle triple à l'avant et deux tourelles doubles à l'arrière, dont la société Bofors disposait, qui avaient été fabriquées pour équiper deux croiseurs néerlandais mis sur cale en 1939. Ils ont été lancés, le Tre Kronor en décembre 1944, et le Göta Lejon en novembre 1945.

## Croiseurs lourds et grands croiseurs légers au feu
En septembre 1939, l’US Navy aligne dix-huit croiseurs lourds, la plus importante flotte du monde devant les quatorze unités de la Marine impériale japonaise et les treize de la Royal Navy.

### De 1939 à 1941, dans l'Atlantique et en Méditerranée
La fonction traditionnelle d'éclairage des flottes de cuirassés n'a pas été primordiale pour les croiseurs lourds pendant la Seconde Guerre mondiale, d'abord parce que les croiseurs légers y étaient plutôt mieux adaptés, ensuite par ce qu'il n'y eut plus pour diverses raisons d'affrontements entre flottes de cuirassés. En revanche, les croiseurs lourds s'affrontèrent pour la sécurité des routes commerciales maritimes, et c'est ainsi que, le 13 décembre 1939, le petit croiseur lourd britannique HMS Exeter accompagné de deux croiseurs légers, eut à affronter le cuirassé de poche allemand Admiral Graf Spee, à la bataille du Rio de la Plata et l'a contraint à se réfugier à Montevideo, où il s'est sabordé.

#### Contexte
En 1940, la guerre terrestre en Europe de l'Ouest s'est étendue à la Méditerranée et la guerre navale aux océans atlantique et indien. En 1941, la guerre terrestre s'est étendue d'abord à l'est de l'Europe puis le Pacifique occidental s'est enflammé sur terre et sur mer.
L'année 1940 a été marquée par l'irruption de l'aviation dans la guerre navale, au cours de la campagne de Norvège. Celle-ci avait été souhaitée par le grand-amiral Raeder qui souhaitait que la Kriegsmarine puisse sortir de la « baie allemande » où avaient été confinées les forces de surface de la Kaiserliche Marine de 1914 à 1918. L'objectif a été atteint, mais à un coût élevé en croiseurs et destroyers perdus ou endommagés. La défaite française fournit des bases avancées aux sous-marins allemands dans l'Atlantique, mais la proximité de l'Angleterre réduit l'intérêt des bases bretonnes pour les grands bâtiments allemands de surface, à un moment où la Seekriegsleitung (en) n'a pas fait de choix clair pour la guerre au trafic maritime allié entre les raiders de surface et les sous-marins.
Mais la prédominance de l'aviation, à l'époque, est celle de l'aviation basée à terre. Ainsi, en Méditerranée occidentale où il n'y a plus que des côtes au mieux neutres à l'égard du Royaume-Uni, la position de Malte devient stratégiquement importante. En 1941, l'aviation embarquée, si balbutiante soit-elle, est prépondérante par rapport aux croiseurs, dans les succès britanniques, à Matapan ou contre le Bismarck. Mais la supériorité aérienne allemande dépend de l'engagement de la Luftwaffe, qui doit aussi intervenir en Russie. L'année s'achève par une série de coups durs pour les Britanniques et les Américains, trois cuirassés détruits, deux gravement endommagés et un porte-avions coulé pour les premiers et deux cuirassés détruits et cinq gravement endommagés pour les seconds.

#### Détail des opérations

##### En 1940

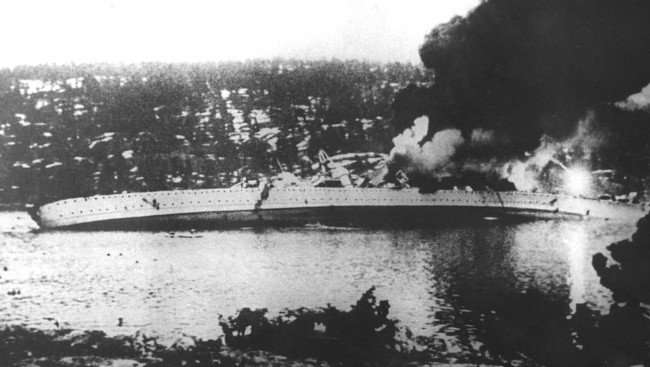
Le Blücher, chaviré, dans le fjord d'Oslo, début avril 1940

En avril 1940, les croiseurs lourds allemands se retrouvèrent à assurer la couverture rapprochée des débarquements allemands en Norvège, opérations qui n'ont pas été sans risques, car devant Trondheim, l'Admiral Hipper y fut avarié, et à l'attaque du fjord d'Oslo, le Blücher a été coulé tandis que le Lützow (ex-Deutschland) était sévèrement endommagé. Réparé, l'Admiral Hipper a participé au début de l'opération Juno, et à la destruction du SS Orama, mais pas à la destruction du HMS Glorious et de son escorte, le 8 juin 1940.

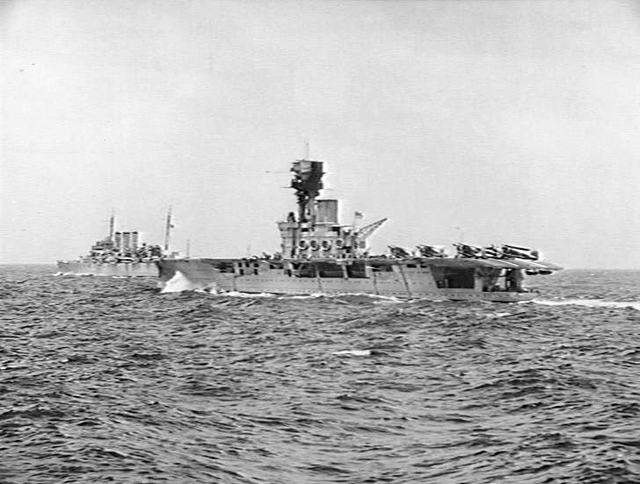
Le HMS Dorsetshire, ici à l'arrière-plan, escortant dans l'Atlantique un convoi début juin 1940, a été très impliqué dans la surveillance du cuirassé français réfugié à Dakar, fin juin-début juillet.

Les croiseurs lourds britanniques de la classe County, HMS Dorsetshire, HMS Cumberland, HMS Cornwall  et HMS Devonshire participèrent, à l'été 1940, à la surveillance des navires français, pour les opérations Catapult et Menace à Dakar où le HMAS Australia a désemparé le grand contre-torpilleur L'Audacieux et le HMS Cumberland a été endommagé,. À la suite de l'opération Catapult, les trois croiseurs lourds de la Force X française de l'amiral Godfroy se sont trouvés démilitarisés dans le port d'Alexandrie, pendant trois ans.

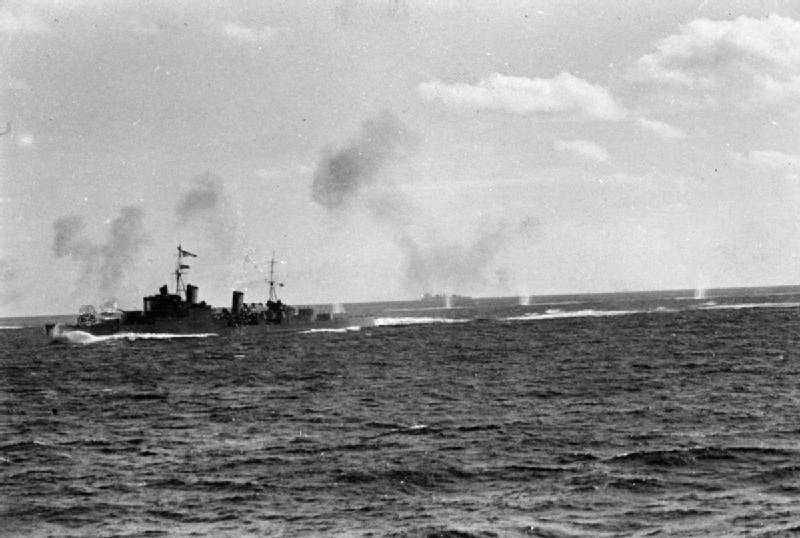
Le HMS Southampton à la bataille du cap Teulada (27-28 novembre 1940)

Pendant l'été et l'automne 1940, aux batailles de Punta Stilo, en juillet, et du cap Teulada, fin novembre, les croiseurs italiens et britanniques, ceux-ci aux ordres respectivement du vice-amiral Tovey à la première bataille et du vice-amiral Holland à la seconde, ont retrouvé pour un temps leur rôle de forces d'éclairage des cuirassés.
À l'automne 1940, lorsqu'il n'a plus été question d'un débarquement allemand en Angleterre, les grands bâtiments de surface allemands ont été disponibles pour attaquer dans l'Atlantique les convois alliés que harcelaient déjà une demi-douzaine de raiders de surface et les sous-marins du vice-amiral Dönitz. Ils y ont affronté les croiseurs britanniques. Ainsi le 5 novembre 1940, l'Admiral Scheer, reclassé croiseur lourd, a envoyé par le fond le croiseur auxiliaire HMS Jervis Bay dont le sacrifice a contribué à sauver la plupart des trente-six bateaux du convoi qu'il protégeait, sauf cinq. La croisière de l'Admiral Scheer a encore duré cinq mois, il n'est rentré à Kiel que le 1er avril 1941, ayant parcouru plus de 45 000 nautiques et coulé dix autres navires marchands. Quelques semaines plus tard, le 25 décembre 1940, au large des côtes portugaises, le HMS Berwick, accompagné de deux croiseurs légers, a engagé l'Admiral Hipper et l'a détourné d'une attaque d'un convoi de troupes destiné à renforcer les forces britanniques qui s'apprêtaient à déclencher leur contre-offensive en Égypte. La croisière de l'Admiral Hipper aura été plus courte, il est rentré à Brest deux jours plus tard.

##### En 1941
Parce que la menace aérienne était très forte, et parce que les grands croiseurs légers, plus récents, étaient mieux armés contre cette menace que les croiseurs lourds de première génération, les croiseurs de la classe Town et de la classe Fiji, furent fortement engagés en Méditerranée. En janvier 1941, le HMS Southampton  fut perdu à la suite d'attaques de Stuka, qui endommagèrent aussi le HMS Gloucester après que la Luftwaffe a été appelée au secours, et que le Deutsches Afrikakorps allait bientôt débarquer en Libye.

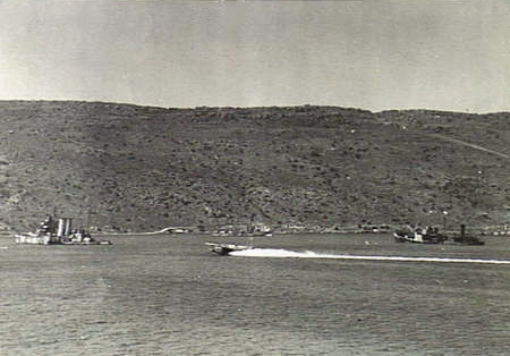
Le HMS York repose sur le fond en baie de la Sude, en mai 1941

À la fin janvier-début février 1941, l'amiral Lütjens, Chef de la Flotte, partant de Kiel, réussit à faire passer dans l'Atlantique les croiseurs de bataille Gneisenau et Scharnhorst pour attaquer les convois britanniques (Opération Berlin). Mais les convois arrivant chargés des États-Unis étaient accompagnés de cuirassés lents, mais plus puissamment armés que les navires allemands. L'amiral allemand fut donc contraint de se limiter à attaquer des navires revenant à vide, sans escorte. Rentrés à Brest à la mi-mars, les croiseurs de bataille allemands, attaqués par l'aviation britannique, y ont été immobilisés pour réparations.
Quelque temps avant l'attaque des forces allemandes sur la Crète, le 25-26 mars 1941, le HMS York se retrouva immobilisé en baie de la Sude à la suite d'une attaque des hommes-grenouilles de la Decima MAS italienne. Attaqué par l'aviation allemande, il sera mis hors de combat volontairement par les Britanniques, avant l'occupation de l'île par les Allemands, fin mai.

###### La bataille de Matapan (finmars 1941)
Le 28 mars 1941 au matin, dans le but d'intercepter les convois britanniques entre la Grèce et l'Égypte, l'amiral Iachino, commandant la Flotte italienne qui a sa marque sur le cuirassé Vittorio Veneto, est à la mer, avec huit croiseurs, la 1re division de croiseurs de l'amiral Sansonetti (Trieste, Trento, Bolzano), la 3e division de l'amiral Cattaneo (Zara, Fiume, Pola), rassemblant ainsi tous les croiseurs lourds italiens, sauf le Gorizia, et la 5e division, les deux grands croiseurs légers Giuseppe Garibaldi et Duca degli Abruzzi. Ils ont repéré, au sud de la Crète, et attaqué trois croiseurs légers (HMS Orion, Perth, Ajax) de la classe Leander et le HMS Gloucester. Ceux-ci, aux ordres du vice-amiral Pridham-Wippell, Commandant-en-second de la Mediterranean Fleet, se sont dérobés à la faveur d'une attaque des avions-torpilleurs du porte-avions HMS Formidable qui accompagnait trois cuirassés, dont le HMS Warspite sur lequel l'amiral Andrew Cunningham, commandant de la Méditerranean Fleet avait sa marque.
Pendant plusieurs autres attaques de l'aviation embarquée britannique, le cuirassé amiral italien a été endommagé mais peu ralenti. Le croiseur Pola a été immobilisé. Au cours de la nuit, les trois croiseurs, Zara, Fiume et Pola de l'amiral Cattaneo ont été coulés au canon par les cuirassés britanniques au large du cap Matapan,.
Le 22 mai, lors de la bataille de Crète, le HMS Fiji et le HMS Gloucester furent coulés tous les deux par l'aviation allemande alors qu'ils étaient près d'avoir épuisé leurs munitions contre-avions.

###### «Coulez le Bismarck!»(finmai 1941)

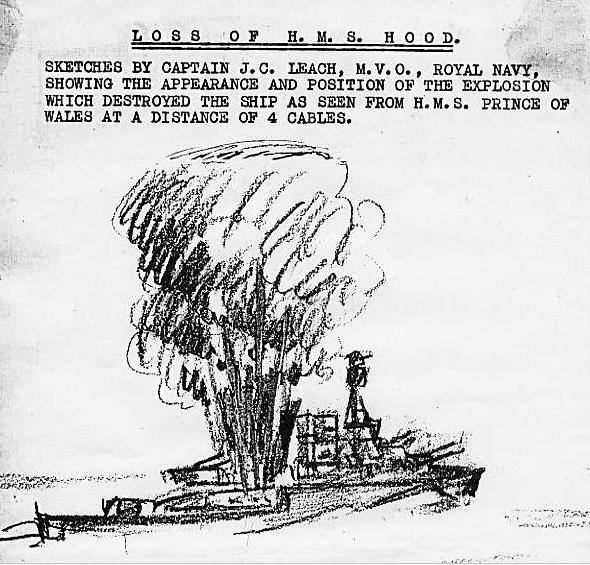
L'explosion du HMS Hood vue par le commandant du HMS Prince of Wales

Un nouveau raid des forces de surface de la Kriegsmarine a eu lieu à la fin mai 1941 (Opération Rheinübung). L'amiral Lütjens, avec sa marque sur le Bismarck, a quitté Gdynia avec le croiseur lourd Prinz Eugen pour passer dans l'Atlantique par l'ouest de l'Islande. Dans la nuit du 23 au 24 mai, les croiseurs lourds HMS Norfolk et Suffolk ont repéré les navires allemands au nord-est de l'Islande et ont gardé le contact radar avec eux pendant vingt-quatre heures. Le 24 mai au matin, dans le détroit de Danemark, le Bismarck a fait exploser le croiseur de bataille HMS Hood et endommagé le cuirassé HMS Prince of Wales. Toutefois, endommagé lui-même, le Bismarck n'a pas poursuivi sa mission et a mis le cap sur Brest. Une attaque de l'aviation embarquée du HMS Victorious n'a pas réussi à le ralentir. Comme le cuirassé allemand avait démontré sa puissance de feu contre les cuirassés britanniques, la menace était terrible pour les convois. L'ordre du Premier ministre britannique Winston Churchill a été impératif : « Coulez le Bismarck ! » et toutes les forces disponibles ont été rameutées contre lui. Ainsi le cuirassé HMS Rodney a délaissé le convoi qu'il escortait, pour rejoindre l'amiral Tovey, Commandant-en-Chef de la Home Fleet, qui menait la chasse sur le cuirassé HMS King George V.

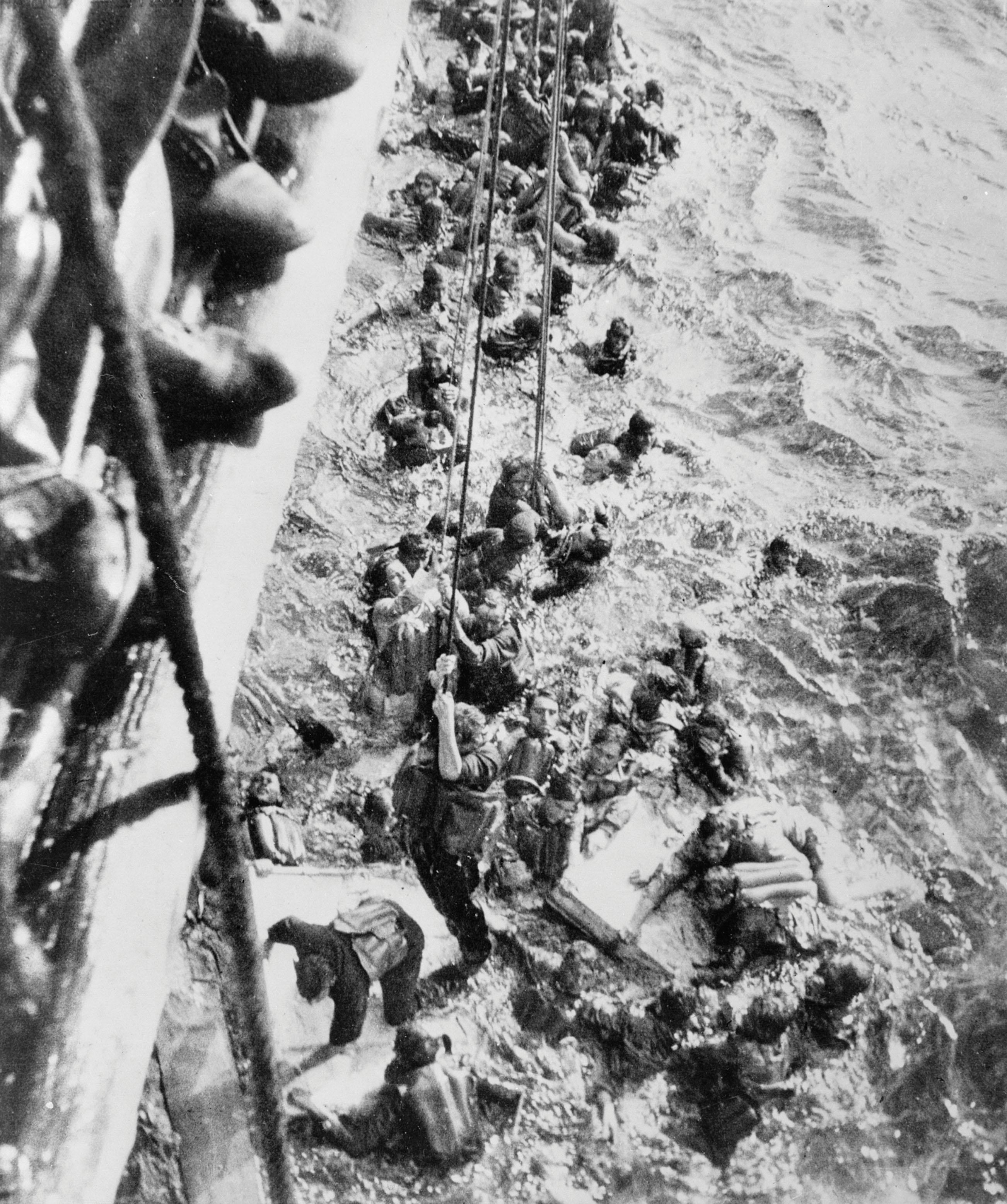
Une centaine de survivants du Bismarck ont été recueillis par le croiseur lourd britannique HMS Dorsetshire

Le Bismarck a réussi à semer ses poursuivants mais, n'en ayant pas conscience, il a envoyé un long message radio à Berlin qui aurait dû révéler sa position. Une erreur d'exploitation de la radiogoniométrie a conduit a égarer un temps la chasse britannique. Après quarante-huit heures de recherches, une reconnaissance aérienne à longue distance l'a repéré, mais il était normalement hors de portée. La Force H opérant à partir de Gibraltar restait la seule force susceptible d'empêcher le cuirassé allemand de gagner Brest. Le grand croiseur léger HMS Sheffield faisait partie de la Force H comme escorte du porte-avions HMS Ark Royal. Il a contribué à guider dans la tempête, le soir du 26 mai, les Sworsfishes, lors de leur attaque décisive. Enfin, après que les cuirassés HMS King George V et Rodney eurent réduit le cuirassé allemand à l'état d'épave, le 27 mai au matin, le HMS Dorsetshire a participé à l'attaque finale, en lançant plusieurs torpilles.
Peu après l'attaque de l'Union soviétique par l'Allemagne, Philip Vian, dont les destroyers avaient harcelé le Bismarck, au cours de sa dernière nuit, est nommé contre-amiral, fin juin 1941. Il fut chargé d'assurer la liaison avec les autorités soviétiques, en particulier avec l'amiral Kusnetzov, Commissaire du Peuple à la Marine, pour établir les bases de la coopération entre les marines des deux pays, ce qui a abouti aux convois de Russie. En septembre, en couvrant l'évacuation de la population civile norvégienne du Svalbard (opération Gauntlet), l'escadre du contre-amiral Vian intercepta un convoi allemand, et le grand croiseur léger HMS Nigeria a éperonné et coulé le bâtiment allemand d'entrainement d'artillerie Bremse (en).
La chasse aux raiders allemands, partis d'Allemagne au printemps 1940, continuait pour les croiseurs lourds britanniques, sur les routes commerciales lointaines dont ils avaient la charge d'assurer la sécurité. Le 7 mai 1941, le HMS Cornwall a coulé en mer d'Oman le Pinguin, qui, en dix mois, avait capturé ou coulé 28 navires marchands (soit 135 500 tonneaux). Le 22 novembre, dans l'Atlantique Sud, le HMS Devonshire a coulé l'Atlantis . Pendant une croisière de plus de trente mois qui lui avait fait faire le tour du monde, ce raider avait arraisonné 22 navires, soit un tonnage d'environ 145 000 tonneaux. Ses rescapés, dont son commandant, Bernhard Rogge, ont été recueillis par des sous-marins allemands et italiens et ont réussi à gagner Saint-Nazaire fin 1941.

###### La guerre aéronavale s'intensifie en Méditerranée
À partir de l'été 1941, en Méditerranée, les formations de la Luftwaffe, comme le X. Fliegerkorps, durent être redéployées vers les Balkans, laissant à la Regia Aeronautica italienne la charge du blocus de Malte. Les opérations de ravitaillement et de renforcement de l'île purent ainsi se dérouler en juillet (Opération Substance) et en septembre (Opération Halberd), malgré la sortie de forces de surface italiennes, deux cuirassés et quatre croiseurs lourds, qui ont été engagées avec circonspection.
Après que des sous-marins britanniques basés à La Valette, ont torpillé de grands transports de troupes, à destination de la Libye, une escadre, centrée sur deux croiseurs légers britanniques de la classe Arethusa, la Force K, a été basée à Malte, fin octobre. Dès le début novembre, la Force K détruisait le convoi du Duisbourg. Sur ordre exprès du Führer au vice amiral Dönitz, des sous-marins allemands, détournés de leur chasse aux navires de commerce dans l'Atlantique, ont coulé, pour l'U-81, le HMS Ark Royal en Méditerranée occidentale le 13 novembre, et l'U-331, le HMS Barham, le 25 novembre au large de la Cyrénaïque.
Une série d'opérations, rassemblées sous l'appellation de première bataille de Syrte, ont opposé, à la mi-décembre 1941, des forces de surface italiennes, comprenant quatre cuirassés, les croiseurs lourds Gorizia et Trento et trois grands croiseurs légers Duca d'Aosta, Raimondo Montecuccoli, Muzio Attendolo à des forces britanniques, dont les unités les plus importantes étaient des croiseurs légers de la classe Leander, de la classe Arethusa, ou de la classe Dido, constituant la Force K, ou la 15e Division de Croiseurs, du contre-amiral Vian, basée à Alexandrie. L'issue de ces rencontres, apparemment inégales, a été assez incertaine, et, d'ailleurs, les pertes subies par les Britanniques n'ont pas été infligées par les forces de surface, mais ont résulté d'attaques de sous-marins (pour le HMS  Galatea, le 15 décembre) ou de mines (pour le HMS Neptune, le 19 décembre).
Dans le même temps, des hommes-grenouilles italiens endommageaient gravement les HMS Queen Elizabeth et HMS Valiant, le 19 décembre.

### Dedécembre 1941àjanvier 1943
L'extension de la guerre dans le Pacifique conduit à traiter distinctement cette partie du conflit où les tactiques et les doctrines d'emploi des navires ont été sensiblement différentes de ce qu'elles étaient dans l'Atlantique. On aura garde cependant d'oublier d'une part la concomitance de certains évènements, ainsi les principales opérations de convois de Malte en 1942 ont eu lieu au moment même des combats dans les Indes Orientales néerlandaises et des batailles de la mer de Corail ou de Midway, les batailles navales les plus violentes autour de Guadalcanal ont lieu au moment de l'attaque du convoi PQ-17, ou ont suivi de quelques jours le débarquement anglo-américain en Afrique du Nord. Et il y a au-delà des coïncidences dans le temps, des relations en termes de stratégie, le repli de la Flotte britannique d'Orient vers l'Afrique Orientale et l'attaque de Madagascar sont intimement liés à la sécurité du renforcement de la VIIIe Armée britannique qui va arrêter la progression de Rommel à la première bataille d'El Alamein.
L'entrée en guerre des États-Unis a tout d'abord ouvert de nouveaux terrains d'attaque aux U-boote (Opération Paukenschlag) alors que l'US Navy n'a pas encore acquis la maîtrise des tactiques de la lutte anti sous-marine. En ce qui concerne les croiseurs, comme avec l'USS Savannah, l'Atlantic Fleet va renforcer la surveillance des forces navales françaises stationnées aux Antilles. Mais assez vite, des bâtiments américains vont participer aux côtés de la Royal Navy à des opérations d'escorte des premiers convois de Russie (cuirassé USS Washington, croiseurs lourds USS Tuscaloosa et USS Wichita), ou le convoyage d'avions vers Malte (USS Wasp). Si certains navires ont opéré successivement dans l'Atlantique ou en Méditerranée puis dans le Pacifique, comme l'USS Massachusetts et les porte-avions d'escorte de la classe Sangamon, ce ne fut pas le cas général, alors que la Royal Navy a fait passer en 1942-1943, porte-avions d'escadre, croiseurs et destroyers de la Home Fleet à la Mediterranean Fleet et inversement plusieurs fois dans l'année, au gré des besoins stratégiques.

#### Janvier-novembre 1942- L'enjeu hautement stratégique de la défense de Malte
La fin de l'année 1941 a été funeste, on l'a vu, pour les forces de surface de la Flotte britannique de Méditerranée, laissant à la seule R.A.F. la charge de disputer à la flotte italienne le contrôle de la Méditerranée centrale. Avec le retour en Sicile du II. Fliegerkorps, à la mi-décembre 1941, le résultat ne se fit pas attendre : alors qu'en décembre 40 000 tonnes de matériel et d'essence avaient été acheminées en Libye, ce furent, de janvier à mars, 110 000 tonnes de matériel et 63 000 d'essence, et en avril-mai 246 000 tonnes de matériel et 66 000 tonnes d'essence : dès la mi-janvier 1942 les forces de l'Axe contre-attaquaient en Cyrénaïque.
Jusqu'en février, le ravitaillement de Malte depuis Alexandrie fut plus ou moins bien assuré par des convois de quelques navires qu'escortaient des destroyers ou les croiseurs légers de l'amiral Vian, bénéficiant de la couverture de l'aviation britannique basée sur les terrains de la Cyrénaïque. Mais la situation de Malte empira avec la progression des forces italo-allemandes qui prirent Bengazhi, et étaient parvenues à Gazala, le 4 février. Les terrains d'aviation de Cyrénaïque sont alors aux mains des Allemands : les convois alliés de Malte depuis Alexandrie n'ont plus de couverture aérienne, sur la fin de leur parcours.

##### La seconde bataille du golfe de Syrte (mars 1942)

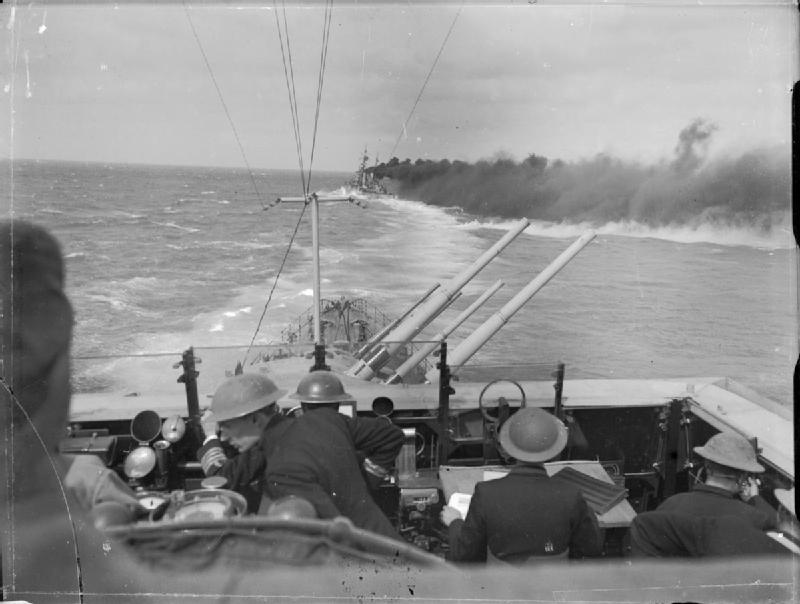
Le HMS Cleopatra tendant un rideau de fumée (photo prise du HMS Euryalus), pendant la seconde bataille du golfe de Syrte.

Cependant, le 20 mars, après que son navire amiral (HMS Naiad) a été torpillé et coulé le 11 février, le contre-amiral Vian mit sa marque sur un nouveau croiseur léger arrivé de Gibraltar au début de février, le HMS Cleopatra, et appareilla d'Alexandrie pour renforcer avec les deux croiseurs restants de la 15e Escadre de Croiseurs, HMS  Dido et Euryalus, l'escorte d'un convoi pour Malte qu'accompagnait un petit croiseur anti-aérien, le HMS Carlisle. De son côté, la Supermarina, le Commandement supérieur de la Regia Marina italienne dépêcha le cuirassé Littorio parti de Tarente et les croiseurs lourds Trento  et Gorizia ainsi que le croiseur léger Bande Nere partis de Messine pour intercepter ce convoi. Le HMS Penelope arrivant de Malte rejoignit à la mer l'escorte britannique. Dans cette seconde bataille de Syrte, les croiseurs et destroyers d'escorte britanniques réussirent à maintenir les navires de charge hors de portée des grands bâtiments de guerre italiens pendant plusieurs heures en fin d'après-midi du 22 mars, profitant du mauvais temps, tendant des rideaux de fumée dont ils ne sortaient que pour canonner l'adversaire ou lui lancer des torpilles. À la tombée de la nuit, l'amiral Iachino décrocha du combat car il ne disposait toujours pas de radars. Il était peu soucieux de renouveler l'expérience du combat de nuit qui avait été funeste à sa flotte, un an avant, au large du cap Matapan. Dans la tempête qu'elle a dû affronter sur la route du retour, l'escadre italienne a perdu deux destroyers. Les navires de guerre britanniques furent loin de s'en tirer sans dommage. Le reste du convoi eut à peine le temps de débarquer 20 % de sa cargaison à Malte que l'aviation allemande aura coulé tous les navires de charge, parmi lesquels le transport rapide HMS Breconshire,. « L'ennemi eut donc le dernier mot » a reconnu l'amiral de la Flotte Sir Philip Vian mais la disparité des forces en présence était telle que ce résultat incertain a été vu comme une victoire britannique.
Fin mars, le HMS Carlisle et quatre destroyers sont rentrés à Alexandrie. Le HMS Aurora qui avait été torpillé en décembre et était en réparations à Malte, rejoignit Gibraltar. Le HMS Penelope fit de même en avril. Deux destroyers endommagés, en réparations à Malte, ont été coulés lors d'attaques aériennes. L'affaiblissement de la Mediterranean Fleet fut entériné par le départ de l'amiral Cunningham de son poste de Commandant-en-Chef, et son remplacement par le vice-amiral Henry Harwood.
Au cours du mois et demi qui suivit la bataille du golfe de Syrte, Malte ne fut plus ravitaillée que par avion ou par sous-marin. Cependant, le général Rommel qui jusqu'alors avait été partisan d'une attaque directe pour occuper Malte, sollicita et obtint, parce qu'il était préoccupé de lancer son offensive vers l'Égypte, que le II. Fliegerkorps fût mis à sa disposition pour quinze jours et que l'assaut sur Malte fût différé de trois semaines. Le 11 avril, le porte-avions américain USS Wasp venant de Gibraltar, escorté du HMS Renown et du HMS Charybdis, déposa 48 Spitfire pour renforcer l'aviation basée à Malte. Des attaques aériennes allemandes les auront tous détruits dans les trois jours qui suivirent.

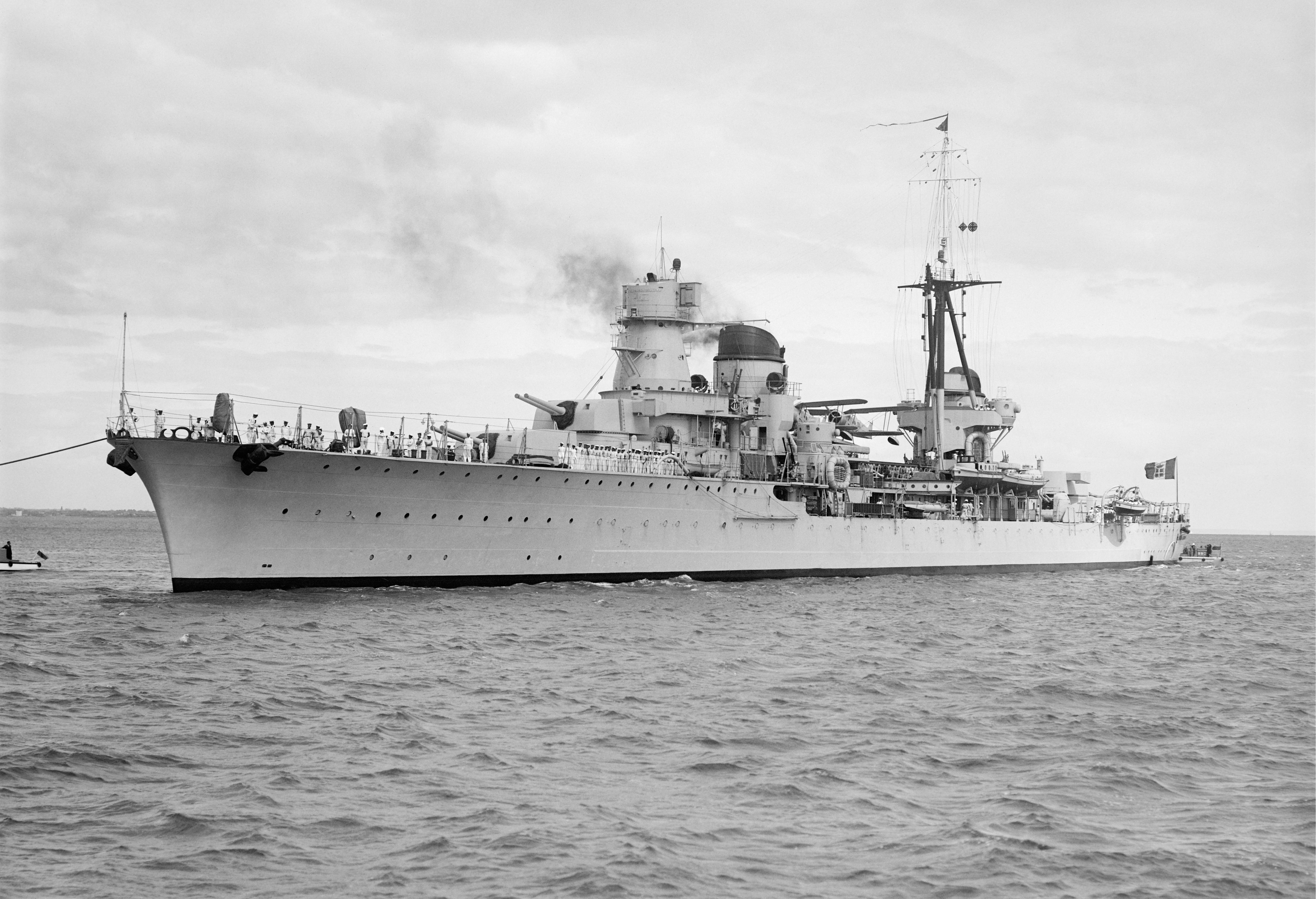
Le croiseur italien Raimondo Montecuccoli était la seconde unité de la 7e division de croiseurs.

À partir du 27 avril, le II. Fliegerkorps dut finalement commencer à faire mouvement vers la Russie, tandis que, le 9 mai, le USS Wasp et le porte-avions HMS Eagle, accompagnés de la même escorte, délivraient à nouveau une soixantaine de Spitfire. Les leçons du fiasco précédent avaient été tirées et les nouveaux arrivants ont cette fois abattu ou endommagé une cinquantaine de leurs assaillants au-dessus de l'île, ne perdant que trois appareils. La capacité de riposter aux attaques aériennes contre Malte s'en trouva reconstituée.
Pour ravitailler Malte depuis Gibraltar, la Royal Navy a utilisé parfois ses mouilleurs de mines qui étaient dotés d'une grande vitesse, et en particulier en mai 1942, le HMS Welshman. Pour avoir plus de chances de l'intercepter, la Supermarina a basé à Cagliari la 7e division de croiseurs, les croiseurs Montecuccoli et Eugenio di Savoia.

##### Les opérations Vigorous et Harpoon (juin 1942)
À la mi-juin, deux opérations, Vigorous et Harpoon, furent lancées pour ravitailler Malte en nourriture et en essence. Selon l'amiral de la Flotte Sir Philip Vian, l'opération Vigorous était destinée à faire diversion par rapport à l'opération Harpoon.

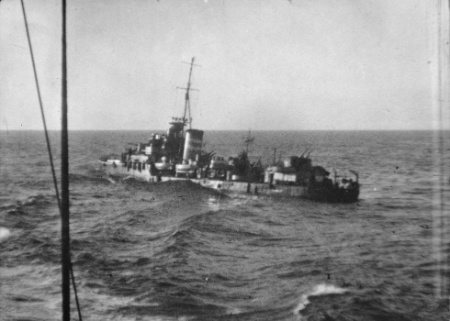
Bombardé le 15 juin dans l'après-midi, le destroyer a du être sabordé le 16 au matin.

###### L'opération Vigorous
Pour l'opération Vigorous, ce sont 11 navires qui ont quitté Haïfa et Port-Saïd, le 13 juin, escortés du petit croiseur léger anti-aérien HMS Coventry. Ils ont été rejoints par les trois croiseurs légers de la 15e Escadre de Croiseurs du contre amiral Philip Vian, renforcés des croiseurs légers HMS Arethusa et Hermione, de deux grands croiseurs légers, le HMS Newcastle, bâtiment sur lequel le contre amiral Tennant avait sa marque, et le HMS Birmingham de la 4e Division de croiseurs, ainsi que sept destroyers arrivés de l'Océan Indien, détachés par la Flotte britannique d'Orient.
Très vite repéré par des reconnaissances aériennes italiennes, le convoi subit des attaques aériennes qui coulèrent un cargo et obligèrent un autre à se réfugier à Tobrouk (qui ne sera occupée par les Allemands qu'une semaine après), deux destroyers furent coulés et les deux grands croiseurs légers furent endommagés. Les reconnaissances aériennes alliées signalèrent bientôt la présence à la mer de deux cuirassés de la classe Vittorio Veneto, de deux croiseurs lourds et de deux grands croiseurs légers. Aussi, l'amiral Harwood télégraphia à l'amiral Vian de faire demi-tour dans la nuit de 14 au 15 juin en attendant que l'escadre italienne fût ralentie. Dans la nuit, le HMS Newcastle reçut une torpille d'un Schnellboot et un torpilleur fut coulé par un sous-marin, à l'aube, Le 15 au matin, vers 5 h 15, le Trento se trouva immobilisé par une torpille d'un Beaufort. Dès qu'il l'a su, vers 6 h, l'amiral Vian mit de nouveau le cap sur Malte. L'escadre italienne subit encore des attaques aériennes, dont une, menée pour la première fois par des bombardiers Liberators américains. Cette attaque n'a pas arrêté ni ralenti l'escadre italienne, ce qui rendait prévisible un contact le 16 dans la matinée. Considérant qu'un combat de jour, pendant de longues heures, par temps clair, avec des bâtiments ayant des canons d'une portée supérieure à celle des navires de l'escorte était beaucoup trop risqué et pouvait mettre les navires à court de munitions anti-aériennes avant la fin de leur mission, et informés qu'une partie du convoi parti de Gibraltar avait atteint Malte, les amiraux Vian et Harwood, après avoir tergiversé, décidèrent d'arrêter l'opération, et, dans la soirée du 15, le convoi prit définitivement la route du retour. Les attaques aériennes et sous-marines se sont poursuivies contre le convoi qui a eu deux destroyers coulés, les croiseurs HMS Arethusa et Birmingham endommagés et le croiseur HMS Hermione coulé par le sous-marin allemand U-205. Quant à l'escadre italienne, elle n'a pas réussi à ramener le Trento. Celui-ci a été achevé par le sous-marin HMS Umbra . Elle a continué à croiser au large des côtes de Grèce. Le cuirassé Littorio a encaissé une torpille aérienne à l'avant. Le convoi est rentré au port le 16 juin dans l'après-midi.

###### L'opération Harpoon et la bataille de Pantelleria
Pour l'opération Harpoon, cinq cargos (trois britanniques, un néerlandais, un américain) et un pétrolier américain, le SS Kentucky, transportant au total 39 000 tonnes de matériel et de carburant, avaient quitté Gibraltar, très tôt le 12 juin, escorté par neuf destroyers (dont un polonais), cinq dragueurs de mines et le croiseur mouilleur de mines HMS Welshman. Le captain Hardy sur le croiseur léger anti-aérien HMS Cairo commandait cette Force X. Une imposante force de couverture (Force W) l'accompagnait, comprenant le cuirassé HMS Malaya, deux porte-avions anciens, avec seize Sea Hurricanes, huit Fulmars et dix-huit Swordfishes pour assurer la couverture aérienne, trois croiseurs, dont deux grands croiseurs légers, HMS Kenya, portant la marque du vice amiral Curteis, Commandant-en-Second de la Home Fleet et HMS Liverpool, et huit destroyers.
Marchant à douze nœuds, ses petites unités ravitaillées en mer par le RFA Brown Ranger (A169) (en), pétrolier auxiliaire de la Flotte, dans la journée du 13 juin, le convoi fut repéré à la longitude des Îles Baléares. Tandis que des avions torpilleurs italiens ne réussissaient pas à trouver le convoi, la 7e Division de Croiseurs italienne appareilla de Cagliari mais, repérée par des sous-marins britanniques, elle mit le cap sur Palerme. Dans la matinée du 14, à 150 nautiques de Cagliari, trois attaques aériennes furent menées, pendant une heure et demie, par des Junkers Ju 87 Stuka pilotés pour la première fois par des aviateurs italiens, et par des bombardiers-torpilleurs Savoia-Marchetti SM.79 avec une couverture de chasseurs Macchi. La chasse embarquée britannique abattit treize assaillants et perdit trois appareils. Le cargo néerlandais (MS Tanimbar) fut coulé et le grand croiseur léger HMS Liverpool, torpillé, touché dans ses machines, fut immobilisé. Pris en remorque par un destroyer, il parvint à rentrer à Gibraltar le 17.

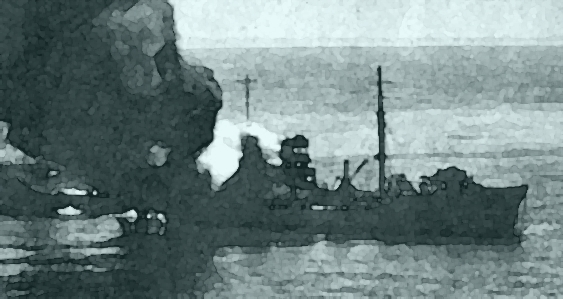
Le pétrolier américain Kentucky en feu sera achevé par le croiseur Raimondo Montecuccoli, le 15 juin 1942

La Force de couverture fit demi-tour à hauteur de Bizerte et le convoi doubla le Cap Bon, tandis que le HMS Welshman faisait route séparément vers Malte, à grande vitesse. Le 15 au matin, la 7e Division de croiseurs italiens, repérée lorsqu'elle avait quitté Palerme, surprit les Britanniques qui avaient pensé que les croiseurs italiens ne s'aventureraient pas dans une zone située dans le rayon d'action de l'aviation basée à Malte. Le HMS Cairo fit face avec cinq destroyers, en en laissant quatre avec le convoi. De son côté, le vice amiral italien da Zara détacha deux destroyers contre le convoi et attaqua l'escorte. Les destroyers britanniques lancèrent une attaque à la torpille contre les croiseurs italiens qui les repoussèrent, endommageant sévèrement les HMS Bedouin et Partridge. Mais en attaquant le convoi, le destroyer italien Ugolino Vivaldi fut immobilisé par la défense britannique. Pour lui venir en aide, les croiseurs tentèrent de contourner les navires britanniques par le sud-ouest. Dans cette mêlée, les escorteurs britanniques avaient été contraints de faire disperser ce qui restait du convoi, abandonnant le cargo américain et un cargo britannique touchés par des attaques d'aviation, menaçant de couler bas, et le pétrolier américain qui brulait. Ne réussissant pas à retrouver le HMS Cairo qui a réussi à s'éloigner vers Malte avec deux cargos, les croiseurs italiens expédièrent par le fond les navires encore à flot, le cargo anglais endommagé et le pétrolier Kentucky. Le HMS Partridge réussit à atteindre Malte, sans parvenir à ramener le HMS Bedouin, qui fut achevé par l'aviation italienne. Pendant que le Vivaldi rentrait à la remorque à Pantelleria, les croiseurs italiens, prévenus d'avoir à rejoindre les abords de Trapani pour 21 h 30, se retirèrent en début d'après-midi, le 15.
En arrivant vers Malte, les rescapés tombèrent dans un champ de mines : deux destroyers et un cargo furent endommagés, le destroyer battant pavillon polonais fut coulé. Environ 15 000 tonnes de cargaison furent débarquées des deux cargos rescapés, soit un peu plus du tiers de ce qui avait été chargé initialement sur les navires du convoi. La cargaison du pétrolier avait été perdue. Le Gouverneur de Malte avertit Londres que l'île ne disposait toujours que de sept semaines de carburant.
La situation était également dramatique en matière de carburant pour la flotte italienne. L'Italie dépendait en ce qui concerne le mazout de la flotte, des livraisons de l'Allemagne. Même si la consommation au second trimestre de 1942 n'avait été que de 180 000 tonnes, 65 % de ce qu'elle avait été au second trimestre de 1941 (280 000 tonnes), elle était supérieure de plus de 50 000 tonnes à ce qui a été reçu au cours de la même période (127 000 tonnes). La priorité donnée à l'approvisionnement des navires des convois de Libye, essentiels pour l'approvisionnement des troupes à terre dans la guerre du désert, a ainsi conduit à ne plus faire sortir les cuirassés contre les convois alliés, ce que l'on va voir pour la bataille de mi-août.

##### La bataille de la mi-août (Opération Pedestal)
L'offensive terrestre italo-allemande s'est déclenchée quelques jours plus tard, le 21 juin. Sa progression fut rapide : Tobrouk a été pris le 21, Sidi Barrani le 24, Marsa Matruh le 26. Cette avancée rapide a persuadé Rommel et Hitler que l'attaque de Malte, l'opération Herkules, n'était plus une nécessité, la victoire leur semblait à portée de main dans la Vallée du Nil. Cependant l'offensive dû s'arrêter le 1er juillet, devant El Alamein car les lignes de ravitaillement de Rommel étaient excessivement longues : 1 000 km par mer jusqu'à Benghazi auxquels s'ajoutaient 1 000 km de route côtière dans le désert, l'aviation alliée de Malte avait été renforcée, la supériorité aérienne n'était plus allemande. Restait que les alliés devait quand même assurer le ravitaillement de Malte en carburant : telle aura été la raison de l'Opération Pedestal qui aura donné lieu à la bataille de la mi-août.

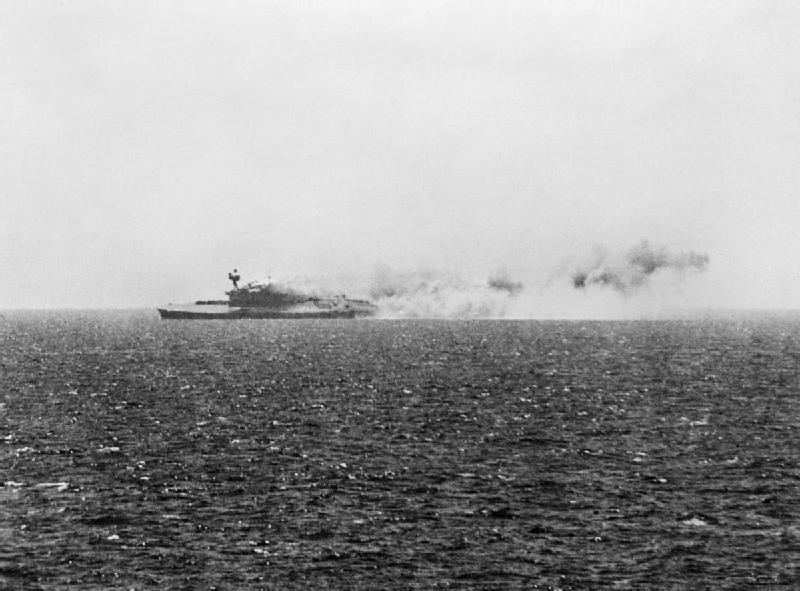
Le porte-avions HMS Eagle, torpillé, prend de la gîte avant de couler, le 11 août 1942

Côté allié, les moyens rassemblés sont considérables : les deux cuirassés les plus puissamment armés de la Royal Navy, deux porte-avions modernes et deux porte-avions plus anciens mais puissants, sept croiseurs (soit trois grands croiseurs légers, HMS Nigeria, Manchester, et Kenya) et quatre croiseurs anti-aériens) ; trente-six destroyers pour escorter quatorze navires marchands, dont un pétrolier, le SS Ohio du même type que celui qui a été coulé dans le convoi de Gibraltar, à la mi-juin. Le convoi, emportant 140 000 tonnes de cargaison, a quitté Gibraltar le 10 août.

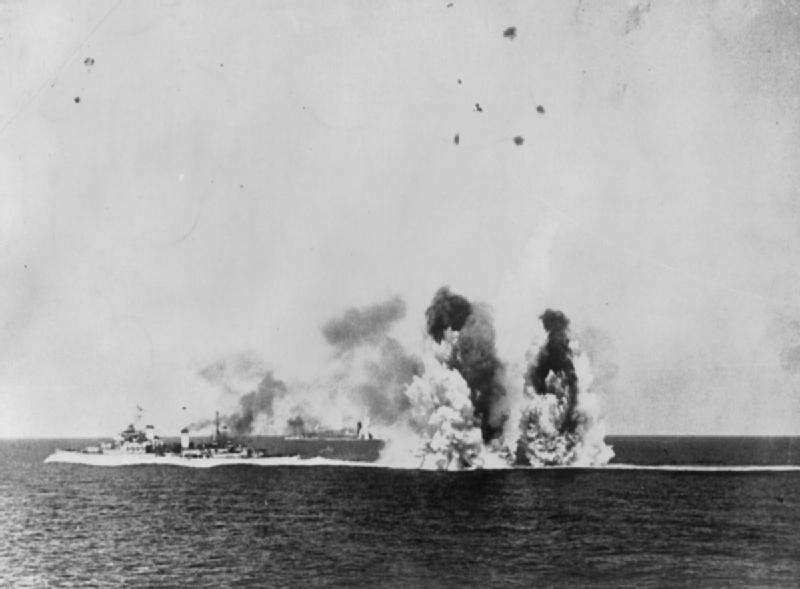
Le HMS Kenya pendant une attaque aérienne lors de l'Opération Pedestal, le 12 août 1942

Du côté des forces de l'Axe, plusieurs barrages de sous-marins ont été déployés en Méditerranée occidentale. Ainsi, au large d'Alger, le porte-avions HMS Eagle est torpillé et coulé par l'U-73, le 11 août Le HMS Furious aurait été aussi endommagé mais il a pu lancer une quarantaine de chasseurs vers Malte avant de mettre le cap sur Gibraltar. Les attaques aériennes allemandes ont été continuelles dans la journée du 12 août, depuis 9 h 30 : vers 13 h, un cargo a été touché et est resté à la traine. À 16 h 30, le destroyer HMS Ithuriel a éperonné et coulé le sous-marin italien Cobalto. Vers 18 h 30, une centaine d'avions ont attaqué : un destroyer a été touché qu'il a fallu saborder le lendemain, le pont d'envol du porte avions HMS Indomitable a reçu trois bombes, ses avions ont dû être accueillis sur le HMS Victorious. Vers 19 h, les cuirassés et les porte-avions de la force de couverture ont fait demi-tour, à hauteur de Bizerte, comme à l'accoutumée. Un peu plus tard, des sous-marins italiens sont passés à l'attaque : à 19 h 45, le grand croiseur léger HMS Nigeria a été torpillé et a dû mettre le cap sur Gibraltar, à petite vitesse, après que le contre amiral Burrough, commandant l'escorte rapprochée, ai transféré sa marque sur un destroyer ; le petit croiseur anti-aérien HMS Cairo a été coulé, un cargo et le pétrolier SS Ohio ont été touchés. À 20 h 30, une attaque de Stukas allemands a touché deux cargos. Entre 21 h et 23 h, deux sous-marins italiens ont achevé trois cargos avariés, dont un de ceux touchés par la dernière attaque de Stuka qui transportait 11 000 tonnes d'essence d'aviation. À minuit, le convoi a passé le Cap Bon. Peu après 1 h, des vedettes lance-torpilles italiennes ont torpillé et immobilisé le grand croiseur léger HMS Manchester qui a dû être sabordé peu après. Ces attaques se sont poursuivies toute la nuit, et au matin, cinq autres cargos ont été coulés.

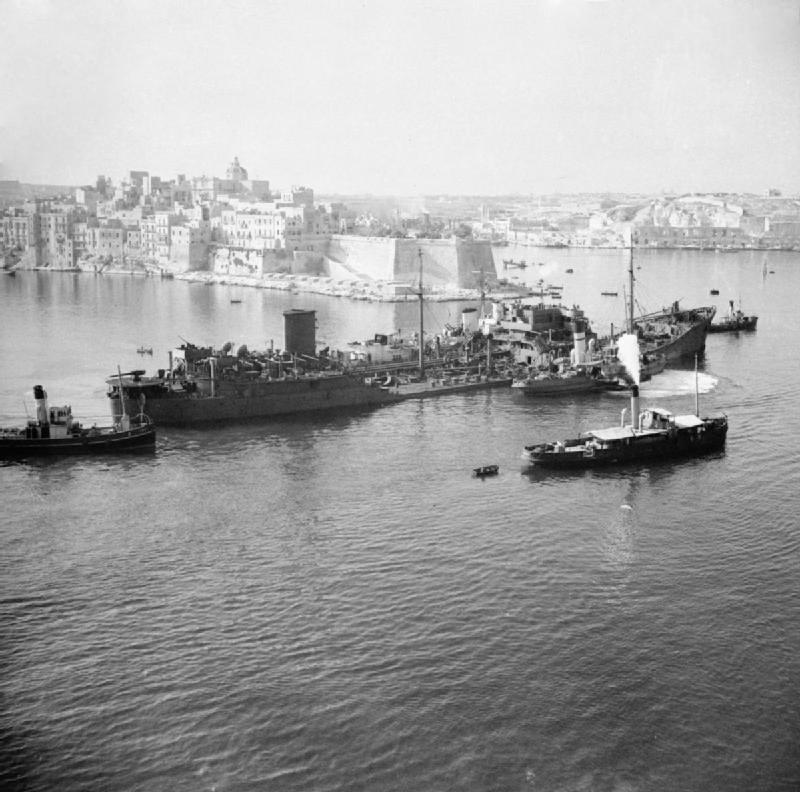
Le pétrolier SS Ohio est arrivé au port de La Valette, le 15 juin seulement, endommagé au-delà de tout espoir de réparations

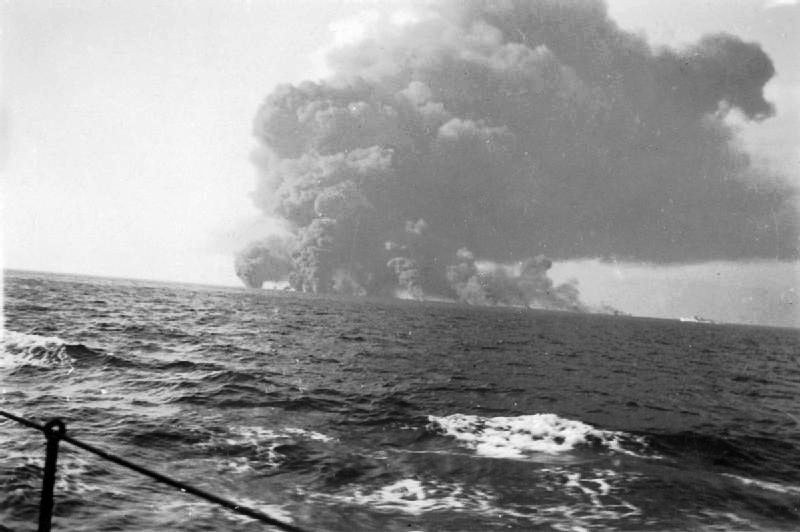
Le cargo SS Waimarama, qui transportait des fûts de fioul, est bombardé et explose, le 13 août, peu avant

Pour ce qui concerne les grands bâtiments italiens, il était apparu au Supermarina, que, contre un convoi venant de Gibraltar, il ne serait pas possible d'avoir une couverture aérienne et des ressources en carburant suffisantes pour une intervention à l'ouest de la Tunisie de quatre cuirassés, ce qui semblait le minimum pour aller au-delà d'une simple gesticulation. Mais la bataille de Pantelleria avait montré l'intérêt de l'intervention des croiseurs en phase finale de l'interception d'un convoi. À 19 h le 12 août, six croiseurs (trois croiseurs lourds, Gorizia, Trieste, Bolzano de la 3e Division de croiseurs et la 7e Division de Croiseurs renforcée du Muzio Attendolo étaient à la mer pour intervenir dans le Canal de Sicile, le lendemain matin. Comme des reconnaissances aériennes les avaient repérés, il fallait prévoir une couverture aérienne contre une attaque massive prévisible des 180 avions alliés prêts à intervenir depuis Malte, ce qui conduisait à donner à l'aviation comme mission principale la protection des forces à la mer et qui aurait aussi la charge de porter le « coup de grâce » aux six cargos restant à flot, protégés par deux croiseurs (le HMS Charybdis avait quitté la force de couverture pour revenir en renfort du HMS Kenya) et sept destroyers. Des dissenssions très fortes se firent jour dans la soirée, entre amiraux et généraux d'aviation, au premier rang desquels se trouvait le Feldmarschall Kesselring sur cette répartition des missions, et à la suite d'un arbitrage du Duce en personne, vers minuit, ordre fut donné aux croiseurs de regagner leur base. Sur le chemin du retour, ils furent attaqués près des Îles Éoliennes par le sous-marin britannique HMS Unbroken qui endommagea gravement le Bolzano qui dût être échoué sur l'île de Panarea, et le Muzio Attendolo, de sorte que leurs réparations n'étaient pas achevées en septembre 1943.
Le 13 août, les attaques d'aviation ont réussi à couler un neuvième cargo allié et se sont concentrées sur le pétrolier SS Ohio qui fut très près d'être abandonné. Malgré tout, sous la protection de l'aviation de chasse de Malte et avec l'aide de remorqueurs, trois cargos ont pu finalement atteindre le port de La Valette, le 14, ainsi que le pétrolier et un dernier cargo qui avait fait route séparément le long des côtes de Tunisie, le 15 août Si la Marine italienne a pu parler de vittoria del mezz'agosto, ce qui est vrai sur le plan tactique, stratégiquement, Malte aura pu, dès lors, jouer un rôle déterminant dans les attaques contre l'approvisionnement des forces terrestres italo-allemandes, dont l'effet se fera sentir dès leur dernière offensive d'Alam el Halfa, qui échouera fin août,.

##### L'opération Torch et le sabordage de la Flotte française (novembre 1942)

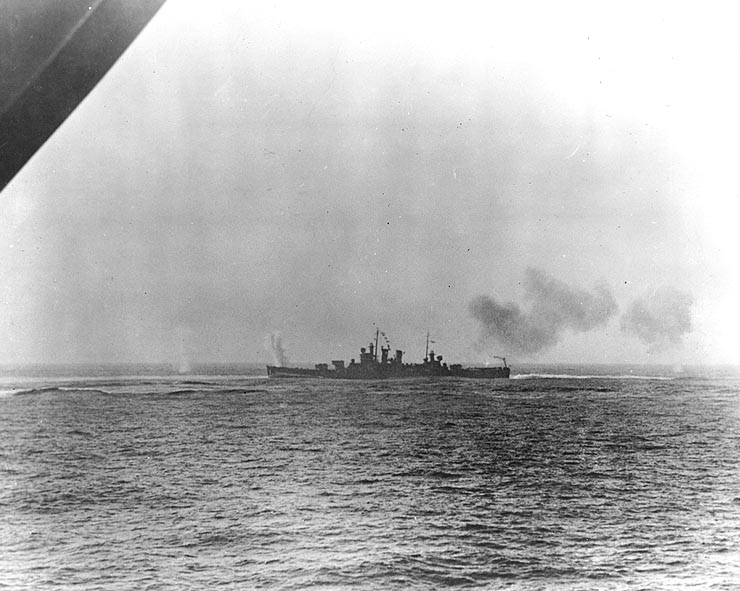
Le croiseur lourd USS Wichita pendant la bataille de Casablanca

Pendant que les forces italo-allemandes ont été enfoncées par l'offensive victorieuse de la VIIIe Armée britannique à El Alamein (23 octobre-5 novembre 1942), deux importants convois ont franchi, le 6 novembre, le détroit de Gibraltar. Ils rassemblaient un cuirassé, cinq porte-avions et cinq croiseurs, parmi lesquels les deux grands croiseurs légers britanniques, HMS Sheffield et Jamaica. L'Amirauté française a pensé qu'il s'agissait de convois vers Malte, les Allemands ont pensé à un débarquement en Provence, et la Supermarina y a vu l'imminence d'un débarquement en Algérie, auquel la Regia Marina était totalement incapable de s'opposer avec ses seuls moyens. Mais un troisième convoi qui a traversé l'Atlantique en passant au sud des Açores, sans être détecté, approchait des côtes du Maroc. Il était composé d'un cuirassé moderne, de deux cuirassés anciens, de cinq porte-avions, de trois croiseurs lourds (USS Augusta, Wichita, Tuscaloosa) et de quatre grands croiseurs légers (USS Brooklyn, Philadelphia, Savannah, Cleveland).
L'objectif de cette armada était des débarquements au Maroc et en Algérie, devant Oran (opération Reservist) et Alger (opération Terminal). Dans la plupart des zones de débarquement, les croiseurs ont surtout affronté les batteries côtières, en particulier l'USS Brooklyn devant Casablanca, l'USS Philadelphia devant Safi (opération Blackstone), et l'USS Savannah pendant la bataille de Port Lyautey. Cependant, devant Oran, les croiseurs britanniques ont coulé deux torpilleurs et mis hors de combat un contre-torpilleur, faisant au total plus de 300 morts. Mais c'est pendant la bataille navale de Casablanca qu'eut lieu, le 8 novembre au matin, le combat le plus sanglant. La 2e Escadre Légère française (le croiseur léger Primauguet, deux contre-torpilleurs et quatre torpilleurs) ont tenté d'affronter les croiseurs lourds américains de la Task Force 34 dont les canons de 203 mm ont écrasé les bâtiments légers, y faisant plus de 450 morts, avant même qu'ils fussent arrivés à portée. Le cuirassé USS Massachusetts, dont c'était la première opération, et les "Dauntless" du porte-avions USS Ranger ont mis hors de combat le cuirassé inachevé Jean Bart, en situation de batterie flottante avec une seule tourelle de 380 mm, après qu'il eut encadré le croiseur amiral USS Augusta le 11 au matin. Les porte-avions d'escorte américains (parmi lesquels l'USS Suwanee du captain Clark a été reconnu pour avoir le premier coulé un sous-marin adverse, sans doute le Sidi-Ferruch) ont donné la chasse aux sous-marins français, dont sept ont été perdus,.

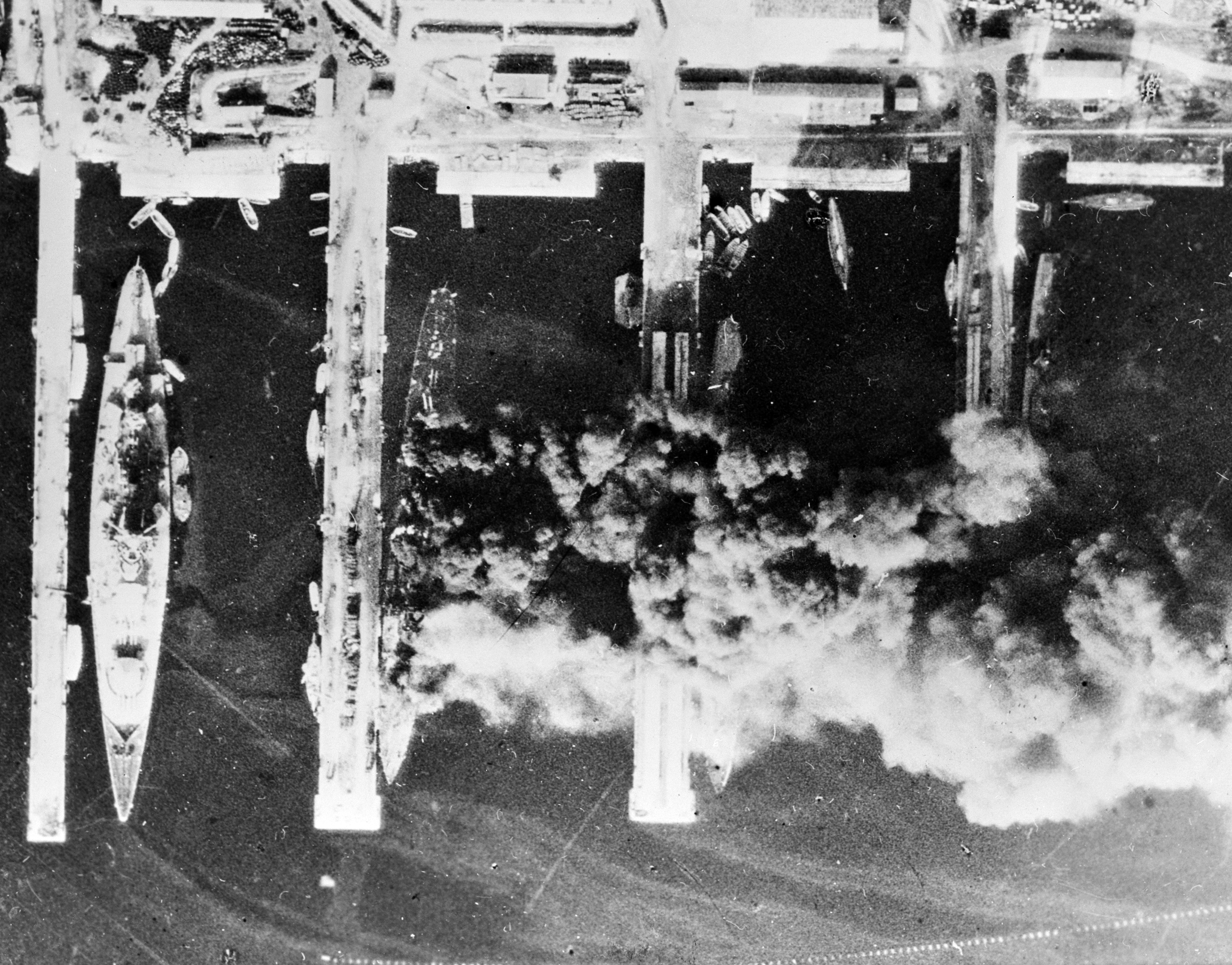
À Toulon, sur les appontements Milhaud, le lendemain du sabordage, entre le Strasbourg et La Marseillaise, les croiseurs lourds Colbert et Algérie brûlent encore

L'amiral Auphan, Secrétaire d'État à la Marine du gouvernement de Vichy, a réussi à contenir l'amiral de Laborde, Commandant de la « Force de Haute Mer » qui aurait voulu appareiller pour attaquer les forces anglo-américaines.
Ce premier débarquement, de moyenne importance (65 000 hommes), auquel les troupes terrestres françaises se sont opposées avec moins de pugnacité que les marins, a été fort utile pour porter remède pour l'avenir, aux défauts et insuffisances qui s'étaient révélées pendant son déroulement. Stratégiquement, le résultat en a été considérable, les Alliés ont désormais disposé d'une base sûre, d'abord pour prendre les forces de l'Axe entre deux feux en Afrique, ensuite porter la guerre en Italie et dans tous les autres territoires de l'Empire Français en Afrique encore sous contrôle de Vichy, de l'A. O. F. à la Côte française des Somalis. Ces territoires seront passés en six mois dans le camp des Alliés.
Tactiquement, cependant, les Allemands ont réagi en occupant la Zone sud (les Italiens occupant la Corse), dès le 11 novembre 1942, et ont tenté, le 27 novembre de s'emparer de la Flotte, qui était restée à Toulon. La Flotte s'est sabordée : quatre des sept croiseurs lourds français (Algérie, Dupleix, Foch, Colbert) y ont été complètement détruits (les Italiens auront jugé inutile d'essayer d'en relever les épaves).
L'est algérien et le nord de la Tunisie ayant été laissés hors du champ des débarquements, les Italiens et les Allemands ont très vite débarqué, par bateau et par avion, en Tunisie et la grande base navale de Bizerte, bien que restée sous le contrôle de Vichy, a été occupée sans ménagements ni résistance le 8 décembre.
Dès qu'ils ont eu rejoint les Alliés, les navires de guerre français présents à Dakar (le cuirassé Richelieu et les croiseurs Georges Leygues, Montcalm, et Gloire) ont été envoyés dans des arsenaux américains pour y être réparés et modernisés. Fin mai 1943, les navires de la Force X, le cuirassé Lorraine, trois croiseurs lourds, deux de la classe Duquesne (Duquesne et Tourville), le Suffren  et un croiseur de 7 500 tonnes Duguay-Trouin auront rallié les Forces Maritimes d'Afrique, et en juillet, ce seront un porte-avions ancien Béarn et les croiseurs Jeanne d'Arc  et Émile Bertin présents aux Antilles qui auront rallié la France Combattante.

#### Mars-décembre 1942- Dans l'Arctique, les convois de Russie
Les premiers convois alliés de l'été 1941 sont passés sans encombre mais la situation s'est dégradée au début de 1942, alors que les attaques contre les convois étaient jusqu'alors le fait des U-boote, de l'aviation et des destroyers allemands. En effet, en février-mars, sont arrivés en Norvège le Tirpitz et les croiseurs lourds Admiral Scheer, Lützow, et Admiral Hipper. Il est clair qu'après le forcement du Pas-de-Calais (opération Cerberus), en février, par les croiseurs de bataille et le Prinz Eugen, les Allemands ont fait le choix d'abandonner le théâtre d'opérations de l'Atlantique, pour leurs grandes unités de surface.

##### Premiers convois, premiers déboires (mars-juillet 1942)

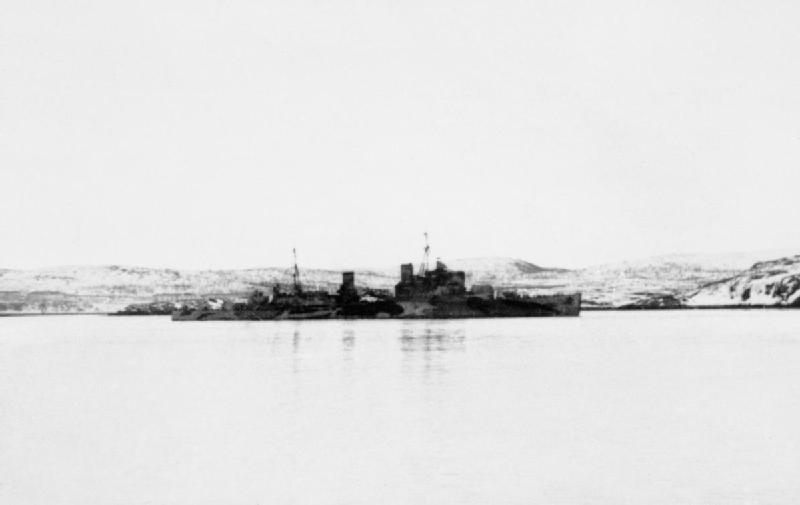
Le en réparation à Mourmansk, après les graves dégâts subis d'une de ses propres torpilles, le 29 mars 1942.

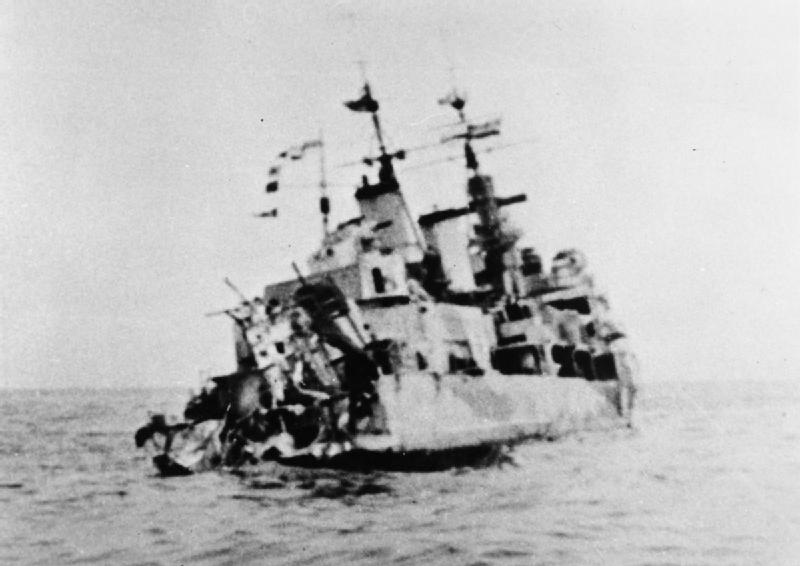
Le HMS Edinburgh a eu l'arrière très endommagé par un sous-marin allemand, le 30 avril 1942.

Le Tirpitz n'a pas réussi, début mars, à intercepter le convoi PQ-12 (Reykjavik-Mourmansk), mais il s'est fait repérer et attaquer par l'aviation embarquée du porte-avions HMS Victorious. Fin mars, le grand croiseur léger HMS Trinidad qui faisait partie de l'escorte du convoi PQ-13, a coulé un destroyer allemand, mais a été gravement endommagé par une de ses propres torpilles dont le gyroscope s'est déréglé. Il s'est trainé jusqu'à Mourmansk pour de premières réparations. Fin avril, en escortant le convoi QP-11 (Mourmansk-Reykjavik), le grand croiseur léger HMS Edinburgh a été torpillé par l'U-456. En route en remorque pour Mourmansk, il a été attaqué par trois grands destroyers allemands, dont un aura été si endommagé que son équipage aura dû le saborder. Mais, torpillé une seconde fois, le HMS Edinburgh a dû être abandonné et achevé par un de ses destroyers d'escorte. Le 15 mai, au large du Cap Nord, rentrant en Écosse à 20 nœuds et transportant des rescapés de l'Edinburgh, le HMS Trinidad a subi l'attaque de vingt Junkers Ju 88. Torpillé, il a dû être achevé également,.
La perte de ces deux grands croiseurs a conduit l'Amirauté britannique à réorganiser la protection des convois en distinguant l'escorte immédiate, constituée de petites unités, la couverture rapprochée avec une escadre de croiseurs qui accompagnerait les convois jusqu'à la ligne Spitzberg-Île aux Ours-Mourmansk, et la couverture éloignée d'une escadre de grands bâtiments, cuirassés et porte-avions, positionnée vers l'Île Jan Mayen pour intercepter les grands bâtiments allemands stationnés en Norvège, et les empêcher de déboucher dans l'Atlantique. Du côté allemand, la perte de deux grands destroyers a conduit l'amiral Schmundt, commandant des forces à la mer en Norvège, à souhaiter la participation des grands bâtiments contre les convois en mer de Barents, mais l'interception du Tirpitz par le porte-avions HMS Victorious, en mars, a conduit Adolf Hitler à ne permettre l'engagement du cuirassé que si la menace de l'aviation embarquée était écartée avec certitude.
En avril, l'U.S. Navy détacha auprès de la Home Fleet, la TF.39, aux ordres du contre amiral Giffen, constituée autour du cuirassé USS Washington et des croiseurs lourds USS Wichita et Tuscaloosa. Elle a participé à la couverture éloignée des convois PQ-15 et PQ-16.
Le convoi PQ-16, du 21 au 30 mai, aura perdu sept navires de charge sur trente-quatre, mais six sur les sept perdus ont été coulés par l'aviation. En effet, l'attaque par les sous-marins, en meutes en surface, était trop risquée pendant une période où les nuits étaient très courtes, aux latitudes polaires. Comme l'aviation soviétique basée à terre se montrait incapable de contrer la Luftwaffe, et que le Coastal Command britannique s'était vu refuser, par le Comité des chefs d'état-major britanniques, l'autorisation de baser quelques escadrilles autour de Mourmansk, l'amiral Tovey, Commandant la Home Fleet a demandé en vain la suspension des convois pendant l'été. Mais tant Staline que le Président des États-Unis ont fait pression sur le Premier Ministre britannique Winston Churchill pour les maintenir, et même accroître le nombre des navires qui les composaient.

##### Le convoi PQ 17 (juillet 1942)
Un nouveau convoi, le PQ-17, prévu pour la mi-juin, eut son départ reporté à la fin juin car les croiseurs et destroyers de la Home Fleet étaient alors engagés dans les opérations de ravitaillement de Malte de la mi-juin 1942 (l'opération Harpoon en particulier), que l'on a évoquées plus haut,. Comme plus de vingt-cinq cargos du convoi PQ-16 étaient arrivés à bon port, le Grand-amiral Raeder, à la mi-juin, exposa à Adolf Hitler son projet d'attaquer le prochain convoi avec les navires de surface : le Tirpitz et l'Admiral Hipper venant de Trondheim gagneraient le Vestfjord pour attaquer la force de couverture rapprochée, tout en se tenant hors de portée de la force de couverture éloignée, l'Admiral Scheer et le Lützow venant de Narvik, gagneraient l'Altenfjord, pour attaquer le convoi. Le tout constituait l'opération Rösselsprung (« le saut du Cavalier »). Hitler maintint son exigence que le Tirpitz ne soit pas engagé tant que la Luftflotte 5 n'aurait pas écarté la menace de l'aviation d'assaut embarquée britannique.
L'annonce par les services de renseignements, à la fin juin, d'une intervention des grands navires allemands inquiétait beaucoup le Premier Lord de la Mer, qui ignorait d'ailleurs les réticences d'Hitler. Dans une conversation téléphonique avec l'amiral Tovey, où les deux amiraux tombèrent d'accord sur le fait qu'il ne fallait pas aventurer les croiseurs de la force de couverture à l'est du cap Nord, en raison de la supériorité aérienne allemande dans cette zone, l'amiral de la Flotte Sir Dudley Pound fit part de son intention de donner l'ordre au convoi de se disperser s'il venait à être menacé par ces grands navires de surface.

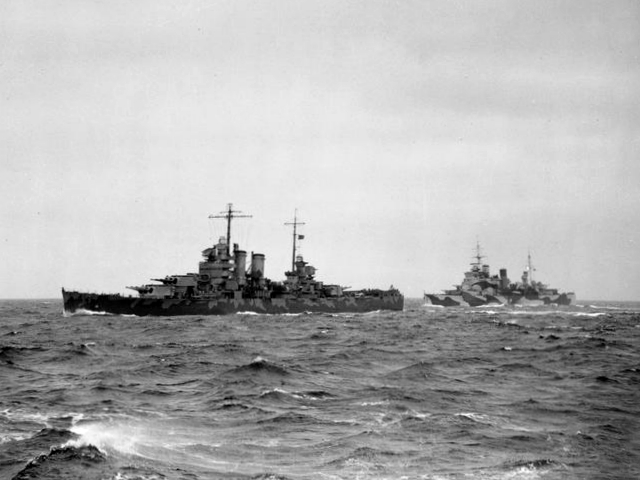
Les croiseurs lourds USS Wichita et HMS London, pendant le convoi PQ-17

Le convoi PQ 17 était ainsi composé : 34 cargos et pétroliers, dont 24 américains, 5 britanniques, 2 soviétiques, 2 panaméens et un néerlandais. Il quitta Reykjavík le 27 juin. Outre les destroyers, corvettes, dragueurs de mines habituels, l'escorte immédiate comptait un CAM ship, deux petits navires anti-aériens, et trois petits navires-hôpitaux, la force de couverture rapprochée comptait quatre croiseurs lourds (HMS London navire amiral du contre-amiral Hamilton, HMS Norfolk, USS Wichita et Tuscaloosa), la force de couverture éloignée comportait les cuirassés HMS Duke of York, navire amiral de l'amiral Tovey, et l'USS Washington, portant la marque du contre-amiral Giffen, deux croiseurs (HMS Cumberland et HMS Nigeria, aux ordres du contre-amiral Burrough) et le porte-avions HMS Victorious, portant la marque du vice-amiral Fraser. Le convoi prit une route très au nord, pour entrer en mer de Barents au nord de l'île aux Ours.
Le convoi ayant été repéré le 1er juillet, les grands navires allemands quittèrent leurs mouillages, cap au nord, le 2 juillet, en attendant l'ordre d'attaquer, pour lequel il fallait l'accord d'Hitler, tandis que le convoi subissait ses premières attaques de l'aviation et des sous-marins allemands. Le 3, l'Amirauté britannique apprit que les navires allemands avaient quitté leur mouillage, et dans la crainte d'une attaque du Tirpitz, l'ordre fut donné, dans la soirée du 4 juillet, par le Premier Lord de la Mer à l'amiral Hamilton, de « se retirer vers l'ouest à grande vitesse », bientôt suivi de l'ordre au convoi de « se disloquer pour gagner les ports russes », puis « ordre de se disperser ». Les destroyers d'escorte ont donc, après l'ordre de dispersion du convoi, rallié les croiseurs, ne laissant avec le convoi que les corvettes, dragueurs, chalutiers, et les deux petits navires anti-aériens. Cette tactique se justifiait en cas d'attaque de forces de surface très supérieures. Cela avait permis en novembre 1940 au croiseur auxiliaire HMS Jervis Bay de sauver 31 navires sur 36 du convoi pour lequel il s'était sacrifié. Mais dans la circonstance, les navires ne pouvaient pas se disperser vers le nord, où ils allaient se heurter très vite à la banquise, et surtout le retrait de l'escorte laissait d'une part le champ libre aux sous-marins allemands qui n'avaient plus à craindre l'attaque des destroyers, et d'autre part facilitait grandement l'attaque de l'aviation qui n'avait plus à affronter le feu concentré d'un convoi bien groupé.
La situation du convoi a très vite évolué de façon catastrophique. Dès le 5 juillet, dix navires avaient été coulés. Du côté allemand, Hitler, informé que les croiseurs avaient mis cap à l'ouest et que les cuirassés et le porte-avions HMS Victorious se trouvaient à 450 nautiques dans le sud-ouest, donna, le 5 peu avant midi, l'autorisation d'un raid-éclair en mer de Barents. Le Tirpitz, l'Admiral Scheer et l'Admiral Hipper quittèrent aussitôt l'Altenfjord, cap au nord, puis mirent à 17 h cap à l'est, et ont été très vite repérés par des sous-marins. Dès que les résultats exceptionnels des attaques des sous-marins et des avions contre le convoi PQ-17 furent connus, le cuirassé et les croiseurs lourds allemands furent rappelés vers 21 h 30, au grand désappointement de l'amiral Schniewind, responsable de la conduite de l'opération.
Pour les navires du convoi, l'hécatombe a continué, malgré la pugnacité et l'héroïsme des équipages des navires d'escorte, en particulier les navires anti-aériens. Onze navires seulement arrivèrent à Arkhangelsk, après avoir longé la banquise et les côtes de la Nouvelle-Zemble, les premiers vers le 10 juillet, et les derniers le 28 juillet, que le commodore Dowding, responsable du convoi était parti rechercher.
Au total, treize navires ont été coulés par deux cents avions, dix ont été coulés par des sous-marins, 57 000 tonnes ont été déchargées sur les 156 500 tonnes embarqués, 430 chars, 210 avions et 3 350 véhicules, sont allés au fond de l'eau.
Ce fut une grande victoire allemande, sans qu'un seul coup de canon ne soit tiré par les grands navires de surface.

##### La bataille de la mer de Barents (31 décembre 1942)
L'Amirauté britannique obtint l'arrêt des convois de Russie, pendant le mois d'août 1942, les moyens de la Home Fleet étant accaparés par l'Opération Pedestal en Méditerranée, tandis qu'à la mi-août également, l'USS Washington était appelé à rejoindre le Pacifique, où venait d'avoir lieu le débarquement américain à Guadalcanal.
La principale leçon du calamiteux convoi PQ-17 était la nécessité d'accompagner le convoi en mer de Barents, à l'est de la ligne Spitzberg-Île aux Ours-Mourmansk, et donc de contester la supériorité aérienne allemande des quelque 200 appareils de la Luftwaffe opérant à partir des aérodromes de Kirkenes, de Banak et de Petsamo, pour permettre aux croiseurs de la force de couverture rapprochée de repousser les grands bâtiments de surface allemands et aux destroyers d'attaquer les sous-marins. En l'absence d'un grand porte-avions dans la force de couverture éloignée (le HMS Victorious devant subir des opérations de maintenance), un porte avions d'escorte, HMS Avenger embarquant douze Sea Hurricanes et trois Sworfishes anti sous-marins, fut incorporé à l'escorte aux ordres du contre amiral Burnett, sur le croiseur léger HMS Scylla, avec dix-huit grands destroyers, considérés comme constituant le meilleur moyen de dissuader les Allemands de faire sortir leurs grands bâtiments de surface. Leur ravitaillement était assuré par quatre pétroliers auxiliaires de la Flotte, dont deux pré-positionnés dans le Lowe Sound au Spitzberg.
Le Coastal Command fut, de son côté, autorisé, cette fois, à implanter sur les aérodromes de Vaenga et de Grasnaya, une escadrille de Catalinas et quatre Spitfires pour la reconnaissance et deux groupes de bombardiers-torpilleurs, soit une trentaine de Hampdens, pour l'attaque des bâtiments de surface. Vingt-trois appareils arrivèrent le 5 septembre de Grande-Bretagne, neuf se perdirent ou furent abattus, dont un dût se poser en territoire occupé par les Allemands. À son bord ceux-ci trouvèrent des renseignements essentiels sur l'opération.

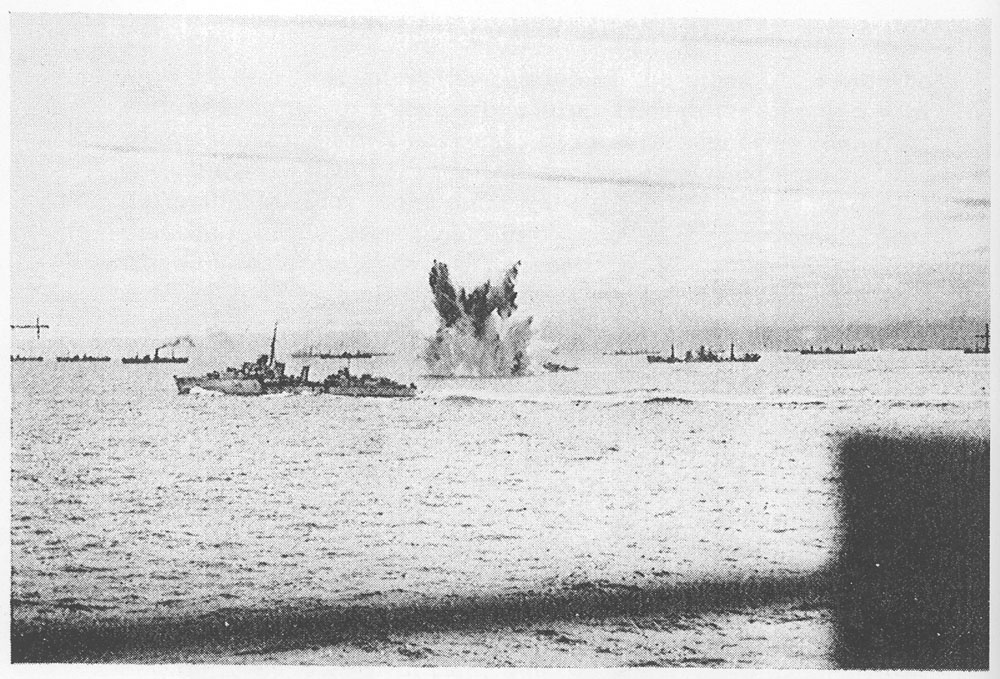
Un cargo du convoi PQ 18, touché, explose à proximité du destroyer de la classe Tribal.

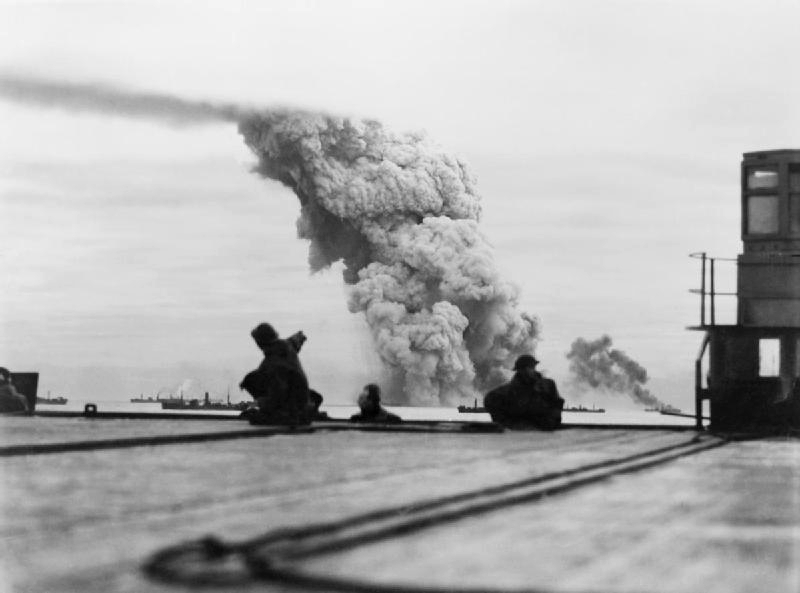
Vu du pont du porte-avions d'escorte HMS Avenger, le cargo de munitions SS Mary Luckenbach touché par une bombe d'avion se volatilise, le 13 septembre.

La force de couverture éloignée restait composée de deux cuirassés, HMS Anson portant la marque du vice amiral Fraser et HMS Duke of York, et du grand croiseur léger HMS Jamaica. La force de couverture rapprochée, aux ordres du vice amiral Bonham Carter, comportait trois croiseurs lourds, HMS London, Norfolk et Suffolk. L'amiral Tovey, Commandant la Home Fleet était resté à Scapa Flow où le cuirassé HMS King George V avait une ligne téléphonique directe avec l'Amirauté.
Le 2 septembre, les quelque quarante cargos du convoi PQ 18 appareillèrent du Loch Ewe, au nord-ouest de l'Écosse, et non plus d'Islande, pour tromper les reconnaissances allemandes, et furent ralliés entre le 7 et le 9, par l'escorte qui comptait cinquante navires dont la moitié de destroyers. Repéré dès le 8, le convoi fut attaqué sans discontinuer pendant six jours du 12 au 18 septembre par l'aviation et, dans une moindre mesure, par les sous-marins. Treize navires furent détruits mais le convoi conserva cependant sa cohésion. Bien que les avions du HMS Avenger eussent été surclassés par les avions de la Luftwaffe, les dispositions prises furent jugées acceptables par l'amiral Tovey.
L'escorte prit ensuite en charge le convoi QP 14, quinze cargos qui étaient majoritairement des rescapés du convoi PQ-17. Le Grand-amiral Raeder avait résolu de réserver l'attaque, par des bâtiments de surface, contre les convois « rentrants » comme le QP-14, mais les objurgations de prudence d'Hitler et le grand nombre des destroyers de l'escorte, le conduisit à renoncer à cette attaque. Cependant trois cargos et un grand destroyer furent encore perdus, principalement sous les coups des sous-marins. Au total pour ces deux convois, les Allemands ont perdu 33 bombardiers-torpilleurs, six bombardiers en piqué, deux avions de reconnaissance à long rayon d'action, quatre sous-marins coulés et cinq endommagés, ce qui leur parut assez cher payé. Les convois de l'Arctique furent uns seconde fois suspendus, parce que, cette fois, la Home Fleet devait consacrer l'essentiel de ses moyens à l'Opération Torch de débarquement en Afrique du Nord française.
Tandis que Churchill et Hitler se sont pris à rêver de débarquements, le premier en Norvège septentrionale, le second en Islande, la nuit polaire hivernale s'est réinstallée, ce qui a conduit la Luftwaffe à alléger son dispositif, le Lützow a remplacé l'Admiral Scheer. L'amiral Tovey a réclamé que la taille des convois fût réduite, il a obtenu qu'ils fussent scindés en deux. Leur numérotation fut changé : les convois ouest-est ont été désignés JW et est-ouest, RA.

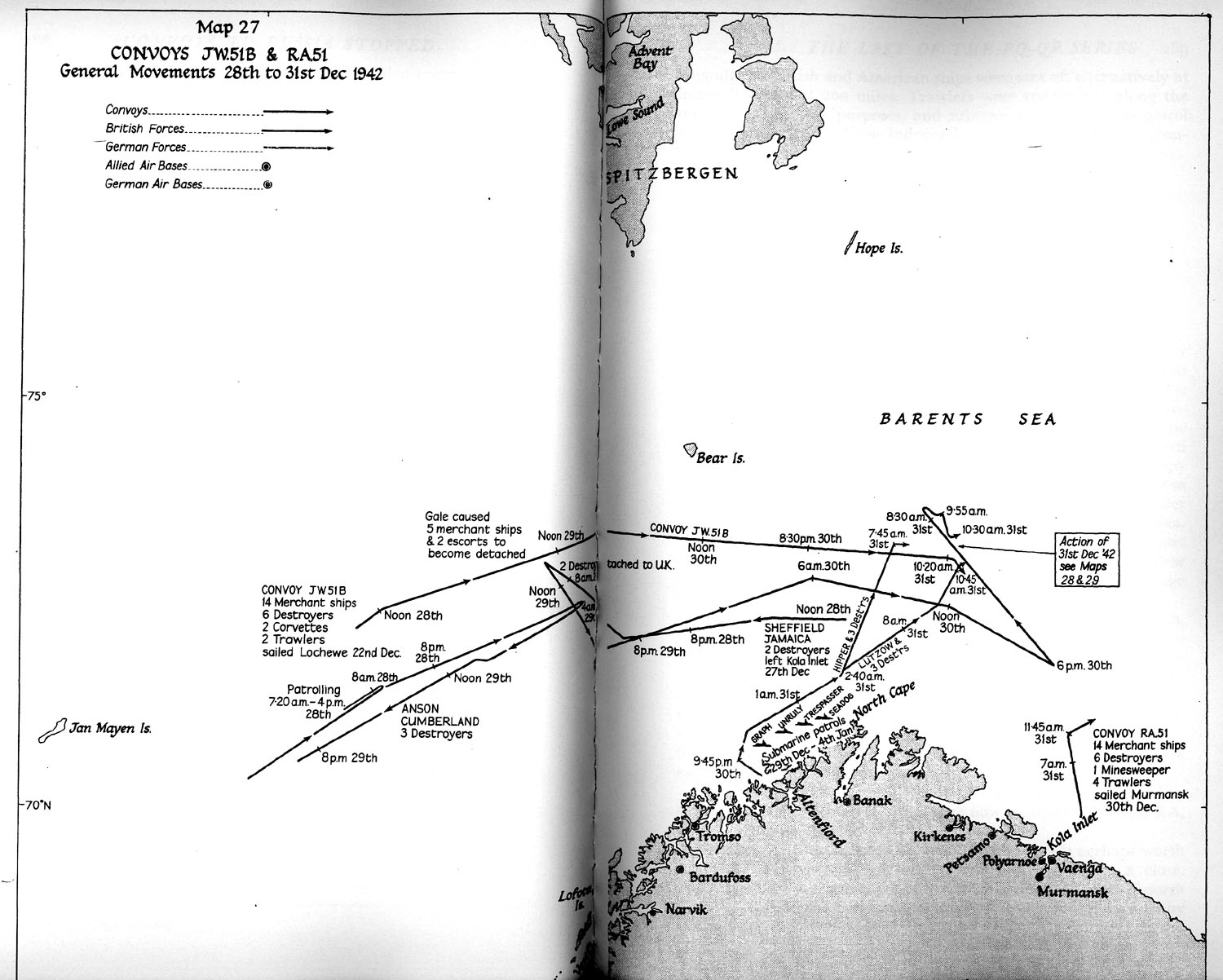
Carte des mouvements des navires allemands et britanniques du 27 au 31 décembre 1942, en mer de Barents

C'est ainsi que le convoi JW-51-A, parti le 15 décembre de Liverpool, parvint, sans avoir été attaqué, dans le golfe de Kola, le 22. Ce même jour, la seconde partie du convoi, JW-51-B, est partie à son tour, et a été rejointe par son escorte immédiate, partie d'Islande, le 24. Le 27, la force de couverture rapprochée du contre amiral Burnett, avec les grands croiseurs légers HMS Sheffield et Jamaica a quitté le golfe de Kola pour se placer au sud de la route prévue du convoi, pour intercepter une éventuelle sortie des grands bâtiments de surface allemands. Naviguant cap à l'est, elle a mis le 30, à 18 h 30, cap au nord-ouest, pensant se trouver le 31 au matin, en arrière du convoi, en position de couper la retraite aux croiseurs lourds allemands s'ils s'étaient aventurés pour l'attaquer. C'était effectivement le cas.

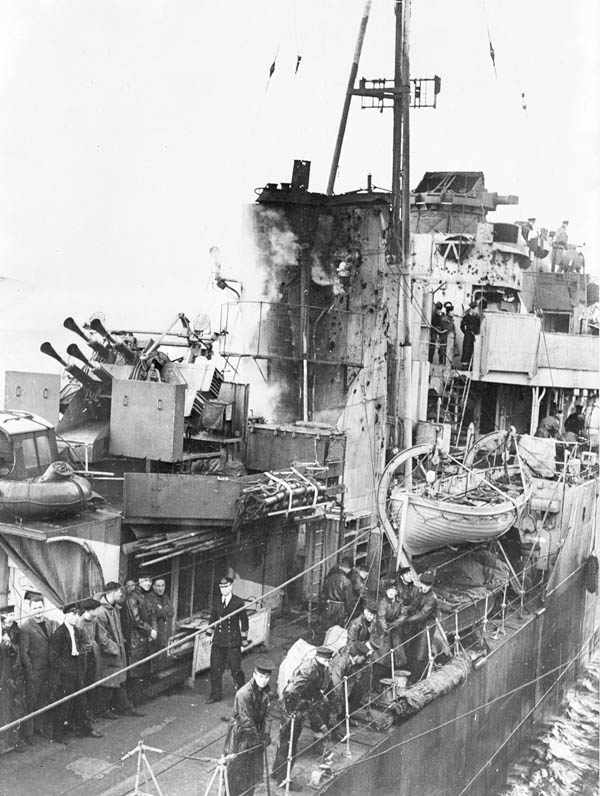
Le a eu la cheminée et la passerelle dévastées par les obus de 203 mm de l'Admiral Hipper.

Le 30 décembre, à la mi-journée, le convoi a été repéré par l'U-354. Or la Kriegsmarine avait établi un plan d'attaque des convois de Russie par les navires de surface, l'opération Regenbogen (Arc-en-ciel), qui impliquait l'Admiral Hipper, le Lützow et six destroyers. Aussitôt informé, le commandement du Groupe Nord (de) ordonna de mettre ces navires à 3 heures d'appareillage, et aucun contrordre n'étant venu de la part d'Hitler, à 18 h, les navires avaient quitté l'Altenfjord et mis cap au nord-est. À 18 h 45, l'amiral Kummetz sur l'Admiral Hipper reçut un message de l'amiral « Eaux nordiques » à Narvik, lui intimant de se montrer « prudent, même devant un adversaire d'égale force, car il est indésirable que les croiseurs prennent de grands risques ». À 2 h 30, l'amiral Kummetz divisa ses forces, de façon à se trouver avec l'Admiral Hipper, à 8 h, à 75 nautiques au nord du Lützow, pour rechercher le convoi vers l'est, et le prendre en tenailles, le premier qui trouverait le convoi devant attirer l'escorte vers lui, pour permettre à l'autre d'attaquer les cargos. Mais le convoi avait pris du retard dans une tempête les jours précédents de sorte qu'il était plus à l'ouest que ce que pensaient l'amiral Burnett et l'amiral Kummetz. Dès lors, plus personne ne savait exactement qui était où, et dans la lumière crépusculaire d'un 31 décembre, à une latitude de plus de 70° Nord, au milieu des bourrasques de neige et des bancs de brume, les différents protagonistes ont aperçu des silhouettes de destroyers, sans savoir s'il s'agissait d'amis ou d'ennemis.
L'escorte du convoi, aux ordres du captain St. Vincent Sherbrooke sur le HMS Onslow, comportait alors quatre, destroyers récents de la classe O, un destroyer plus ancien HMS Achates, deux corvettes, un dragueur de mines et deux chalutiers armés. Des destroyers ayant été repérés, vers 9 h 15, à l'arrière du convoi, l'escorte pensa d'abord qu'ils étaient russes. Lorsque ces destroyers allemands ouvrirent le feu, les destroyers récents de l'escorte firent face. C'est alors le croiseur lourd Admiral Hipper, navire amiral de l'amiral Kummetz, qui, vers 9 h 30, a ouvert le feu sur le HMS Achates, le destroyer ancien tendant un rideau de fumée pour masquer le convoi qui s'éloignait dans la direction opposée. Le destroyer fut endommager gravement. Les destroyers de la classe O furent aussi les cibles des tirs du croiseur lourd allemand. À 10 h 20, il a touché le HMS Onslow, à l'avant et dans la machine. Sur la passerelle ravagée, le captain St. Vincent Sherbrooke a été très grièvement blessé mais craignant de prêter le flanc à une attaque à la torpille, l'amiral Kummetz ne s'est pas assez engagé pour passer au travers de l'écran des destroyers et attaquer les cargos. Cependant, à 10 h 45, il a surpris et écrasé le dragueur de mines HMS Bramble. A 11 h 15, il a entrepris d'achever le HMS Achates, qui se trainait à 15 nœuds, puis il a canonné à nouveau les destroyers qui étaient revenus vers le convoi. Pendant ce temps, au sud du convoi, le Lützow se rapprochait, mais il a signalé à 11 h 15: «Perdu de vue l'ennemi, dans grains de neige». L'Admiral Hipper répondit à 11 h 36 : «Suis engagé contre des escorteurs. Aucun croiseur n'accompagne le convoi.».
À 30 nautiques au nord, à 9 h 30, l'amiral Burnett était perplexe, il y avait une bataille dans le sud, mais ce n'était pas là, mais plus à l'est, qu'il pensait que se trouvait le convoi. Finalement, à 10 h, il s'est résolu à marcher au canon, signalant : « Du Sheffield. Je me rapproche de vous, cap au 170 », mais sans indiquer à quelle distance il se trouvait, sans doute parce qu'il ne savait pas exactement où était le convoi. À 10 h 30, deux grands bâtiments furent repérés au radar, l'un droit devant (c'était l'Admiral Hipper), l'autre sur bâbord (c'était le Lützow). À 11 h 15, les croiseurs se dirigèrent, cap au 190, vers le premier. À la suite d'une évolution du bâtiment allemand, il fut identifié à 11 h 28. Quelques minutes plus tard, les croiseurs britanniques ouvraient le feu, à 6 000 mètres, à raison d'une salve toutes les vingt secondes. Le croiseur lourd allemand n'avait rien vu venir, il était engagé du bord opposé avec deux destroyers britanniques. Il encaissa aussitôt plusieurs obus au niveau des machines (sa vitesse tomba à 23 nœuds) et dans le hangar d'aviation. Il vint sur tribord, se rapprochant des croiseurs britanniques qu'il a pris d'abord pour des destroyers. Ceux-ci manœuvrèrent pour garder la distance et l'avantage de la lumière. Mais le navire allemand disparu très vite derrière un rideau de fumée. C'est alors que le destroyer allemand Friedrich Eckoldt voyant surgir un croiseur qu'il prit pour l'Admiral Hipper, lui fit le signal de reconnaissance allemand, et le HMS Sheffield l'écrasa à bout portant. Le Friedrich Eckoldt pris feu et disparut corps et biens.
À 11 h 37 et à 11 h 49, l'amiral Kummetz a signalé : « Rompre l'action et se replier vers l'ouest » et le commandant du Lützow a répondu : « Je vous rallie ». Au cours de ce mouvement, quelques coups de canons ont encore été tirés, sur le convoi, sans résultats autres que quelques éclats, ou ont été échangés entre les croiseurs, vers 12 h 30, mais l'amiral Burnett, qui accompagnait alors le convoi rentrant RA-51-A, s'est contenté de s'assurer jusque vers 16 h que les navires allemands avaient bien repris le chemin de leurs bases. À 11 h 45, l'U-354 avait envoyé le message : « La bataille atteint son point culminant. Je ne vois plus que du rouge ». Ce seul message, car l'amiral Kummetz n'a pas voulu rompre le silence radio à la mer, a été transmis au Q.G. d'Hitler. Il a fait croire à une victoire. La désillusion n'en a été que plus grande.
On connait les conséquences considérables de ce combat du 31 décembre 1942, la fureur d'Hitler contre les amiraux, sa décision de mettre à la ferraille les grands navires de surface, la démission du Grand-amiral Raeder, son remplacement par l'amiral Dönitz à la tête de la Kriegsmarine, l'arrêt quasi total des sorties à la mer des cuirassés et des croiseurs allemands.

#### Décembre 1941-janvier 1943- De Pearl Harbor à Guadalcanal
Dans le Pacifique, les croiseurs lourds, tant britanniques ou américains que japonais, ont occupé une place de premier plan, parce que du côté allié, les cuirassés modernes n'ont commencé qu'au bout de six mois à remplacer les navires perdus à Pearl-Harbor, ou en mer de Chine Méridionale, tandis que l'État-Major de la Flotte combinée japonaise gardait ses cuirassés en réserve pour la « bataille décisive ». Un des premiers enseignements tirés de l'attaque de Pearl Harbor et des premières batailles « au-delà de l'horizon » a été que, dans un combat de jour, la force de frappe de l'aviation embarquée ne le cédait en rien à celle de l'artillerie navale, et que sa portée en était bien supérieure. Restait en débat la question de la prépondérance relative de l'aviation embarquée ou de l'aviation basée à terre, ce que l'effet de surprise n'avait pas permis de trancher à Pearl Harbor. Sans cuirassé et dans un combat de nuit, les croiseurs se trouvaient en première ligne et ils y sont restés dans nombre de batailles du Pacifique en 1942 et 1943.

##### De Pearl Harbor à Midway (décembre 1941-juin 1942)
Lors de l'attaque de Pearl Harbor, les USS Honolulu, Helena et St. Louis furent endommagés ; l'USS Phoenix s'en sortit indemne.

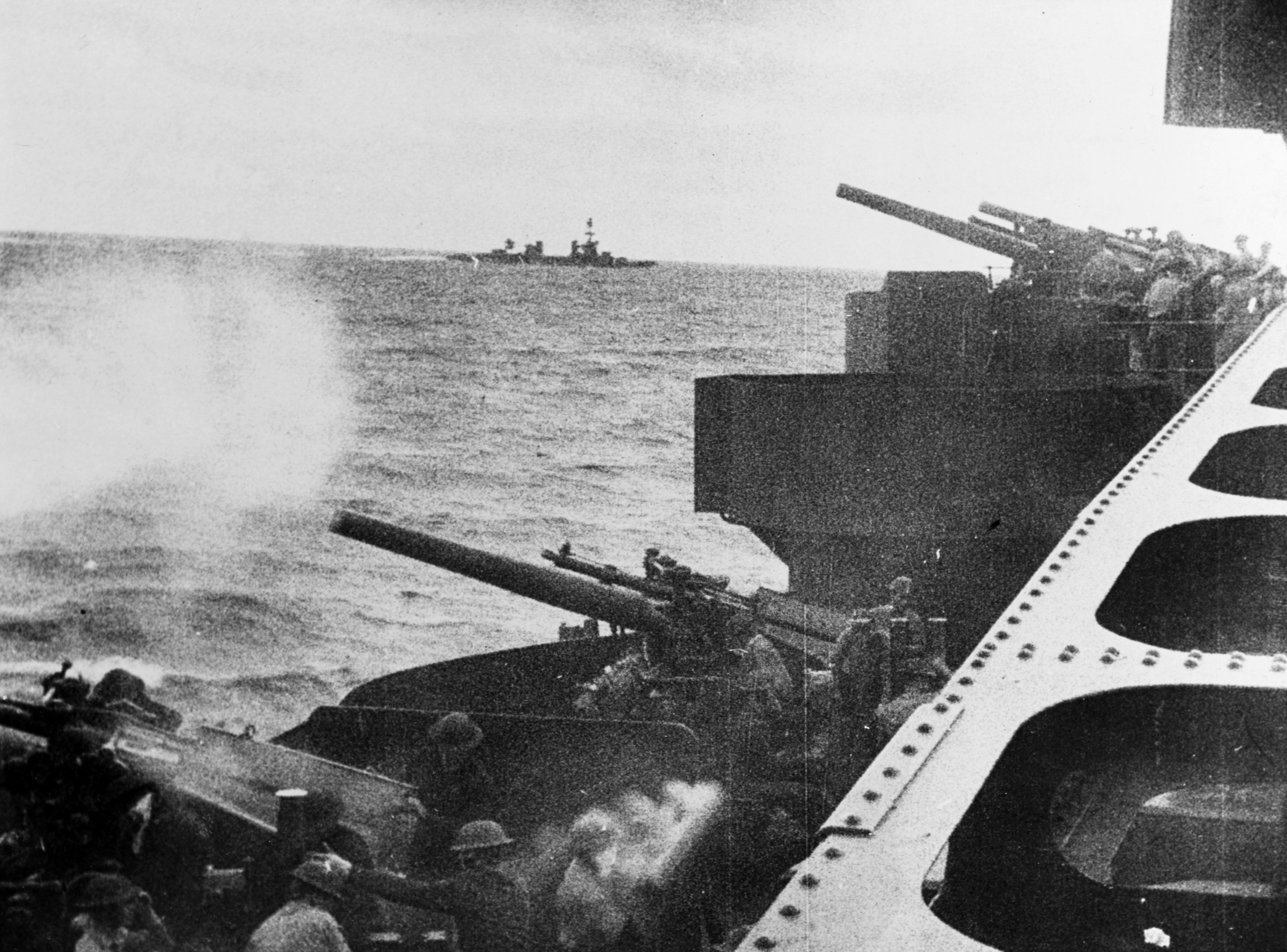
L'USS Northampton tirant avec ses canons de 127 mm sur Wotje, le 1 février 1942. À l'arrière-plan l'USS Salt Lake City.

Dès que la Flotte du Pacifique américaine conduisit ses premières attaques contre les positions japonaises des Îles Gilbert et Marshall, fin janvier-début février 1942, avec les Task Forces 8 et 17 des amiraux Halsey et Fletcher, les croiseurs lourds USS Northampton, Salt Lake City (aux ordres du contre-amiral Spruance) et Chester accompagnaient le porte-avions USS Enterprise ; les USS Astoria, Louisville et Pensacola avec le porte-avions USS Yorktown. Ces deux Task Forces effectuèrent des bombardements côtiers.
Cependant, l'épicentre des combats s'est bientôt situé dans les eaux des Indes orientales néerlandaises dont la Marine Impériale japonaise appuyait l'invasion après celle des Philippines, de la Malaisie, des Célèbes et de Bornéo. Des croiseurs lourds vont s'y retrouver en première ligne, dans des conditions très difficiles, contre des porte-avions, de jour et sans couverture aérienne suffisante, pour ce qui des Alliés.

###### Aux Indes Orientales néerlandaises
Le Commandement Américain-Britannique-Hollandais-Australien, connu par son acronyme en langue anglaise ABDACOM, disposait comme force navale d'une escadre hétéroclite, autour de trois croiseurs légers néerlandais aux ordres de l'amiral Doorman, des croiseurs lourds HMS Exeter et USS Houston, des croiseurs légers HMAS Perth australien et USS Marblehead, avec une dizaine de destroyers néerlandais, britanniques et américains.

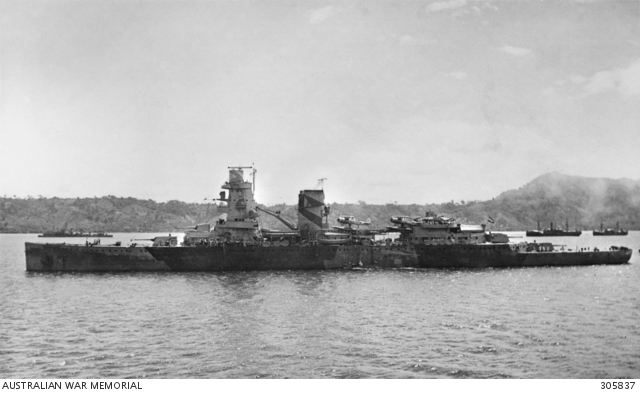
Le croiseur néerlandais, sur lequel l'amiral Doorman avait sa marque, quelques jours avant sa perte en mer de Java, dans les derniers jours de février 1942

Pour avoir vainement tenté d'arrêter un convoi de troupes japonaises, le 4 février 1942, dans la bataille du détroit de Makassar, l'escadre de l'amiral Doorman fut attaquée par 37 bombardiers bimoteurs de la 11e Flotte Aérienne japonaise partis d'aérodromes des Célèbes. Ils ont détruit la tourelle arrière de 203 mm du USS Houston, et endommagé le croiseur léger USS Marblehead l'obligeant à se replier sur Ceylan, puis Durban, pour finalement gagner New York et y être réparé. Une seconde tentative d'arrêter les Japonais aboutit, dans la nuit du 19 au 20 février 1942, au combat du détroit de Badung, où cette fois ce fut le croiseur léger néerlandais HNLMS Tromp, très endommagé par des destroyers japonais, qui dut quitter l'escadre pour se faire réparer en Australie.
La bataille décisive eu lieu les 27-28 février 1942, dans la mer de Java. L'escadre de l'amiral Doorman, après avoir reçu le renfort des croiseurs lourds HMS Exeter et USS Houston, allait affronter, cette fois, des navires des 4e, 5e, et 7e Divisions de Croiseurs japonais, soit respectivement des croiseurs lourds des classes Takao, Myōkō, et Mogami. Tous ces navires étaient supérieurs, avec 10 canons de 203 mm aux croiseurs lourds alliés qui ne pouvaient alors en aligner que six chacun. Dans l'après-midi du 27 février, le HMS Exeter fut touché et incendié par le Nachi. Protégé par deux destroyers britanniques, dont l'un a été coulé, le petit croiseur lourd britannique subit l'attaque de croiseurs légers mais réussit à rejoindre Surabaya. Plus tard dans la nuit, les deux croiseurs néerlandais restants, HNLMS De Ruyter, qui portait la marque de l'amiral Doorman, et HNLMS Java, ont été torpillés et coulés, avec plus de 800 morts, à quelques minutes d'intervalle, par les croiseurs lourds Nachi et Haguro, aux ordres du vice amiral Takeo Takagi.
Le lendemain, les deux croiseurs Ashigara et Haguro retrouvèrent le HMS Exeter qui faisait route vers l'Inde. Ils le coulèrent, avec son escorte, tandis que les croiseurs USS Houston, et HMAS Perth, après avoir attaqué un convoi de troupes japonaises qui se dirigeait vers Bali, ont été coulés, dans le détroit de la Sonde par les croiseurs Mogami et Mikuma, aux ordres du contre amiral Kurita. Les destroyers américains, quant à eux, réussirent à passer le détroit de Bali et à gagner Freemantle, en Australie.

###### Dans l'Océan Indien
La disparition de l'escadre de l'ABDACOM permettait à l'escadre de porte-avions de l'amiral Chūichi Nagumo, qui, à la mi-février, avait détruit les installations portuaires de Port Darwin, d'aller appuyer l'invasion japonaise de la Birmanie (Rangoun sera occupée le 8 mars), et d'attaquer la Flotte britannique d'Orient. Basée sur Ceylan, comprenant quatre cuirassés anciens dont le HMS Warspite, le petit porte-avions ancien HMS Hermes, et plusieurs croiseurs lourds, elle venait d'être renforcée des porte-avions HMS Indomitable (qui aurait dû accompagner les cuirassés qui ont été perdus en mer de Chine méridionale au début décembre 1941) et HMS Formidable, sur lequel était arrivé le nouveau commandant de la Flotte, le vice amiral Somerville.

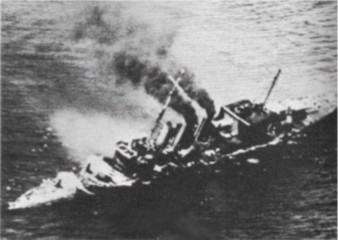
Le HMS Cornwall coule sous les attaques de l'aviation embarquée japonaise, le 5 avril 1942, au sud-ouest de Ceylan

Mais comme la qualité et le nombre d'appareils de l'aviation embarquée britannique n'aurait pas permis d'affronter les porte-avions qui avaient été victorieux à Pearl Harbor, l'amiral britannique, après avoir envisagé une attaque nocturne contre les porte-avions japonais, prit le parti de quitter sa base de Ceylan pour l'atoll d'Addu à 800 km au sud-ouest de Ceylan dans les Maldives.
L'attaque de l'aéronavale japonaise, le 5 avril 1942, sur Colombo, trouva donc une rade presque vide. Pourtant, un hydravion de reconnaissance du croiseur japonais Tone repéra les croiseurs lourds HMS Cornwall et HMS Dorsetshire à 320 km au sud-ouest de Ceylan. Attaqués par l'aviation embarquée des grands porte-avions japonais, ils furent coulés.

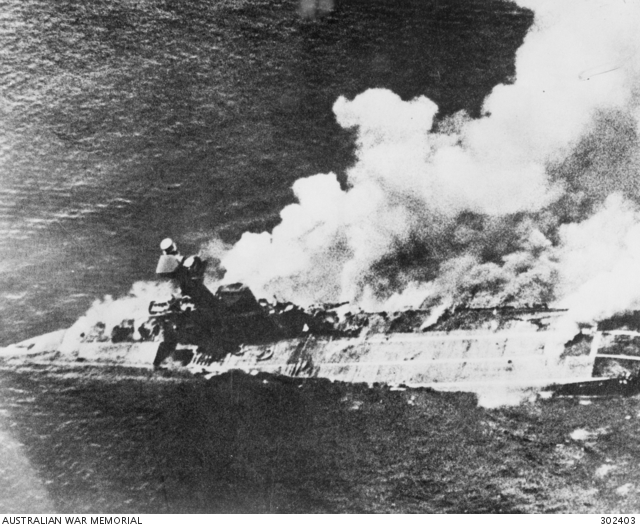
Le porte-avions Hermes coulé par l'aéronavale japonaise

Le vice-amiral Ozawa, avec sa marque sur le Chokai mena du 6 au 9 avril, au départ de Mergui, un raid contre le trafic commercial allié dans le golfe du Bengale, avec les croiseurs Mikuma, Mogami, Suzuya et Kumano de la 7e division du contre-amiral Kurita et le porte-avions léger Ryūjō. Une vingtaine de navires de charge, cargos et pétroliers furent coulés, soit un peu plus de 93 000 tonneaux.
Les Britanniques ne parvenant pas à localiser les porte-avions japonais, l'amiral Somerville rappela le porte-avions HMS Hermes qui était en réparation à Trinquemalay quand l'aviation japonaise vint bombarder cette base le 9 avril. Un avion de reconnaissance du cuirassé rapide Haruna repéra le porte-avions en mer et les avions embarqués japonais le coulèrent.
Tandis que les porte-avions lourds japonais quittaient l'Océan Indien pour aller couvrir l'avancée japonaise vers la Nouvelle-Guinée et l'Australie, la Flotte britannique d'Orient est revenue à Bombay d'où elle pouvait contrôler la mer d'Oman. Elle s'est préparée à prendre pied à Madagascar, début mai, pour assurer la sécurité du ravitaillement de la VIIIe Armée qui combattait en Afrique du Nord et dont l'essentiel de la logistique passait par la route du Cap, le canal de Mozambique et la Mer Rouge.

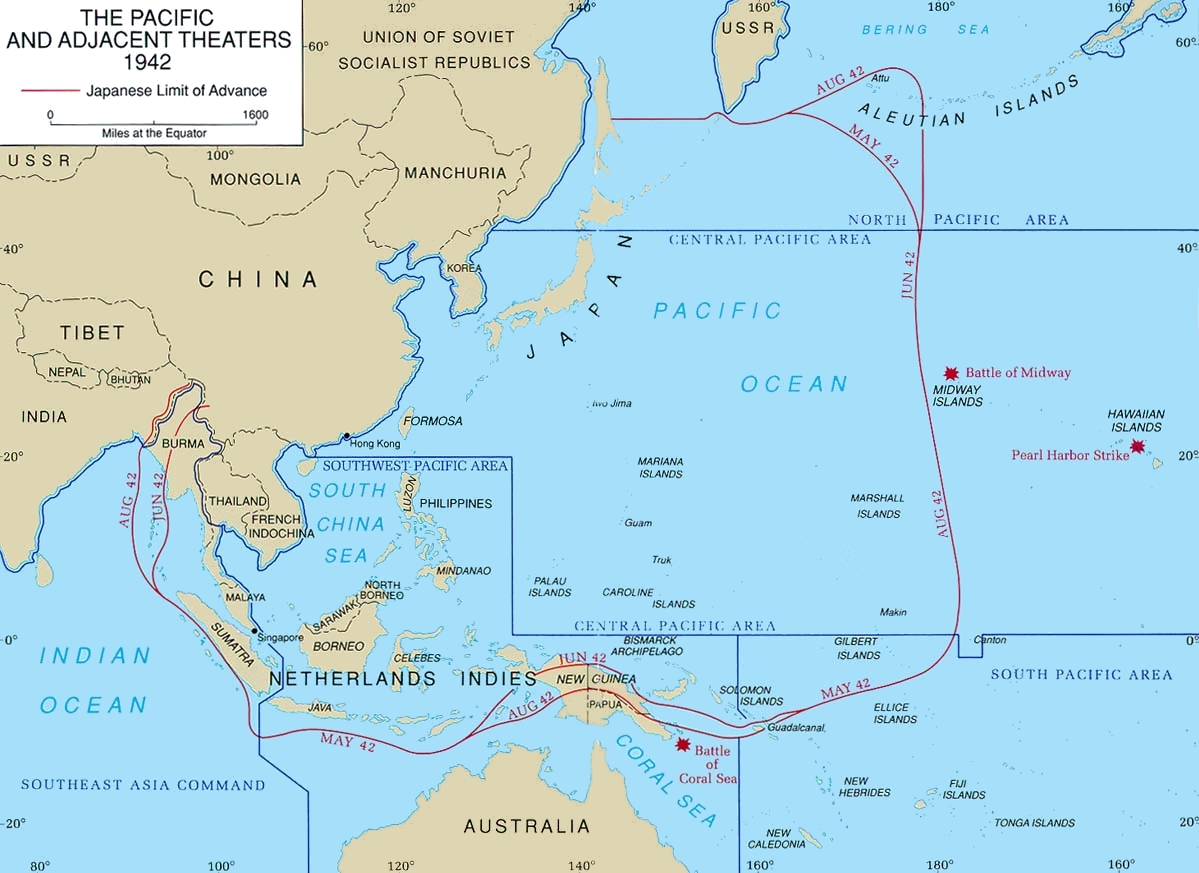
Carte des commandements alliés dans la guerre du Pacifique

Au moment où allait se dérouler cette attaque japonaise dans l'océan Indien, le Conseil Suprême Interallié (en anglais : Combined Chiefs of Staff - CCS), réunissant les plus hauts responsables des forces militaires des États-Unis et du Royaume-Uni, désigna, le 24 mars 1942, le théâtre du Pacifique comme une zone stratégique sous contrôle américain. Six jours plus tard, la réunion du Comité des chefs d'état-major interarmées divisa la zone en trois parties : les Zones de l'océan Pacifique, (en anglais : Pacific Ocean Areas - POA), avec l'amiral Nimitz, comme commandant-en-chef (CINCPOA), la zone du Pacifique Sud-Ouest (South West Pacific Area) confiée au général MacArthur, et la SEPA (South East Pacific Area) dont le quartier général se trouvait à Balboa. Il s'agissait de commandements interarmées et interalliés qui ne se limitaient pas aux forces américaines navales et/ou terrestres mais s'appliquaient à l'ensemble des Forces alliées (air, terre et mer) dans ces zones. L'amiral Nimitz conserva sous son autorité directe la zone du Pacifique Central et délégua le commandement des zones du Pacifique Nord au contre-amiral Theobald et du Pacifique Sud au vice-amiral Ghormley. Ce qui compliquait les choses, c'est que l'amiral Nimitz, commandant-en-chef de la Flotte du Pacifique (CINCPAC) était sous les ordres de l'amiral King, Commandant-en-Chef de la Flotte des États-Unis (COMINCH), alors que le général MacArthur, commandant des forces de l'Armée des États-Unis en Extrême-Orient dépendait du général Marshall, chef d'état-major de l'armée des États-Unis, de sorte que lorsqu'il y eut désaccord entre eux, et il y en eut, il fallut faire trancher le sujet par la réunion des chefs d'état-major américains à Washington.

###### Le raid sur Tokyo (avril 1942)
Le 13 avril, quatre jours après l'attaque de Trinquemalay, le porte-avions USS Hornet qui avait 16 B-25 “Mitchell” parqués sur son pont d'envol pour aller bombarder Tokyo et était accompagné de l'USS Nashville, a retrouvé au nord de Midway, la TF 16 du vice-amiral Halsey, avec l'USS Enterprise et son escorte de croiseurs lourds USS Vincennes, Salt Lake City et USS Northampton et de destroyers. Le lâcher des avions, le 18, a eu lieu un peu plus tôt que prévu, pour éviter d'être repéré. Mais l'escadre est rentrée à Pearl Harbor trop tard pour aller intercepter une force japonaise, distraite de la force du vice-amiral Nagumo, qui selon un renseignement décrypté avait pour objectif d'attaquer Port Moresby.

###### La mer de Corail (mai 1942)
L'objectif japonais était effectivement d'empêcher la constitution d'une base de départ pour les forces américaines et australiennes contre Rabaul, en Nouvelle-Bretagne que les Japonais avaient occupée en janvier. À l'instigation du vice-amiral japonais Inoue, commandant la 4e Flotte (« la Flotte des Mers du sud »), une force de débarquement autour du porte-avions léger Shōhō devait donc aller attaquer Port-Moresby. Une autre force de débarquement articulée autour du grand mouilleur de mines Okinoshima, sur lequel le contre-amiral Shima avait sa marque, devait aller occuper Tulagi dans les îles Florida. La couverture rapprochée incombait aux quatre croiseurs lourds, Aoba, Furutaka, Kinugasa et Kako du contre-amiral Gotō. Les deux porte-avions d'escadre Shōkaku et Zuikaku du contre-amiral Hara arrivant de Truk devaient assurer la couverture éloignée, notamment contre les bombardiers basés en Australie, avec leur escorte de deux croiseurs lourds (Myōkō et Haguro) du vice-amiral Takagi.
L'amiral Nimitz avait donc dépêché vers la mer de Corail les deux Task Forces aéronavales dont il disposait, la Task Force 17 du contre-amiral Fletcher, commandant supérieur à la mer autour du porte-avions USS Yorktown et la Task Force 11 du contre-amiral Fitch autour du porte-avions USS Lexington avec les croiseurs USS Minneapolis , New Orleans, Astoria, Chester, Portland du contre-amiral Kinkaid, et la Task Force 44 du contre-amiral J.G. Grace, R.N. avec les croiseurs lourds USS Chicago, HMAS Australia et le croiseur léger HMAS Hobart.
La bataille de la mer de Corail, première bataille aéronavale « au-delà de l'horizon », a connu maintes péripéties, erreurs de reconnaissance aériennes, attaque d'un porte-avions léger japonais pris pour un porte-avions d'escadre, attaque d'un pétrolier américain pris pour un porte-avions, etc. Mais le premier rôle est revenu aux porte-avions et aux aviations embarquées, ainsi l'action la plus notable des croiseurs japonais du contre-amiral Gotō a été de couvrir le repli des porte-avions d'escadre endommagés vers Truk,.

###### La bataille de Midway (juin 1942)
L'objectif principal de l'amiral Yamamoto, dans le cadre de la théorie du Kantai Kessen (« la bataille décisive »), était de contraindre la Flotte américaine du Pacifique à livrer bataille pour lui asséner un coup définitif. Il choisit donc d'aller occuper Midway, position américaine avancée dans le Pacifique central à quelque 2 100 km à l'ouest-nord-ouest de Hawaii, à l'extrémité ouest des îles hawaïennes du Nord-Ouest ou Îles d'Hawaii Sous-le-Vent .
Dans la Force constituée dans ce but, on trouvait :
- dans la 1re Flotte Aérienne du vice-amiral Nagumo, la 8e Division de croiseurs (croiseurs lourds Tone et Chikuma),
- dans la 2e Flotte du vice-amiral Kondō, les croiseurs lourds Chokai et Atago de la 4e Division de croiseurs et les croiseurs lourds Myōkō et Haguro de la 5e Division de croiseurs,
- dans le Groupe de Transport du vice-amiral Kurita, la 7e Division de croiseurs (Mogami, Mikuma, Suzuya et Kumano).

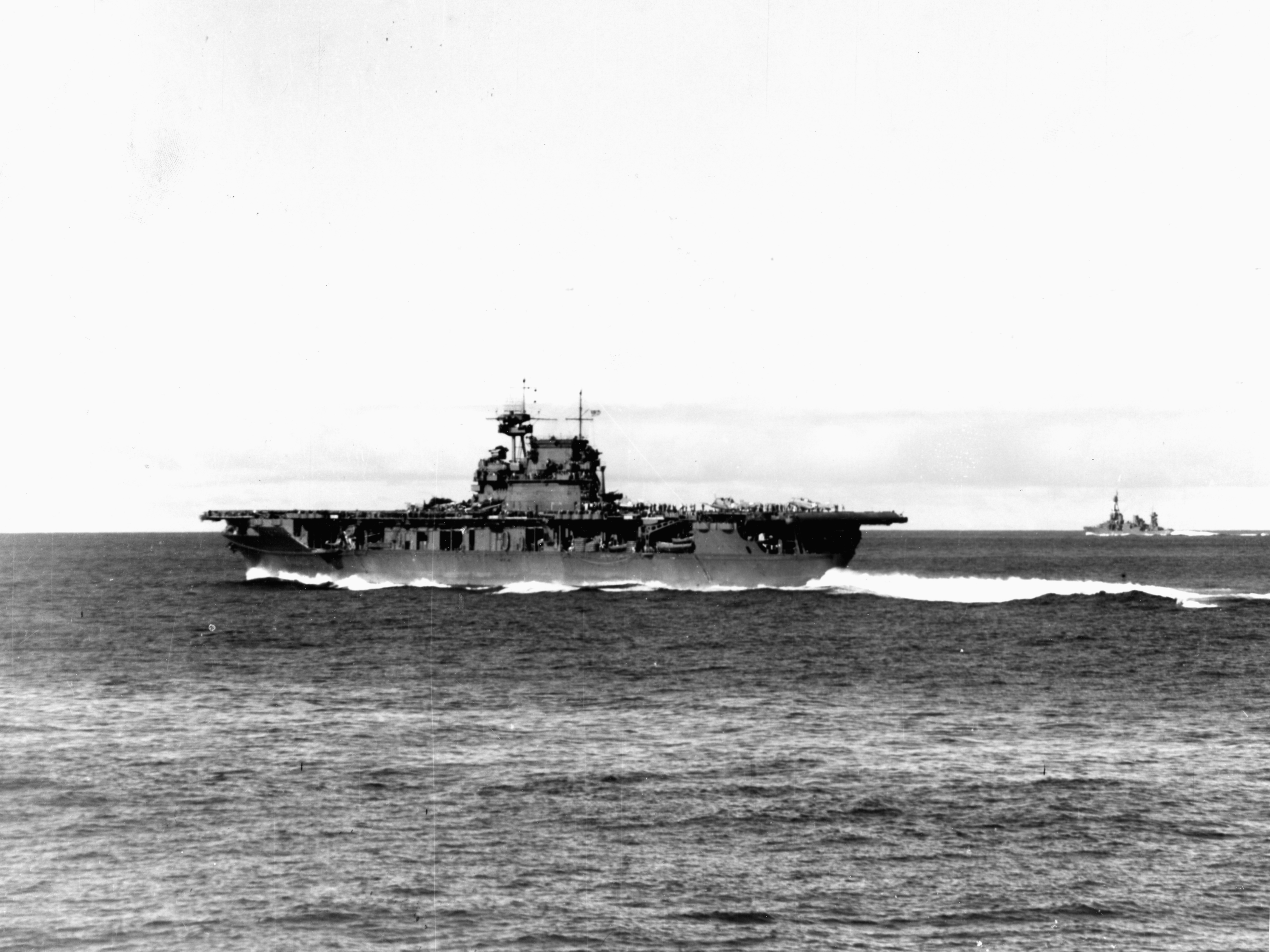
Le 4 juin au matin, l'USS Enterprise, à grande vitesse, escorté par l'USS Northampton, à l'arrière plan

Alerté de nouveau par le décryptage de messages japonais, l'amiral Nimitz a fait appareiller dans les derniers jours de mai, la Task Force 16, à la tête de laquelle le contre-amiral Spruance remplaçait le vice-amiral Halsey, malade, avec les USS Enterprise et Hornet, et le groupe des croiseurs (USS New Orleans, Minneapolis, Vincennes, Northampton, Pensacola et Atlanta) aux ordres du contre-amiral Kinkaid. La Task Force 17 a suivi dès que l'USS Yorktown a été réparé des dommages subis en mer de Corail. Le contre-amiral Fletcher, commandant supérieur à la mer, y avait sa marque, avec les croiseurs USS Astoria et Portland en escorte.
Comme en mer de Corail, la bataille de Midway a connu maintes péripéties, comme les comptes rendus incomplets ou tardifs des reconnaissances aériennes japonaises, les tergiversations du vice-amiral Nagumo et les divergences de vue entre les contre-amiraux Yamaguchi et Ryūnosuke Kusaka sur l'urgence à aller attaquer les porte-avions américains, la recherche des porte-avions japonais, calamiteuse par les avions torpilleurs de l'USS Hornet et chanceuse pour les bombardiers en piqué de l'USS Enterprise dans la matinée du 4 juin, les erreurs japonaises quant à l'identification des porte-avions américains qu'ils avaient endommagés, dans l'après-midi du même jour, etc. Mais dans tout cela, les croiseurs lourds américains n'ont pas eu un rôle de premier plan.

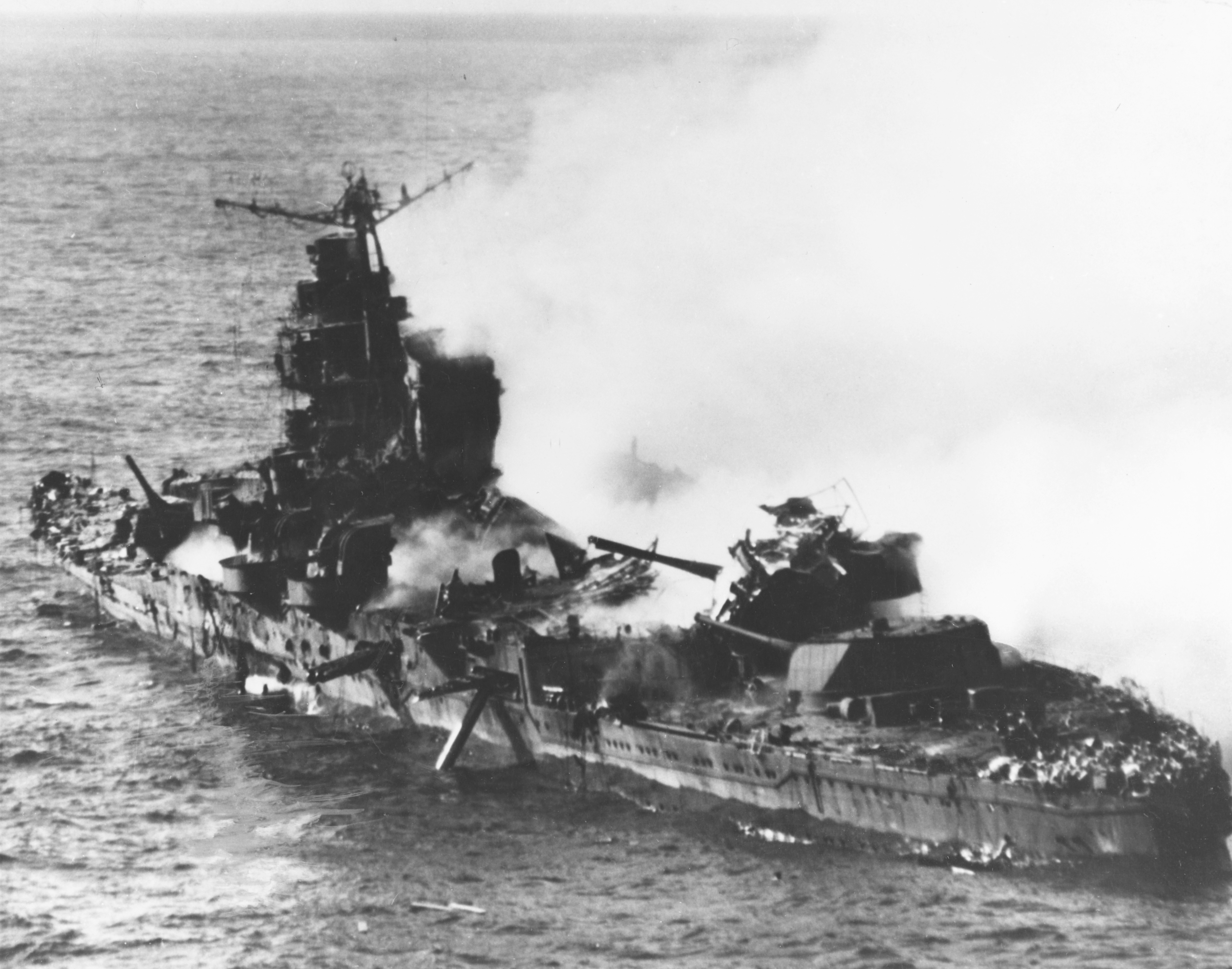
Le croiseur lourd japonais Mikuma sur le point de sombrer, le 6 juin 1942

En ce qui concerne les croiseurs lourds japonais, le 5 juin, les deux croiseurs Mogami et Mikuma, qui escortaient les transports de troupes destinés à occuper l'île de Midway, se sont abordés à la suite d'une fausse manœuvre au cours d'une alerte sous-marine et en ont été fortement ralentis. Tandis qu'ils s'efforçaient de gagner l'île de Wake, ils ont été attaqués, le 6 juin, par les avions des USS Enterprise, et Hornet. Le Mogami a été très endommagé et le Mikuma a été coulé, devenant le premier croiseur lourd japonais perdu.
La bataille de Midway a été le coup d'arrêt de l'expansion japonaise dans le Pacifique. La Marine impériale japonaise y a définitivement perdu l'initiative sur le plan stratégique.
Mais le combat aéronaval du 4 juin 1942, malgré son extrême importance dans l'histoire de la guerre du Pacifique, ne doit pas faire oublier que l'amiral Yamamoto avait également prévu une attaque dans le Pacifique nord, dans l'archipel des Îles Aléoutiennes. Les moyens déployés par la Marine impériale japonaise étaient loin d'être négligeables, avec quatre cuirassés anciens, deux porte-avions, trois croiseurs lourds, deux de la 4e Division (Maya et Takao), et un de la 5e Division (Nachi) et deux croiseurs légers. Pour y face, le contre-amiral Theobald, commandant la zone du Pacifique Nord disposait, depuis le 17 mai d'une Task Force 8, avec les deux grands croiseurs légers USS Nashville et Honolulu, auxquels se seront adjoints le 31 mai l'USS St. Louis, et le 6 juin le croiseur lourd USS Louisville. Il n'a donc pas pu empêcher, le 7 juin, l'occupation des îles de Kiska et d'Attu, à l'extrémité ouest de l'arc aléoutien. Mais une fois les forces japonaises rentrées au Japon, les croiseurs américains, que rejoindra en juillet l'USS Indianapolis, sont restés un temps dans les eaux du Pacifique nord, pour harceler les positions japonaises, avant de mettre le cap à l'automne, vers le Pacifique sud où commençait la bataille de Guadalanal.
Du côté japonais, le 14 juillet, une réorganisation de l'ordre de bataille est intervenue. La destruction de quatre porte-avions de la 1re Flotte Aérienne a conduit à dissoudre cette grand unité et à recréer une 3e Flotte, dont le commandement a été confié au vice-amiral Nagumo. Rebaptisée 1re Division de Porte-avions, l'ex-5e Division de Porte-avions (les Shōkaku et Zuikaku) a été placée sous son commandement direct, et le contre-amiral Hara qui la commandait est allé remplacer le contre-amiral Abe à la tête de la 8e Division de croiseurs. Le vice-amiral Mikawa qui commandait la 3e Division de Cuirassés (les quatre cuirassés rapides de la classe Kongō) a reçu le commandement d'une nouvelle 8e Flotte, détachée de la 4e Flotte. Le vice-amiral Kurita a reçu le commandement de la 3e Division de cuirassés, réduite aux Kongō et Haruna. Le contre-amiral Nishimura l'a remplacé à la tête de la 7e Division de croiseurs, réduite au Suzuya et au Kumano après la destruction du Mikuma et pendant les réparations du Mogami. Le contre-amiral Abe a pris le commandement d'une nouvelle 11e Division de cuirassés constituée du Hiei et du Kirishima.
Le 25 juillet, à Truk, les consignes ont été passées entre le vice-amiral Inoue, commandant de la 4e Flotte, qui avait dirigé les opérations pendant la bataille de la mer de Corail, et le vice-amiral Mikawa, qui a mis sa marque sur le croiseur lourd Chokai, pour gagner Rabaul, où il a installé son QG de commandant de la 8e Flotte (dite « des Mers du sud extérieures ») qui avait vocation, comme son nom l'indiquait, à intervenir, au sud de l'équateur, dans des zones extérieures aux territoires sous mandat japonais. La 6e Division de croiseurs (les quatre croiseurs des classes Aoba et Furutaka) du contre-amiral Gotō est allée mouiller à Kavieng.

##### Guadalcanal, tournant de la guerre navale dans le Pacifique (août 1942-février 1943)
Après la bataille de Midway, sur la foi de renseignements relatifs à l'installation d'une base d'hydravions à Tulagi, sur l'île Florida, et à la construction d'un terrain d'aviation à côté de Lunga Point sur Guadalcanal, qui constituaient autant de menaces pour la liaison Hawaï-Australie, à laquelle les plans de guerre américains donnaient une priorité stratégique, l'amiral King, Commandant-en-Chef de la Flotte des États-Unis, a obtenu, non sans difficultés, en ces temps où le maître-mot de la stratégie interalliée était « Germany first », de monter une opération dans le secteur des Îles Salomon, pourvu qu'elle fût menée avec les seuls moyens disponibles de l'U.S. Navy et du Corps des US Marines.
Ce débat sur la priorité stratégique à apporter à la lutte contre l'Allemagne ou le Japon avait commencé dès le début de 1942 (l'amiral King avait failli en venir aux mains sur ce sujet avec un field marshal britannique à la conférence d'Anfa), et il n'avait pas qu'un caractère théorique quand il s'agissait de l'emploi des moyens. On observera ainsi qu'en juillet 1942, le porte-avions HMS Indomitable arrivé à Ceylan en mars, se trouvait à participer à la couverture des convois de Malte, avec de grands croiseurs légers britanniques que le contre-amiral Tennant, rescapé du naufrage du HMS Repulse qu'il commandait en mer de Chine méridionale, amenait en renfort de la Flotte britannique d'Orient. Dans le même temps, le cuirassé USS Washington était encore dans l'Arctique en converture du convoi PQ 17, avec deux croiseurs lourds américains, alors que l'USS Wasp avait déjà mis le cap sur le Pacifique, après avoir convoyé deux fois en avril-mai des avions vers Malte. Quelques mois plus tard, la deuxième unité de la classe South Dakota, l'USS Massachusetts va traverser l'Atlantique pour couvrir le débarquement américain au Maroc.

###### Le débarquement américain à Guadalcanal (opération Watchtower)
Dès le mois de juillet, une quinzaine de milliers d'hommes des US Marines commandés par le major général Vandegrift ont été rassemblés en Nouvelle-Zélande, pour être embarqués sur des navires de la Task Force 62, aux ordres du contre-amiral Turner pour aller débarquer dans les îles Salomon. L'ensemble de l'opération baptisée Watchtower était placée sous l'autorité du vice-amiral Ghormley, commandant interallié et interarmes de la zone du Pacifique Sud, qui avait son QG à Nouméa et était assez réticent sur l'opération. L'appareillage a eu lieu de Wellington le 22 juillet et une répétition de la mise à terre des troupes embarquées a été effectuée dans les îles Fidji quelques jours plus tard.
Pour assurer la couverture éloignée, le porte-avions USS Saratoga et le croiseur lourd USS Vincennes sont arrivés le 26 juillet au large des Fidji, le porte-avions USS Enterprise, le cuirassé moderne USS North Carolina, le croiseur lourd USS Portland et le croiseur léger anti-aérien USS Atlanta sont arrivés le 27. Ces bâtiments ont constitué le noyau de la Task Force 61, aux ordres du vice-amiral Fletcher, nouvellement promu. L'USS Vincennes et l'USS Atlanta ont été détachés pour rejoindre la TF 62. La Task Force 18, constituée autour du porte-avions USS Wasp aux ordres du contre-amiral Noyes (en) a ensuite rallié la TF 61.
La couverture rapprochée était assurée, au sein de la Task Force 62, par les croiseurs lourds HMAS Australia qui portait la marque du contre-amiral Crutchley (RAN), HMAS Canberra, et USS Chicago pour le Groupe Sud (TG 62.2), c'est-à-dire le débarquement sur Guadalcanal, par les croiseurs USS Vincennes, Astoria, et Quincy aux ordres du captain Riefkohl, commandant de l'USS Vincennes, pour le Groupe Nord (TG 62.3), c'est-à-dire le débarquement sur Florida. Le contre-amiral Scott commandait un Groupe Est (TG 62.4), avec les croiseurs USS Atlanta et HMAS Hobart.
Le 7 août, les Marines ont débarqué sur la côte nord de Guadalcanal et à Tulagi, où les combats ont été violents, sous la protection de l'USS Wasp pour Tulagi, et des USS Enterprise et Saratoga, pour Guadalcanal. Les objectifs immédiats, notamment le contrôle du terrain d'aviation en construction à la pointe Lunga, ont été atteints, mais dès le 8, l'aviation japonaise basée à Rabaul a attaqué. Elle a eu une quarantaine d'appareils abattus au prix d'une vingtaine de chasseurs embarqués américains perdus, ce qui a été un sujet de préoccupation pour le vice-amiral Fletcher qui a fait part de son intention de retirer la couverture des porte-avions dès la fin de journée du 8. Le contre-amiral Turner a marqué son désaccord car la totalité des matériels n'était pas encore débarquée. Ce point n'a pas été tranché par le vice-amiral Ghormley.

###### La bataille de l'île de Savo (août 1942)

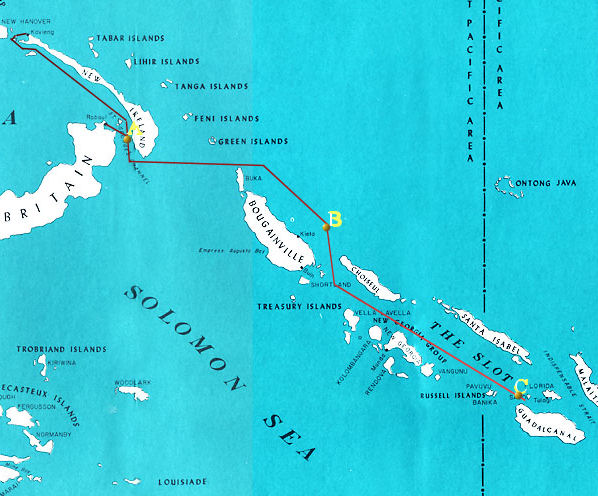
Route suivie par les navires du vice-amiral Mikawa partis de Rabaul et Kavieng qui ont fait une pause au large de Bougainville (au centre) puis ont embouqué le détroit de Nouvelle-Géorgie pour attaquer les forces alliées entre Guadalcanal et l'île de Savo.

Le vice-amiral Mikawa, Commandant de la 8e Flotte, basée à Rabaul, qui avait sa marque sur le croiseur lourd Chōkai a décidé de conduire les quatre croiseurs lourds Aoba, Kinugasa, Furutaka, et Kako qui constituaient la 6e Division de Croiseurs du contre-amiral Gotō, et les croiseurs légers Yubari et Tenryu à l'attaque des bâtiments qui couvraient les opérations de débarquement du côté américain. Ses navires ont été repérés à plusieurs reprises, par un sous-marin, par des avions, par des observateurs côtiers, mais aucune de ces alertes n'a été prise en considération à temps. Son irruption entre Guadalcanal et l'île de Savo, dans la nuit du 8 au 9 août, a constitué une surprise totale.

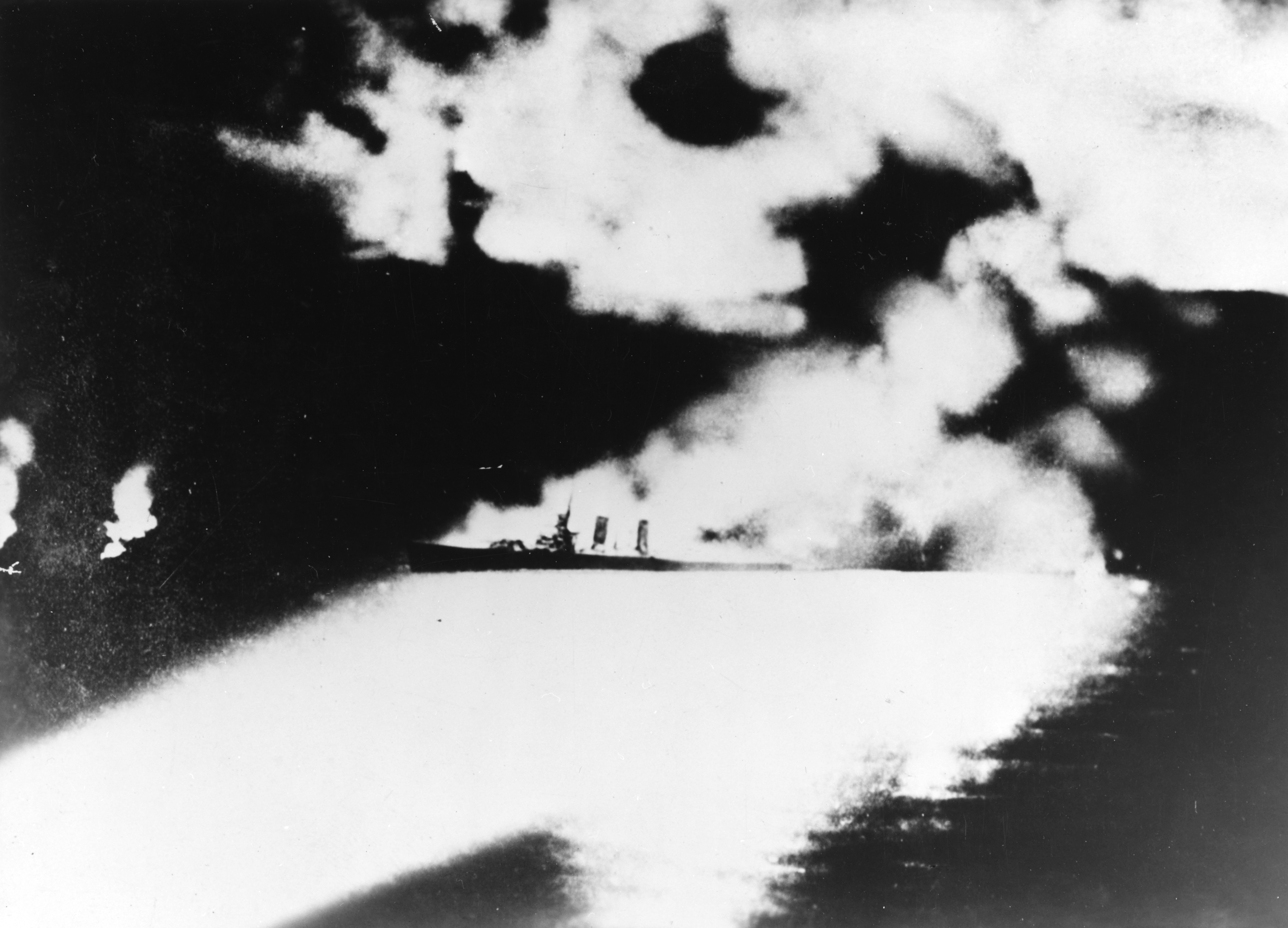
Éclairé par les projecteurs des navires japonais, le croiser lourd américain USS Quincy est en train de couler

En une demi-heure, les croiseurs lourds HMAS Canberra et USS Astoria, Quincy et Vincennes ont été désemparés et ils ont coulé dans les heures qui ont suivi. L'USS Chicago torpillé, a eu l'avant emporté, le tout au prix de quelques impacts pour le Chōkai. Le contre-amiral Crutchley a échappé au désastre parce qu'il était parti avec son navire amiral à une réunion impromptue organisée par le contre-amiral Turner.
Ce fut une victoire japonaise éclatante mais ce fut une victoire incomplète, car dans la crainte d'une attaque aérienne de l'aviation embarquée américaine, l'amiral japonais est reparti dans la nuit, sans attaquer les navires de charge qui se trouvaient un peu plus à l'est. Or l'amiral Fletcher, on l'a vu, avait déjà retiré les porte-avions du secteur. Sur la route du retour, cependant, le Kako a été coulé par le sous-marin S-44 (en) à proximité de Kavieng.
Le contre-amiral Turner a incriminé le vice-amiral Fletcher pour avoir retiré précipitamment les porte-avions, et le contre-amiral McCain, commandant de l'aviation sur zone (COMAIRSOLS), pour ne pas avoir diligenté de reconnaissances aériennes. Mais une commission d'enquête n'a pas retenu de responsabilités autre que celle du commandant de l'USS Chicago, qui, lors qu'il en a été averti, s'est suicidé, en avril 1943.
Les félicitations de l'amiral Yamamoto au vice-amiral Mikawa : « J'apprécie le courage et la ténacité de tous les hommes de votre organisation. J'attends de vous que vous prolongiez vos exploits et que vous fassiez tout ce qui est dans votre pouvoir pour soutenir les troupes au sol de l'armée impériale maintenant engagées dans une lutte désespérée » indiquaient clairement que la mission de la 8e Flotte ne correspondait pas à une mission stratégique de la Marine, mais était d'apporter un soutien tactique à l'Armée impériale.

###### L'«Express de Tokyo»
Les troupes japonaises ont entrepris de reprendre le terrain d'aviation de la Pointe Lunga avec l'appui aérien de la 11e Flotte Aérienne basée autour de Rabaul. Les Marines les ont repoussés avec le soutien de l'aviation embarquée sur les porte-avions du vice-amiral Fletcher, le 21 août, à la bataille du Tenaru.
Dès le 20 août, l'USS Long Island avait apporté les premiers des appareils qui ont constitué la Cactus Air Force sur le terrain d'aviation baptisé du nom du major Henderson, qui avait été tué à Midway. Ceci a contribué à donner aux Américains la supériorité aérienne de jour dans les eaux de Guadalcanal. Les Japonais ont été contraints de procéder à des bombardements côtiers nocturnes, et, pour ravitailler leurs troupes et tenter de reprendre Henderson Field, d'effectuer des débarquements, également nocturnes, sous la protection de destroyers, le plus souvent aux ordres du contre amiral Tanaka, puis à se replier avant le jour, ce que la presse américaine a appelé l'« Express de Tokyo ».
Mais, la Marine impériale japonaise disposait encore d'une supériorité en nombre de porte-avions avec deux porte-avions lourds et trois ou quatre porte-avions moyens ou légers contre quatre porte-avions d'escadre ; cette supériorité existait aussi en nombre de cuirassés avec quatre cuirassés rapides contre un cuirassé moderne ; de même en nombre de croiseurs lourds avec neuf croiseurs lourds, à partir d'une grande base assez proche, Truk, en ayant le soutien de quatre croiseurs lourds et d'une aviation navale importante basée à terre à Rabaul, alors qu'avec cinq croiseurs lourds perdus à la bataille de Savo, les trois Task Forces américaines (TF 11, 16, et 18) ne pouvaient en aligner que cinq (USS Minneappolis, New Orleans, Portland, San Francisco et Salt Lake City) et deux croiseurs légers anti-aériens.

###### La bataille des Salomons orientales et le «carrefour des torpilles»
La supériorité aérienne de l'US Navy de jour autour de Guadalcanal a été manifeste lorsque la Marine impériale japonaise a provoqué la bataille des Salomon orientales, du 23 au 25 août 1942. La plupart des grandes unités du vice-amiral Nagumo ont été engagées pour couvrir l'arrivée d'un renfort d'environ 1 400 hommes. Les deux camps se sont d'abord trouvés dans l'ignorance de la position de l'autre ; mais le porte-avions léger Ryūjō, accompagné du croiseur Tone, a été envoyé bombarder Henderson Field, ce qu'il fit. Repéré, il a été attaqué et coulé par l'aviation embarquée de l'USS Saratoga. La suite de la bataille, où les porte-avions des deux camps (USS Enterprise et Shōkaku) ont été endommagés, a eu un résultat incertain mais il y a eu deux conséquences : d'abord, les Japonais n'ont pas pu procéder à un renforcement de leurs troupes sur l'île de Guadalcanal et le 12 septembre, l'attaque japonaise à terre a donc échoué (bataille de la crête d'Edson) ; ensuite, il n'y eut pas d'autre attaque navale de jour à proximité de Guadalcanal.
Du côté américain, les renforcements se faisaient par des convois partis principalement des Nouvelles-Hébrides, d'Éfaté ou d'Espiritu Santo, des îles Tonga ou de Nouméa en Nouvelle-Calédonie, avec une escorte rapprochée de croiseurs et une couverture aérienne de porte-avions. Cependant, dans une zone située à l'ouest du méridien 166°Est, soit à quelque 360 nautiques (près de 670 km) à l'est de Guadalcanal, dont la longitude est de 160° Est, les patrouilles de sous-marins japonais étaient fréquentes, aussi a-t-elle été surnommée « le Carrefour des Torpilles » (en anglais : Torpedo Junction).
Le 31 août, l'I-26 a endommagé l'USS Saratoga et le vice-amiral Fletcher a été légèrement blessé. Le 7 septembre, l'USS Hornet a été manqué de peu, mais cela coûtera son commandement de la TF 17 au contre-amiral Murray.

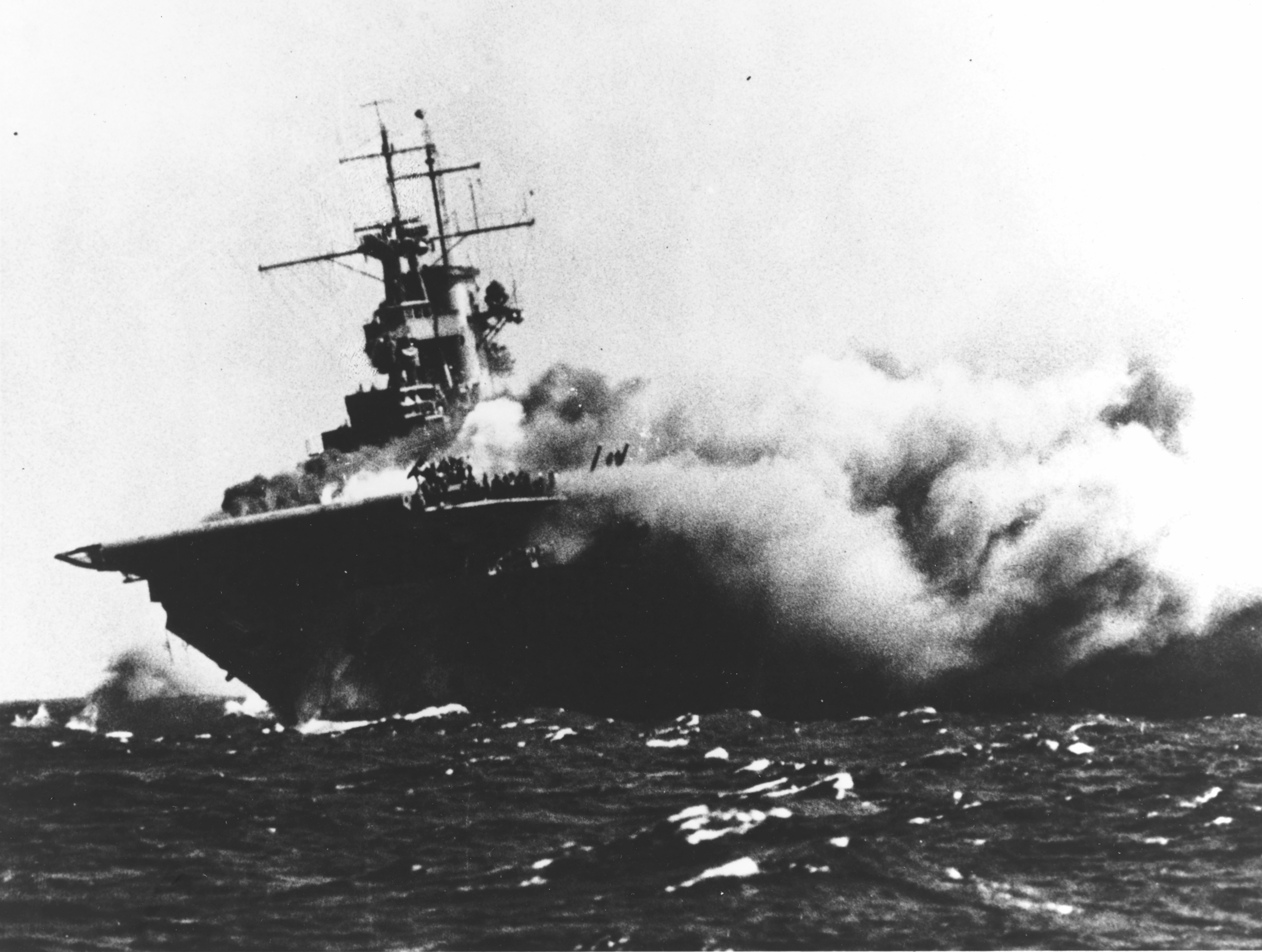
L'USS Wasp, en flammes après avoir été torpillé, le 15 septembre 1942.

Plus grave, le 15 septembre, le cuirassé USS North Carolina et le porte-avions USS Wasp ont été torpillés par le sous-marin I-19. Le porte-avions a pris feu et a dû être abandonné. L'USS Helena qui l'accompagnait, arrivant des États-Unis où il avait été réparé des dégâts subis à Pearl Harbor, a recueilli plusieurs centaines de rescapés. Mais, jusqu'à ce que l'USS Enterprise ait été réparé des dégâts subis à la bataille des Salomon orientales, l'US Navy n'a plus eu que l'USS Hornet comme porte-avions opérationnel dans le Pacifique sud. En revanche, plusieurs autres croiseurs de la classe Brooklyn, (USS Boise mais aussi USS Nashville, Honolulu et St. Louis) ont rejoint cette zone.

###### La bataille du cap Espérance (octobre 1942)

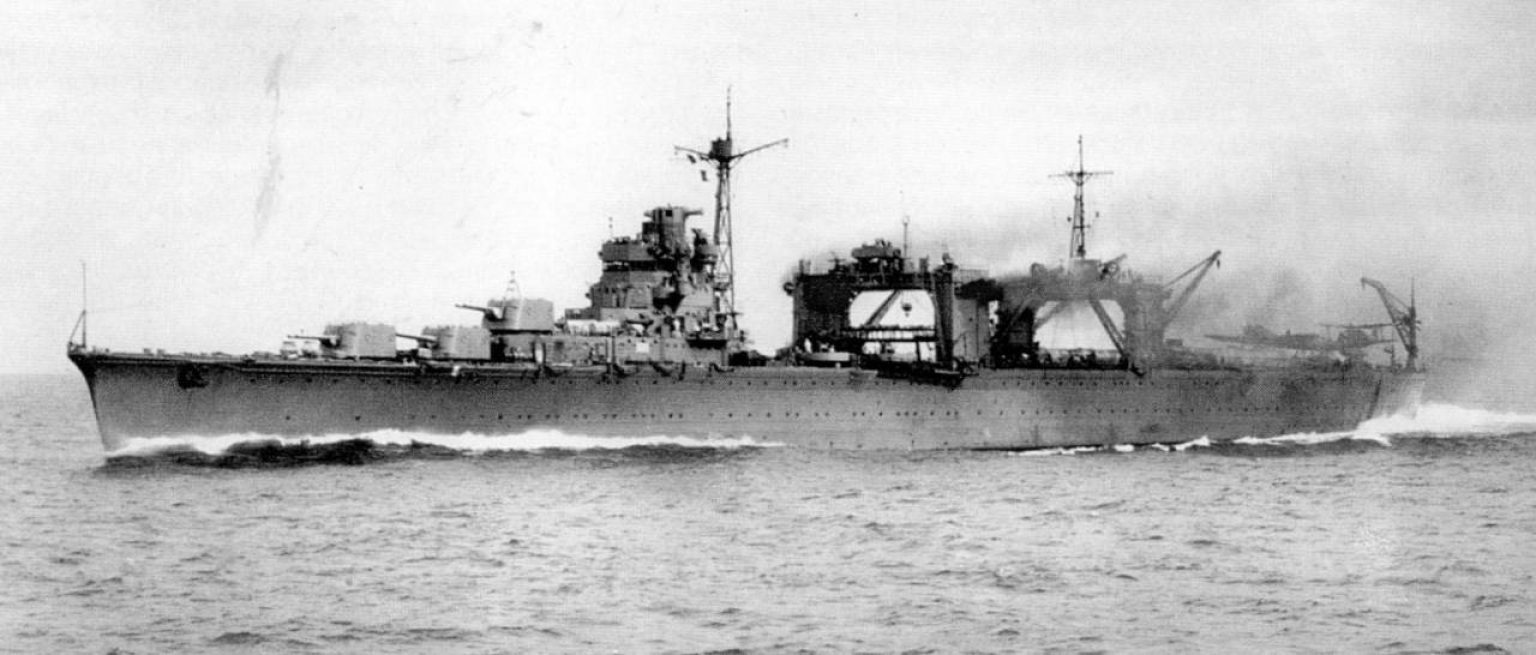
Le en essais de vitesse en 1942

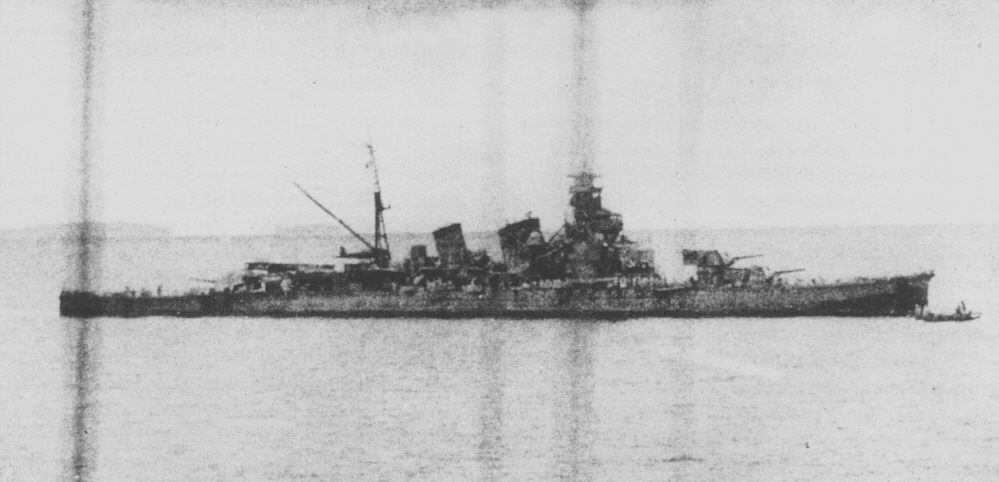
Le croiseur japonais lourdement endommagé au large de l'île de Bougainville quelques heures après la bataille le 12 octobre 1942.

Pour apporter des renforts en matériel lourd à Guadalcanal, les Japonais ont utilisé des navires transports d'hydravions dont les hangars permettaient de transporter des pièces d'artillerie par exemple. C'est ainsi que le 11 octobre 1942, le contre-amiral Jōjima a emmené des îlots Shortland vers Guadalcanal, le Nisshin et le Chitose, chargés de 300 hommes et de pièces d'artillerie, avec une escorte de six destroyers. Dans le même temps, venant de Rabaul, les trois croiseurs lourds restants de la 6e Division de Croiseurs, aux ordres du contre-amiral Gotō devaient aller bombarder Henderson Field.
Un convoi de renforts américain, acheminant près de 3 000 hommes de la Division Americal depuis Nouméa, escorté des croiseurs lourds USS Salt Lake City et San Francisco, des grands croiseurs légers USS Boise et Helena et de cinq destroyers, aux ordres du contre-amiral Scott (Task Group 64.2) venait d'arriver. Au large du cap Espérance, a l'extrémité nord-ouest de Guadalcanal, l'escadre américaine, prévenue par des avions de reconnaissance, a repéré au radar les croiseurs japonais, et leur a « barré le T ».

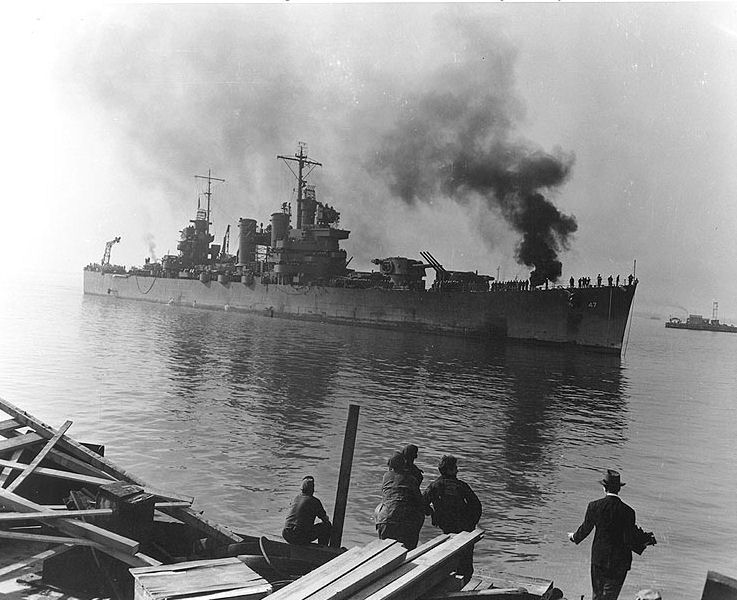
L'USS Boise, de la classe Brooklyn, arrive aux États-Unis pour se faire réparer, sa tourelle no 1 de 152 mm bloquée sur la droite, par un obus japonais de 203 mm, reçu à la bataille du Cap Espérance.

Le contre-amiral Gotō, après avoir donné l'ordre de faire demi-tour, pensant avoir affaire aux bâtiments du contre-amiral Jōjima, a été mortellement blessé, dès le début de l'engagement, sur la passerelle de l'Aoba par le feu du croiseur USS Helena. Le Furutaka, aux prises avec des destroyers américains, a été sérieusement endommagé par une torpille qui a noyé sa salle de machines avant, tandis que le Kinugasa engageait l'USS Salt Lake City et endommageait l'USS Boise. Pour son héroïsme et son habileté manœuvrière comme commandant de l'USS San Francisco, le captain McMorris a reçu la Navy Cross.
Le Furutaka a coulé dans la nuit. Le reste de l'escadre japonaise s'est retiré, tandis que les deux convois ont débarqué leurs troupes,.
Deux jours plus tard, les cuirassés rapides japonais Kongō et Haruna, aux ordres du vice-amiral Kurita, ont longuement bombardé Henderson Field, près de huit cent soixante-dix obus de 356 mm ont été tirés, dont une centaine de nouveaux obus explosifs incendiaires et à fragmentation dits de type “sankaidan”. Près de cinquante avions ont été détruits, soit plus de la moitié des avions qui s'y trouvaient et la quasi-totalité du stock de carburant. Les deux jours suivants, ce sont les croiseurs lourds Chokai portant la marque du vice-amiral Mikawa et Kinugasa, puis Myōkō portant la marque du vice-amiral Takagi et Maya qui ont bombardé de nuit les positions américaines de Guadalcanal, tandis que le contre-amiral Tanaka et son “Tokyo Express” ont réussi à mettre à terre 4 500 hommes de renforts.

###### La bataille des îles Santa Cruz (octobre 1942)
À ce moment, les effectifs américains et japonais sur Guadalcanal, étaient à peu près équivalents avec un peu plus de 20 000 hommes de part et d'autre. Avec les attaques aériennes constantes de jour, et les bombardements navals de nuit, le moral des Marines était au plus bas. Le vice-amiral Halsey, arrivant à Nouméa en tournée, remis de sa maladie, y trouva, le 18 octobre, l'instruction de l'amiral Nimitz de prendre la suite du vice-amiral Ghormley comme Commandant de la zone du Pacifique Sud. Cette nomination d'un chef connu pour son énergie et son allant a galvanisé les troupes.

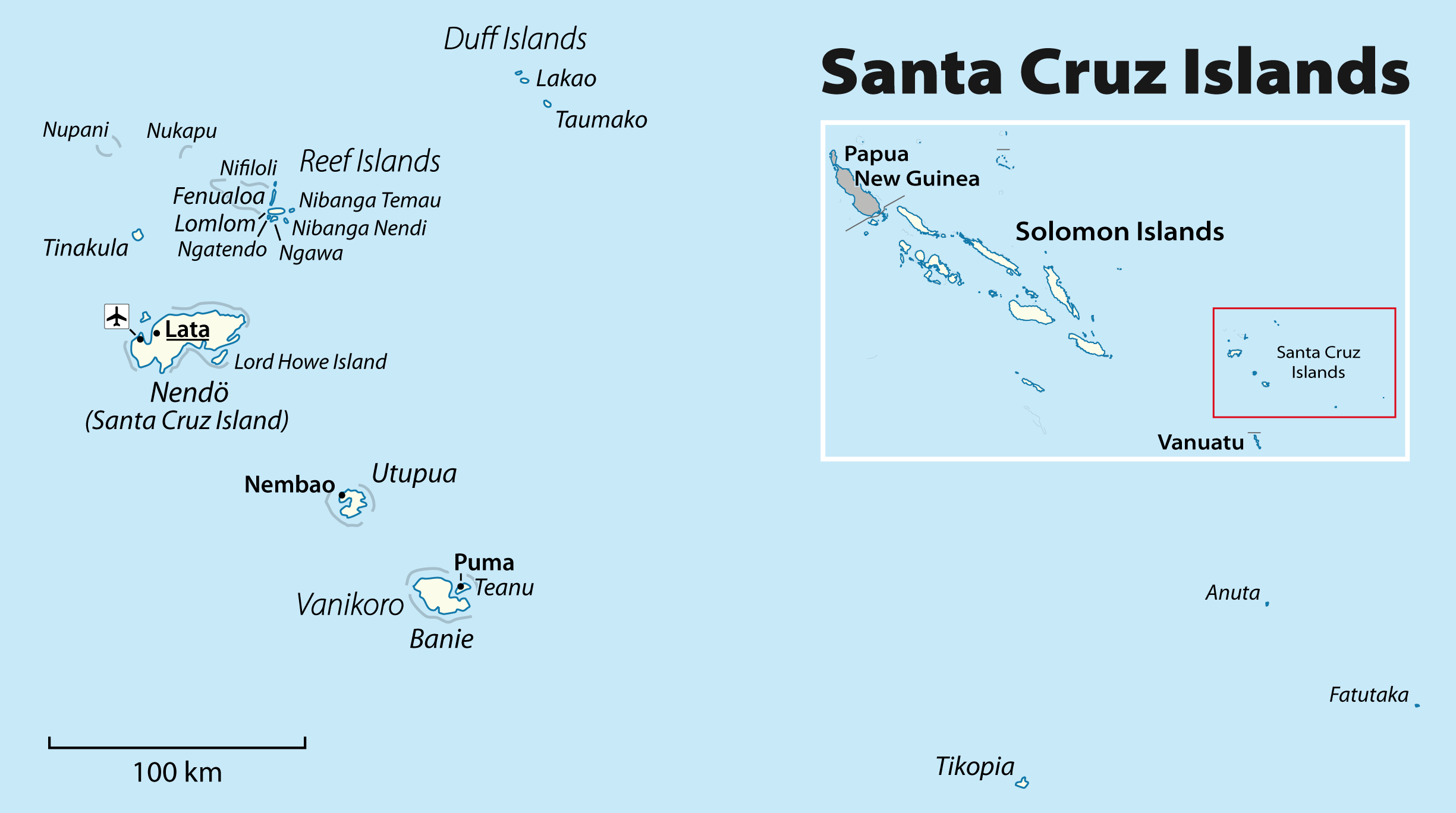
Carte des îles Santa Cruz

Certes, le 20 octobre, le croiseur lourd américain USS Chester qui accompagnait, au sein de la TF 64, un convoi de renforts a été endommagé par un torpillage du sous-marin I-176. Pour appuyer une nouvelle offensive terrestre majeure, les forces navales japonaises (2e Flotte du vice-amiral Kondō et 3e Flotte du vice-amiral Nagumo) sont allées prendre position au sud-est de Guadalcanal, au nord des îles Santa Cruz, sur la route d'approche d'une flotte américaine qui viendrait de Nouméa. Les croiseurs lourds y étaient répartis au sein de trois forces:
- la Force Avancée du Corps Principal, avec l'Atago (qui portait la marque du vice-amiral Kondō), et les Takao, Myōkō et Maya, escortant, avec la 2e escadre de destroyers du contre-amiral Tanaka, le Groupe d'Appui du vice-amiral Kurita (les cuirassés rapides Kongō et Haruna) et la 2e Division de Porte-avions du contre-amiral Kakuta, avec le seul Jun'yō, le Hiyō étant rentré à Truk, à la suite d'ennuis de machines.

- la Force de Frappe des Porte-avions du vice-amiral Nagumo, avec le Kumano escortant la 1re Division de porte-avions (Shōkaku, Zuikaku et Zuihō)
- le Groupe d'Avant-Garde du contre-amiral Abe, avec les Tone, Chikuma et Suzuya, escortant la 11e Division de cuirassés (Hiei et Kirishima).

Du côté américain, dans la Task Force 16, à la tête de laquelle le contre-amiral Kinkaid avait succédé au vice-amiral Fletcher, les réparations de l'USS Enterprise, menées rondement, ont permis à ce porte-avions d'être de nouveau opérationnel dès le 23 octobre. Lle nouveau cuirassé moderne USS South Dakota a remplacé l'USS North Carolina tandis que l'USS Washington arrivé à la mi-septembre à Tongatapu, avait été rattaché à la Task Force 64, pour couvrir les convois de renforts vers Guadalcanal. Dans la Task Force 17 du contre-amiral Murray, participaient à l'escorte de l'USS Hornet les croiseurs lourds USS Northampton et Pensacola et les croiseurs légers anti-aériens USS Juneau et San Diego.

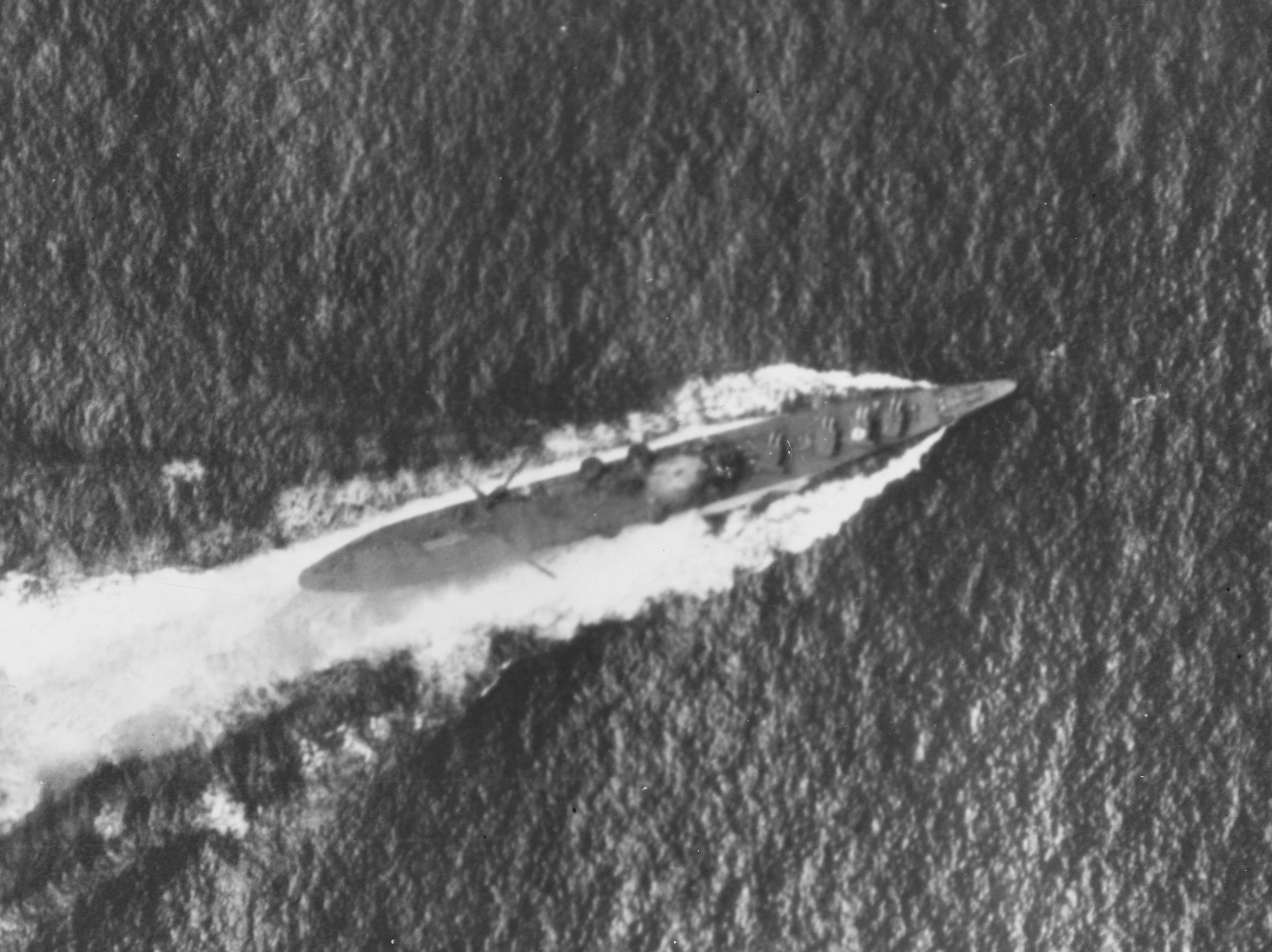
Le Chikuma, sous une attaque aérienne à la bataille des îles Santa Cruz, le 26 octobre 1942

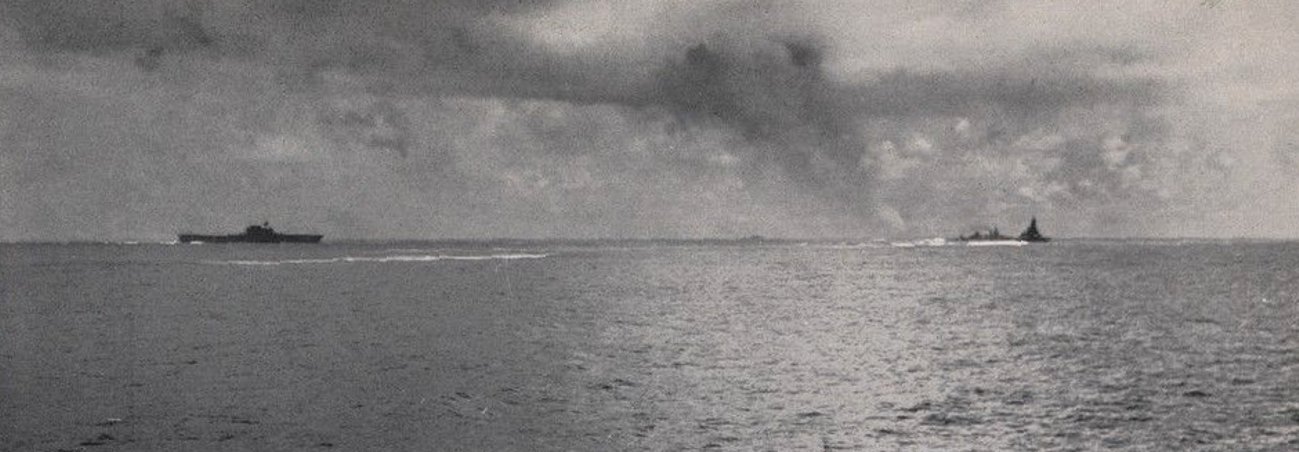
L'USS Enterprise, et les USS Portland et USS South Dakota à la bataille des îles Santa Cruz

L'offensive terrestre japonaise a été déclenchée le 23 octobre. Le croiseur léger Yura qui s'était approché pour la soutenir a été coulé par l'aviation d'Henderson Field. Le 25, de son QG de Nouméa, le vice-amiral Halsey, fidèle à son comportement bien connu a signalé au contre-amiral Kinkaid, commandant supérieur à la mer : « Attaquez! Je répète: Attaquez! ». Ce fut la quatrième bataille aéronavale « au-delà de l'horizon », c'est-à-dire au cours de laquelle il n'y eut pas de contact visuel entre bâtiments ennemis.
Le premier coup a été porté par les Américains qui ont endommagé le Zuihō. Ce porte-avions a dû renoncer à récupérer les avions qu'il avait en vol. Le Chikuma a aussi été atteint. La riposte japonaise a immobilisé l'USS Hornet, puis ce sont le Shōkaku et l'USS Enterprise qui ont été touchés. Malgré l'efficacité de la DCA de l'USS South Dakota, qui a abattu 26 avions, et l'héroïsme du captain DuBose, commandant de l'USS Portland qui lui a valu la Navy Cross, le porte-avions a encaissé trois bombes, et le contre-amiral Kinkaid a décidé de se replier. Le Jun'yō a touché l'USS Hornet derechef, qui a été abandonné et coulé finalement par des destroyers japonais,.
La destruction de l'USS Hornet a permis aux Japonais de revendiquer la victoire, et il est vrai que l'US Navy se retrouvait une nouvelle fois avec un seul porte-avions opérationnel dans le Pacifique. Mais si la bataille fut un succès tactique japonais, il a été acquis au prix de lourdes pertes pour les pilotes de l'aviation embarquée japonaise,. À terre, sur Guadalcanal, l'offensive japonaise a été repoussée (bataille d'Henderson Field).
Le 11 novembre, le vice-amiral Nagumo est remplacé à la tête de la 3e Flotte par le vice-amiral Ozawa.

###### Les batailles navales de Guadalcanal (novembre 1942)

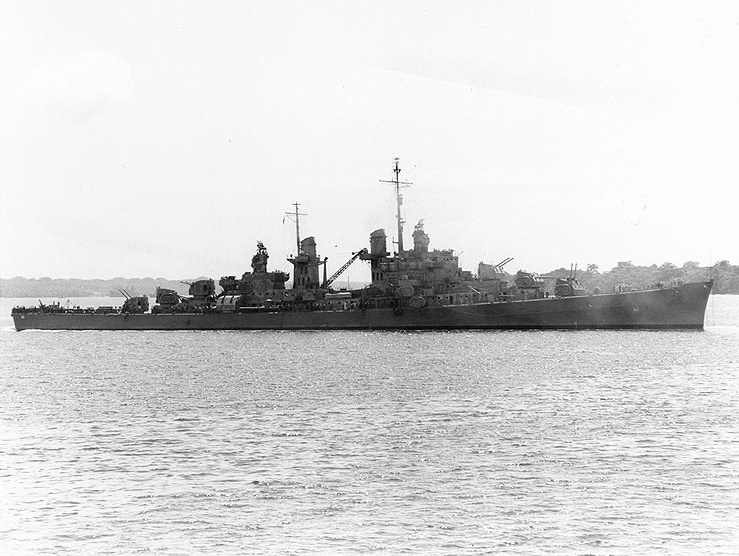
L'USS Atlanta, le 25 octobre 1942, vingt jours avant sa destruction

Deux croiseurs lourds, Suzuya et Maya, ont été affectés à la 8e Flotte de l'amiral Mikawa, début novembre 1942, pour compenser les pertes subies par la 6e Division de croiseurs, où seul le Kinugasa restait opérationnel. Le 9 novembre, une puissante force navale aux ordres du vice-amiral Kondō, promu Commandant-en-Chef adjoint de la Flotte combinée, partie des Truk est arrivée à l'atoll d'Ontong Java à 135 nautiques au nord de Guadalcanal. En son sein, les croiseurs lourds Atago et Takao et Tone, escortaient le porte-avions Jun'yō et les deux cuirassés rapides, Kongō et Haruna, de la Force de Bombardement d'Urgence du vice-amiral Kurita. Les deux cuirassés rapides , Hiei et Kirishima, de l'Unité de Bombardement du vice-amiral Abe étaient accompagnés de destroyers menés par le croiseur léger Nagara. Il s'agissait de couvrir l'approche d'un grand convoi de troupes de 11 navires rapides, transportant 13 500 hommes, escortés par douze destroyers de la 2e escadre de destroyers du contre-amiral Tanaka.
Le 11 novembre, est arrivé à Guadalcanal un convoi de renforts, de la Task Force 67, aux ordres du contre-amiral Turner, escorté des croiseurs lourds USS San Francisco, portant la marque du contre-amiral Callaghan (TG 67.4) et Portland, du grand croiseur léger USS Helena, et des croiseurs légers anti-aériens USS Juneau et Atlanta portant la marque du contre-amiral Scott (TG 67.2).
Dans la nuit du 12 novembre 1942, les deux cuirassés rapides japonais, Hiei, qui portait la marque du vice-amiral Abe, et Kirishima, accompagnés du croiseur léger Nagara et de onze destroyers, avaient mission de bombarder Henderson Field. Averti le contre-amiral Turner, Commandant de la Force Amphibie du Pacifique Sud, a emmené les navires de transport américains se mettre à l'abri à Espiritu Santo, aux Nouvelles-Hébrides, dans la soirée du 12 novembre. À 1 h 30, le 13, entre Guadalcanal et l'île de Savo, dans « le détroit au fond de ferraille » (Ironbottom Sound), tant y étaient nombreuses les épaves de navires et d'avions qui y avaient coulé depuis trois mois, les croiseurs USS Atlanta, San Francisco, Portland, Helena, et Juneau avec huit destroyers ont intercepté la force japonaise.
S'est alors engagée dans la nuit une mêlée confuse où les tirs fratricides ont été fréquents. Il en résulta une hécatombe de bâtiments légers. Quatre destroyers américains et deux destroyers japonais ont été coulés, les croiseurs légers USS Atlanta, et Juneau ont été désemparés et les contre-amiraux Scott et Callaghan ont été tués sur la passerelle des USS Atlanta et San Francisco respectivement. Mais au début du combat, l'emploi par les cuirassés japonais d'obus explosifs, destinés au bombardement d'Henderson Field, explique sans doute que les croiseurs lourds américains, USS San Francisco et Portland, quoique touchés à maintes reprises, n'aient pas été coulés. Ainsi l'USS Portland, son gouvernail avarié s'est mis à tourner en rond, sans arrêter de mitrailler à courte distance le Hiei, dont la cuirasse de ceinture n'avait que 203 mm d'épaisseur, et qui a beaucoup souffert. Le captain DuBose, commandant de l'USS Portland, en a reçu la Navy Cross pour la deuxième fois.
Vers 2 h 30, le combat cessa et le vice-amiral Abe, qui ne s'était pas rendu compte que, face à lui, seul l'USS Helena était encore en état de combattre, s'est retiré sans bombarder Henderson Field, ni faire débarquer de troupes, que le contre-amiral Tanaka a emmené attendre la suite aux îlots Shortland.
Le Hiei, que les Japonais avaient en vain tenté de remorquer, fut attaqué le lendemain par l'aviation d'Henderson Field et l'aviation embarquée de l'USS Enterprise, il a fini par couler dans la soirée, comme d'ailleurs l'USS Atlanta, et l'USS Juneau torpillé par le sous-marin japonais I.26, qui le fit exploser. Dans le même temps, la Task Force 64, aux ordres du contre-amiral Lee, constituée autour des deux cuirassés modernes USS Washington et South Dakota accompagnés de quatre destroyers, a été dépêchée vers Guadalcanal.

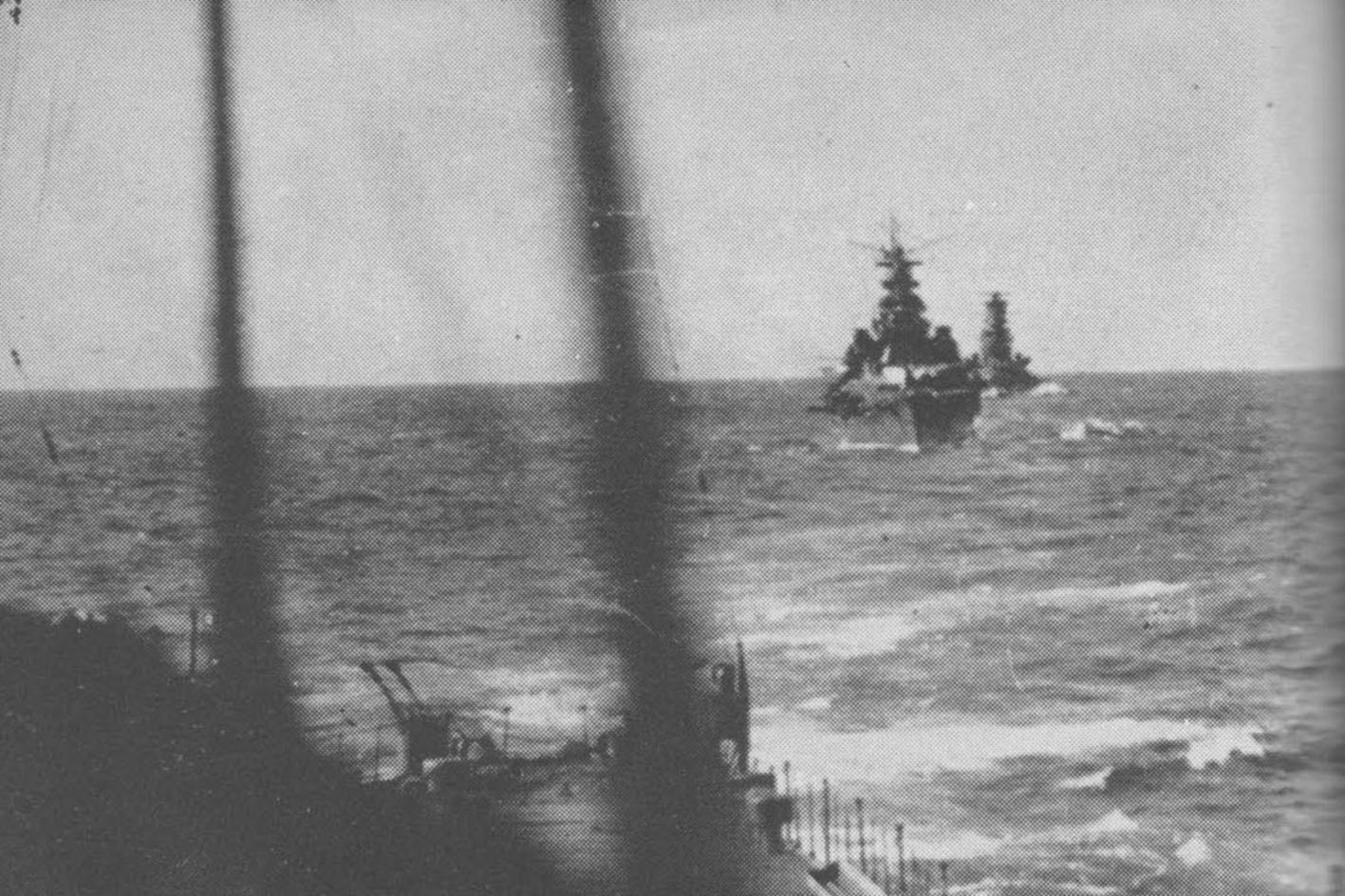
Le croiseur lourd Takao et le cuirassé Kirishima, en route pour Guadalcanal, le 14 novembre 1942 (photo prise du croiseur Atago, navire amiral)

Dans la soirée du 13 novembre, le vice-amiral Mikawa arriva de Rabaul avec les croiseurs lourds Chōkai, Kinugasa, Maya, Suzuya ce dernier portant la marque du vice-amiral Nishimura ainsi que deux croiseurs légers. Le Maya, et le Suzuya sont allés bombarder Henderson Field, sans encombre, car les deux cuirassés américains étaient encore à 350 nautiques au sud de Guadalcanal. L'escadre fut attaquée sur le chemin du retour par l'aviation de l'USS Enterprise qui a coulé le Kinugasa, gravement endommagé le Maya, et envoyé par le fond sept des onze navires de transport du convoi prévu pour débarquer à Guadalcanal.

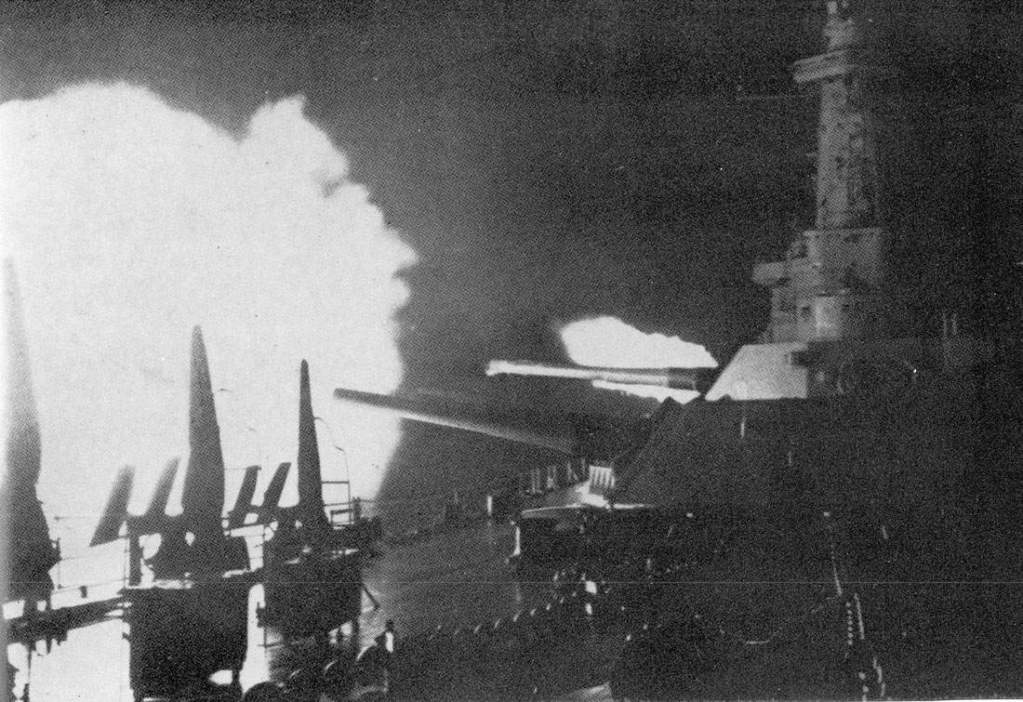
Le cuirassé USS Washington tire sur le Kirishima à 8000 mètres, on remarque l'élévation très faible des canons de 406 mm

L'amiral Yamamoto ayant relevé de son commandement le vice-amiral Abe, et désigné le vice- amiral Kondō pour retourner à l'attaque, le 14 novembre, celui-ci rallia le Kirishima avec deux croiseurs lourds, l'Atago, sur lequel flottait sa marque, et le Takao, deux croiseurs légers et neuf destroyers. Les marins japonais qui ne disposaient pas de radar, avaient en revanche un grand entrainement au combat de nuit. Les navires américains, parvenus à proximité de l'île de Savo, ouvrent le feu vers 23 h 15, sur les deux croiseurs légers japonais Sendai et Nagara, et le combat s'est engagé entre les destroyers, où les Japonais ont eu l'avantage de leur expérience au combat de nuit et la supériorité de leurs torpilles Longues Lances. Les deux cuirassés et les deux croiseurs lourds japonais ont accablé alors l'USS South Dakota, quasi paralysé par une perte de puissance de son système électrique. Mais sur l'USS Washington, qui n'avait pas été repéré, et maîtrisait bien la nouvelle technologie du radar, le contre-amiral Lee lance à la radio « Ici Ching Chong Lee, tenez vous à l'écart ! Je vais passer au travers ! », et le sort du Kirishima a été scellé, en quelque sept minutes, par neuf impacts d'obus de 406 mm, tirés de 8 000 mètres. Le vice-amiral Kondō s'est replié aussitôt vers le nord, avec ses croiseurs lourds, laissant les bâtiments légers recueillir les survivants, tandis que les cuirassés américains se retiraient vers le sud. Les quatre navires de transport restant du convoi qui accompagnait les cuirassés japonais se sont jetés à la côte, où ils ont été détruits le lendemain.
L'amiral King conclut « Well done ! ». « Ching » Lee a sobrement commenté : « Nous avons réalisé alors et cela ne devrait pas être oublié maintenant, que notre entière supériorité a été due presque entièrement à notre possession du radar. C'est certain, nous n'avions aucune marge de supériorité sur les Japonais en expérience, en dextérité, en formation, ou en performance du personnel. »
Le 26 novembre, le vice-amiral Halsey a été promu amiral.

###### Les batailles de Tassafaronga et de l'île de Rennell

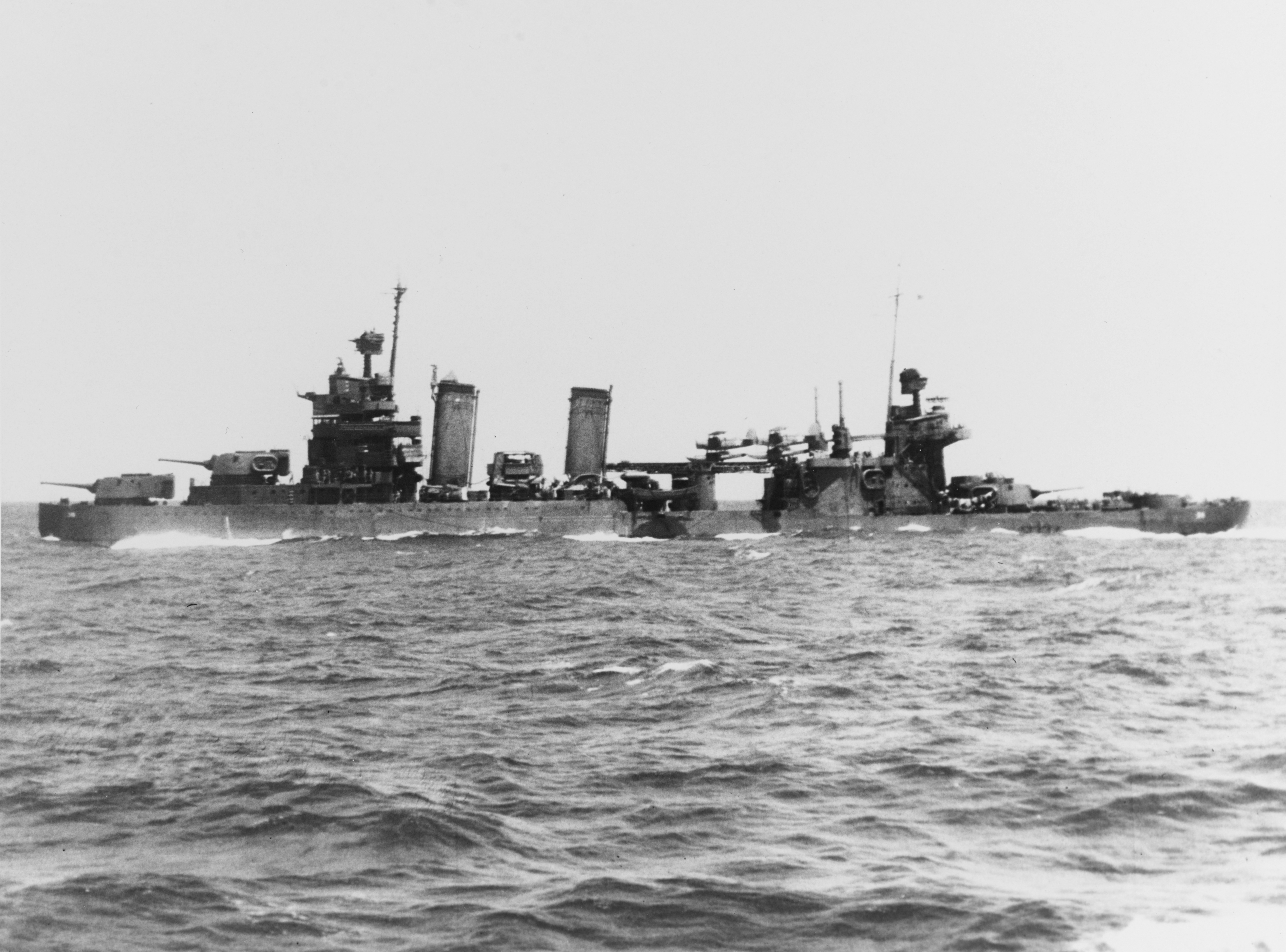
L'USS Minneapolis rentre à Pearl Harbour sans sa proue qui a été détruite à la bataille de Tassafaronga

La Marine Impériale japonaise a renoncé dès lors à bombarder les positions américaines de Guadalcanal. Pour ravitailler en armes les troupes japonaises, elle n'a plus eu recours qu'à des destroyers, et non à des convois de navires de transport. De leur côté, ne pouvant affecter leurs cuirassés modernes en permanence à Guadalcanal, les Américains ont constitué une Task Force (TF. 67) de cinq croiseurs, USS Minneapolis, New Orleans, Pensacola, Honolulu et Northampton. Aux ordres du contre amiral Wright, cette escadre a rencontré, au large de Lunga Point, dans la bataille de Tassafaronga, le 30 novembre 1942, huit destroyers emmenés par le contre amiral Tanaka, effectuant la première mission du « Tokyo Express » dans sa nouvelle formule. Un destroyer japonais fut coulé, mais les autres bâtiments, avant de se dérober, lancèrent une gerbe de torpilles « Longues Lances » : l'USS Northampton a été coulé et les trois croiseurs lourds ont été gravement avariés. Ce fut une des plus cinglantes défaites de l'US Navy dans le Pacifique.
Le 24 décembre, le vice-amiral Kusaka qui commandait la 11e Flotte Aérienne basée à Rabaul est nommé commandant d'une nouvelle Flotte de la Zone du Sud-Est avec autorité sur toutes les forces navales et aériennes de Nouvelle-Guinée et des Salomon.

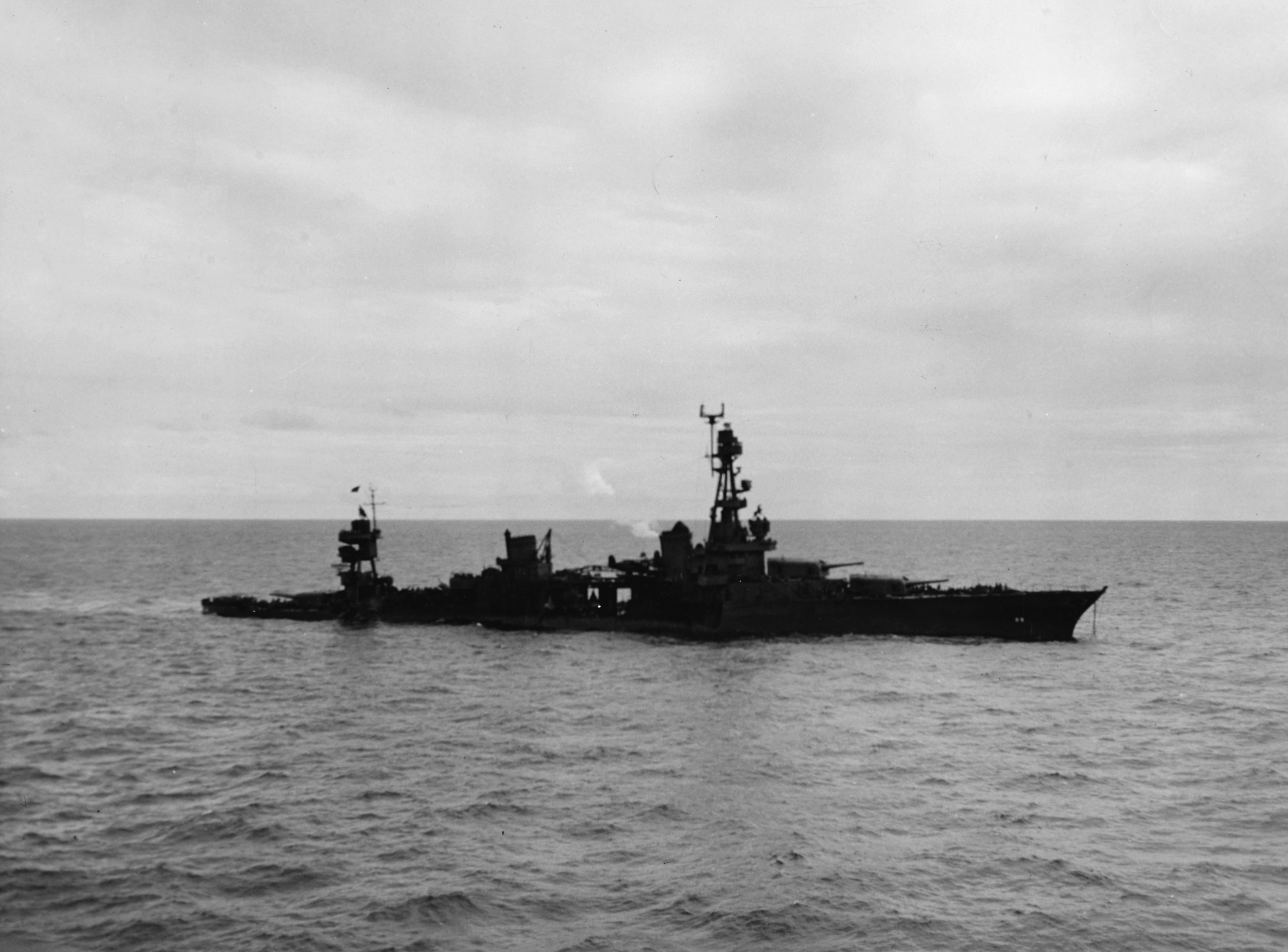
L'USS Chicago, bas sur l'eau après avoir été torpillé au large de l'île de Rennel, dans la nuit du 29 au 30 janvier 1943, sera achevé le 30, par de nouvelles attaques aériennes japonaises

À Guadalcanal, où l'Armée de Terre avait pu relever les Marines, les effectifs de troupes américaines ont atteint 50 000 hommes, soit le double environ de ceux des Japonais ; aussi ceux-ci ont-ils décidé, début janvier, de se replier, et d'établir leur ligne de défense sur la Nouvelle-Géorgie, à 150 nautiques au nord-ouest de Guadalcanal. L'évacuation a été achevée début février après qu'à la bataille de l'île de Rennell, le 29-30 janvier 1943, l'USS Chicago ai été torpillé puis coulé par l'aéronavale japonaise alors qu'il avait échappé à la destruction à la bataille de l'île de Savo.
Avec les victoires d'El-Alamein, de Guadalcanal, et de Stalingrad, la situation au tournant de 1942-1943, a été définie par Sir Winston Churchill « Ce n'est peut-être même pas le commencement de la fin, mais la fin du commencement. »

### En 1943, sur mer, l'Axe recule et les Alliés avancent
Après la bataille de la mer de Barents, l'opinion d'Hitler a été arrêtée, la stratégie du Grand amiral Raeder de guerre au trafic allié par des navires de surface est un échec. La seule stratégie qui vaille est la guerre sous-marine, et l'amiral Dönitz a été nommé à la tête de la Kriegsmarine. Fervent partisan de la guerre sous-marine, le nouveau Commandant-en-Chef des forces navales obtient de différer la mise à la ferraille des cuirassés et croiseurs, tous repliés en Allemagne, à l'exception du Tirpitz.
Mais les Alliés vont prendre l'avantage dans la bataille de l'Atlantique. En Égypte, à la suite de la bataille d'El-Alamein, le maréchal Rommel n'a pu qu'essayer de sauver son armée en se repliant vers l'ouest. Après la défaite germano-italienne en Tunisie, les Alliés préparent l'invasion de l'Italie. En Russie, après Stalingrad, l'Armée rouge a toujours de gros besoins en matériel mais d'autres routes que l'Arctique ont pu être utilisées. Dans le Pacifique, la puissance industrielle américaine produit ses premiers effets : les croiseurs et les porte-avions construits depuis le début de la guerre en Europe sont entrés en service dans la seconde moitié de 1943.

#### Dans l'Atlantique et en Arctique

##### 1943 - Les U-boote en échec
La stratégie navale allemande est, en cette année 1943, totalement orientée vers la guerre sous-marine. Certes le tonnage allié coulé est passé d'environ 4 millions de tonnes en 1940 et autant en 1941 à près de 7,8 millions en 1942. La part coulée dans l'Atlantique nord passant de 45-50 % à 70 %, et celle revenant aux sous-mains passant de 55 % à 80 % (pour mémoire, celle revenant aux raiders est passée de 8,5 % en 1940 à 2,5 % en 1942 et celle revenant aux bâtiments de guerre, de 2,5 % à 1,6 %). Mais l'âpreté des combats apparait au travers du nombre des sous-marins coulés qui passe de 23 en 1940, à 35 en 1941 et 87 en 1942, ce qui signifie que le ratio du nombre de sous-marins perdus par million de tonnes coulé passe de près de 6 en 1940 à plus de 11 en 1942. L'amiral Dönitz peut croire que le choix stratégique fait est justifié. Mais au cours des trois premiers mois de 1943, le tonnage des navires coulés se situe à la moitié de celui de la même période de l'année précédente, alors que le nombre de sous-marins coulés atteint 40, dont 31 dans l'Atlantique. C'est l'effet cumulé de toutes les mesures de la panoplie utilisée par les forces alliées : armes anti sous-marins aéroportées, radars à longueur d'onde centimétrique, avions de surveillance et d'attaque à très long rayon d'action, premiers porte-avions d'escorte opérationnels (USS Bogue et Biter), etc. À la fin de l'année, le tonnage de navires coulés est de 3,2 millions de tonnes soit 41 % de ce qui a été coulé en 1942 ou 80 % du tonnage coulé en 1940, et le nombre d'U-boote perdus approche de 250, dont 200 dans l'Atlantique.
Les croiseurs des deux camps n'ont eu qu'un rôle minime dans tout cela, les Allemands n'ont jamais engagé de forces de surface contre les escortes des convois de l'Atlantique. Du côté allié, il y eut des patrouilles océaniques contre les “forceurs de blocus”. Sur quinze de ces navires qui s'efforçaient de revenir du Japon en Allemagne, sept ont été coulés, comme le Regensburg canonné par le HMS Glasgow au nord de l'Irlande, le 30 mars, ou le Portland, qui s'est sabordé, le 13 avril, après avoir été arraisonné dans l'Atlantique central, par le Georges Leygues.
Les choses ont été différentes pour les convois de l'Arctique. On le voit à la fin de 1943.

##### Le "Scharnhorst" coulé à la bataille du cap Nord (26 décembre 1943)
Le début de l'année 1943 a vu une série de convois (JW-52 et RA-52, JW-53 et RA-53) passer à peu près sans encombre. La chaine de commandement de la Kriegsmarine a été modifiée. Le Generaladmiral Carls, théoricien de l'emploi des grands navire de surface, proposé en premier par le Grand amiral Raeder pour lui succéder, et qu'Hitler n'a pas retenu au bénéfice de l'amiral Dönitz, a quitté le commandement du Groupe nord. L'amiral Schniewind lui a succédé, le commandement des "Eaux Arctiques" en Norvège a été supprimé et ses attributions ont été rattachées au commandement du Groupe Nord. Fin février, Dönitz, promu Grand amiral, obtient d'Hitler, non sans difficulté, que le Scharnhorst passe de la Baltique en Atlantique nord. Le 14 mars, il arrivait à Narvik puis il rejoint l'Altenfjord.
Il n'y eut pas de convoi de Russie au printemps et à l'été 1943, les débarquements de Sicile et de Salerne nécessitant la présence en Méditerranée de la majeure partie des escorteurs. La Home Fleet conserve cependant trois cuirassés de la classe King George V en Écosse, pour en avoir, en permanence, deux opérationnels en cas de tentative du Tirpitz de passer dans l'Atlantique. La pénurie de mazout a toutefois contraint les grands navires allemands pendant cette période à rester au mouillage, mis à part quelques rares écoles à feu et un bref raid du Tirpitz et du Scharnhorst, contre les stations météorologiques du Spitzberg, début août.
Le Tirpitz ayant été immobilisé pour plusieurs mois à la suite de l'attaque de sous-marins nains le 22 septembre 1943, l'Amirauté britannique, au sein de laquelle l'amiral Sir Andrew Cunningham avait remplacé fin août, comme Premier Lord de la Mer, l'amiral de la Flotte sir Dudley Pound, peut tenir la promesse faite par Winston Churchill à Staline d'organiser un convoi de 30 à 40 navires, chaque mois de novembre à février. Les convois RA-54-A, JW-54-A et B, passent sans encombre en novembre. Pour le convoi JW-55-A, début décembre, l'amiral Fraser qui a succédé en mai à l'amiral Tovey comme commandant en chef de la Home Fleet et est à la mer avec sa marque sur le HMS Duke of York, décide, pour assurer la protection du convoi contre une attaque des grands bâtiments de surface allemands, de s'aventurer jusque dans le golfe de Kola, où il mouille le 16 décembre. C'était un changement de tactique important par rapport à l'année précédente. Mais d'une part, la Luftwaffe avait considérablement réduit sa présence dans le nord de la Norvège, et d'autre part, avec l'indisponibilité du Tirpitz, la Home Fleet ne craignait plus mais recherchait plutôt le contact avec les navires allemands et notamment le Scharnhorst .

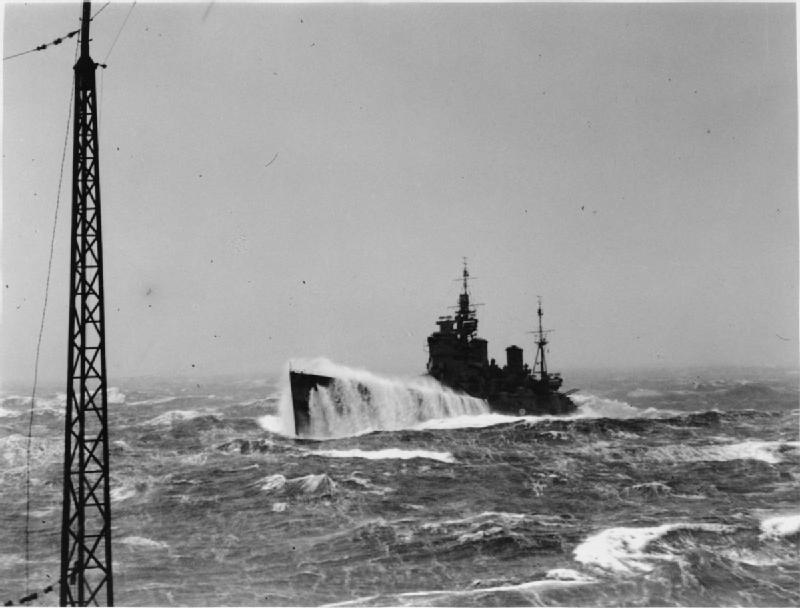
Le HMS Duke of York dans l'océan Arctique, par vent de 90 à 110 km/h (vu ici depuis le HMS Victorious, en 1942)

Lorsque le convoi JW-55-B se présente, le 24 décembre, entre l'Île Jan Mayen et le sud de l'Île-aux-Ours, il a été repéré par les Allemands et l'amiral Schniewind met le groupe de combat du Scharnhorst en alerte. Pourtant, il est préoccupé de ce que le convoi peut servir d'appât pour attirer ses navires à portée d'une force de ligne qui en assurerait la couverture. Le contre-amiral Bey qui assure temporairement le commandement du groupe de combat est favorable à la sortie, mais l'amiral Schniewind décide d'en référer au Grand amiral Donitz. Quant à l'amiral Fraser, qui revient d'Akureyri, en Islande, où il a refait le plein de son escadre, il est inquiet de la distance de 400 nautiques qui le sépare du convoi. Il lui signale donc de ralentir un peu, tout en sachant qu'en augmentant simultanément de 15 à 19 nœuds la vitesse de son escadre, il risque d'accroître fortement la consommation de mazout de ses destroyers d'escorte, et donc le temps pendant lequel ils pourraient demeurer en mer de Barents, d'autant qu'une tempête se lève.
Le Grand amiral Donitz, dont la guerre sous-marine marque sérieusement le pas depuis la mi-1943, considère que la Flotte ne peut laisser passer sans bouger les convois à destination de l'Union soviétique, alors que la situation s'aggrave pour l'Allemagne sur le front de l'Est. Le 25 à 14 h 15, un message de Berlin fixe l'heure de l'appareillage à 17 h. Le temps devenant exécrable, rendant difficile pour les destroyers d'assurer leur mission d'escorte, l'amiral Schniewind appelle Berlin pour faire ajourner l'opération, ce qui lui est refusé. Le groupe de combat part à 19 h, et met cap au nord, à 25 nœuds, pour attaquer le convoi, le 26 à 10 h, mais les instructions du Groupe Nord prescrivaient de « ne s'engager (...) que si les conditions sont favorables » (en particulier « renseignements précis sur l'ennemi »), ce qui en raison de la défaillance de la Luftwaffe n'allait pas être le cas.
Vers minuit, le contre-amiral Bey signale que ses destroyers peinent dans la tempête et qu'il va falloir réduire la vitesse. Le Groupe Nord lui répond d'examiner s'il ne faut pas exécuter la mission sans les destroyers, et conclut : « Ce sera à vous de décider ». Ce message apprend aux Britanniques que le Scharnhorst est à la mer et l'amiral Fraser en est informé avant 4 h. À ce moment, la position des protagonistes est la suivante : le convoi RA-55-A, à 200 nautiques à l'ouest de l'Île-aux-Ours, s'éloigne lentement vers l'ouest, à l'insu des Allemands. Le convoi JW-55-B est à 50 nautiques au sud de l'Île-aux-Ours marchant à l'est à 8 nœuds. Le vice-amiral Burnett (récemment promu) avec trois grands croiseurs (HMS Belfast, Norfolk, Sheffield) attend le convoi, à 150 nautiques à l'est. L'amiral Fraser sur son cuirassé, avec le HMS Jamaica, à 220 nautiques au sud-ouest du JW-55-B, se rapproche à 24 nœuds. Quant au groupe de combat allemand, il est à 100 nautiques au sud-est du convoi, il marche cap au nord à 25 nœuds. Pour éviter de se retrouver dans la situation de la bataille de la mer de Barents où avait régné une longue incertitude sur les positions des uns et des autres, l'amiral Fraser rompt le silence radio, pour que ses forces connaissent leurs positions respectives (il semble que les Allemands n'interceptèrent pas ces messages), et il ordonne à 6 h 30 au convoi de s'éloigner dans le nord-est et au vice-amiral Burnett de revenir, cap à l'ouest.
À 7 h, le contre-amiral Bey entreprend de rechercher le convoi, dispersant ses destroyers cap au sud-ouest, donc face à la tempête, ce qui les contraints à réduire leur vitesse à 10 nœuds, tandis que le convoi se trouve dans le nord-est. À 8 h 40, le HMS Belfast repère le Scharnhorst au radar à 17 nautiques un peu au nord de l'ouest, et à 9 h 30, les croiseurs britanniques ouvrent le feu, surprenant le cuirassé allemand, dont le radar est touché. Le Scharnhorst augmentant sa vitesse se dérobe dans le sud-est mais il remet très vite cap au nord pour rechercher le convoi. Vers 10 h, il rappelle ses destroyers mais ceux-ci ne parviennent pas à le retrouver.
Le vice-amiral Burnett qui a perdu le contact, suit en fait une route parallèle, en cherchant à couvrir le convoi. Le contact est rétabli peu après midi, et il s'ensuit un duel d'artillerie d'une vingtaine de minutes pendant lequel le Scharnhorst envoie plusieurs obus de 280 mm sur le HMS Norfolk. Cette fois, ce sont les croiseurs britanniques qui se dérobent, mais ils ont gardé le contact, tandis que le Scharnhorst se retire vers sa base à 28 nœuds, cap au sud-sud ouest. Un peu après 14 h, le contre-amiral Bey rappelle les destroyers qui sont parvenus à proximité du convoi, sans le découvrir, puis il annonce l'heure de son retour à l'Altenfjord. Il a été averti qu'un avion a repéré la présence à la mer d'une force comprenant un grand navire, dans le sud-ouest, mais il ne s'en était pas inquiété. Vers 16 h 20, le HMS Duke of York détecte le Scharnhorst avec son radar de veille, et ouvre le feu à 16 h 50. Le cuirassé allemand, très vite touché, mais précis dans sa riposte, se replie vers l'est, profitant de son avantage de vitesse de quatre nœuds, se tenant à distance de quatre destroyers en embuscade. Au bout d'une heure et demie de canonnade, un obus britannique de 356 mm atteint les machines, et la vitesse du cuirassé allemand chute, permettant au cuirassé britannique de le pilonner et aux destroyers de mener leurs attaques à la torpille. À 19 h 45, l'épave en feu du Scharnhorst, torpillée par les croiseurs HMS Belfast et Jamaica s'est engloutie, seuls 36 marins ont pu être recueillis.

#### Novembre 1942-septembre 1943- Débarquements en Méditerranée
Le débarquement anglo-américain en Afrique du nord a bouleversé la situation stratégique en Méditerranée centrale et dès le 2 décembre, des combats ont eu lieu dans le canal de Sicile entre les escortes de convois italiens et des croiseurs légers britanniques, au cours desquels un destroyer italien a été coulé et le HMS Argonaut endommagé.

##### LaRegia Marinaitalienne sous les bombes alliées (novembre 1942-juin 1943)
Les grands bâtiments italiens ont dû quitter leurs bases les plus éloignées. Ce repli loin des zones d'opérations s'expliquait en raison de la pénurie de carburant qui interdisait pratiquement toute sortie, et dans ces conditions, il valait mieux que les grands navires fussent le plus loin possible des aérodromes tenus par les Alliés. Dès le 9 novembre, la 8e Division de Croiseurs (les croiseurs Giuseppe Garibaldi, Emanuele Filiberto Duca d'Aosta et Luigi di Savoia Duca degli Abruzzi) avait été repliée de Navarin, sur la côte sud-ouest du Péloponnèse, à Messine, et le 12, les trois cuirassés de la classe Vittorio Veneto (le cuirassé Roma venait de rejoindre la Flotte pour achever ses essais) avaient été transférés de Tarente à Naples. Mais un violent bombardement sur Naples, le 4 décembre, a coulé le Muzio Attendolo, qui y était en réparation, et gravement endommagé le Raimondo Montecuccoli et l'Eugenio di Savoia. Dès le 6, ces deux croiseurs, le Bolzano et les trois cuirassés ont gagné La Spezia, et la 3e division de croiseurs est passée de Messine à La Maddalena, au nord de la Sardaigne. En janvier, après huit bombardements sur Messine, la 8e division de croiseurs a rejoint Tarente.
De décembre 1942 à avril 1943, la Regia Marina a dû essayer, avec des unités légères uniquement, d'assurer d'abord le passage des convois de Libye, dans une zone où la maitrise du ciel était désormais acquise aux Alliés, mais l'avance britannique y a vite mis un terme, Tripoli a été occupée le 21 janvier. Dans un canal de Sicile infesté de champs de mines, les 119 convois de Tunisie, avec des trajets Naples-Bizerte aussi longs que l'étaient Palerme-Tripoli, sous des attaques d'aviation incessantes, auront subi 228 attaques (64 de sous-marins et 164 de l'aviation). 290 000 tonnes de matériel et de carburant ont été débarquées mais le taux de pertes en route a été de 28 % en moyenne. 72 000 soldats sont arrivés en renfort mais les bateaux qui ont été coulés en transportaient plus de 5 000. Au fur et à mesure de l'avancement de la campagne, les taux de pertes ont augmenté, atteignant 77 % au début mai. À la fin de la campagne, le plus grand nombre des combattants allemands et italiens de Tunisie ont été faits prisonniers.
Peu après le début de l'offensive terrestre finale en Tunisie qui a commencé le 20 mars pour s'achever le 13 mai, les bases de la Marine italienne ont été de nouveau bombardées en prévision de la suite des opérations. Le 10 avril, un bombardement de La Maddalena a coulé le Trieste et endommagé le Gorizia qui s'est replié sur La Spezia pour y être réparé. À compter de cette date, plus aucun croiseur lourd italien n'a été opérationnel. Le 5 juin, La Spezia a été durement bombardée, endommageant les cuirassés, au point que le Vittorio Veneto a dû gagner Gênes, pour passer en cale sèche, car les installations de La Spezia avaient été détruites.

##### Les débarquements de Sicile (10 juillet 1943)

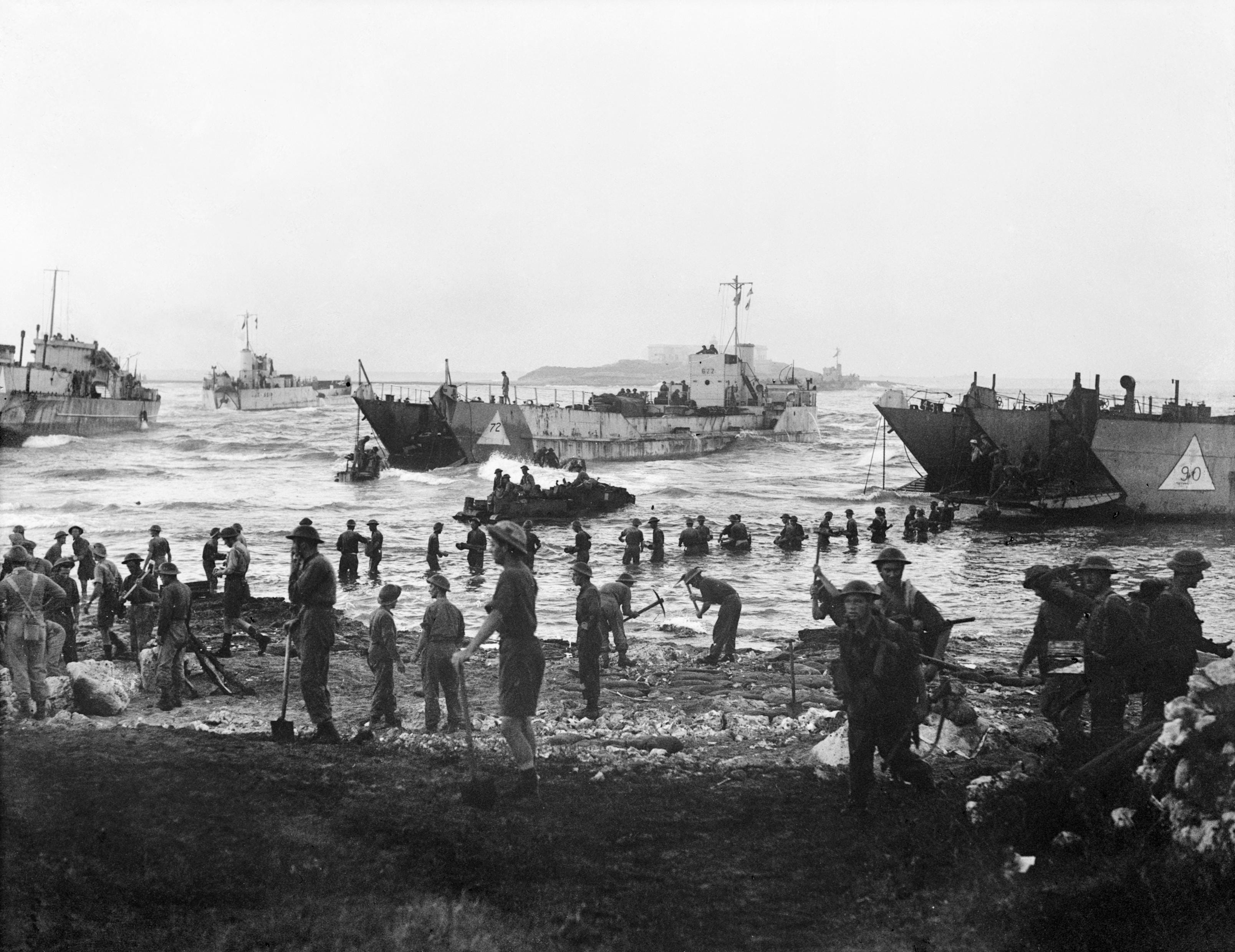
Sur une plage de Sicile, à l'aube du 10 juillet 1943, les Highlanders débarquent.

Dans la mesure où la sortie des grands navires paraissait devoir être réservée à l'ultime contre-attaque contre un débarquement dans la péninsule italienne, la question qui se posait était de savoir où aurait lieu la prochaine offensive des Alliés. Contre la Sicile, ce qui était depuis la fin mars la position de Supermarina, contre la Sardaigne et la Corse, ce que pensait les Allemands, ou contre la Sardaigne seulement, ce qui était la position des généraux des armées de terre et de l'air italiens. En fait, en cas d'attaque de la Sicile, une sortie des grands bâtiments basés à La Spezia était inenvisageable car ils se trouvaient à vingt-quatre heures de mer, alors que la supériorité aérienne alliée rendait impossible les vols de reconnaissance pour repérer les convois de débarquement, et parce que le nombre des escorteurs était devenu tout à fait insuffisant.

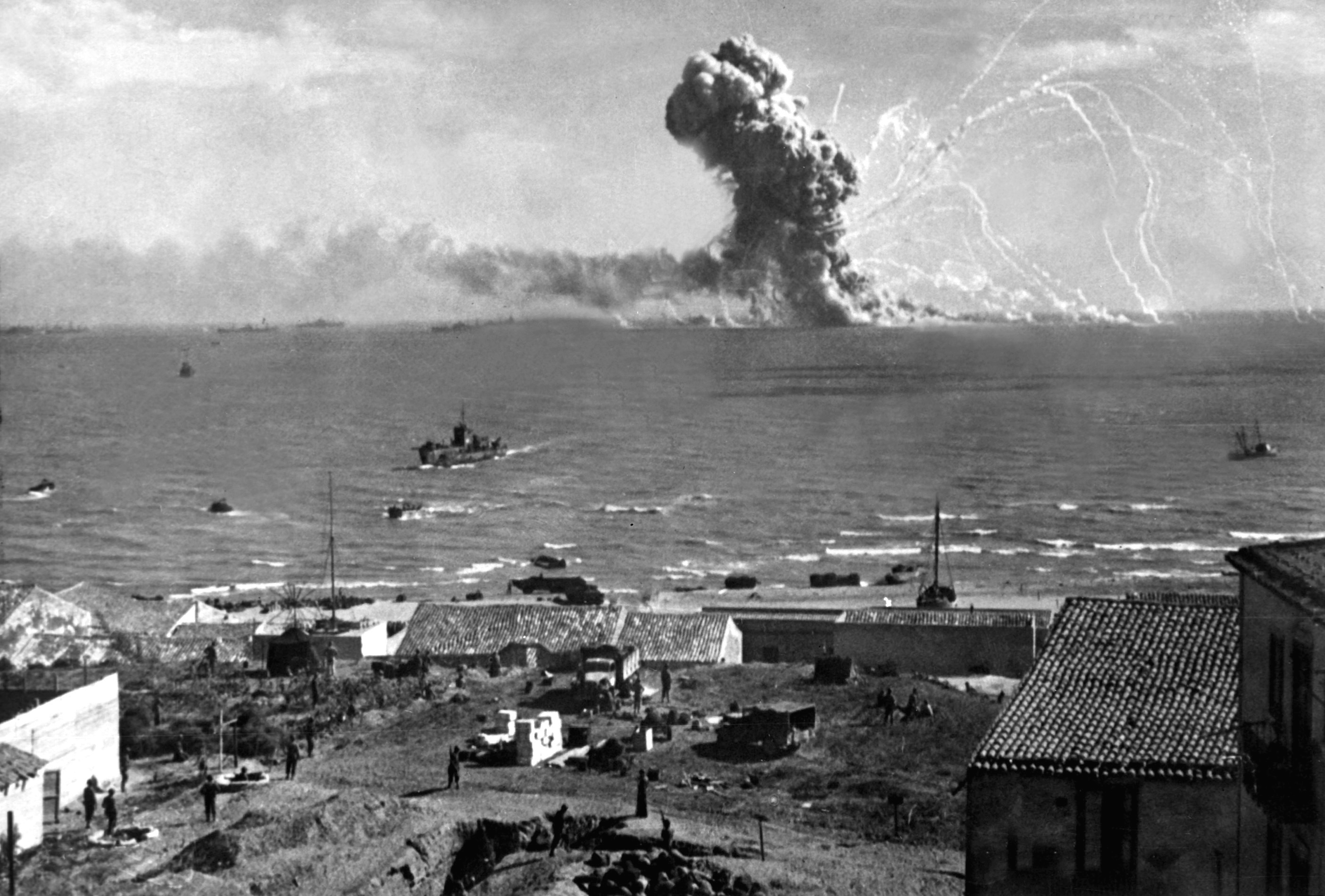
Un cargo chargé de munitions, bombardé par l'aviation allemande, explose devant la plage de Gela, le 11 juillet 1943

Les premiers projets alliés consistaient à débarquer dans la région de Palerme, au nord-ouest, et dans celle de Syracuse, au sud-est de la Sicile. Sur l'injonction du général Montgomery en mai, les débarquements ont tous eu lieu finalement, le 10 juillet, de part et d'autre du cap Passero. Sur les plages de Gela et Licata, à l'ouest, la VIIe Armée américaine du général Patton a aussitôt attaqué vers Palerme, et elle a bénéficié du soutien des croiseurs USS Philadelphia et Savannah qui avaient participé au débarquement devant Casablanca, rejoints par l'USS Boise, arrivé des États-Unis, après ses réparations des dommages de la bataille du cap Espérance. À partir des plages d'Avola, au sud de Syracuse, l'effort a porté sur Messine. Il n'y eut d'aucun côté d'opposition des forces navales italiennes. La difficulté principale de ce premier débarquement de vive force, sur une côte tenue par l'ennemi, a surtout résulté du mauvais temps.
En huit jours, sans que l'Allemagne ait pu apporter un réel soutien aux forces italiennes, les forces italo-allemandes étaient acculées autour de Messine, dans l'extrême nord-est de la Sicile. Le 25 juillet, le Duce Benito Mussolini était renversé. Supermarina a alors décidé de tenter d'effectuer un raid par surprise, avec deux croiseurs, sans couverture aérienne ni escorte, contre les navires alliés qui pouvaient se trouver au large de Palerme. Deux tentatives eurent lieu, avec la 7e division de croiseurs, aux ordres de l'amiral Oliva (it), en partant de La Spezia, le 4 août, puis avec la 8e division, aux ordres de l'amiral Fioravanzo, en partant de Gênes, le 6 août Dans les deux cas, les navires italiens ont rebroussé chemin dès que les amiraux ont eu la conviction qu'ils avaient été repérés et que la surprise était éventée.
Dès le 3 août, l'évacuation des troupes allemandes et italiennes a commencé à travers le détroit de Messine (70 000 hommes, 11 000 véhicules et 17 000 tonnes de munitions), ce que les auteurs italiens n'hésitent pas à appeler le « Dunkerque sicilien ».

##### Les débarquements en Italie continentale (9 septembre 1943)
Dès le 2 septembre, la VIIIe Armée britannique a commencé à passer le détroit de Messine. La Flotte italienne se tenait prête à une « dernière bataille », pour contrer un débarquement allié, mais sans illusion sur son issue, compte tenu de la supériorité alliée sur mer et dans les airs.
Mais le 3, un armistice entre le royaume d'Italie et les Alliés a été signé à Cassibile, près de Syracuse, qui a été gardé secret jusqu'à ce qu'un débarquement allié soit imminent, plus au nord, en direction de Rome (c'était une condition mise par les Italiens, pour signer l'armistice). Le 7, Supermarina prévint les principaux amiraux italiens, sous le sceau du secret, mais sans rien dire de l'armistice, de se tenir prêts à faire face à un « coup de force » allemand. Le 8 au soir, dans un message radiodiffusé depuis Alger, le général Eisenhower a annoncé l'armistice, alors que les convois du débarquement avaient pris la mer.

###### La dernière sortie de la flotte italienne
Dans la nuit du 8 au 9 septembre, la flotte italienne reçut l'ordre de gagner Malte, en application des stipulations de l'armistice. Très réticent pour exécuter cet ordre, l'amiral Bergamini, commandant la Flotte, obtint de Supermarina de rallier La Maddalena, avec ses trois cuirassés modernes, cinq croiseurs légers (Eugenio di Savoia, Duca d'Aosta, Duca degli Abruzzi, Giuseppe Garibaldi, Raimondo Montecuccoli), le petit croiseur Attilio Regolo, et onze destroyers. L'appareillage eut lieu le 9, à 3 h.

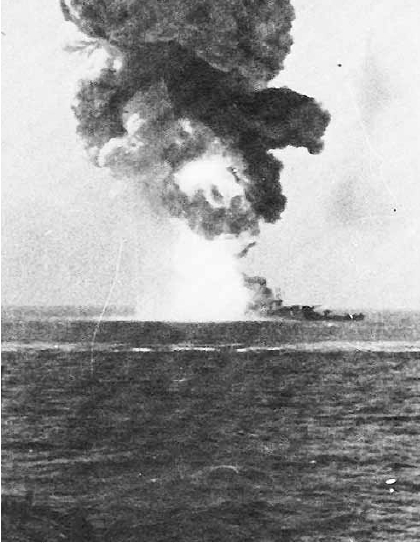
La fin du cuirassé Roma, le 9 septembre 1943.

Mais la riposte des troupes allemandes fut rapide (car les Allemands étaient en alerte) et brutale. Dès l'annonce de l'armistice, ils ont désarmé les forces terrestres italiennes sur le continent et saisi les bâtiments immobilisés dans les ports, comme les croiseurs lourds Gorizia et Bolzano. La Maddalena ayant été occupée par les Allemands, la Flotte reçut l'ordre de se diriger vers Bône, mais à proximité de l'île d'Asinara, le 9, peu avant 16 h, une attaque aérienne de bombardiers Dornier Do 17 partis d'un aérodrome proche de Marseille, et armés de bombes planantes radioguidées FX-1400, réussit à toucher deux cuirassés italiens, dont le cuirassé amiral Roma, qui a explosé, tuant 1 400 hommes dont l'amiral Bergamini. La Flotte, aux ordres de l'amiral Da Zara, a alors rejoint Malte.

###### Le débarquement de Salerne
La phase navale du débarquement de Salerne s'est effectuée sans problème, car sans opposition, le 9 septembre, à 50 km au sud de Naples . Comme les chasseurs basés en Sicile ne pouvaient que difficilement assurer la couverture aérienne rapprochée, il fallut faire appel aux Supermarine Seafires d'une escadre constituée du HMS Unicorn, de quatre porte-avions d'escorte de la classe Attacker, et de trois croiseurs anti-aériens de la classe Dido, aux ordres du contre-amiral Vian, jusqu'à ce qu'un terrain d'aviation soit installé à Paestum, le 12.

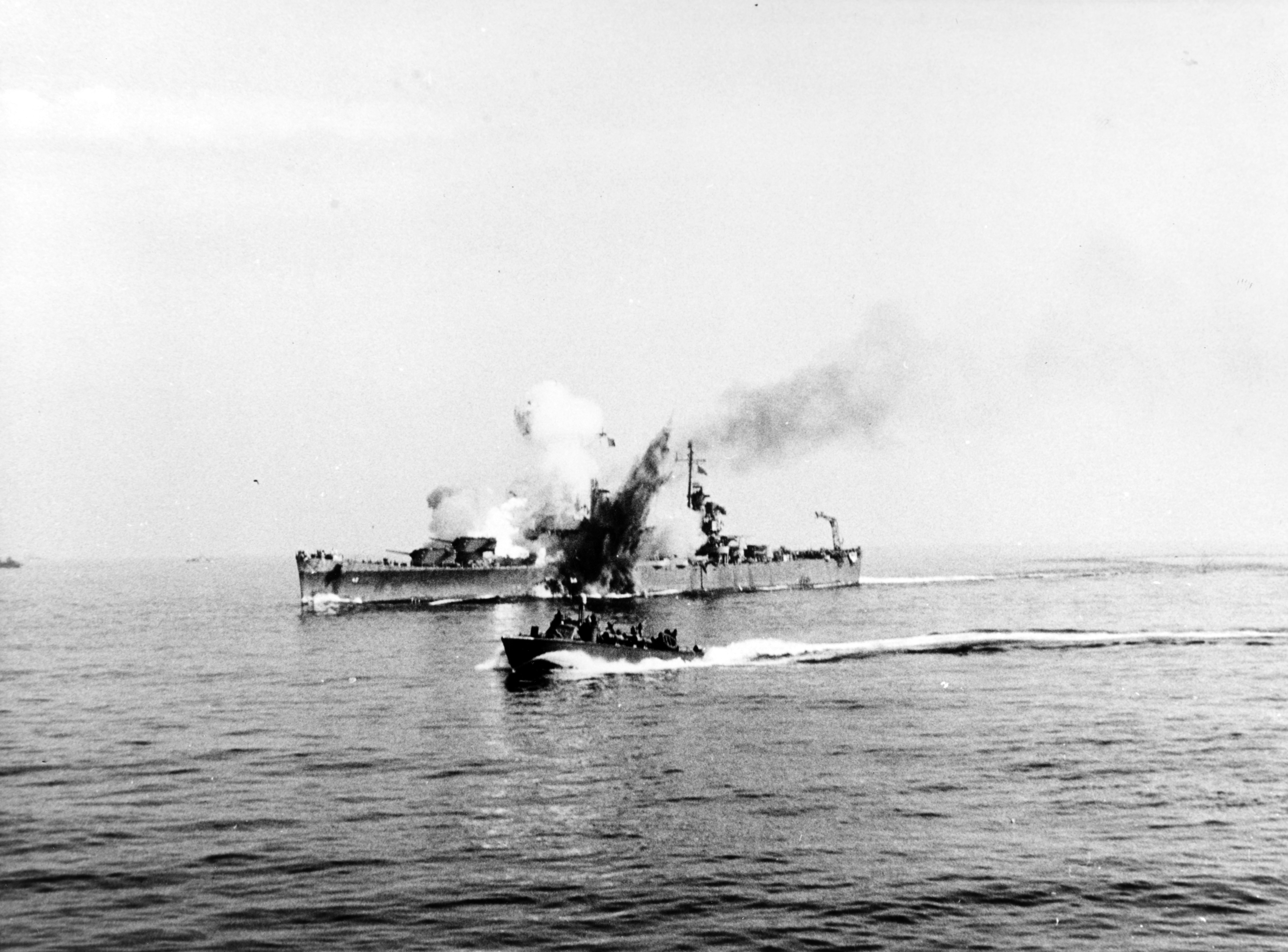
Le croiseur USS Savannah touché par une bombe planante radioguidée devant Salerne, le 11 septembre 1943

Pour la phase terrestre, les choses furent plus compliquées car il n'y avait pas eu de bombardement d'artillerie préalable pour accroître l'effet de surprise, alors que les troupes du général Von Veigtinhoff attendaient l'assaillant de pied ferme. Il fallut le soutien de l'artillerie de deux cuirassés britanniques et de deux grands croiseurs légers USS Philadelphia et USS Boise pour éviter aux troupes américaines d'être repoussées. Les Allemands réussirent avec leurs bombes planantes radioguidées à endommager gravement les grands croiseurs légers USS Savannah et HMS Uganda ainsi que le cuirassé HMS Warspite qui dut regagner la Sicile en remorque. Les réparations de l'USS Savannah ont été très importantes, tant pour renforcer les structures de la coque que pour réparer l'artillerie principale (la bombe ayant pénétré par la tourelle III avant d'exploser dans les fonds).

###### Le débarquement de Tarente
Le 9, un débarquement couvert par une force comprenant le cuirassé HMS Howe et cinq croiseurs a eu lieu à Tarente. Les deux cuirassés anciens Andrea Doria et  Caio Duilio qui s'y trouvaient et les deux croiseurs légers Luigi Cadorna et Pompeo Magno ont rejoint Malte, de même que le cuirassé Giulio Cesare, qui se trouvait à Pola.
Le 13 septembre, les Français d'Alger débarquaient à Ajaccio pour aider la Résistance à chasser les Allemands de Corse, opération menée avec des moyens exclusivement français, parmi lesquels, outre le sous-marin Casabianca, on trouve les croiseurs Montcalm et Jeanne d'Arc et des croiseurs légers de la classe Le Fantasque.

#### En 1943, dans le Pacifique, les Américains passent à l'offensive

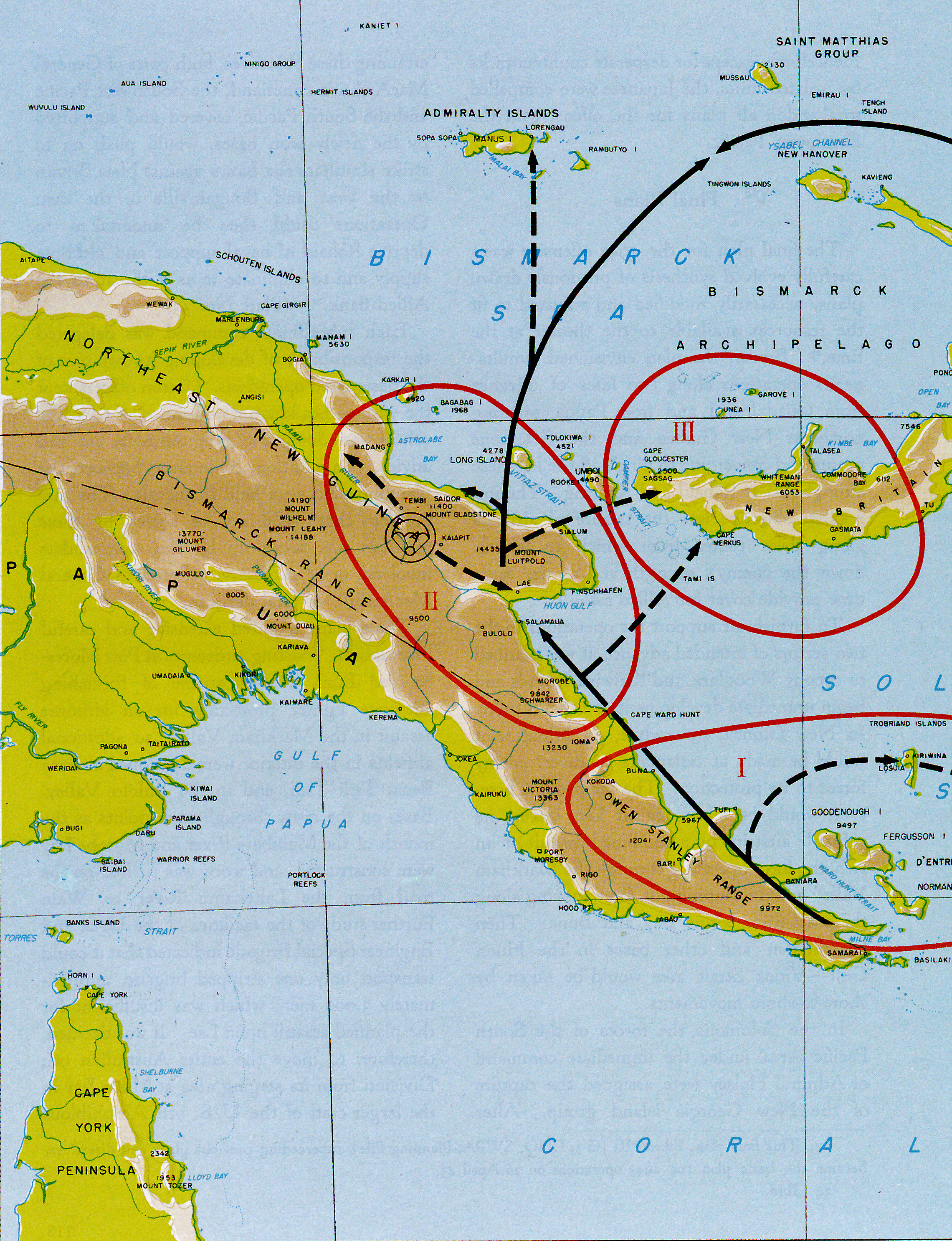
Le Plan Elkton III, de mars 1943

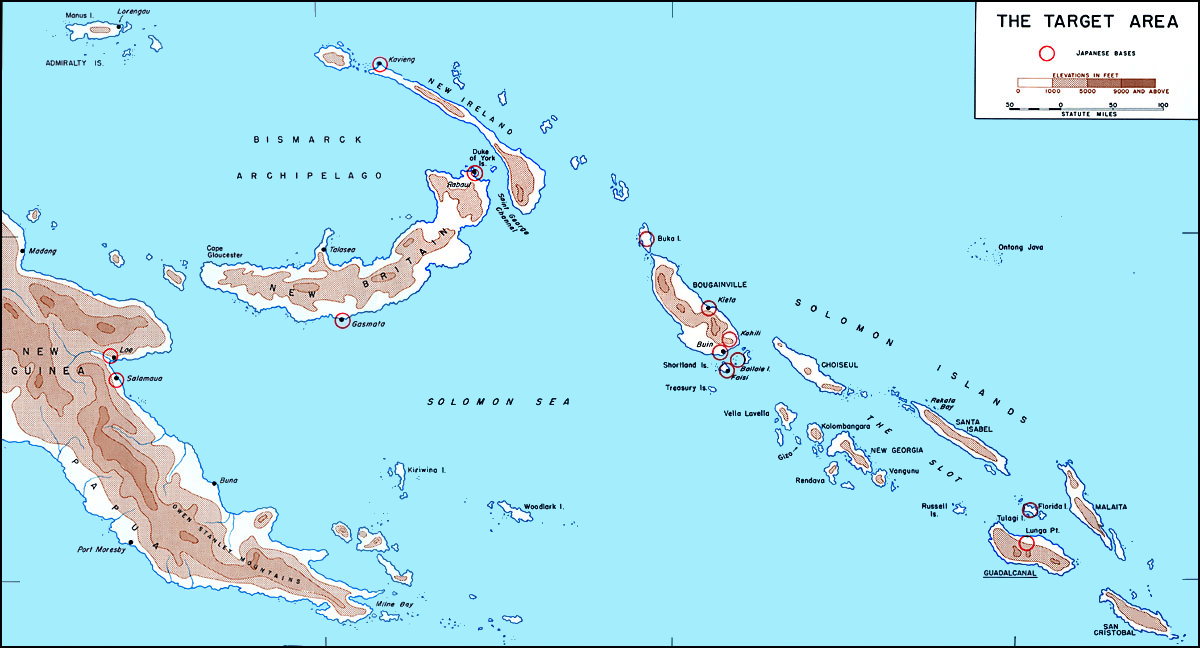
Carte de la région des îles Salomon

Une fois que les Japonais eurent quitté Guadalcanal, la stratégie américaine a été d'engager la reconquête des territoires occupés par les Japonais, selon le Plan Elkton III établi à l'instigation du général MacArthur. Il s'agissait d'une offensive d'est en ouest en Nouvelle-Guinée avec en perspective de reprendre Rabaul où les Japonais avaient installé une puissante base aéronavale. Les Marines devaient avancer également vers Rabaul, dans îles situées au nord de la mer des Salomon, aux ordres de l'amiral Halsey, sous l'autorité de l'amiral Nimitz.
Dès que les croiseurs USS Nashville et St. Louis eurent rallié les USS Honolulu et Helena au sein de la TF 67, à la tête de laquelle avait été placé le contre-amiral Ainsworth précédemment Commandant des Destroyers de la Flotte du Pacifique (COMDESPAC) en remplacement du contre-amiral Wright, après la bataille de Tassafaronga, les terrains d'aviation japonais les plus proches à l'ouest de Guadalcanal, ont subi des bombardements côtiers, notamment celui de Munda dès le début janvier 1943. Les croiseurs ont en suite participé aux opérations en mer de Bismarck contre les îles de l'Amirauté puis aux opérations préparatoires à l'attaque de la Nouvelle-Géorgie.

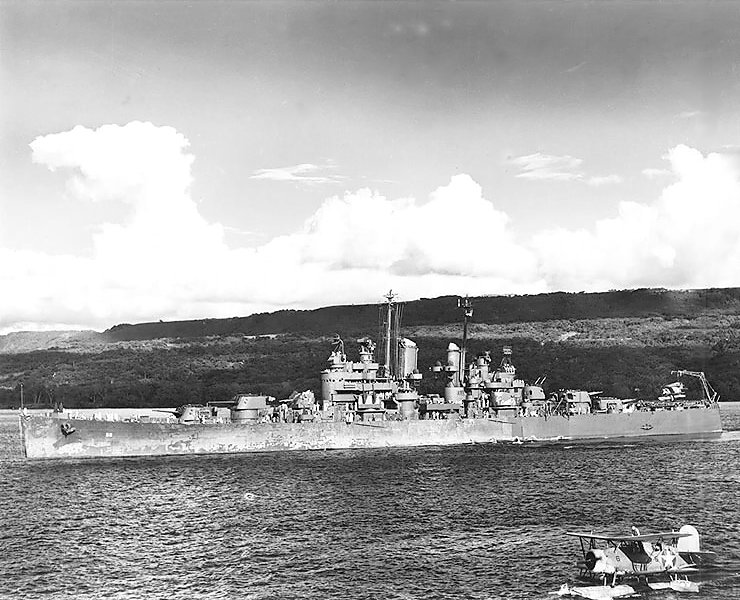
L', arrivant aux Nouvelles-Hébrides, en avril 1943

Mais dans la même période, les premiers croiseurs de la classe Cleveland étaient arrivés dans le Pacifique, l'USS Columbia (CL-56), dès la mi-novembre 1942, l'USS Montpelier (CL-57) en janvier, et l'USS Cleveland, revenu de sa participation au débarquement au Maroc. Ils avaient participé, au sein de la Task Force 18, aux ordres du contre-amiral Giffen à la bataille de l'île de Rennell (fin janvier 1943), puis en février, au sein de la TF 68, à l'occupation des Îles Russell (Opération Cleanslate (en)).
Une 12e Division de croiseurs (Cru Div 12) a alors été constituée que l'USS Denver (CL-58), arrivé en février, a ralliée. Le contre-amiral Merrill en a reçu le commandement, avec sa marque sur l'USS Montpelier. La division y gagnera d'être surnommée "les Maraudeurs de Merrill".
Sans l'USS Columbia, la 12e Division de croiseurs a participé à des bombardements de Munda et de Vila, en mars, préparatoires à l'attaque de la Nouvelle-Géorgie.
Si les Japonais s'étaient résignés à quitter Guadalcanal dont la défense, selon le vice-amiral Mikawa, revenait à « déverser soldats, marins et navires dans un "trou noir" », ils entendaient bien renforcer leurs positions alentour. Mais une tentative de renforcement des positions japonaises à Lae en Nouvelle-Guinée a échoué du fait des attaques de la 5e US Army Air Force (l'aviation américaine de la zone du Pacifique Sud-Ouest) et de la Royal Australian Air Force au cours de la bataille de la mer de Bismarck, du 2 au 4 mars 1943.
À la bataille du détroit de Blackett (5-6 mars 1943), les croiseurs de la CruDiv12 ont coulé deux destroyers japonais, par des tirs uniquement réglés au radar.
Le 4 avril, le vice-amiral Mikawa a quitté le commandement de la 8e Flotte.
En mer des Salomon, des attaques massives de l'aviation navale japonaise eurent lieu à l'instigation de l'amiral Yamamoto (opération I-Go), en avril 1943, depuis Rabaul, sur Guadalcanal, Port Moresby, la baie d'Oro (devant Buna) et la baie de Milne, sans grande efficacité. Le 18 avril, l'avion de l'amiral Yamamoto, en tournée d'inspection sur les bases d'où étaient parties ces attaques aériennes, fut intercepté par des P-38 “Lightning” partis d'Henderson Field, qui l'abattirent. À la tête de la Flotte combinée, l'amiral Koga a succédé à l'amiral Yamamoto.
Du côté allié, la stratégie que souhaitait conduire le général MacArthur n'a pas fait l'unanimité, la réunion des Chefs d'État-major considérant que les divisions supplémentaires qu'il réclamait pour reconquérir Rabaul dépassaient les capacités alliées du moment. Les conversations d'état-major se sont poursuivies. Une rencontre à Brisbane en avril, entre le général MacArthur et l'amiral Halsey, s'est bien passée et a abouti à un compromis : on est passé du plan Elkton III à l'opération Cartwheel.

##### Batailles dans le Pacifique nord (mars-août 1943)

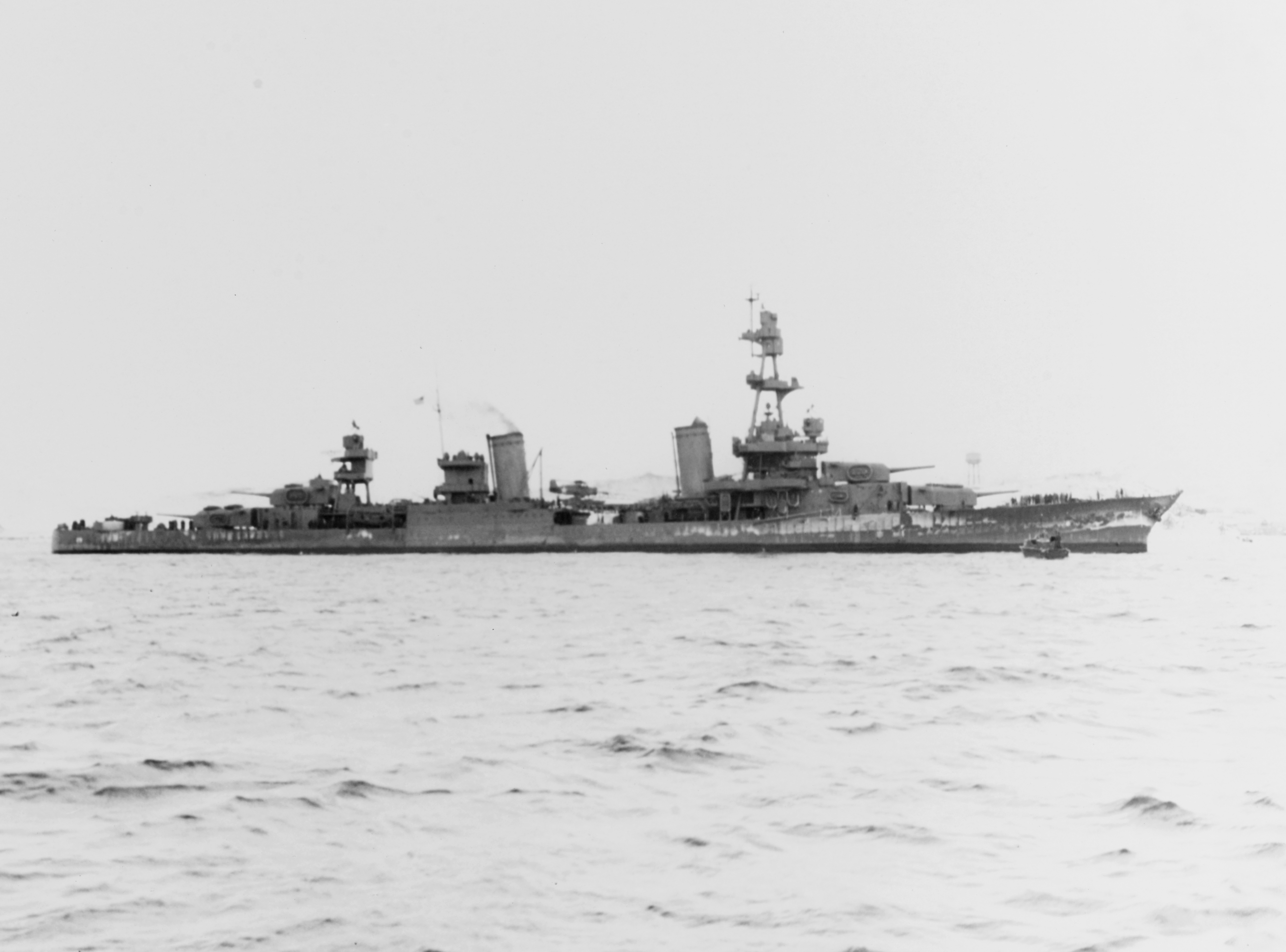
Le croiseur lourd Salt Lake City, à Dutch Harbor, trois jours après la bataille des îles du Commandeur

Mais les Américains ont dû consacrer aussi des moyens, dans le secteur du Pacifique Nord, à la reconquête des îles Kiska et Attu, au sud-ouest de l'Alaska, qui avaient été occupées par une opération de diversion, au moment de la bataille de Midway. La construction d'aérodromes a permis d'accroître les capacités américaines de bombardement aérien tandis que des patrouilles navales à partir de Dutch Harbor s'efforçaient de faire le blocus autour des îles occupées. C'est ainsi que près des îles du Commandeur, dans la matinée du 26 mars 1943 (date du fuseau horaire d'Honolulu) ou du 27 (heure locale), l'escadre du contre amiral McMorris, les croiseurs USS  Richmond (navire amiral) et Salt Lake City, avec quatre destroyers, rencontra un groupe de deux transports rapides japonais, escorté de deux croiseurs lourds, le Nachi, portant la marque du vice-amiral Hosogaya, et le Maya et quatre destroyers. Un long duel d'artillerie s'est conclu par la retraite de l'escadre japonaise qui n'avait d'ailleurs pas conscience des dommages qu'elle avait causés à l'USS Salt Lake City. Il n'y eut pas ensuite de la part des Japonais d'autre tentative d'apporter des renforts avec des navires de surface.
La reconquête des deux îles occupées a donné lieu à des combats difficiles, dans un climat quasi polaire. Elle a été l'occasion de la première mise en œuvre de la tactique du "saut par-dessus les îles" (en anglais : island hopping)avec le choix de commencer par l'attaque de l'île la plus éloignée mais la moins solidement défendue, Attu, qui a été reconquise fin mai, avant Kiska, évacuée fin juillet par les Japonais, réoccupée début août.

##### La campagne des îles Salomon (février 1943-février 1944)
Après le débarquement en Nouvelle-Géorgie, fin juin,, la Marine impériale japonaise a repris sa tactique du "Tokyo Express", pour faire acheminer de nuit renforts et ravitaillements par des destroyers.

###### Les batailles du golfe de Kula et de Kolombangara (juillet 1943)
Les croiseurs de la 12e Division au sein du Groupe d'Appui B de la TF 36 ont couvert le débarquement mais ce sont les croiseurs de la classe Brooklyn du Groupe d'Appui A du contre-amiral Ainsworth qui ont affronté les destroyers japonais au début juillet.

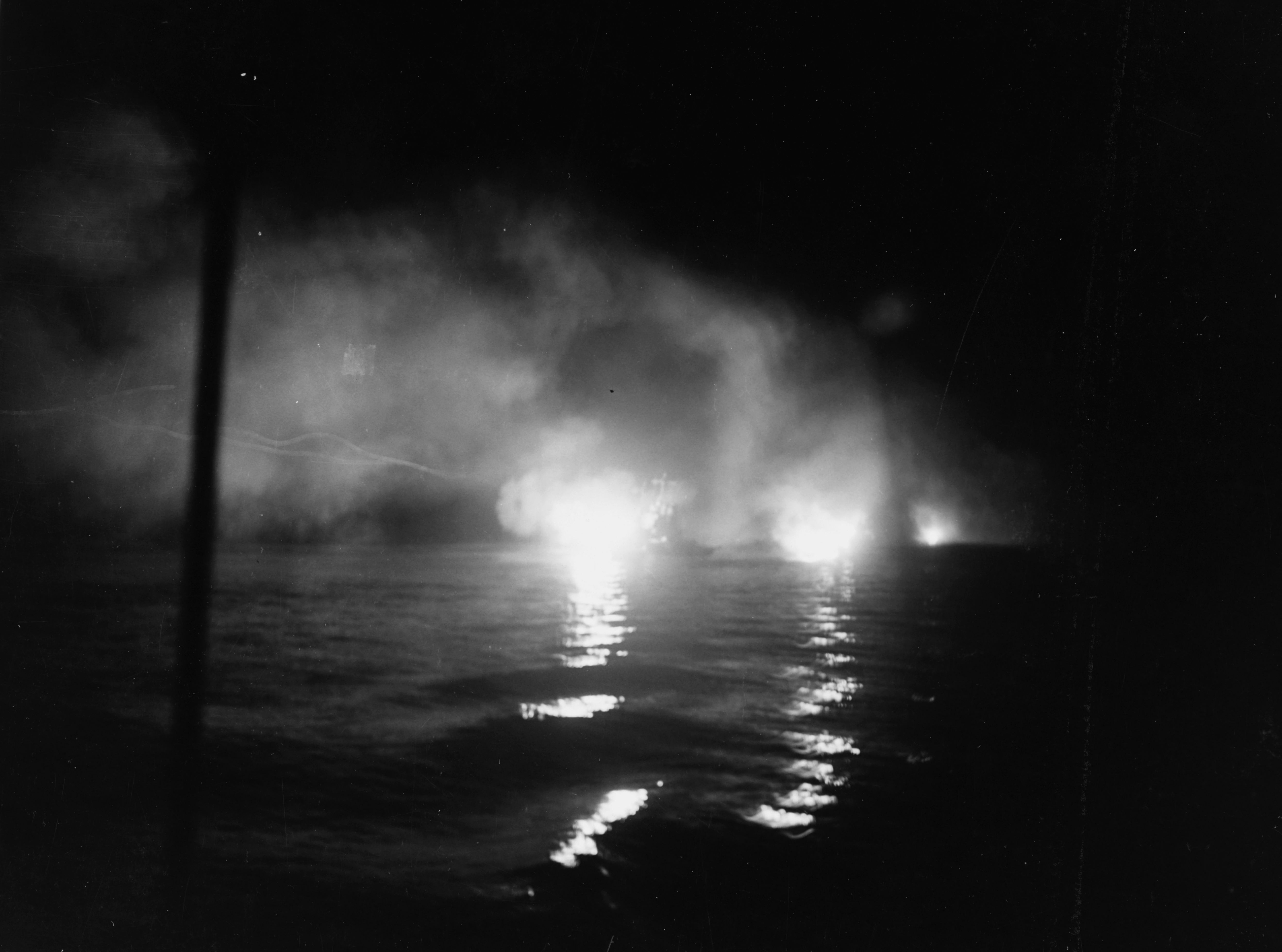
Les départs des coups de canons de l'USS Helena ont permis aux destroyers japonais de régler le tir des torpilles qui l'ont coulé

Dans le golfe de Kula, au cours de la nuit du 5 au 6 juillet, les croiseurs USS Honolulu, Helena, St. Louis et quatre destroyers, rentrant d'un bombardement côtier de la Nouvelle-Géorgie, ont rencontré dix destroyers aux ordres du contre-amiral Akiyama. L'amiral japonais a été tué sur le destroyer Niizuki par le feu de l'USS Helena, mais en se réglant sur la lumière des départs des tirs de ce croiseur, les destroyers japonais l'ont torpillé et coulé, et les Japonais ont fait passer leur convoi,. Une étoile d'argent et deux étoiles de bronze figurent, au titre de 7 citations, sur le ruban commémoratif de la Campagne d'Asie-Pacifique de l'USS Helena, qui est l'avant-dernier croiseur perdu par l'US Navy pendant la guerre.

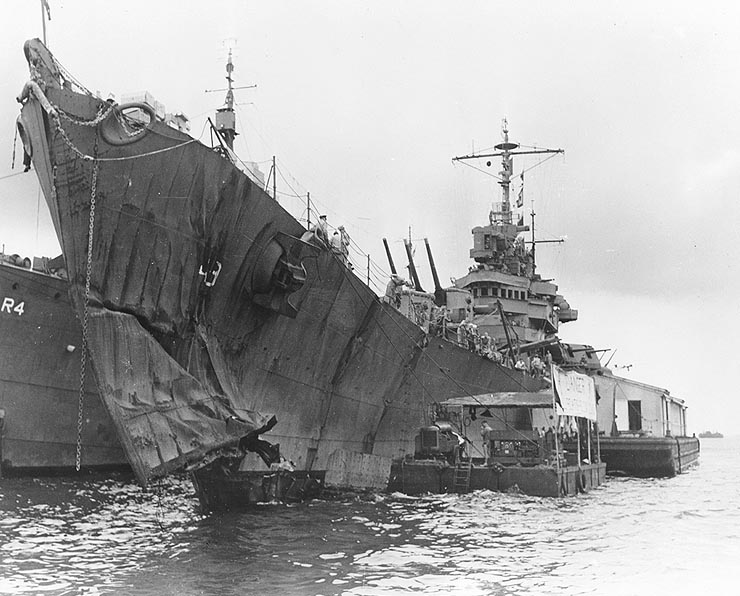
Le croiseur USS St. Louis, en réparations à Tulagi des dégâts subis devant Kolombangara

Le 12 juillet, l'escadre du contre-amiral Ainsworth, où le HMNZS Leander avait remplacé l'USS Helena, a rencontré devant Kolombangara l'escadre du contre amiral Isaki, sur le croiseur léger Jintsu, qui conduisait cinq destroyers. Les croiseurs américains ont coulé le Jintsu, l'amiral japonais a été tué. Les torpilles des destroyers japonais ont endommagé les croiseurs américains et néo-zélandais,.
Après la Nouvelle-Géorgie, le choix de l'amiral Halsey a été d'appliquer la tactique inaugurée pour la reconquête des Îles Aléoutiennes et d'aller débarquer sur Vella Lavella, en "sautant par-dessus" Kolombagara, plus proche, mais plus fortement retranchée. Ce débarquement, en août, provoqua une rencontre entre destroyers dont le résultat (trois destroyers japonais coulés sur quatre, sans aucune perte subie) montre bien le progrès effectué par les Américains en matière de tactique dans le combat à la torpille.
Le croiseur USS Santa Fe arrivé dans le Pacifique après avoir opéré quatre mois dans le secteur des Aléoutiennes, l'USS Mobile (CL-63) arrivé dans le Pacifique en juillet, et l'USS Birmingham (CL-62) arrivé en septembre (il avait participé au débarquement en Sicile en juillet), ont constitué la 13e Division de Croiseurs (Cru Div13) dont le contre-amiral DuBose a reçu le commandement. Ces croiseurs ont rejoint les Task Forces (TF 14, TF 15 puis TF 50) constituées autour des nouveaux porte-avions rapides qui venaient de rallier la Flotte du Pacifique. Ils ont participé aux raids sur Markus (pour le seul USS Mobile, à la fin août), puis sur Tarawa et Wake (fin septembre-début octobre 1943). Ces raids ont été un sujet de préoccupation pour la Marine impériale japonaise. Le vice-amiral Ozawa est sorti de Truk avec ses deux porte-avions lourds, les cuirassés Yamato et Nagato et plusieurs croiseurs lourds, pour tenter d'intercepter, en vain, les forces américaines (18-23 septembre).
Une Task Force 39 a été constituée en août dont ont fait partie les USS Cleveland et Denver qui ont couvert le débarquement néozélandais sur les îles du Trésor, fin octobre.

###### La bataille de la baie de l'Impératrice Augusta (1er-2 novembre 1943)

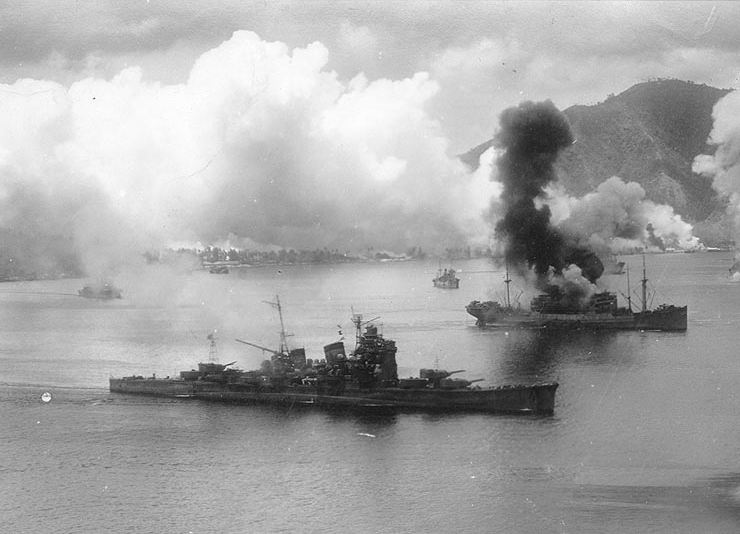
Le Haguro, sous les bombes de l'USAAF, dans Simpson Harbor à Rabaul, le 2 novembre 1943

À la fin octobre 1943, l'aviation australienne et la Ve U.S. Army Air Force, la force aérienne qui dépendait du général MacArthur, ont commencé à bombarder Rabaul. L'étape suivante de l'opération Cartwheel était le débarquement sur Bougainville, pour y disposer de terrains d'aviation proches de Rabaul. La TF 39, articulée autour de la 12e division de croiseurs, aux ordres du contre-amiral Merrill, a eu en charge la couverture rapprochée du débarquement au cap Torokina (Opération Cherryblossom), le 1er novembre. Le contre-amiral Ōmori, avec les croiseurs lourds Myōkō et Haguro et les croiseurs légers Agano et Sendai et six destroyers, est aussitôt sorti de Rabaul pour attaquer les transports qui avaient permis aux Marines de débarquer dans la baie de l'Impératrice-Augusta.

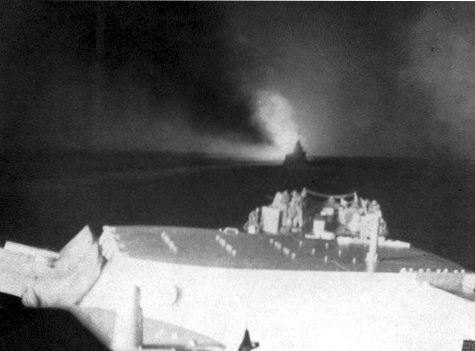
Vue de la bataille de la baie de l'Impératrice Augusta, depuis le croiseur USS Columbia (CL-56) de la classe Cleveland

Les quatre grands croiseurs légers de la TF 39, l'USS Montpelier, qui portait la marque du contre-amiral Merrill, les USS Cleveland, Columbia, Denver et huit destroyers de la Division de Destroyers 23 du captain Arleigh Burke surnommé « 31 nœuds », ont intercepté, dans la nuit du 2 novembre, l'escadre japonaise, qui a perdu le Sendai et un destroyer,. Le contre-amiral baron Ijuin, qui avait sa marque sur le Sendai en a réchappé, recueilli par un sous-marin.
Cet engagement aura été le dernier de la guerre, au canon, de nuit, entre croiseurs, et il a montré que les grands croiseurs légers dotés d'une artillerie à tir rapide et disposant de radars, ne le cédaient en rien à des croiseurs lourds.

###### Le bombardement de Rabaul (5-11 novembre 1943)
L'amiral Koga, Commandant-en-Chef de la Flotte Combinée, a décidé d'envoyer sept croiseurs lourds, Atago, Takao, Maya, Chōkai, Suzuya, Mogami et Chikuma, de Truk à Rabaul, pour aller attaquer à nouveau les forces américaines qui avaient débarqué sur Bougainville.

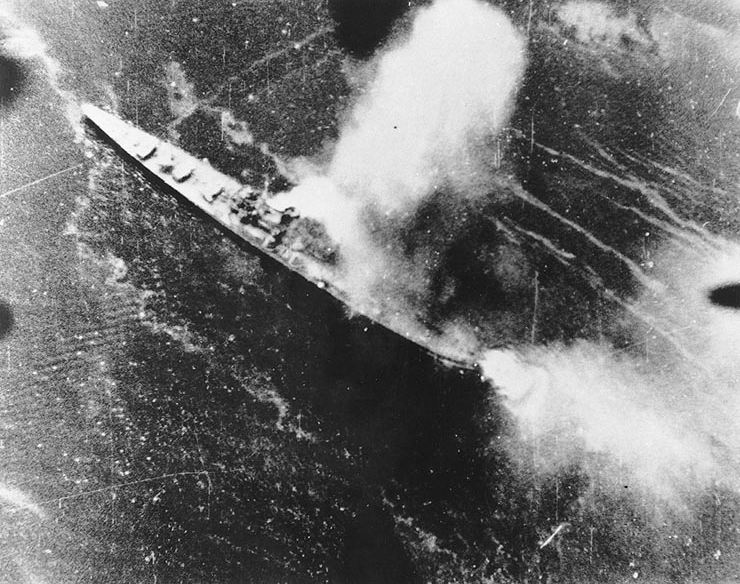
Le Chikuma, manqué de peu par un "Dauntless" de l'USS Saratoga, le 5 novembre 1943, à Rabaul.

L'amiral Halsey ne disposait pas de croiseurs en nombre suffisant pour y faire face, alors que les cuirassés se trouvaient dans le Pacifique central où l'US Navy allait lancer une offensive. Il a donc résolu de lancer un raid aérien et il a donné ordre au contre-amiral Sherman, dont la Task Force 38 avait la charge de la couverture éloignée du débarquement en cours, d'aller bombarder Rabaul. 97 appareils partis des USS Saratoga et Princeton ont surpris les croiseurs en train de refaire leurs pleins et ont sérieusement endommagé les Atago, Takao, Maya, et Mogami. Pour un second et un troisième raid les jours suivants, ce sont les USS Essex, USS Bunker Hill et Independence qui ont attaqué avec plus de 180 appareils, mais avec des résultats bien moindres car les navires japonais avaient quitté Rabaul. Il est a noté que Rabaul n'aura plus d'activité opérationnelle ensuite, comme base navale.
Le succès de ce bombardement d'une base qui avait de redoutables défenses anti-aériennes et où une importante aviation navale était installée, a montré l'efficacité de l'aviation embarquée dans des actions contre la terre, ce que le raid aérien sur l'île de Truk confirmera.
Quelques jours plus tard, l'USS Denver, endommagé par une torpille aérienne, a dû aller se faire réparer pendant plusieurs mois sur la côte ouest des États-Unis.
La campagne des îles Salomon s'est achevée au début de 1944, avec le débarquement des troupes du général MacArthur au Cap Gloucester, à partir du 26 décembre avec le soutien des USS Nashville et Phoenix. Les USS Montpelier, Columbia, et Cleveland ont patrouillé dans les eaux des îles Green, et d'Emirau, en février, et en ont couvert, en mars, l'occupation par les Marines de l'amiral Halsey, opération à laquelle l'USS Mobile a contribué, au sein du TG 58.1, rebaptisée TG 36.1.

##### La nouvelle stratégie d'offensive dans le Pacifique central
La situation difficile dans laquelle s'était trouvé l'amiral Halsey pour faire face à l'arrivée de plusieurs croiseurs japonais à Rabaul, résultait, on l'a vu, d'une division des forces navales de surface américaines entre deux opérations, l'une en mer des Salomon, l'autre dans le Pacifique central. Le général MacArthur avait lancé une offensive pour progresser d'est en ouest en Nouvelle-Guinée, et la mission de l'US Navy, dans le cadre de l'opération Cartwheel, était de progresser d'île en île, dans les Salomon pour couvrir au nord son offensive. Mais l'amiral King, Commandant-en-Chef de la Flotte des États-Unis était très critique à l'égard de cette stratégie. Il prônait une offensive directe dans le Pacifique central, qu'il appartiendrait à l'US Navy de mener.

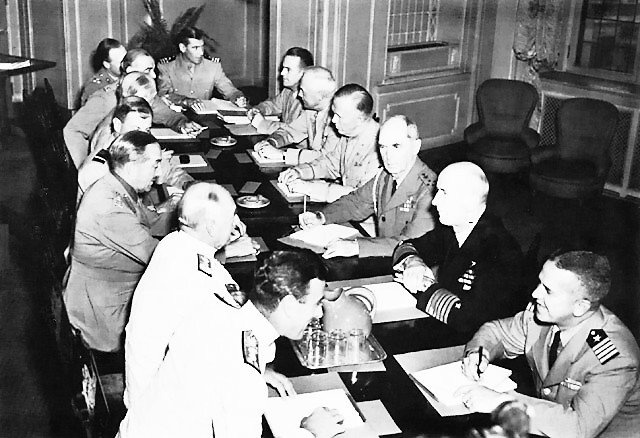
Réunion des Chefs d'État-Major interalliés à la conférence de Québec en août 1943. Les généraux Arnold et Marshall et les amiraux Leahy et King sont au milieu de la table à droite.

Depuis la mi-1943, de nouveaux matériels entraient en service, en particulier en ce qui concernait les grands bâtiments de la Flotte, les porte-avions rapides de la classe Essex et de la classe Independence, les cuirassés de la classe Iowa et les croiseurs de la classe Cleveland, voire de la classe Baltimore. Il s'agissait dès lors, d'aller attaquer les territoires sous mandat dont l'Empire du Japon avait fait sa première ligne de défense. Le premier à l'est était l'archipel des îles Marshall, qui avait fait partie de l'ancien protectorat de la Nouvelle-Guinée allemande. C'est cette stratégie qui avait été entérinée par la réunion des Chefs d'État-Major, à la conférence interalliée de Québec d'août 1943.

###### Premier objectif: les îles Gilbert
Le Japon avait espéré conquérir des territoires au sud de l'équateur (ce qui, on l'aura remarqué, était cohérent avec la création de la 8e Flotte des "Mers du Sud Extérieures"), c'est-à-dire la Nouvelle-Bretagne et la Nouvelle-Irlande, la Nouvelle-Guinée et les Salomon, territoires sous mandat australien pour les premiers, protectorat britannique pour le dernier. Mais après deux ans de combats, ce but de guerre était loin d'être atteint, Rabaul en Nouvelle-Bretagne était sur la défensive, en Nouvelle-Guinée seule une frange sur la côte nord était occupée et les Salomon étaient perdues. Certes, une colonie britannique, encore plus à l'est que les îles Marshall, demeurait occupée depuis le 8 décembre 1941, les Îles Gilbert.
C'est donc tout naturellement que l'objectif des îles Marshall s'était imposé, avec une étape préliminaire, les îles Gilbert.
Les instructions, en date du 5 octobre, de l'amiral Nimitz au vice-amiral Spruance, nommé en août, commandant des forces navales du Pacifique central, ont été :
« Capturer, occuper, et défendre Makin, Tarawa, Abemama tout en isolant fermement Nauru, afin de :

a) Contrôler totalement les îles Gilbert ;

b) Se préparer à la conquête des îles Marshall ;

c) Améliorer la sécurité des lignes de communication ;

d) Soutenir les opérations dans le Pacifique Sud-ouest et en Birmanie en augmentant la pression sur les Japonais. »

###### À Tarawa, un assaut sanglant
Seuls des croiseurs les plus récents, l'USS Santa Fe, dans le TG 53.4, et l'USS Mobile, dans le TG 53.7, ont participé à la fin novembre à l'opération de débarquement amphibie sur les îles Gilbert, à Tarawa et Makin.
Après un bombardement aérien, effectué le 19 novembre, sur les îles Gilbert, les Îles Marshall et Nauru, il s'agissait de débarquer, le 20 novembre, sur les atolls de Tarawa et de Makin, le 5e Corps Amphibie (V.AC), soit 35 000 hommes contre une garnison de 4 000 Japonais.
La Task force 53, partie d'Espiritu Santo dans les Nouvelles-Hébrides, amenait la 2e Division de Marines. Son groupe d'appui feu (TG 53.4) comptait trois cuirassés anciens USS Tennessee, Maryland et Colorado, et le grand croiseur léger USS Santa Fe, l'USS Mobile étant rattaché au TG 53.7, tandis que la troisième unité de la CurDiv13, l'USS Birmingham, endommagée devant Bougainville était partie en réparations.
La Task Force 50 (Carrier Force), qui comportait six porte-avions d'escadre et cinq porte-avions légers, comptait dans le Groupe de Bombardement (Task Group 50.8) les six cuirassés rapides de la classe North Carolina et de la classe South Dakota, dans le TG 50.1 les croiseurs lourds USS San Francisco et New Orleans, et dans le TG 50.3 les trois croiseurs lourds USS Chester, et USS Pensacola et Salt Lake City de la 5e Division de Croiseurs (CruDiv5).
Le bombardement préparatoire se révéla plus impressionnant qu'efficace. Sur plusieurs points, par exemple la reconnaissance des amers, des déficiences furent constatées. La résistance japonaise a été acharnée en particulier autour du terrain d'aviation de Betio. Ce premier débarquement à Tarawa, où près de mille marines furent tués, sur un territoire minuscule, fut ressenti comme une des plus sanglantes batailles de la Guerre du Pacifique. Le contre-amiral Pownall, commandant de la TF 50, taxé d'insuffisance d'agressivité par le vice-amiral Towers, adjoint Air de l'amiral Nimitz a été remplacé par le contre-amiral Mitscher, que le vice-amiral Towers connaissait de longue date.

### En 1944, les marines allemande et japonaise sont aux abois

#### Début 1944, dans les eaux européennes

##### En Méditerranée, un dernier débarquement en Italie, à Anzio
Un dernier débarquement eut lieu pendant la campagne d'Italie, le 22 janvier 1944, à Anzio, pour prendre à revers la ligne Gustave qui permettait aux Allemands de bloquer l'avance des Alliés vers Rome. Le débarquement proprement dit s'est déroulé sans encombre, l'exploitation en a été marquée par les atermoiements du général américain qui commandait sur place, ce qui a permis aux Allemands de bloquer le débouché de la tête de pont pendant cinq mois. Mais surtout les forces navales de couverture ont souffert des attaques aériennes et sous-marines allemandes, ainsi le croiseur HMS Spartan a été coulé par une bombe planante Henschel Hs 293, le 29 janvier. Le croiseur HMS Penelope qui s'était distingué à Malte deux ans auparavant a été torpillé et coulé le 18 février,.
Les nageurs de combat italiens ont, dans le port de La Spezia, le 22 juillet 1944, coulé le Bolzano dont les Allemands continuaient la réparation.

##### Pour laKriegsmarine, la guerre sous-marine tourne au calvaire
En 1944, pour la Kriegsmarine, la guerre sous marine demeure le champ de bataille principal mais le seul espoir, au-delà des innovations techniques comme la torpille acoustique "Zaunkönig", est la mise au point de sous-marins toujours plus perfectionnés, équipés d'un schnorchel ou de type XXI par exemple. Cependant, il y eut autant de sous-marins allemands perdus (241 en 1944 pour 242 en 1943), alors que le tonnage allié coulé a été trois fois plus faible (1,05 million de tonnes contre 3,2 millions), mais quatre fois plus faible pour le tonnage coulé en Atlantique et à proximité de la Grande-Bretagne. Les marines alliées n'ont en effet pas diminué leurs efforts, en matière de supériorité aérienne (le nombre d'avions de combat de l'US Navy s'est accru de 26 400 en 1944 contre 8 800 de 1941 à 1943) et pour le nombre des bâtiments d'escorte, 37 porte-avions d'escorte sont entrés en service en 1944, d'autant que, faute de pouvoir franchir l'écran des bâtiments qui les empêchaient d'arriver à portée des navires marchands, les U-boote s'attaquaient aux destroyers d'escorte eux-mêmes.

##### En Arctique, leTirpitza un rôle de "fleet in being"
En ce qui concerne les grands bâtiments de surface allemands, tous (Lutzow, Admiral Scheer, Admiral Hipper, Prinz Eugen, sans oublier le Gneisenau) se sont retrouvés basés en Mer Baltique, à l'exception du Tirpitz, immobilisé dans l'Altenfjord à la suite de l'attaque des sous-marins nains britanniques en septembre 1943. Dans cette position, le grand cuirassé allemand jouait le rôle de « fleet in being », contraignant la Home Fleet à garder trois cuirassés en Écosse et à maintenir deux divisions de croiseurs pour l'escorte rapprochée des convois de Russie. Mais comme la principale menace venait des trente à quarante sous-marins que la Kriegsmarine déployait dans les eaux du nord de la Norvège, des porte-avions d'escorte ont été intégrés dans les forces de couverture rapprochée des convois de Russie et les commandants de ces forces alliées ont fini par mettre leur marque sur ces navires.
Quand, à la fin mars, il est apparu que les réparations du Tirpitz s'achevaient, les HMS Victorious et Furious avec un groupe de porte-avions d'escorte aux ordres du vice-amiral Moore (en) sont allés attaquer le cuirassé (Opération Tungsten), au début avril. Ils l'ont endommagé mais les bombes perforantes de 725 kg des "Barracudas" de la Fleet Air Arm n'étaient pas assez puissantes pour le couler. Plusieurs autres tentatives similaires échoueront dans les mois qui suivent, les Allemands réussissant à masquer le cuirassé sous la fumée lors des attaques.

#### Dans le Pacifique, l'aviation embarquée japonaise est exsangue
Le service aérien de la Marine impériale japonaise comptait au moment de l'attaque de Pearl Harbor à peu près 700 aviateurs embarqués. Les pertes parmi ces personnels ont été de 121 aviateurs tués à Midway (dont 74 en vol), 110 à la bataille des Salomon orientales et 145 durant celle des îles Santa Cruz soit la moitié de l'effectif initial en six mois. L'amiral Koga, lorsqu'il était commandant du district naval de Yokosuka, a eu la charge de la formation de nouveaux aviateurs embarqués mais les résultats n'ont pas été à la hauteur des attentes. La décision avait été prise en juillet 1943 de créer une nouvelle 1re Flotte Aérienne constituée d'aviation navale basée à terre à la tête de laquelle a été placé le vice-amiral Kakuta. Puis à l'automne, une nouvelle stratégie avait été arrêtée, définissant une zone de défense nationale absolue comprenant les îles Kouriles, les îles Bonin dont fait partie Iwo Jima, les îles Carolines, les îles Mariannes, l'île de Biak, à l'extrémité nord-ouest de la Nouvelle-Guinée, les îles de la Sonde et la Birmanie, comme autant de "porte-avions insubmersibles". En raison d'une dissension entre l'Armée et la Marine impériale qui aurait souhaité que les îles Gilbert, les îles Marshall, et les îles Salomon y soient incluses, celles-ci n'en ont pas fait partie. La décision qui en a résulté est que la Flotte Combinée ne serait pas engagée en cas de débarquement sur ces territoires, ce dont les Américains n'ont rien su.

##### L'attaque des Îles Marshall et le bombardement de Truk (février 1944)

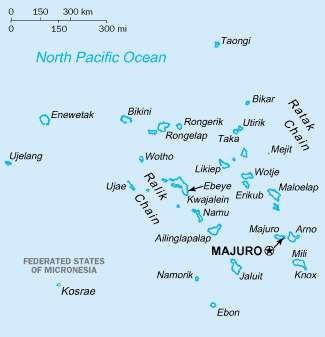
Carte de l'archipel des îles Marshall

Conformément aux décisions arrêtées lors de la Conférence de Québec de 1943, la suite des opérations a consisté à attaquer les Îles Marshall. L'amiral King en avait alors fixé la date : le début du mois de janvier 1944.
Dès la fin novembre, l'amiral Nimitz avait imposé, contre l'avis du vice-amiral Spruance, du contre-amiral Turner, commandant des Forces Amphibies et du major général Smith du Corps des Marines que le débarquement ait lieu sur l'atoll de Kwajalein au centre de l'archipel, moins fortifié que ceux de la périphérie orientale (Woetje, Mili, Maloleap).
Les moyens mobilisés ont largement dépassé ceux réunis pour les opérations de débarquement précédentes dans le Pacifique, avec 278 navires et 42 000 hommes au lieu de 191 navires et 39 000 hommes devant les îles Gilbert. Mais des débarquements plus importants avaient déjà eu lieu en Italie où le contre-amiral Conolly, commandant de la TF 53 devant les îles Marshall, avait acquis une précieuse expérience.

###### Les débarquements sur les atolls de Kwajalein et d'Eniwetok
Les bombardements préparatoires, massifs et très soigneusement réglés, ont prévu, en ce qui concerne les croiseurs, l'intervention d'un "groupe de neutralisation" (TG 50.15) de trois croiseurs lourds, USS Chester, Pensacola et Salt Lake City,. Les croiseurs lourds USS Minneapolis, New Orleans et San Francisco faisaient partie du Groupe d'Appui Feu de la TF 52 (Force d'Attaque Sud) et les USS Louisville, Santa Fe et Mobile du Groupe d'Appui Feu de la TF 53 (Force d'Attaque Nord).
La supériorité aérienne devait être acquise en deux jours, elle l'a été en une demi-journée. Après trois jours de bombardement, l'assaut est donné, le 31 janvier, sur les îles de l'atoll de Kwajalein.
La défense japonaise a gardé la même tactique de défense au plus près du rivage mais le nombre de tués au sein des forces américaines a été de 400 et l'amiral Nimitz a conclu que ce résultat était « typique de ce qu'on peut attendre pour l'avenir. ».
Pour assurer la protection du flanc nord de la TF 58 qui devait aller bombarder Truk, le "Gibraltar du Pacifique", dans l'archipel des îles Carolines, le vice-amiral Spruance a voulu pousser sans délai vers la partie occidentale de l'archipel des îles Marshall. Le Task Groupe 58.4, qui comptait en son sein les croiseurs lourds USS Boston et Baltimore et qui avait bombardé Wotje les 29 et 30 janvier, a été envoyé bombarder Eniwetok à partir du 7 février. L'USS Canberra a rejoint le TG 58.4 le 16 pour remplacer l'USS Boston parti attaquer Truk avec le TG 58.2. Le TG 58.4 a couvert le débarquement sur Eniwetok du 12 au 17 février (opération Catchpole). Une base avancée de soutien de la Flotte y a été installée ultérieurement.

###### Le bombardement de Truk (17-18 février 1944) et ses conséquences
Dans le même temps, le reste de la TF 58, c'est-à-dire le TG 58.1, qui comptait en son sein les croiseurs USS Santa Fe, Mobile et Biloxi, le TG 58.2 avec les USS San Francisco, Wichita et Baltimore et le TG 58.3 sont allés conduire un raid aérien sur l'île de Truk. L'amiral Koga, Commandant-en-Chef de la Flotte Combinée, inquiet de la poussée américaine dans le Pacifique central avait replié cuirassés, porte-avions et croiseurs lourds de Truk vers les Palaos dès le début février. Au cours de l'attaque aérienne américaine, les 17 et 18 février, seuls deux croiseurs légers japonais ont été perdus, mais 200 000 tonnes de navires divers ont été coulées et 275 avions détruits, au prix de pertes américaines légères, une douzaine d'avions et un porte-avions d'escadre endommagé, mais qui a pu regagner Majuro par ses propres moyens. Surtout, stratégiquement, la Marine impériale japonaise n'a plus utilisé de façon opérationnelle sa base la plus importante dans le Pacifique sud,.
Au retour du raid sur Truk et du débarquement sur Eniwetok, l'aviation embarquée de la TF 58 a bombardé les 21 et 22 février les îles de l'archipel des Mariannes, Saipan, Tinian et Guam. De grands bâtiments japonais ont gagné, dès la fin février, un mouillage des îles Lingga à proximité de Singapour.
Mais la conquête de vive force d'un élément de sa ligne de défense avancée et la neutralisation de Truk ont été un choc pour le Japon. Le 21 février, le Premier ministre, le général Tōjō, a relevé de leurs fonctions le Chef d'État-Major de l'Armée et le Chef d'État-Major de la Marine, l'amiral de la Flotte Nagano dont il a confié la fonction à l'amiral Shimada, le ministre de la Marine.
Au début mars, une modification de l'organisation des forces navales japonaise est intervenue. La Flotte combinée, selon une organisation qui remontait à la guerre russo-japonaise de 1904-1905, rassemblait la 1re Flotte, composée de cuirassés, la 2e Flotte, avec les cuirassés rapides (croiseurs de bataille modernisés) et les croiseurs lourds, et une 3e Flotte, avec les porte-avions. Une nouvelle unité opérationnelle a été créée, la 1re Flotte Mobile, constituée de trois Forces, composées comme les Task Forces américaines de cuirassés, de grands croiseurs et de porte-avions.
L'amiral Koga, Commandant-en-Chef de la Flotte Combinée a conservé ce titre mais il n'a plus exercé son commandement à la mer. Le vice-amiral Nagumo qui commandait la 1re Flotte depuis octobre 1943, a été nommé Commandant-en-Chef de la Flotte de la Zone du Pacifique central, poste nouvellement créé avec son Quartier Général à Saipan. Le vice-amiral Ozawa, Commandant de la 3e Flotte, a été nommé Commandant-en-Chef de la 1re Flotte Mobile, avec sous son autorité directe une "Force A" qui rassemblait les porte-avions d'escadre et deux croiseurs lourds. Une "Force B" rassemblait les porte-avions issus principalement de transformation de paquebots, un cuirassé et un croiseur lourd. Le vice-amiral Kurita, Commandant de la 2e Flotte, recevait le commandement d'une "Force C", qui regroupait deux cuirassés rapides et huit croiseurs lourds, issus de la 2e Flotte, auxquels étaient adjoints les deux cuirassés géants de classe Yamato et trois porte-avions légers.
Mais plusieurs bâtiments, le Taihō, porte-avions lourd en achèvement, dans la "Force A", les porte-avions de la "Force B" Jun'yō et Hiyō dont les personnels volants étaient encore en formation, ou, dans la "Force C" les deux cuirassés géants Yamato et Musashi dont on renforçait l'artillerie anti-aérienne, n'ont pas immédiatement rallié la Flotte en mer de Chine méridionale.

##### L'offensive américaine prend pour cible les îles Mariannes
Après l'occupation des îles Marshall, plusieurs options s'ouvraient pour la suite des opérations des forces navales américaines dans le Pacifique central. La première était une avance plein ouest, vers les îles Carolines et les îles Palaos. C'était d'ailleurs ce à quoi s'attendait le Haut Commandement japonais, avec l'amiral Koga qui espérait livrer à cette occasion la « bataille décisive », mais c'était aussi ce que souhaitait le général MacArthur qui y voyait un moyen de couvrir le flanc nord de l'offensive qu'il allait mener le long de la côte de Nouvelle-Guinée hollandaise, pour aller ensuite attaquer les Philippines. Mais l'amiral King, Commandant-en-Chef de la Flotte des États-Unis, soutenait une autre option, une attaque directe vers le Japon, qui conduisait à attaquer les îles Mariannes, dans la perspective d'attaquer ensuite Formose, et de débarquer en Chine, pour couper les relations du Japon avec l'Insulinde, Bornéo et la Malaisie.
Lors de la Conférence du Caire qui s'est tenue au moment de l'attaque des îles Gilbert, l'amiral King a reçu le soutien du général Arnold qui, en tant que chef d'état-major des US Army Air Forces voyait dans les îles Mariannes une base pour les bombardiers lourds Boeing B-29 Superfortresses appelés à aller bombarder le Japon. Les chefs d'état-major décident que les deux offensives pourraient se dérouler simultanément, et s'appuyer l'une l'autre au début, mais en cas de débat sur l'attribution des moyens, la priorité irait à l'US Navy pour l'offensive dans le Pacifique central. Début décembre 1943, l'amiral Nimitz avait donc élaboré un « Plan Granit », prévoyant l'occupation d'Eniwetok pour le 1er mai, la chute de Truk pour le 15 août, et l'attaque des Mariannes pour le 15 novembre.
Dès lors qu'Eniwetok était tombé à la fin février et que les grands bâtiments japonais avaient abandonné les Carolines pour des bases plus à l'ouest, d'abord dans les Palaos, puis au mouillage des îles Lingga, près de Singapour, pour l'amiral Nimitz, la conviction a été acquise qu'il était possible de « sauter » les Carolines et de passer à l'attaque des îles Mariannes. Une fois qu'a été rejetée une nouvelle tentative du général Mac Arthur pour que la Flotte soutienne prioritairement son offensive en Nouvelle-Guinée, ce que l'amiral King trouvait « absurde », la date du 15 juin pour le débarquement sur les îles Mariannes a été retenue.
Mais au printemps 1944 dans le Pacifique, les forces américaines et britanniques vont donner le change aux Japonais, en appuyant l'offensive terrestre en Nouvelle-Guinée, et en attaquant dans l'Océan Indien.

###### À l'attaque des Palaos (Opération Desecrate One)
Alors que s'achève courant mars la campagne des îles Salomon, avec l'encerclement de Rabaul et de Kavieng, l'occupation d'Emirau avec le soutien de la CurDiv12, et de l'USS Mobile, sous la couverture du TG 58.1, reclassé TF 36.1, le reste de la TF 58 bombarde les Palaos, situées à un peu moins de 1 000 km au nord de la Nouvelle-Guinée où le général MacArthur va lancer son offensive.
L'USS Enterprise, quatre porte-avions de la classe Essex, six porte-avions légers de la classe Independence, les cuirassés de la classe Iowa, les cuirassés USS North Carolina, South Dakota, Massachusetts, Alabama, le croiseur amiral de l'amiral Spruance, l'USS Indianapolis, les croiseurs lourds USS Pensacola, San Francisco, Salt Lake City, Louisville, New Orleans, Portland, Wichita, Baltimore, Boston,Canberra, les grands croiseurs légers USS Santa Fe et Biloxi, et un croiseur léger anti-aérien attaquent les Palaos, du 28 au 30 mars Trente-six bâtiments japonais, dont plusieurs navires-ateliers et des pétroliers ravitailleurs, au total de l'ordre de 130 000 tonnes sont coulés. Mais l'amiral Koga, qui a décidé d'exercer son commandement de la Flotte Combinée depuis la terre, fait appareiller son navire amiral de l'époque, le Musashi, les croiseurs lourds Atago, Takao, Maya, Chokai, Myōkō, Haguro et le croiseur léger Noshiro, dès le 29 mars, pour gagner Davao aux Philippines. En route, au nord des Palaos, le Musashi recoit une torpille d'un sous-marin américain, ce qui a conduit à l'envoyer se faire réparer deux mois au Japon.
Deux jours plus tard, les deux hydravions quadrimoteurs qui emmenentl'amiral Koga et son chef d'état-major, le vice-amiral Fukudome, sont pris dans une typhon. L'amiral Koga est porté disparu et le vice-amiral Fukudome tombe aux mains de partisans philippins. À la mi avril, les croiseurs lourds vont mouiller aux îles Lingga.
En revenant de l'attaque des Palaos, la TF 58 bombarde Yap, Ulithi et Woleai et rentre à Majuro le 6 avril.

###### La couverture des débarquements en Nouvelle-Guinée

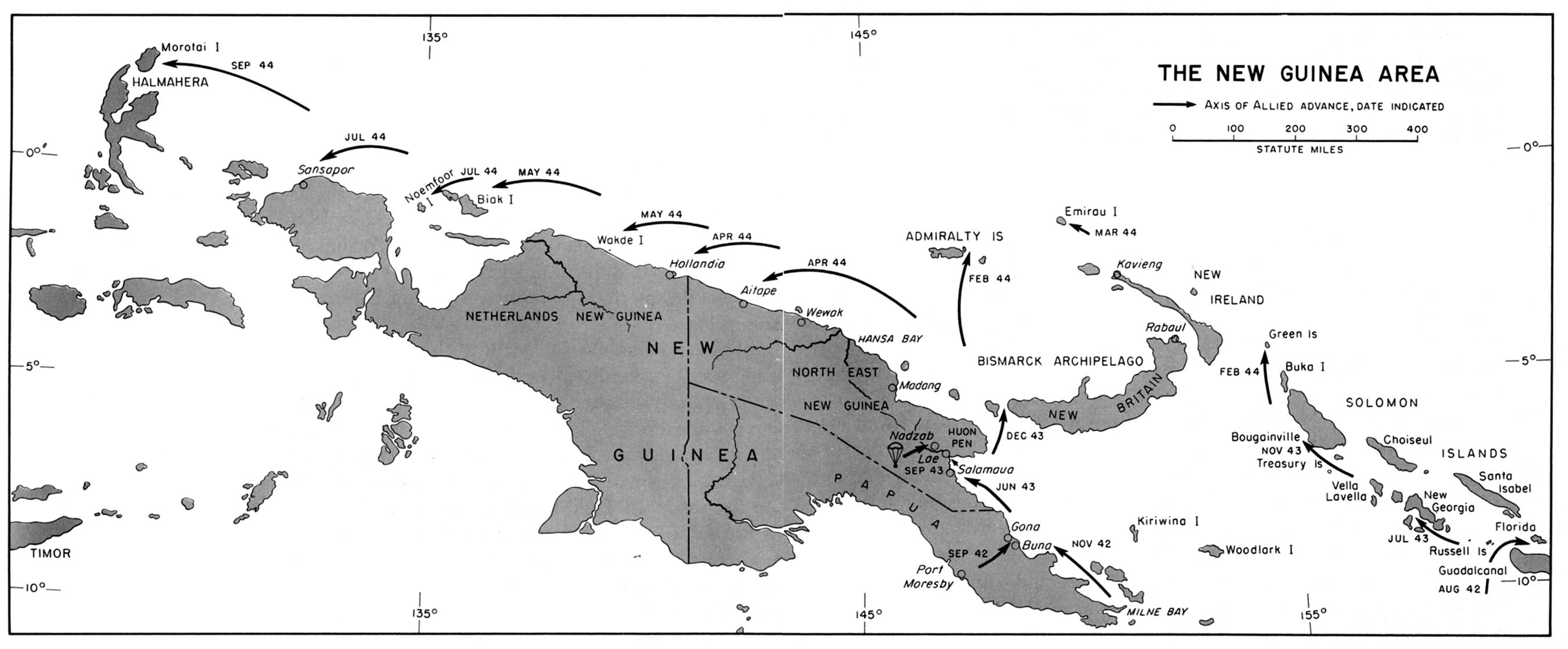
Carte de la campagne de Nouvelle-Guinée

À la mi-avril, les forces du général MacArthur vont atteindre le territoire de la Nouvelle-Guinée néerlandaise et deux opérations sont organisées, l'opération Reckless, contre Hollandia, où se trouvent d'importantes installations portuaires et plusieurs aérodromes et l'opération Persecution contre Aitape, à quelque 220 km plus à l'est, pour assurer la couverture de l'opération précédente contre une contre-offensive des forces japonaises de Wewak. Le 13 avril, la Task Force 58 appareille de Majuro et ravitaille à la mer le 19, au nord des îles de l'Amirauté.
Le 21, le TG 58.1 avec un porte-avions d'escadre, trois porte-avions légers, un cuirassé, les grands croiseurs légers USS Santa Fe, Mobile et deux croiseurs légers anti-aériens, bombarde Wakde et Sawar. Le TG 58.2 avec deux porte-avions d'escadre, deux porte-avions légers, les croiseurs lourds USS San Francisco et Wichita bombarde Wakde et Hollandia. Le TG 58.3 avec deux porte-avions d'escadre, deux porte-avions légers, cinq cuirassés et les croiseurs lourds USS Louisville, Portland et Canberra bombarde Hollandia et couvre le débarquement en baie de Tanahmerah, à 40 km à l'ouest de Hollandia.
Le 22, le TG 58.1 continue à bombarder Wakde et Aitape. Le TG 58.2 couvre le débarquement en baie de Humboldt qui baigne Hollandia au sud-est.
En rentrant à Majuro, la TF 58 part bombarder les Palaos et Truk et le 30 avril, le contre-amiral Oldendorf avec sa marque sur l'USS Louisville conduit neuf croiseurs lourds bombarder Satowan,, un atoll des Carolines centrales à 290 km au sud-est de Truk. Le 1er mai, le vice-amiral Lee emmène sept cuirassés modernes constitués en TG 58.7 bombarder Ponape.
Le 3 mai, le vice-amiral Endo Yoshikazu, Commandant-en-Chef de la 9e Flotte, qui avait son QG à Hollandia est tué,. Pendant le mois de mai, l'offensive américaine se poursuit sur Wakde et Biak avec le soutien sur le plan maritime des Task Forces 74 (avec les croiseurs lourds HMAS Australia et Shropshire aux ordres du contre-amiral Crutchley) et 75 (avec les grands croiseurs légers USS Phoenix, Nashville et Boise aux ordres du contre-amiral Berkey).
Hésitant quant à l'objectif de la prochaine offensive américaine, le haut commandement naval japonais se résout à rassembler la nouvelle Flotte Mobile de l'amiral Ozawa à Tawi-Tawi au sud-sud-ouest des Philippines, un ancien mouillage de la Flotte d'Asie américaine. Ceci est fait vers le 15 mai, mais avec l'inconvénient de ne pas permettre l'entrainement de l'aviation embarquée à l'abri des attaques sous-marines américaines.

###### La Flotte britannique d'Orient attaque dans l'Océan Indien
L'amélioration de la situation en Méditerranée avait permis à la Royal Navy de renforcer, en février 1944, la Flotte britannique d'Orient avec le porte-avions HMS Illustrious. Deux cuirassés anciens modernisés, HMS Queen Elizabeth et HMS Valiant, un croiseur de bataille également modernisé, HMS Renown sont arrivés à Trinquemalay, ainsi que l'USS Saratoga, détaché de la TF 58, et le cuirassé français Richelieu, arrivé le 12 avril. Du 16 au 21 avril , aux ordres de l'amiral Somerville, qui avait sa marque sur le HMS Queen Elizabeth, les deux porte-avions sont allés bombarder Sabang, à la pointe nord-ouest de Sumatra (Opération Cockpit), sous la protection des quatre cuirassés et escortés des croiseurs HMS Nigeria, Ceylon, Newcastle, Gambia, London et du croiseur léger néerlandais Tromp.

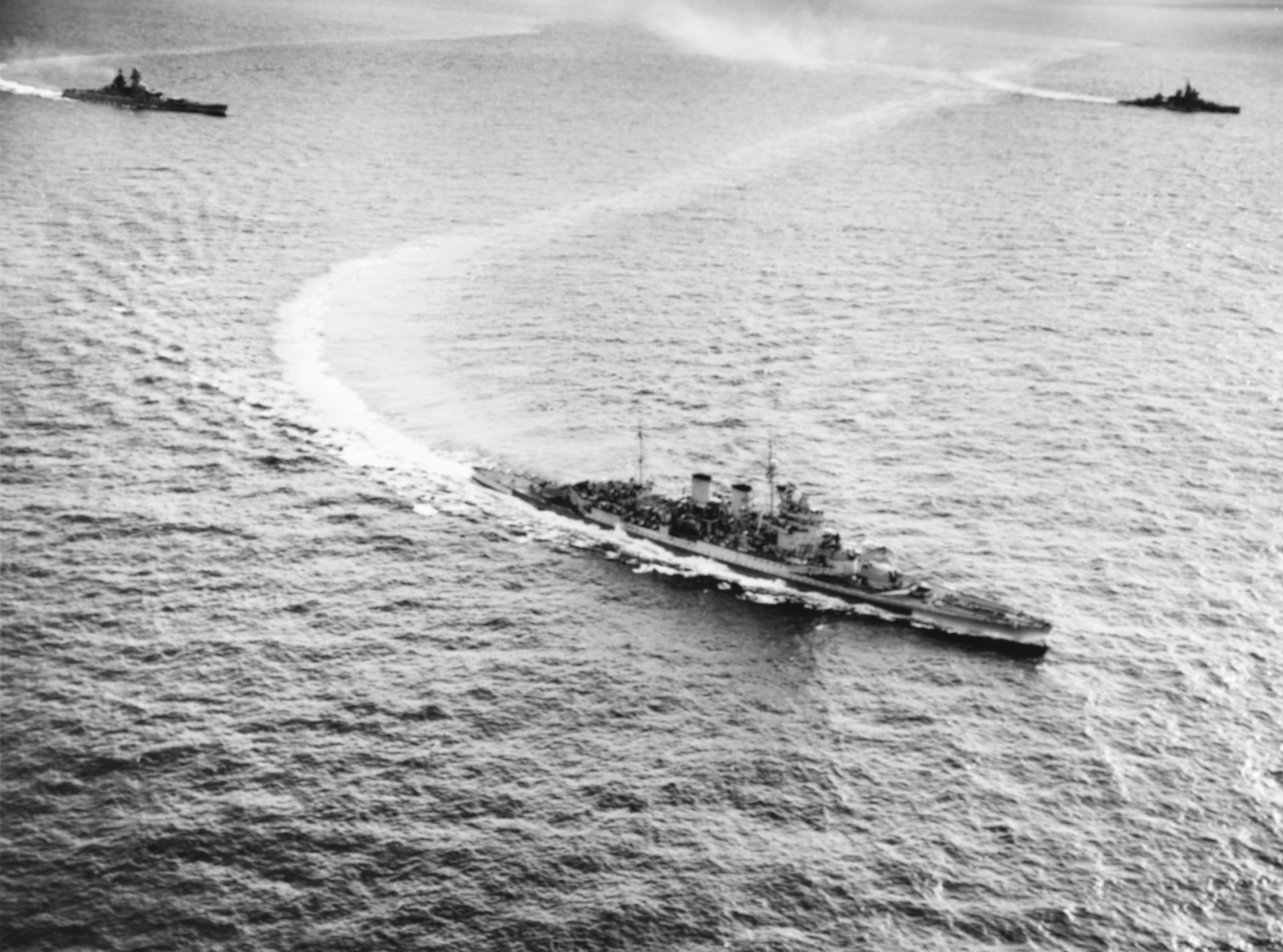
Au premier plan, le HMS Renown, à l'arrière-plan, le HMS Valiant et le Richelieu (à gauche), dans l'Océan Indien, le 12 mai 1944

Du 5 au 26 mai, un second raid (Opération Transom) a été effectué contre Surabaya à l'extrémité sud-est de Java. L'amiral Somerville, toujours sur le HMS Queen Elizabeth, avec les cuirassés HMS Valiant et français Richelieu, et les grands croiseurs légers HMS Newcastle et Nigeria, a assuré la couverture des porte-avions USS Saratoga et HMS Illustrious, aux ordres du vice-amiral Sir Arthur Power sur le croiseur de bataille HMS Renown qu'escortaient les grands croiseurs légers HMS Ceylon et Gambia. Après un ravitaillement le 15 mai dans le golfe d'Exmouth, sur la côte ouest de l'Australie, l'aviation embarquée, dans laquelle sur le HMS Illustrious, aux Fairey Barracudas on avait préféré des Grumman Avengers au plus grand d'action, a mené son attaque le 17 mai au matin. Le lendemain, l'USS Saratoga est parti rejoindre la flotte américaine.

##### L'attaque des Îles Mariannes et la bataille de la mer des Philippines
Le débarquement des troupes du général MacArthur, fin mai, sur l'île de Biak, au nord-ouest de la Nouvelle-Guinée a beaucoup préoccupé les Japonais, en ce qu'il s'agissait de la première attaque des forces terrestres américaines dans la “Zone de Défense Nationale Absolue”.

###### La riposte japonaise avortée à l'attaque de Biak
L'amiral Toyoda, Commandant-en-Chef de la Flotte Combinée, qui vient d'être nommé pour succéder à l'amiral Koga, disparu fin mars, a donc décidé d'engager des forces de la Flotte Combinée. La 1re division de cuirassés, les cuirassés géants Yamato et Musashi, aux ordres du vice-amiral Ugaki, quitte Tawi-Tawi le 10 juin, escortée du croiseur léger Noshiro et de destroyers. La moitié de l'aviation navale basée sur les terrains d'aviation des Mariannes est partie prendre position sur Halmahera dans les îles Moluques.
Quand, les 11 et 12 juin, l'aviation embarquée américaine bombarde les terrains d'aviation de Saipan, Tinian, Rota et Guam, et que le 13 juin les cuirassés modernes américains pilonne Saipan et Tinian, l'amiral Toyoda change ses plans. Il décide d'annuler l'opération de renforcement de Biak et de mettre en œuvre le plan A-Go de défense des îles Mariannes : le vice-amiral Ozawa recoit l'ordre de se porter avec la 1re Flotte Mobile à la rencontre des forces américaines, et le vice-amiral Ugaki qui avait été rejoint à Batjan par les croiseurs lourds Myōkō et Haguro, recoit ordre de quitter les Moluques et de mettre cap au nord pour le rejoindre. Ayant appareillé de Tawi-Tawi le 13 juin, le vice-amiral Ozawa conduit la 1re Flotte Mobile relâcher à Guimaras, en mer de Visayan, pour déboucher en mer des Philippines par le détroit de San-Bernardino.

###### Le débarquement sur Saipan (15 juin 1944)

Carte des mouvements des forces japonaises et américaines, au cours de la bataille de la mer des Philippines

L'archipel des Mariannes, possession espagnole depuis le XVIe siècle avait été cédé à l'Empire allemand, par le traité germano-espagnol de 1899, à l'exception de l'île de Guam, cédée aux États-Unis par le traité de Paris de 1898. Ces possessions allemandes ont, après la Première Guerre Mondiale, été attribuées à l'Empire du Japon, sous mandat de la S.D.N., et Guam a été conquise par les Japonais, dès le début du mois de décembre 1941. Le choix de l'objectif des îles Mariannes dans le Pacifique central (Opération Forager) auquel tenait essentiellement l'amiral King, Commandant-en-chef de la Flotte des États-Unis, de préférence à celui des Îles Carolines ou des Îles Palaos, n'allait pas de soi. Il donna lieu à de multiples discussions jusqu'au sein de la flotte américaine car la qualité des mouillages des Mariannes du sud n'était pas jugée bonne.
Le vice amiral Ozawa, un des meilleurs spécialistes de l'aéronavale de la Marine Impériale japonaise, ayant sa marque sur le récent porte-avions “blindé” Taihō, disposait pour aller affronter la Ve Flotte américaine, de cinq porte-avions d'escadre et quatre porte-avions légers, cinq cuirassés et onze croiseurs lourds. Huit de ceux-ci (Atago, Takao, Maya, Chōkai, Tone, Chikuma , Kumano, Suzuya) étaient intégrés dans la « Force d'avant-garde » (ou "Force C") du vice-amiral Kurita, qui comprenait également trois des porte-avions légers, les deux cuirassés géants de la classe Yamato et les deux cuirassés rapides restants de la classe Kongō. Deux croiseurs lourds, les Myōkō et Haguro, faisaient partie de la "Force A", aux ordres directs du vice-amiral Ozawa, avec les trois plus grands porte-avions d'escadre. Le onzième croiseur lourd était le Mogami, transformé en croiseur hybride de porte-avions, intégré dans la "Force B" aux ordres du contre-amiral Jōjima, avec les deux porte-avions de la classe Hiyō, un porte-avion léger et le cuirassé Nagato.

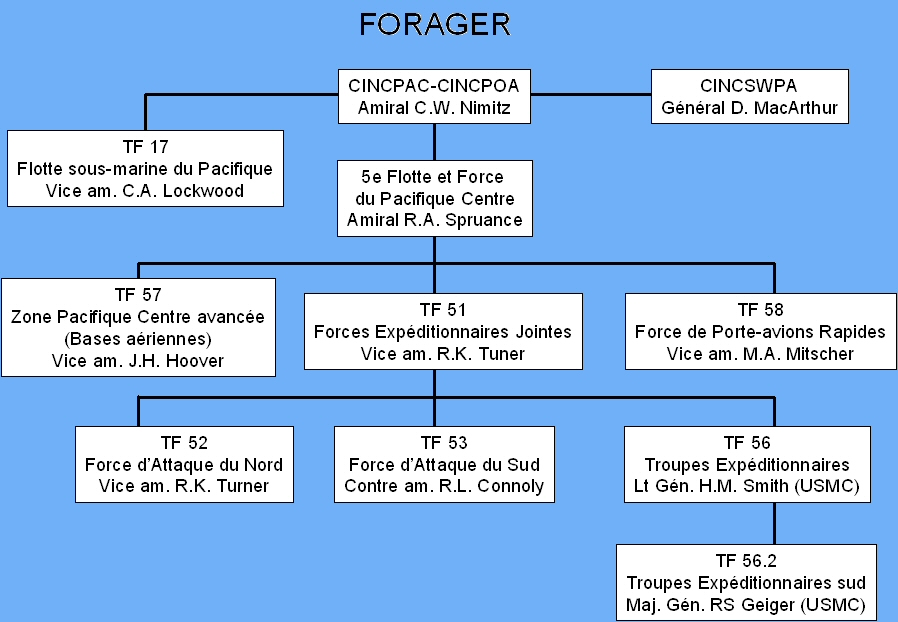
Organigramme des forces américaines lors de l'opération Forager

L'intention de manœuvre du vice-amiral Ozawa était de provoquer une “bataille décisive” avec la force de couverture éloignée du débarquement américain sur les îles Mariannes, grâce aux quelque cinq cents avions de son aviation embarquée mais également des avions, en nombre équivalent, de la 1re Flotte aérienne du vice-amiral Kakuta, basés sur les terrains d'aviation de l'archipel. Cependant, on l'a vu, la moitié de ceux-ci avaient été, dans les jours précédents, envoyés dans les Moluques, à la défense de Biak, et 60 % de ceux qui y étaient restés avaient été détruits par l'aviation embarquée de la TF 58, lors des bombardements préparatoires des 11 et 12 juin, ce dont le vice-amiral Kakuta n'a pas rendu compte.

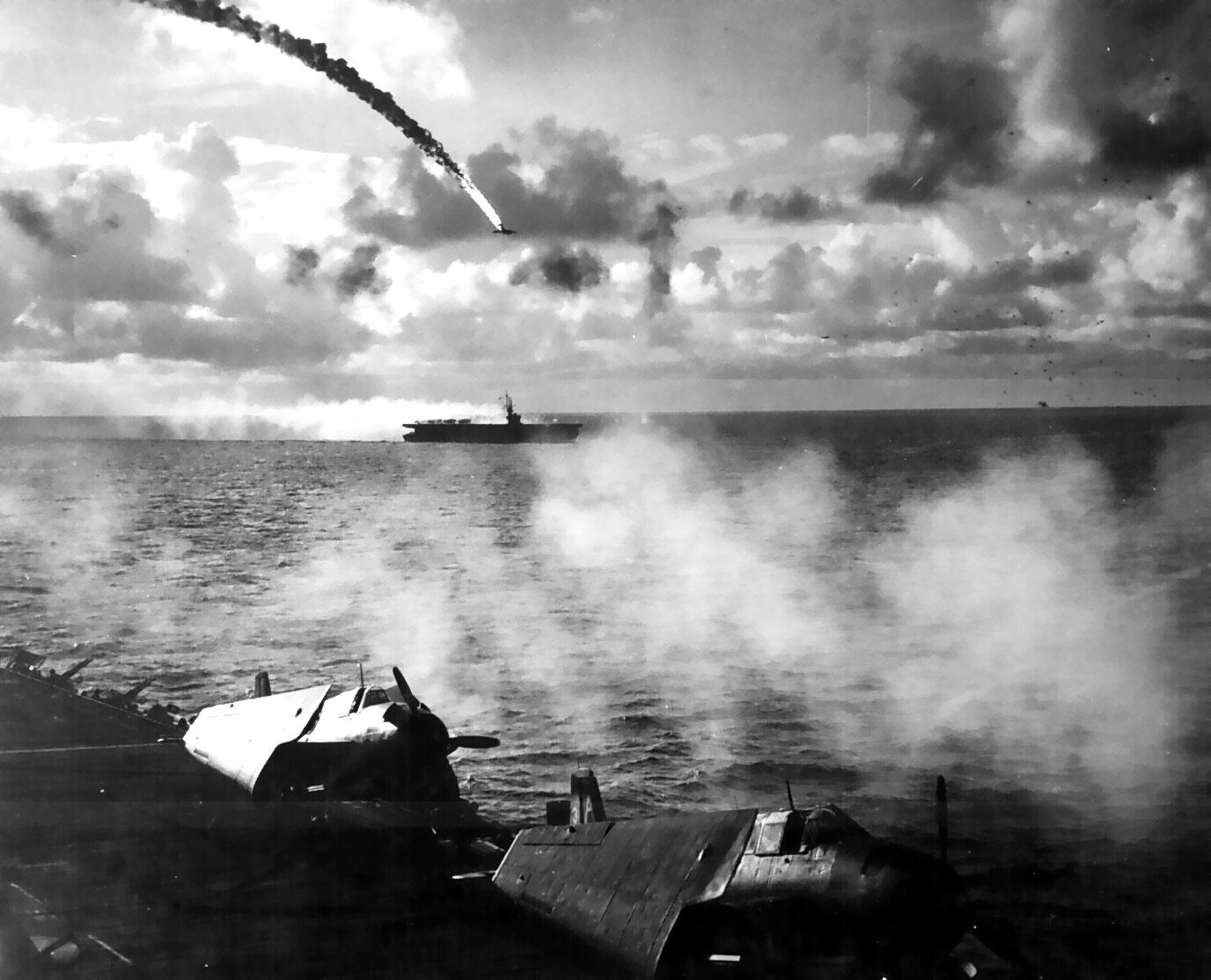
Un avion japonais abattu, alors qu'il attaquait le porte-avions d'escorte USS Kitkun Bay, qui faisait partie du Groupe d'Appui des Porte-avions no 2 (TG 52.11), devant Saipan

Le 15 juin, deux divisions de marines débarque sur Saipan, sous la protection des Forces Amphibies aux ordres du vice-amiral Turner, c'est-à-dire de la Force d'Attaque Nord (TF 52), qui compte en son sein, dans le Groupe d'Appui Feu no 1 (Task Group 52.17) du contre-amiral Oldendorf, outre quatre cuirassés anciens, les croiseurs USS Birmingham dans la TU 52.17.1, Louisville dans la TU 52.17.4, Montpelier et Cleveland dans la TU 52.17.5, et dans le Groupe d'Appui Feu no 2 (Task Group 52.10) du contre-amiral Ainsworth, outre trois autres cuirassés anciens, les croiseurs USS Honolulu dans la TU 52.10.6, Minneapolis, San Francisco dans la TU 52.10.7, Wichita, New Orleans et St. Louis dans la TU 52.10.8.
Le 16 juin, les TG 58.1 et 58.4 reviennent d'un raid de deux jours sur Iwo Jima et Chichi-jima, îles susceptibles de servir d'escales pour des renforts aériens venant du Japon. Ils rallient les autres porte-avions rapides. Le 17, la flotte du vice-amiral Ozawa débouche en mer des Philippines et est rejointe par les cuirassés géants mais elle est repérée par des sous-marins américains. Le 18 au soir, l'amiral Nimitz fait prévenir l'amiral Spruance que la flotte japonaise se trouve à 560 km à l'ouest-sud ouest de Saipan.

###### La bataille aéronavale de la mer des Philippines (19-20 juin 1944)
Aussitôt après, les trois grands croiseurs légers du TG 52.17 et les quatre croiseurs lourds du TG 52.10 rallient la TF 58 pour participer à l'escorte des porte-avions rapides du TG 58.3, pour les premiers, et à celle des sept cuirassés modernes d'un TG 58.7 reconstitué, pour les seconds.
Ainsi, dans l'ordre de bataille, à la date des 19-20 juin, de la Task Force 58, aux ordres du vice-amiral Mitscher, figurent, outre l'USS Indianapolis, hors rang, navire de l'amiral Spruance, seize grands croiseurs, soit trois croiseurs lourds de la classe Baltimore, neuf grands croiseurs légers de la classe Cleveland et quatre croiseurs lourds de la classe New Orleans, répartis dans les différents Task Groups :
- dans le TG 58.1, les USS Baltimore, Boston, Canberra (CruDiv10), avec deux porte-avions de la classe Essex, deux porte avions de la classe Independence et un croiseur léger anti-aérien ;
- dans le TG 58.2, les USS Santa Fe, Mobile, Biloxi (CruDiv13), avec deux porte-avions de la classe Essex, deux porte-avions de la classe Independence et un croiseur léger anti-aérien ;
- dans le TG 58.3, les USS Montpelier, Cleveland, Birmingham (CruDiv12), avec deux porte-avions de la classe Essex, deux porte-avions de la classe Independence et un croiseur léger anti-aérien ;
- dans le TG 58.4, les USS Vincennes, Houston, et Miami (CruDiv14), avec un porte-avions de la classe Essex, deux porte-avions de la classe Independence et un croiseur léger anti-aérien ;
- dans le TG 58.7, les USS Wichita, Minneapolis, New Orleans, et San Francisco, (CruDiv6), avec sept cuirassés modernes[334],[335].

On aura observé que les sept cuirassés rapides, aux ordres du vice amiral Lee, n'ont pas été intégrés dans les Task Groups des porte-avions, à la différence des grands croiseurs. Le vice-amiral Mitscher ayant proposé de partir attaquer la flotte japonaise, l'amiral Spruance, craignant que la flotte japonaise ne parvienne à tourner la TF 58, a enjoint au vice-amiral Mitscher de donner la priorité à la protection des forces amphibies débarquant sur Saipan et d'utiliser les sept cuirassés modernes en écran de défense anti-aérienne éloignée grâce aux 136 pièces de 127 mm AA qu'ils alignent, laissant aux grands croiseurs récents la DCA rapprochée, grâce à leur abondante artillerie anti-aérienne de 40 mm Bofors et 20 mm Oerlikon.
On aura remarqué que les cuirassés anciens, trop lents, sont restés affectés à la TF 52, comme le croiseur lourd USS Louisville qui est le navire amiral du contre-amiral Oldendorf, commandant le TG 52.17, et comme les croiseurs de la classe Brooklyn du TG 52.10, qui n'ont pas une DCA du niveau de celle des croiseurs des classe Cleveland ou Baltimore.

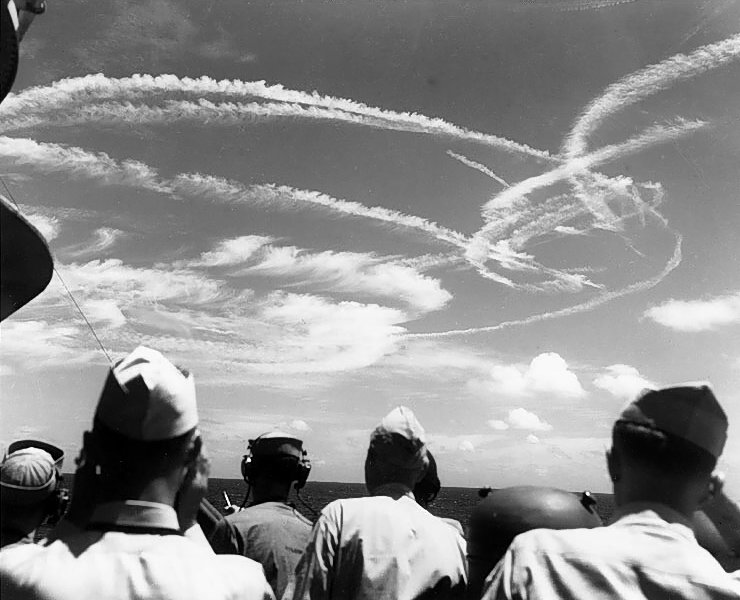
Pendant la bataille de la mer des Philippines, la chasse embarquée américaine, vue ici depuis l'USS Birmingham, a constitué un écran très protecteur contre l'aviation japonaise.

Le vice-amiral Ozawa choisi une tactique résolument agressive, sur la foi de renseignements exagérément optimistes du vice-amiral Kakuta en ce qui concerne des pertes infligées à la flotte américaine par l'aviation navale japonaise basée à terre. Quatre vagues d'attaques aériennes sont donc lancées le 19 juin qui provoquent plus de 75 % de pertes dans l'aviation embarquée japonaise, car l'aviation embarquée américaine dispose de forces plus nombreuses, dotée de chasseurs plus performants (notamment les “Hellcats”), servie par des personnels mieux entraînés, et appliquant une tactique défensive où l'artillerie anti-aérienne à fait merveille. Cette journée a été désignée par dérision comme le « Grand tir aux dindons des Mariannes », tandis que deux sous-marins américains envoient par le fond deux des trois porte-avions lourds japonais. La conclusion est donc une très nette victoire stratégique américaine, en ce que l'aviation embarquée japonaise y a été saignée à blanc, ce qui en a marqué sa fin opérationnelle.

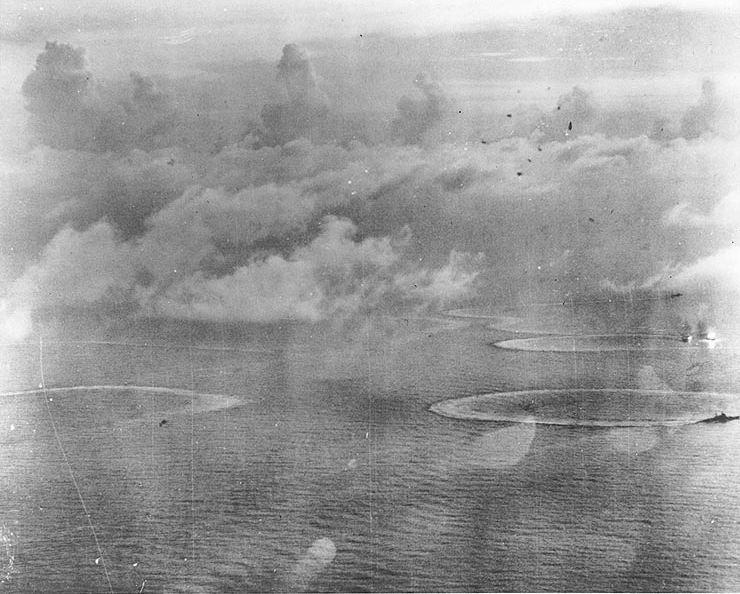
Le 20 juin 1944 dans l'après-midi, un croiseur lourd japonais (le Maya ou le Chokai) essaie d'échapper aux attaques de l'aviation de l'USS Bunker Hill (CV-17)

Le vice-amiral Ozawa met le cap sur le Japon et les forces américaines perdent le contact. Dans le milieu de l'après-midi du lendemain, 20 juin, la flotte japonaise est de nouveau localisée et malgré la distance et l'heure avancée, le vice-amiral Mitscher lance une attaque de plus de 200 appareils qui coule un porte-avions d'escadre et deux pétroliers ravitailleurs. Elle endommage aussi le porte-avions Zuikaku tandis que plusieurs croiseurs sont manqués de peu. Cette attaque est connue comme la “Mission au-delà de l'Obscurité”, car le retour a lieu à la nuit faite, compte tenu de l'éloignement de l'objectif (plus de 400 km) et de l'heure du coucher du soleil dans ces latitudes équatoriales. Pour permettre aux équipages de l'aviation embarquée de retrouver les porte-avions, le risque a été pris d'éclairer les bâtiments. Cependant, quelque 80 appareils ont été perdus mais les pertes en personnels ont été réduites, grâce aux efforts des bâtiments d'escorte pour récupérer les équipages des avions tombés en mer faute de carburant.

###### La fin de la conquête des îles Mariannes (juillet-août 1944)
Le renseignement militaire américain avait sous-estimé l'effectif des défenseurs japonais sur Saipan, de sorte que la supériorité des forces américaines a été de 2,7 contre 1, au lieu de 4 contre 1 escomptée, et leur progression s'en est trouvée moins rapide que prévu. L'attaque de l'île de Guam, qui devait avoir lieu le 18 juin, a alors été différée, compte tenu aussi de l'approche de la flotte japonaise, jusqu'à ce que Saipan soit entièrement occupée.
Après la bataille navale de la mer des Philippines, les porte-avions rapides ont assuré derechef la couverture éloignée du débarquement contre des attaques aériennes de l'aviation japonaise basée à terre, allant bombarder l'île Pagan , le 22 et le 23 juin, puis Rota. Mais dès le 24, l'USS Baltimore a été envoyé aux États-Unis, d'où il aura fait retour à Pearl Harbor à la fin juillet, avec le président Roosevelt à son bord. Comme les croiseurs lourds, aussi bien les autres croiseurs de la 10e division (USS Boston et Canberra) que de la 6e division (USS Minneapolis, San Francisco, New Orleans et Wichita) ont été utilisés au sein des Groupes de Bombardement et d'Appui Feu de la TG 52 (comme la TU 52.17.8, du 27 juin au 7 juillet, avec la CruDiv6) ou de la TF 53, l'escorte de croiseurs, à vocation anti-aérienne, du TG 58.1, a été confiée à la CruDiv13 (USS Santa Fe, Mobile, Biloxi ), renforcée de l'USS Denver en juillet, pour aller bombarder les terrains d'aviation d'Iwo Jima et Chichi Jima à plusieurs reprises, en juillet puis en août.
Le 6 juillet, l'amiral Nagumo, Commandant-en-Chef de la Flotte de la Zone du Pacifique central, qui avait son QG à Saipan, s'est suicidé pour ne pas avoir à se rendre. Le 8 juillet, le vice-amiral Takagi, Commandant-en-Chef de la 6e Flotte (les sous-marins) a été tué. Le 9 juillet, les combats ont cessé à Saipan. Le 21 juillet, les Américains ont débarqué sur Guam, et le 24 juillet, sur Tinian où le vice-amiral Kakuta, Commandant-en-Chef de la 1re Flotte Aérienne a disparu fin juillet. Les combats ont cessé à Tinian le 1er août, et à Guam le 10 août
Mais dès la chute de Saipan, le Premier ministre japonais, le général Tōjō a dû démissionner, le ministre de la Marine, l'amiral Shimada a été remplacé, et les fonctions de Chef d'État-Major Général de la Marine qu'il exerçait depuis février 1944 ont été confiées à l'amiral Oikawa, ancien ministre de la Marine.

#### Dans les eaux européennes, les débarquements en France
Quinze jours avant le débarquement sur les îles Mariannes a eu lieu le débarquement en Normandie et cinq jours après la fin des combats à Guam, a eu lieu le débarquement en Provence. Il s'agissait de l'ouverture d'un second front pour la guerre en Europe, instamment réclamé par l'Union soviétique. Un accord de principe était intervenu à ce sujet dès 1942 mais avec des discussions virulentes ensuite entre Américains et Britanniques quant aux modalités et notamment au lieu du débarquement. Sir Winston Churchill était artisan d'une offensive en Méditerranée orientale, vers l'Europe centrale, et les Américains favorables à une offensive depuis le Royaume-Uni, vers l'Europe du Nord-ouest. À la Conférence d'Anfa, un accord transactionnel a abouti aux débarquements en Sicile puis en Italie continentale en 1943. Cependant, l'avance alliée en Italie à l'automne a été bloquée sur les fortifications de la Ligne Gustave de sorte qu'à la conférence de Téhéran, Roosevelt et Staline ont imposé à Churchill que la préparation de l'offensive en Europe du Nord soit prioritaire par rapport à la poursuite de l'offensive en Italie. Significativement, les généraux Eisenhower et Montgomery se sont dès lors consacrés à la préparation de la nouvelle opération Overlord.

##### Le débarquement de Normandie (6 juin 1944)

###### Caractéristiques et spécificités de ce débarquement
L'opération Neptune, volet naval d'Overlord, a été d'une particulière ampleur et donc d'une particulière complexité. D'abord prévue pour faire débarquer trois divisions d'infanterie et deux brigades aéroportées, elle a finalement comporté, sur les instances du général Montgomery, cinq divisions d'infanterie et deux divisions aéroportées, soit un effectif de 150 000 hommes pour la première vague, à comparer aux 85 000 hommes du débarquement de Salerne, neuf mois plus tôt, et aux 130 000 du débarquement sur les îles Mariannes, dix jours plus tard. Cela n'est pas allé sans créer des difficultés entre l'amiral King, Chef des Opérations navales de la Marine des États-Unis et les Britanniques, notamment pour ce qui est de la répartition des moyens en matière de péniches de débarquement entre les théâtres d'opérations de l'Atlantique et du Pacifique.
Pour ce qui est du choix du lieu, depuis le débarquement de Dieppe, la conviction était acquise, du côté allié, qu'il n'était pas question d'une attaque frontale contre un port mais qu'il fallait avoir la possibilité d'en conquérir un rapidement ; il fallait également ne pas être trop éloigné des bases navales britanniques de l'ouest de la Manche (Plymouth et Portsmouth) et des aérodromes de départ en Angleterre des forces aériennes de couverture. Dès lors le choix du lieu du débarquement se limitait soit aux plages normandes à l'ouest de Caen jusqu'à l'est de la péninsule du Cotentin soit aux plages du Pas de Calais.
À partir de l'invasion de l'Union soviétique puis de la déclaration de guerre aux États-Unis en 1941, les Allemands, pour se prémunir contre l'ouverture d'un second front en Europe de l'Ouest, ont entrepris un gigantesque travail de fortification des côtes, le Mur de l'Atlantique, de la frontière franco-espagnole jusqu'à la Norvège. La conviction du Haut État-major allemand et d'Hitler était que le Pas de Calais était la zone de débarquement la plus probable, elle est donc celle qui a été la plus fortifiée et la mieux dotée en effectifs. Aussi le choix allié s'est porté sur la Normandie, bien qu'elle soit plus éloignée du centre de l'Allemagne (il se sera écoulé trois mois entre le débarquement et la libération de Bruxelles, le 4 septembre 1944), mais un important dispositif de désinformation et d'intoxication (l'opération Fortitude) a été déployé pour conforter les Allemands dans leur conviction que le débarquement aurait lieu au Pas de Calais . De ce fait, alors que le maréchal Rommel considérait que la meilleure défense contre un débarquement était une contre-offensive massive de troupes blindées, plusieurs panzerdivizionen n'ont pas été laissées à sa disposition mais sous le commandement direct d'Hitler, celui-ci privilégiant un débarquement à proximité du pas de Calais.
Enfin, le débarquement en Normandie ne devait pas seulement mettre à terre les troupes nécessaires à une simple manœuvre, fût-elle d'une particulière ampleur, mais ouvrir un nouveau front, et ce seront quelque 2 900 000 combattants qui auront débarqué en trois mois en Normandie. Ceci a conduit à mettre en place des infrastructures totalement nouvelles, comme les ports Mulberries ou le “pipe line sous l'océan”, en anglais : Pipe Line Under The Ocean (PLUTO), avant que puissent être utilisés les ports en eaux profondes les plus proches : Cherbourg et Le Havre.

###### La supériorité des forces aéronavales alliées est écrasante
La supériorité alliée était considérable, aussi bien pour les forces aériennes que pour les forces navales.
Pour l'aviation, l'Air chief marshal Sir Trafford Leigh-Mallory qui a pour les forces aériennes la même position que le général Montgomery pour les forces terrestres, a 7 500 avions sous ses ordres, alors que la Luftwaffe n'aligne en Normandie, le 6 juin, que 175 appareils, chasseurs et bombardiers légers. Pour les bombardements préparatoires, les opérations aéroportées du débarquement et les bombardements en soutien des troupes au sol, parfois selon la méthode du "tapis de bombes" devant Caen, pour la percée d'Avranches ou la poche de Falaise, l'aviation alliée ne rencontre pratiquement pas d'opposition aérienne. Cependant les destructions parfois considérables infligées en milieu urbain, à Caen ou à Saint-Lô, ont paradoxalement plutôt renforcé les positions défensives allemandes, comme cela avait déjà été le cas en Italie au Mont Cassin.
Mais au total cette supériorité aérienne alliée contraint les forces allemandes, en particulier les renforts, à ne se déplacer que de nuit, et contribue à en désorganiser la chaîne de commandement. Ainsi le General der Panzertruppe baron Geyr von Schweppenburg, commandant le Panzergruppe West, a est blessé lors du raid aérien qui détruit son Q.G., le 10 juin, près de Caen, et le Generalfeldmarschall Rommel a sa voiture mitraillée, près de Livarot, le 17 juillet. Grièvement blessé, il est mis définitivement hors de combat.
Sur le plan naval, c'est l'amiral Sir Bertram Ramsay qui exerce le commandement de l'opération, avec près de 7 000 bâtiments, dont sept cuirassés anciens, 23 croiseurs, une centaine de destroyers, un millier de bâtiments légers (frégates, corvettes, chasseurs, dragueurs de mines, vedettes rapides), plus de 4 000 bateaux et engins de débarquement et plus de 800 navires de commerce. Ces navires appartiennent à au moins huit nations, principalement Royaume-Uni, États-Unis, Canada, mais aussi Pays-Bas, Pologne, Norvège, Grèce, France Combattante. Bien que le général de Gaulle n'a pas été informé du lieu et du moment précis de l'opération, l'amiral Lemonnier, Chef d'État-Major de la Marine nationale française, qui avait établi une relation de confiance l'année précédente en Méditerranée avec l'amiral Sir Andrew Cunningham, devenu depuis lors Premier Lord de la Mer, a obtenu de faire participer au débarquement deux croiseurs français modernisés aux États-Unis.
La couverture éloignée du débarquement est assurée, contre les U-boote, par des porte-avions d'escorte à l'entrée de la Manche, et contre une sortie du Tirpitz, stationnaire en Norvège et des croiseurs (notamment des croiseurs lourds Lutzow, Admiral Scheer, Admiral Hipper et Prinz Eugen) basés en mer Baltique, par les cuirassés de la classe King George V et les porte-avions d'escadre de la Home Fleet, basés en Écosse. Aucun de ces grands navires de guerre allemands n'a quitté son mouillage. Les actions de la Kriegsmarine contre le débarquement se sont limitées à l'engagement d'unités légères, principalement des S-boote, et quelques destroyers, depuis Cherbourg, Brest, ou Le Havre, qui ont été contrés par des MTBs, devant Barfleur et en baie de Seine, et par des destroyers, au large de l'île-de-Batz. Les Allemands ont également utilisé des sous-marins de poche du type Marder, sans succès notable, mais avec des pertes sévères.

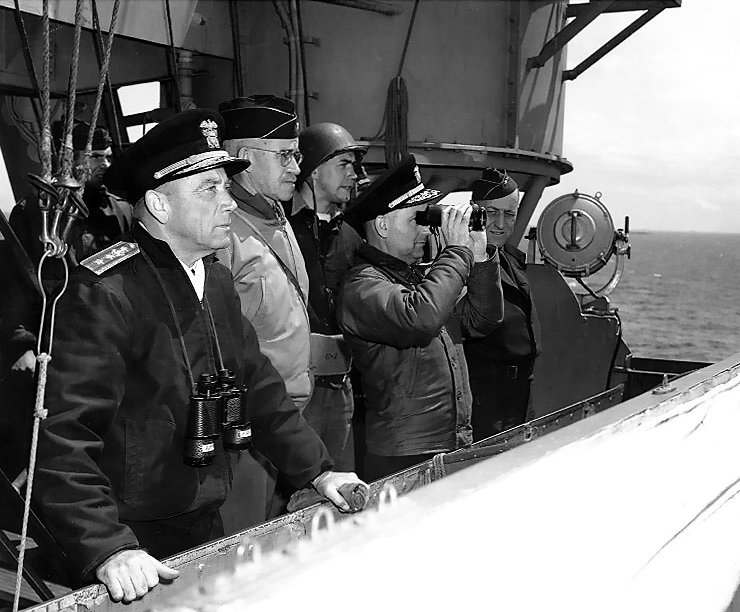
L'amiral Kirk et le général Bradley, à gauche sur la photo, à bord de l'USS Augusta, le 6 juin 1944

Les forces navales de débarquement alliées sont réparties en deux Task Forces. Devant Utah et Omaha Beaches, la Western Naval Task Force est commandée par le contre-amiral Kirk, qui a sa marque sur l'USS Augusta. Le Groupe de Bombardement, devant Utah beach, est aux ordres du contre-amiral Deyo, avec un cuirassé ancien (USS Nevada), les croiseurs lourds USS Tuscaloosa, USS Wichita et HMS Hawkins, le monitor HMS Erebus et deux croiseurs légers britanniques, et devant Omaha beach, aux ordres du contre-amiral Bryant, avec deux cuirassés anciens (USS Arkansas et Texas), le grand croiseur léger HMS Glasgow et les Georges Leygues et Montcalm français commandés par le contre-amiral Jaujard.
Devant Gold, Juno, et Sword beaches, l'Eastern Naval Task Force est commandée par le contre-amiral Sir Philip Vian, avec sa marque sur le HMS Scylla. Le Groupe de Bombardement est aux ordres du contre-amiral Dalrymple-Hamilton sur le HMS Belfast, avec quatre croiseurs légers devant Gold beach et deux croiseurs, dont le HMS Belfast, devant Juno beach. Devant Sword beach, le contre-amiral Patterson (en) avec sa marque sur le HMS Mauritius avec sous ses ordres deux cuirassés anciens (HMS Ramillies et Warspite), le monitor HMS Roberts, le croiseur lourd HMS Frobisher et trois croiseurs légers.

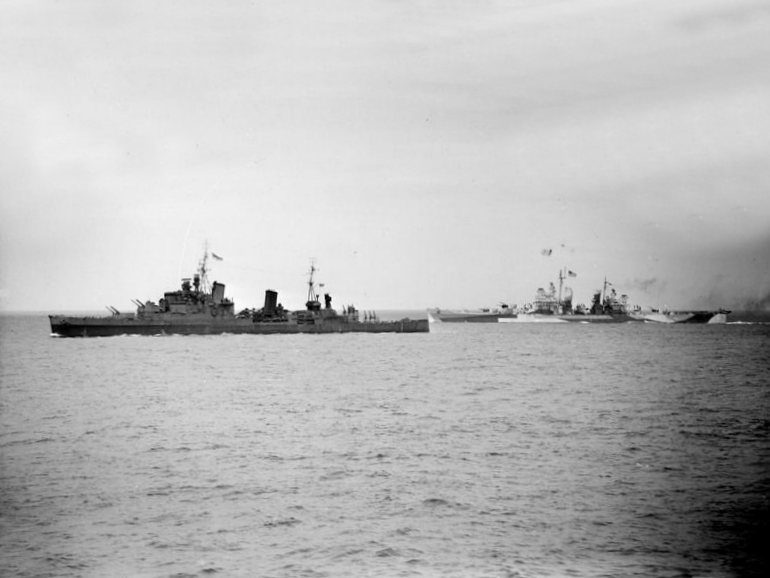
Le HMS Glasgow et l'USS Quincy, devant Cherbourg, le 25 juin 1944

Ces forces assure les bombardements côtiers au matin du 6 juin puis couvre la mise à terre des troupes alliées, neutralisant blockhaus et bunkers, enrayant les contre-attaques de blindés allemands, accompagnant les jours suivants la progression le long des côtes et prenant part, pour la Western Naval Task Force, au bombardement des forts de Cherbourg à la fin juin. Au cours du mois de juillet, plusieurs de ces grandes unités repartent vers la Méditerranée.

##### Le débarquement en Provence (15 août 1944)
À la fin du printemps 1944, la progression des Alliés a repris en Italie centrale. Deux jours avant le débarquement de Normandie, le 4 juin 1944, les Français du général Juin ont défilé dans Rome.

###### Arrière-plan et objectifs
Cela n'a changé en rien les opérations en préparation et notamment le débarquement sur le littoral français de Méditerranée, initialement prévu en même temps que le débarquement de Normandie, sous le nom de code d'Opération Anvil, (en français : Enclume) avec comme objectif « en liaison avec l’invasion du nord de la France, établir une tête de pont en Méditerranée pour une exploitation ultérieure en direction de Lyon et de Vichy. ».
En exécution des décisions de la Conférence de Téhéran, une partie des troupes devait être prélevée sur le front italien. Sir Winston Churchill désapprouvait cette opération en ce qu'elle affaiblissait sa stratégie d'attaque de l'Allemagne par le "ventre mou de l'Europe". En revanche, le général de Gaulle était favorable à ce que l'Armée française de la Libération prît part aux combats sur le sol français, alors que ses troupes les plus aguerries se trouvaient en Italie où elles avaient brillamment participé au forcement de la Ligne Gustav, sur le Garigliano. Le Premier ministre britannique se vit « contraint » (en anglais : dragoonned) de céder mais obtint que l'opération soit rebaptisée Dragoon, le 1er août.
Pour le choix du lieu, les plages provençales ont été préférées aux plages du Languedoc parce que le port de Sète avait une capacité de trafic d'accueil insuffisante. Mais, à l'est du delta du Rhône, il fallut tenir compte des défenses des ports de Marseille et de Toulon. C'est donc la zone de 70 km entre Cavalaire et Agay qui a été finalement retenue. Pour le choix du moment, la date a été différée de deux mois pour faire face à l'insuffisance du nombre d'engins de débarquement en cas de simultanéité des opérations. Le 2 juillet, le Commandement suprême allié a fixé la date de l'opération Anvil au 15 août au plus tard.

###### Une mise en œuvre globalement très réussie
Le vice-amiral Hewitt, commandant de la VIIIe Flotte US, qui avait eu en charge la planification de l'opération Anvil Dragoon, a reçu le commandement des forces navales (Western Naval Task Force) qui en ont assuré la mise en œuvre. Les trois cuirassés anciens américains et le HMS Ramillies, les trois croiseurs lourds américains et les deux croiseurs français qui ont participé au débarquement de Normandie ont été envoyés en renfort en Méditerranée.
Les opérations commence le 1er août avec des bombardements aériens sur une zone s'étendant du nord de l'Italie à Sète pour entretenir l'incertitude des Allemands sur le lieu exact du débarquement. Le lieu principal de concentration des forces est la zone de Naples-Salerne pour les Américains, Tarente et Brindisi pour les Français, la 1re Division Blindée embarquant à Oran.
Les forces navales de couverture ont pour bases de départ :
- Malte pour les porte-avions (Carrier Force) et la force d’appui Alpha qui couvrent le secteur Cavalaire-Pampelonne, et dont le croiseur Gloire fait partie,
- Palerme pour la force Camel qui doit couvrir le secteur Saint-Raphaël-Anthéor, avec les croiseurs français Duguay-Trouin et Émile Bertin
- Tarente pour la force d’appui Delta, qui couvre le secteur Saint-Tropez-Bougnon, dont font partie les croiseurs français Georges Leygues et Montcalm et trois grands contre-torpilleurs de la classe Fantasque reclassés croiseurs légers,

La ponctualité des convois est remarquable, ce dont l'amiral Sir John Cunningham commandant-en-chef en Méditerranée félicite le vice-amiral Hewitt.
Dans la nuit du 14 au 15 août, les commandos américains et français de la Sitka Force prennent le contrôle des îles d'Hyères. Les parachutistes du VIe Corps du major général Truscott investissent le massif des Maures, contrôlant l'axe routier Saint-Raphaël-Saint-Maximin que vont emprunter pour gagner la vallée du Rhône les forces de la VIIe Armée américaine du lieutenant général Patch, débarquée en premier échelon.
Les forces françaises de l'Armée B aux ordres du général de Lattre ont débarqué en deuxième échelon et sont passées à l'attaque de Toulon et de Marseille, avec l'appui des forces aériennes américaines qui, à Toulon, ont envoyé par le fond les épaves de la flotte sabordée remises à flot. Les forces navales alliées viennent à bout de la batterie d'artillerie navale lourde du cap Cépet qui couvre les abords sud de la rade de Toulon, dans la presqu'île de Saint-Mandrier.
Le 13 septembre 1944, le vice-amiral Lemonnier, chef d'état-major de la Marine française, conduit la rentrée des forces navales françaises à Toulon, avec sa marque sur le Georges Leygues, qu'il commandait quatre ans auparavant, en partance pour l'Afrique avec la Force Y.

#### Dans le Pacifique, fin 1944, l'US Navyà l'attaque des Philippines
Deux jours après le retour de la Flotte française à Toulon, l'offensive américaine reprend dans le Pacifique, avec les débarquements de Peleliu et de Morotai.

##### Le choix américain de débarquer aux Philippines
Le 28 juillet, alors que les combats à Guam et à Tinian se poursuivaient encore, l'USS Baltimore arrive à Pearl Harbor avec à son bord le Président Roosevelt pour arbitrer sur la suite des opérations. Après la conquête de l'archipel des Mariannes, le général Douglas MacArthur, soucieux de tenir sa promesse (« I shall return »- En français : "Je reviendrai") faite aux Philippins en 1942, est partisan d'entreprendre la reconquête des Philippines, en passant de Nouvelle-Guinée à Mindanao, tandis que l'amiral Nimitz, conformément aux préconisations de l'amiral King, aurait préféré débarquer directement sur Formose.

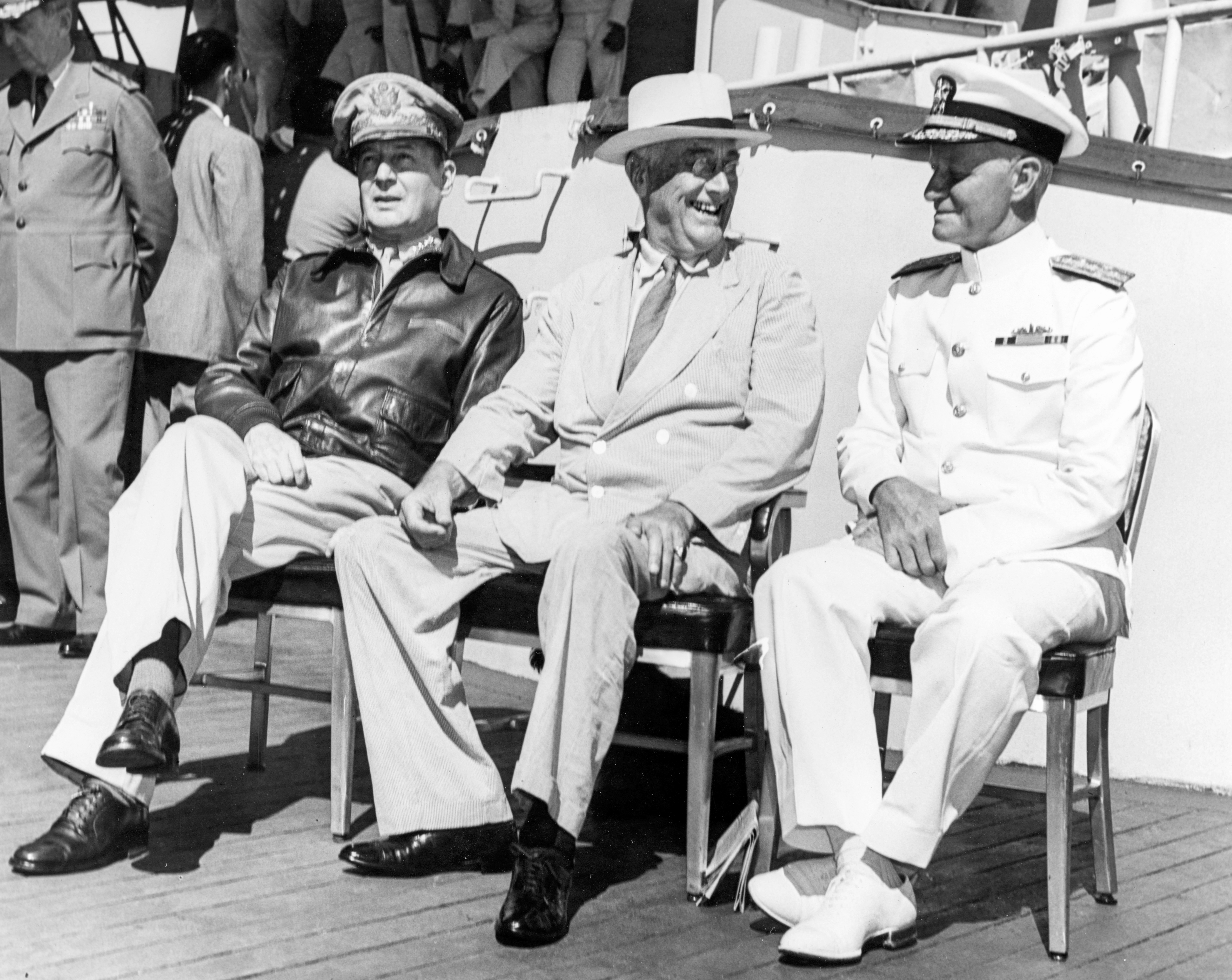
Le Président Roosevelt, entre le général MacArthur et l'amiral Nimitz, sur l'USS Baltimore, le 28 juillet 1944.

Les deux options ont des inconvénients : le nombre d'une douzaine de divisions, nécessaire pour l'attaque de Formose, dépasse les possibilités américaines tant que l'Allemagne n'a pas été vaincue, tandis que le débarquement aux Philippines doit se faire à plus de 800 kilomètres de l'aérodrome le plus proche, donc sous la seule protection de la chasse embarquée, et conduit à affronter une très importante aviation basée à terre, sur des aérodromes pouvant être renforcés par l'aviation de Formose. Finalement, l'accord se fait sous l'égide du Président des États-Unis en personne, pour un débarquement aux Philippines aux ordres du général MacArthur, sous la protection de la Flotte du Pacifique, aux ordres de l'amiral Nimitz. Les débarquements sur Mindanao auront lieu vers le 15 novembre et sur Leyte le 20 décembre.
Le 26 août 1944, la Ve Flotte de l'amiral Spruance a été rebaptisée IIIe Flotte et placée aux ordres de l'amiral Halsey. Pour ce qui concerne le cœur du corps de bataille, la Task Force 58 a donc pris le nom de Task Force 38, restant aux ordres du vice-amiral Mitscher avec le vice-amiral McCain à la tête du TG 38.1, le contre-amiral Bogan au TG 38.2, le contre-amiral Sherman au TG 38.3, le contre-amiral Davison au TG 38.4. Tous ces Task Groups comprennent chacun des porte-avions d'escadre de la classe Essex (sauf l'USS Enterprise) et des porte-avions légers de la classe Independence, les deux cuirassés rapides de la classe Iowa (BatDiv3) étant intégrés au TG 38.2. Les quatre cuirassés de la classe South Dakota (BatDiv8 et BatDiv9) au TG 38.3, les croiseurs lourds et les grands croiseurs légers sont répartis comme suit :
- dans le TG 38.1, avec deux croiseurs légers anti-aériens :
  - les USS Chester, Salt Lake City, et Pensacola de la CruDiv5
  - l'USS Wichita de la CruDiv6
  - les USS Boston, et Canberra de la CruDiv10
- dans les TG 38.2, 3 et 4, on trouve respectivement :
  - les USS Vincennes, Houston et Miami de la CruDiv 14;
  - les USS Santa Fe, Birmingham, Mobile et Biloxi de la CruDiv13,
  - l'USS New Orleans.

###### L'amiral Halsey fait avancer de deux mois le débarquement sur Leyte
Au début septembre, la IIIe Flotte entreprend des bombardements préparatoires à l'attaque des Philippines, contre des aérodromes dans les secteurs de Mindanao et des Visayas. À partir de renseignements fournis par des aviateurs abattus en zone hostile mais récupérés par des partisans philippins, il apparaît que la réaction japonaise est faible. L'amiral Halsey propose le 13 septembre d'avancer la date du débarquement dans le secteur de Leyte-Surigao. Soumise en urgence au Comité des chefs d'État-Major au cours de la seconde conférence inter-alliée de Québec, cette proposition est adoptée et les plans américains modifiés en conséquence. Le débarquement de la VIe Armée des États-Unis sur l'île de Leyte est fixée au 20 octobre et les troupes qui, depuis Hawaii, devaient aller débarquer sur Yap sont envoyées rejoindre les troupes du général MacArthur.

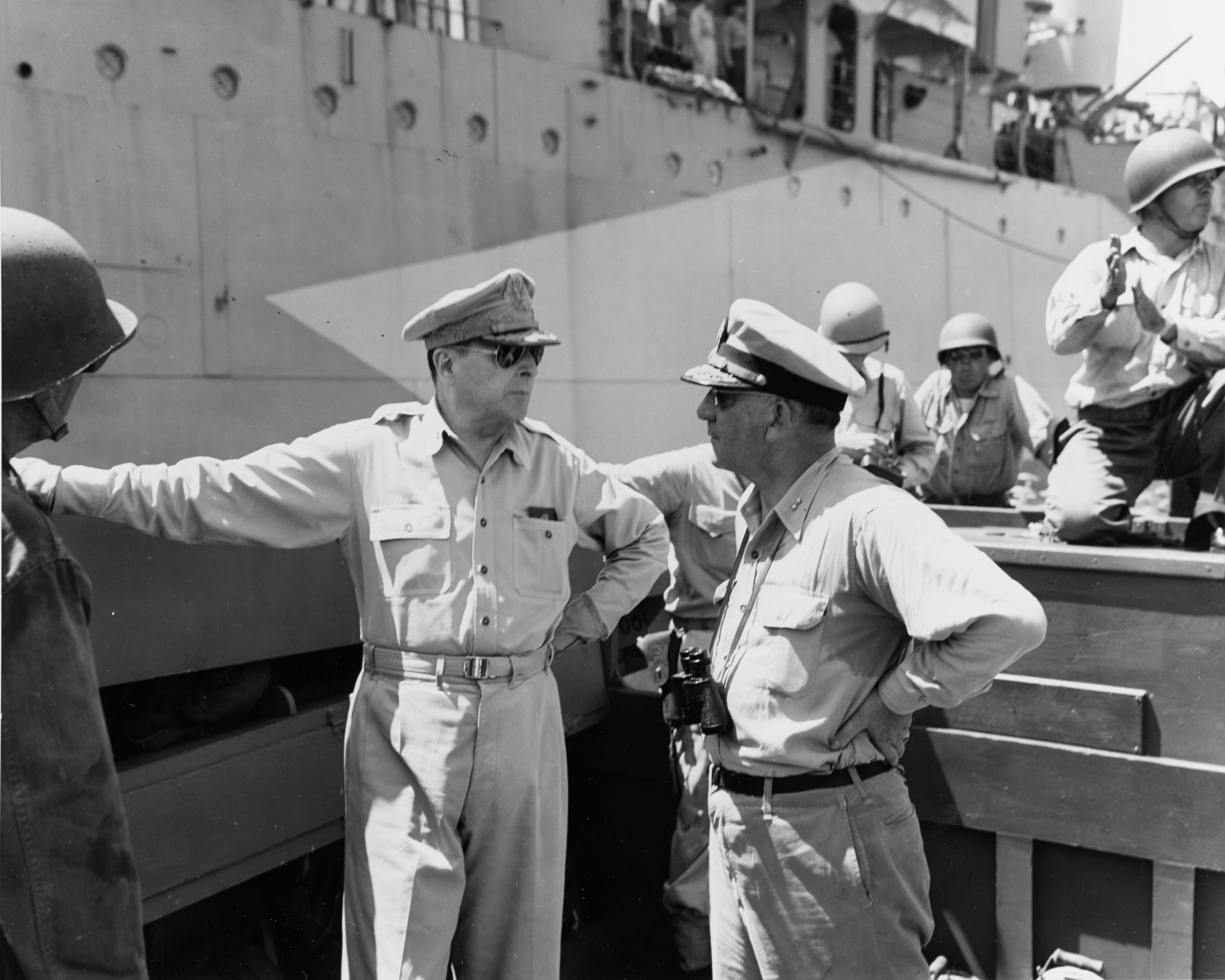
Le général MacArthur et le contre-amiral Barbey quittant l'USS Nashville (CL-43) devant Morotai le 15 septembre 1944

Cependant, l'amiral Nimitz souhaite que soit maintenu le débarquement dans les Palaos (Opération Stalemate Two), le 15. À Peleliu, malgré un bombardement massif du Groupe d'Appui Feu du contre-amiral Oldendorf (TG 32.5), avec quatre cuirassés anciens, les croiseurs lourds USS Louisville, Portland, Indianapolis, et Minneapolis et les grands croiseurs légers USS Honolulu, Cleveland, Columbia et Denver, les Marines ont beaucoup de pertes en raison d'une nouvelle défense en profondeur et de la fortification du centre de l'île, ce que les Japonais reprendront ultérieurement, à Okinawa notamment.
Les 15-16 septembre, les troupes du général MacArthur débarquent sur Morotai au nord-ouest de l'extrémité ouest de la Nouvelle-Guinée (opération Trade Wind), sous la couverture rapprochée des croiseurs lourds HMAS Australia, HMS Shropshire, et USS Nashville de la Task Force 74 et des USS Phoenix et Boise de la TF 75, la couverture éloignée étant assurée par le TG 38.1. Quelques jours plus tard, le 21, l'atoll d'Ulithi, dans les Mariannes occidentales, est occupé sans coup férir. L'amiral Nimitz y fait installer en urgence une gigantesque base de soutien avancé de l'U.S. Navy.

###### LaIIIeFlotteest réduite à la Task Force 38
Dès lors, tout ce qui a trait aux Forces Amphibies et à leur couverture rapprochée dans la IIIe Flotte est intégré dans la « Marine de MacArthur », c'est-à-dire dans la VIIe Flotte, aux ordres du vice-amiral Kinkaid. Outre les moyens de transport et le IIIe Corps Amphibie (III.AC) du vice-amiral Wilkinson qui a reçu le commandement de la Task Force 79 le 1er octobre, les cuirassés anciens et les grands croiseurs, aux ordres du contre-amiral Oldendorf, constituent le TG 77.2, les croiseurs lourds HMAS Australia et HMS Shropshire, venant de la Task Force 74, constituent avec les USS Phoenix et Boise venant de la TF 75, le Groupe de Couverture Rapprochée (TG 77.3), tandis que dix-huit porte-avions d'escorte de la classe Sangamon et de la classe Casablanca forment le Groupe de Soutien des Porte-avions (TG 77.4).
Cette nouvelle organisation réduit la IIIe Flotte à la seule Force 38 qui reste une force considérable, avec seize porte-avions rapides (huit porte-avions d'escadre et huit porte-avions légers), six cuirassés modernes et dix-sept croiseurs (sept croiseurs lourds, sept grands croiseurs légers et trois croiseurs anti-aériens), une cinquantaine de destroyers et leur train d'escadre. Cela ne va pas sans inconvénients. Le vice-amiral Mitscher se retrouve souvent "court-circuité" par l'amiral Halsey donnant directement ses ordres aux commandants des quatre Task Groups, ce que Marc Mitscher n'apprécie pas. Cela contribue à conforter l'amiral Halsey dans l'idée que sa mission était la destruction de la Flotte japonaise, laissant au vice-amiral Kinkaid le soin d'assurer la sûreté du débarquement, reprenant implicitement le reproche fait à l'amiral Spruance d'avoir eu une attitude insuffisamment agressive à la bataille de la mer des Philippines, opinion exprimée notamment par le contre-amiral Montgomery mais que ne partage pas l'amiral King. L'amiral Halsey avait certes demandé à l'amiral Nimitz quelle était sa mission prioritaire, mais la réponse avait été ambiguë, indiquant « couvrir et soutenir les forces du Pacifique sud-ouest, afin de les assister dans la saisie et l'occupation des objectifs dans les Philippines centrales », mais concluant « Au cas où l'opportunité de la destruction d'une majeure partie de la flotte ennemie s'offre ou peut être créée, une telle destruction devient la première tâche. »

##### Le Plan Sho-Gô japonais
Après la bataille de la mer des Philippines, la Flotte Mobile japonaise s'est ravitaillée devant Okinawa puis est rentrée au Japon. Les cuirassés et les croiseurs ont effectué quelques réparations, dès la fin juin, mais surtout ont été dotés d'un renforcement de leur Défense Contre Avions, principalement avec des pièces légères de 25 mm jusqu'à en porter 50 à 60 sur les croiseurs et une centaine sur les cuirassés. Ils ont été dotés de plus de radars de veille aérienne pour compenser la quasi disparation de la chasse embarquée. Courant août, ils ont tous regagné le mouillage des îles Lingga, au sud de Singapour, au large des côtes de Sumatra, pour rester au plus près des sources de ravitaillement en carburant.
Les porte-avions sont restés en Mer Intérieure du Japon pour reconstituer leur dotation d'avions et former de nouveaux aviateurs embarqués. Le vice-amiral Ozawa espérait avoir reconstitué une force aéronavale pour pouvoir réunir toutes ses forces en mer de Chine méridionale en novembre.

###### Idée de manœuvre et composition des forces
À l'été 1944, le principe d'un Plan Sho-Go (Victoire) a été établi, prévoyant une réaction massive de la Flotte japonaise en cas d'attaque américaine, qui est attendue pour le début novembre au plus tôt, avec des variantes selon que l'offensive américaine aurait lieu contre les Îles Ryūkyū, Hokkaidō, Honshū ou les Philippines. Il s'agit d'aller attaquer les forces de surface assurant la protection des débarquements, puis de s'attaquer aux navires se trouvant devant les plages. Le Haut Commandement japonais exclu du périmètre de la zone à défendre les Iles Palaos et les Carolines occidentales. L'amiral Toyoda est convaincu que la perte par le Japon de Formose ou des Philippines serait catastrophique pour la Marine Impériale, dont les unités en Mer Intérieure perdraient l'accès à leur carburant, et celles basées en mer de Chine méridionale n'auraient plus de possibilités de réapprovisionnement en munitions ni de moyens suffisants de réparation lourdes, ce qui signifirait la fin de la guerre navale à très court terme.
Au mois d'août, les forces opérationnelles disponibles sont rassemblées en une « Force de Frappe », aux ordres du vice-amiral Ozawa, qui comprend :
- au nord, le « Corps Principal », mouillé en mer intérieure du Japon, avec, d'une part, une Force "A", c'est-à-dire ce qui reste de la 3e Flotte qui a combattu en juin à la bataille de la mer des Philippines, soit le grand porte-avions Zuikaku, dernier rescapé de Pearl Harbor, et trois porte-avions légers, escorté du Mogami, croiseur hybride de porte-avions et de trois croiseurs légers, d'autre part d'une Force d'Attaque de Diversion no 2, aux ordres du vice-amiral Shima, commandant la 5e Flotte constituée des deux croiseurs lourds de la classe Myōkō, Nachi et Ashigara et d'un croiseur léger qui avaient quitté leur base traditionnelle d'Ōminato dans le nord de Honshū pour rallier Kure, début août[354]. La 4e Division de Porte-Avions, c'est-à-dire les cuirassés hybrides de porte-avions de la classe Ise y est rattachée.
- au sud, c'est-à-dire basée dans les îles Lingga, la Force d'Attaque de Diversion no 1, aux ordres du vice-amiral Kurita, constituée de la 2e Flotte, rassemblant les deux cuirassés géants de la classe Yamato et le Nagato, aux ordres du vice-amiral Ugaki, deux cuirassés rapides modernisés restants de la classe Kongō aux ordres du vice-amiral Yoshio Suzuki[355] et les deux cuirassés anciens de la classe Fuso, aux ordres du vice-amiral Nishimura qui auront rallié les îles Lingga début octobre[356].

Dix croiseurs lourds doivent escorter ces sept cuirassés, c'est-à-dire :
- l'Atago, sur lequel le vice-amiral Kurita a sa marque, et les Takao, Maya, et Chokai de la 4e division de croiseurs,
- deux croiseurs lourds de la 5e division de croiseurs, le Myōkō portant la marque du contre-amiral Hashimoto et le Haguro,
- les Kumano, Suzuya, Tone et Chikuma constituant la 7e division de croiseurs aux ordres du contre-amiral Shirahishi[357]. En réalité ce n'étaient pas les porte-avions du “Corps Principal” mais les cuirassés et les croiseurs lourds des Forces d'Attaque de Diversion qui étaient la "force de frappe" réelle du Plan Sho-Gô, ce dont les amiraux Halsey et Nimitz n'avaient pas réellement conscience[358].

###### Bataille aéronavale au large de Formose
Les bombardements massifs opérés par la Task Force 38 sur les aérodromes de d'Okinawa puis de Formose et de Luçon donnent lieu à d'âpres combats aériens, dans lesquels les Japonais ont engagé un millier d'appareils.
Selon l'amiral Nimitz, « À l'exception peut-être de la bataille de la mer des Philippines, ce furent les plus lourdes séries d'attaques aériennes jamais lancées par l'ennemi contre nos forces navales ». La propagande japonaise faisant état de plus de cinquante navires américains coulés, et de « victoire à Formose plus importante que Pearl-Harbor », n'hésite pas à parler de « défaite aussi terrible que celle de la flotte tsariste, il y a 40 ans ». En réalité, ce sont plus de 800 appareils japonais qui auront été détruits pour la perte d'une centaine d'appareils abattus et 64 aviateurs américains tués. Du point de vue de la destruction de la puissance aérienne ennemie, entre le 11 et le 16 octobre, ce fut « une des semaines avec le plus de succès, depuis le début de la guerre », toujours selon l'amiral Nimitz.
Mais certains navires américains ne s'en sortent toutefois pas indemnes. Le 13 octobre, à 85 nautiques de Formose, l'USS Canberra est touché par une torpille aérienne sous la ceinture blindée, dans les machines, ce qui lui fait embarquer 4 500 tonnes d'eau, et l'immobilise. L'USS Wichita le prend en remorque. Le 14, l'USS Houston, également torpillé et immobilisé, est d'abord été pris en remorque par l'USS Boston. Dans le but d'aller achever « les restes avariés de la IIIe Flotte », le Haut commandement de la Marine impériale japonaise fait sortir de la Mer Intérieure, le soir même, une force constituée des deux croiseurs lourds Nachi et Ashigara, d'un croiseur léger et de destroyers, aux ordres du vice-amiral Shima.

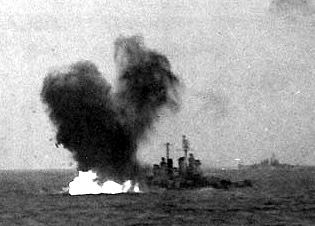
L'USS Houston est torpillé pour la seconde fois le 16 octobre 1944.On distingue à l'arrière-plan l'USS Canberra

Le 15, l'amiral Halsey rêvant d'une “bataille de l'Appât Hydrodynamique” avec les navires japonais attirés à la mer a constitué autour de la CruDiv13, un TG 30.3 aux ordres du contre-amiral Dubose, pour escorter ce qui a été désigné dès lors par dérision comme la 1re Division d'Éclopés (Cripple Division 1).

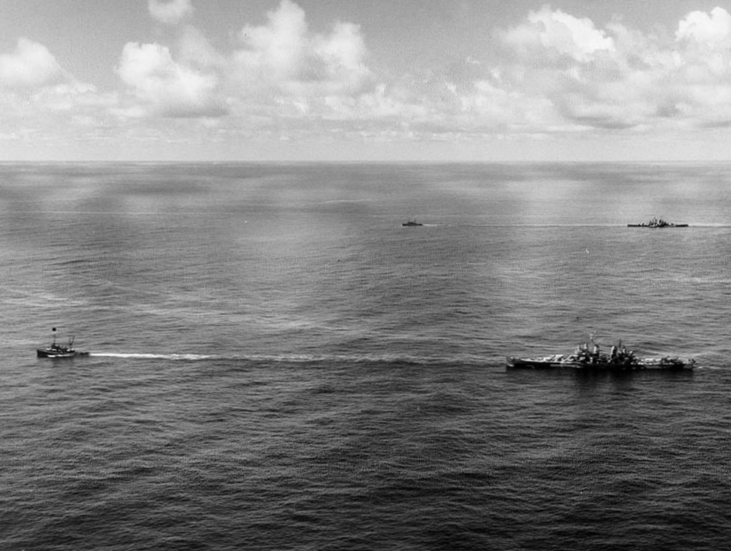
Les USS Canberra et Houston en remorque, le 18 octobre 1944

Mais ayant repéré les forces aéronavales américaines, les Japonais se limitent à des attaques aériennes. Le 16, ce sont 75 avions qui attaquent et réussissent à torpiller l'USS Houston une seconde fois, mais au prix d'une quarantaine d'avions abattus. Pris en charge par deux remorqueurs, les deux croiseurs atteignent finalement Ulithi le 27 octobre, puis Manus, avant de poursuivre vers les États-Unis. Laurence Dubose y a gagné sa troisième Navy Cross. Le 21 octobre, l'USS Biloxi remplace l'USS Houston au sein du TG 38.2, et l'USS Wichita rejoint le TG 38.4, le TG 38.1 étant parti vers Ulithi.

###### Les porte-avions japonais comme appât
À peu près au même moment, conscient qu'il n'aura pas achevé à temps la formation de ses nouveaux pilotes et qu'il n'aura pas la capacité d'assurer la protection aérienne des cuirassés du vice-amiral Kurita, le vice-amiral Ozawa propose à l'amiral Toyoda que les deux escadres opèrent séparément, ce que ce dernier accepte, donnant aussi l'ordre au vice-amiral Ozawa de transférer à Formose environ la moitié des pilotes qui, sans avoir encore la capacité d'opérer sur porte-avions, ont déjà celle d'opérer depuis des bases terrestres. L'amiral Ozawa a indiqué, lorsqu'il a été interrogé par les Américains après la guerre, que sans cette décision qu'il n'avait pas sollicitée, les chances de succès des plans du Haut commandement auraient été accrues.
C'est ainsi que l'escadre des porte-avions japonais se voit assigner le rôle d'appât pour entraîner à sa poursuite les grands porte-avions américains et permettre aux Forces d'Attaque de Diversion d'atteindre plus facilement les plages de débarquement. D'ultimes ajustements en résultent : les deux cuirassés hybrides, Ise et Hyūga sur lesquels il n'y a finalement aucun avion embarqué sont rattachés à l'escadre du vice-amiral Ozawa.
Tout ceci est cependant décidé dans la plus grande précipitation. Le chef d'état-major du vice-amiral Ozawa doit régler en urgence au téléphone avec le Quartier Général les conditions d'interventions des porte-avions après que la majeure partie de leurs groupes aériens aura été débarquée. Pour la couverture aérienne des forces à la mer qui ne peut plus être assurée par la chasse embarquée, mais doit l'être par l'aviation basée à terre, il n'y a aucun contact entre l'amiral Toyada, à Tokyo, et le maréchal Terauchi à Saïgon, qui a portant autorité sur les forces aériennes et à qui incombe dès lors cette mission. Le général Yamashita, qui commande depuis son QG de Manille les forces de l'Armée japonaise aux Philippines, y compris l'aviation, n'est informé des opérations navales prévues dans les eaux de l'archipel philippin que dans les grandes lignes, et seulement cinq jours avant le début de ces opérations.

##### Les grands croiseurs à la bataille du golfe de Leyte

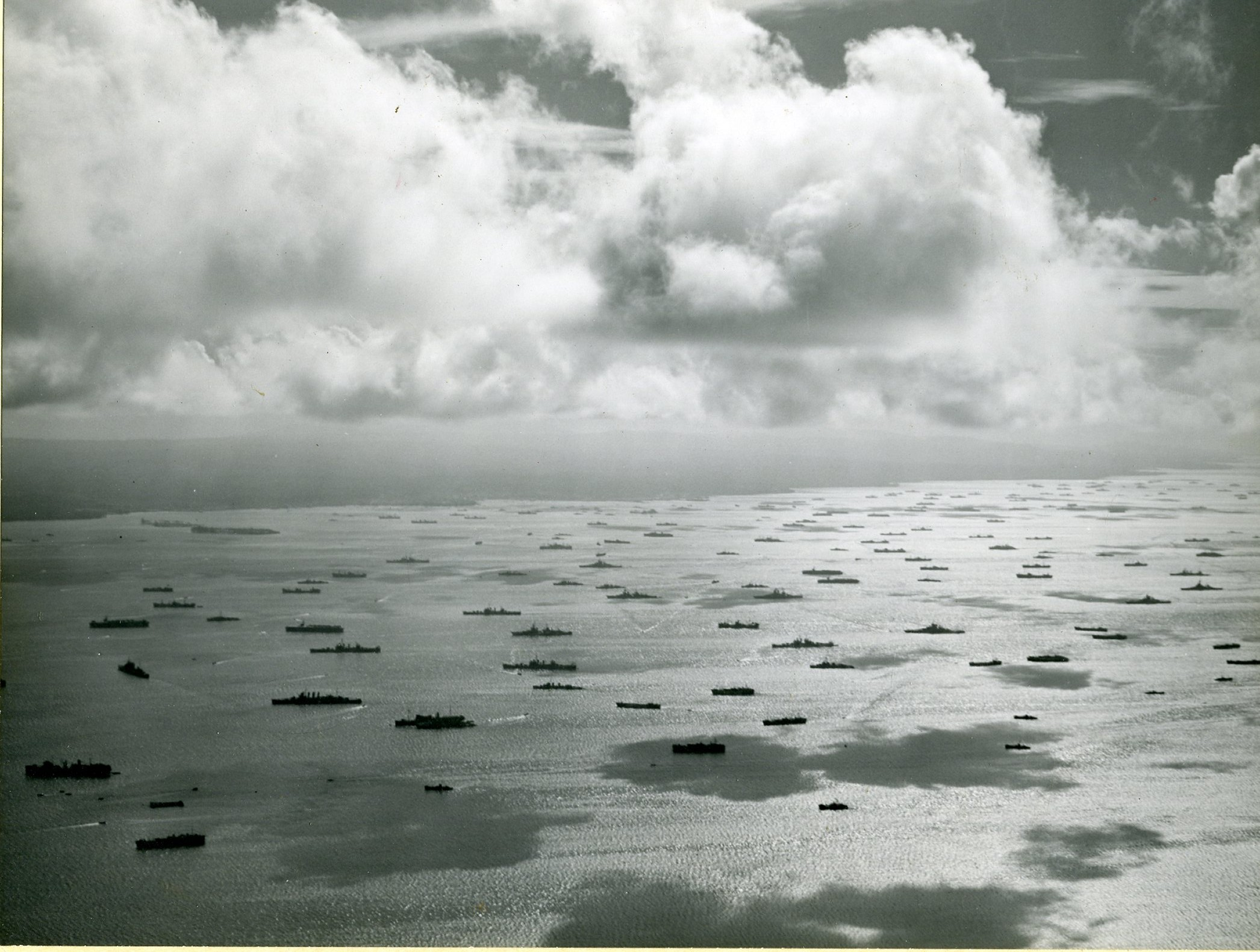
Vue aérienne de la flotte d'invasion pour Leyte, à Seeadler Harbor, le 6 octobre 1944. Le HMAS Australia est au premier plan à gauche

Le 12 octobre, la flotte d'invasion alliée de 738 navires dont 157 navires de combat, quitte Seeadler Harbor à Manus, dans les îles de l'Amirauté, et met le cap sur Leyte.
Averti sans doute par les Soviétiques, le Chef d'État-Major de la Flotte Combinée, le vice-amiral Ryūnosuke Kusaka, déclenche le Plan Sho-Gô, le 17, et la Force d'Attaque de Diversion no 1 aux ordres du vice amiral Kurita, appareille le lendemain des îles Lingga, pour gagner la baie de Brunei à Borneo.

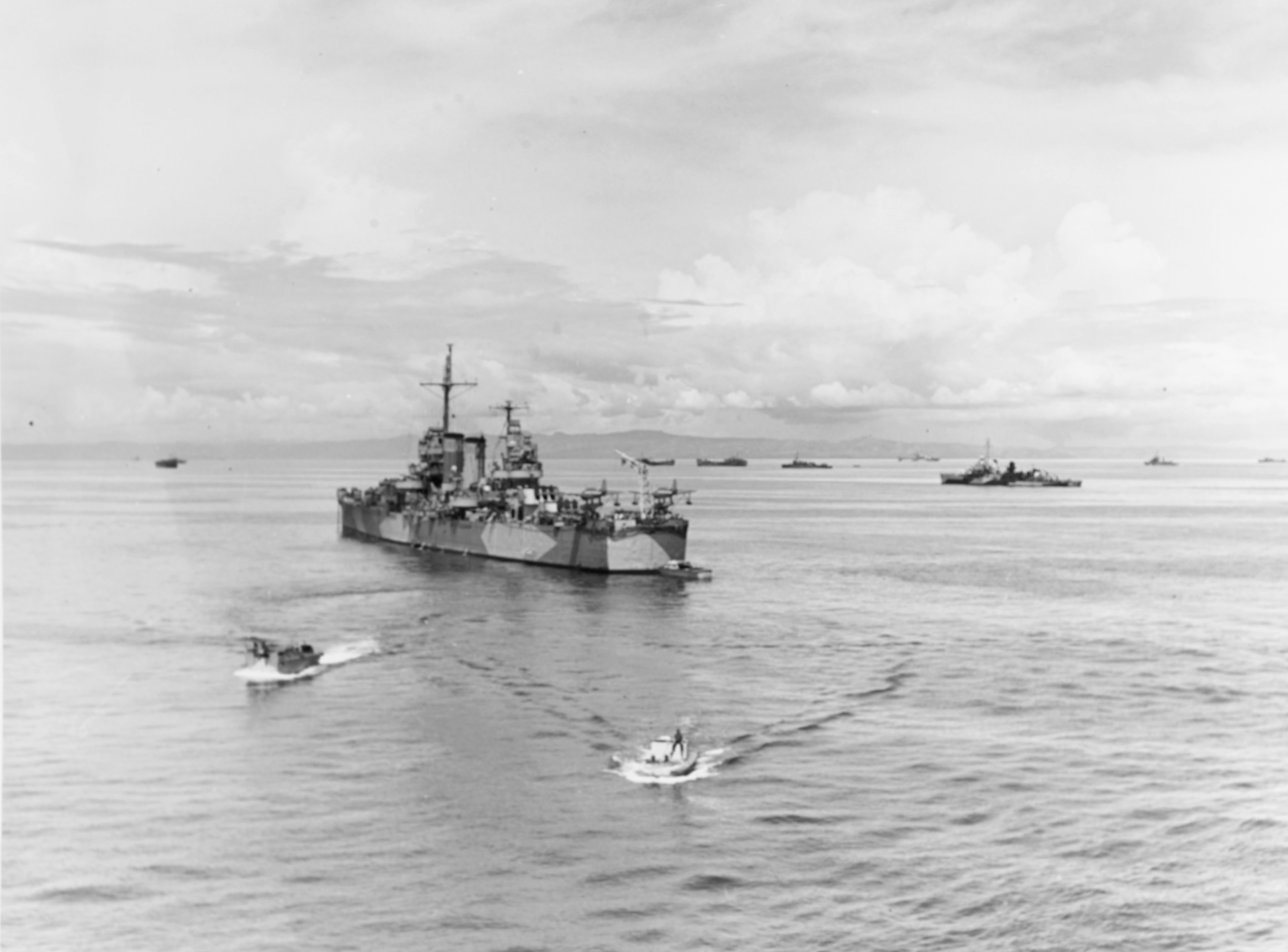
L' devant Leyte, le 21 octobre 1944

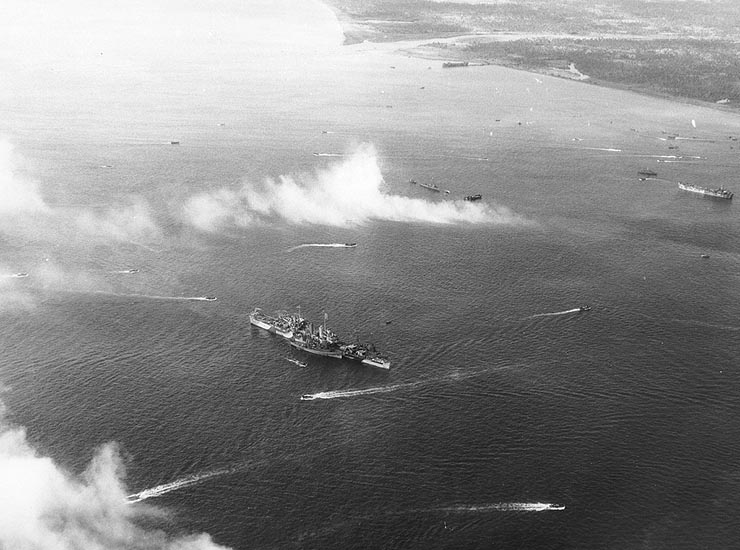
L'USS Honolulu torpillé est échoué au large de Leyte, le 21 octobre 1944

Les débarquements, après deux jours de bombardements côtiers et aériens, s'effectuent le 20 octobre, par très mauvais temps, sur les plages de la côte est du golfe de Leyte, sans grande difficulté. À Palo, le général MacArthur met pied à terre depuis l'USS Nashville.
L'aviation japonaise basée à terre réagit, le grand croiseur léger USS Honolulu reçoit une torpille d'avion, à bâbord, ce qui l'oblige à regagner Manus, puis les États-Unis, pour des réparations qui ne seront pas achevées lors de la capitulation du Japon. Le 21, le HMAS Australia, navire amiral du Groupe de Couverture Rapprochée (TG 77.3), subit la toute première attaque d'avion-suicide: un bombardier "Val" s'est écrasé sur la passerelle, faisant 30 tués dont le commandant et 60 blessés dont le commodore Collins (en), qui est remplacé par le contre-amiral Berkey à la tête du TG 77.3.

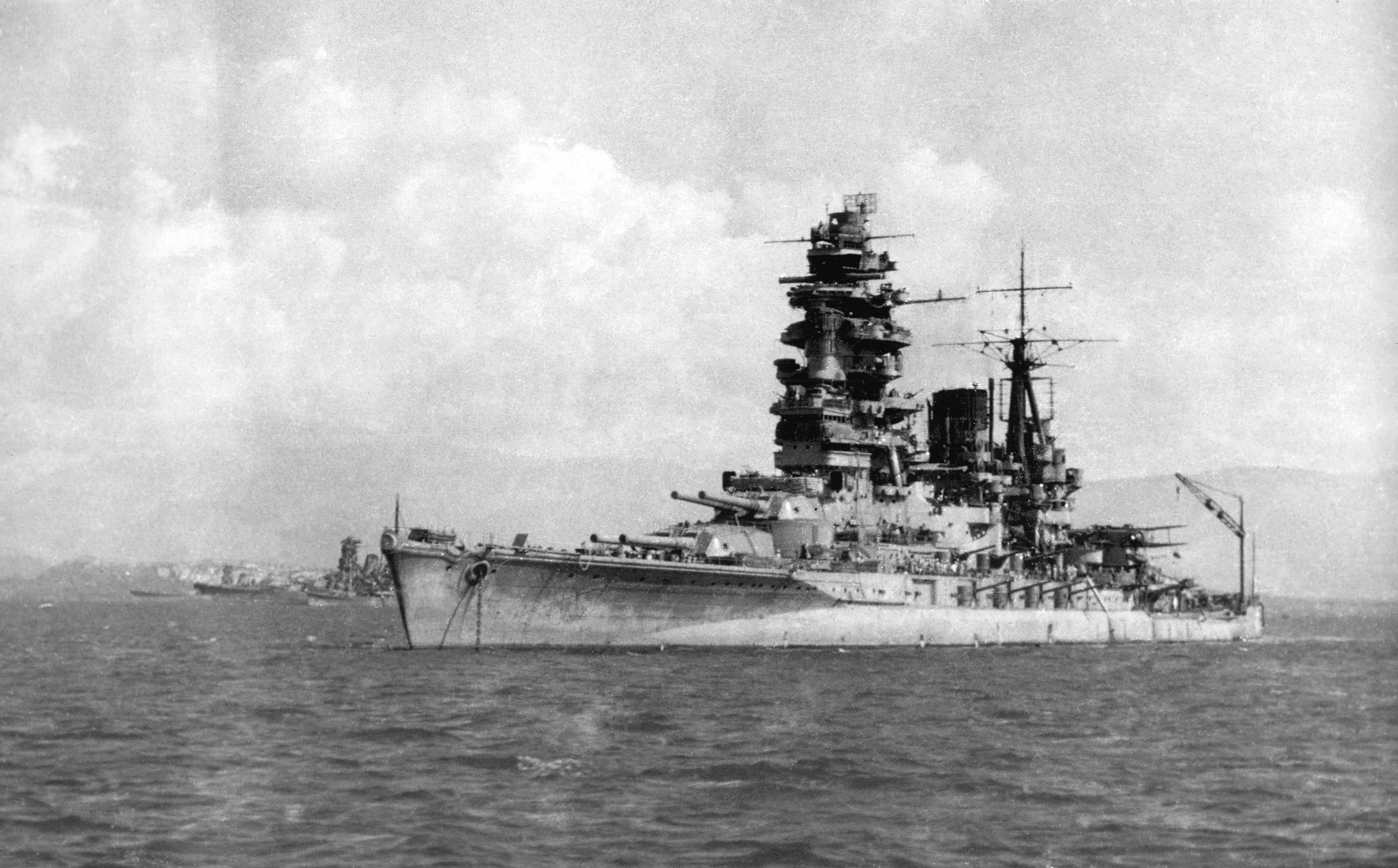
Le cuirassé Nagato, au mouillage en baie de Brunei, le 21 octobre 1944, en route pour le golfe de Leyte. On distingue à l'arrière-plan à gauche, le Musashi et le Mogami

Le vice-amiral Kurita, arrive en baie de Brunei à Bornéo le 20 et y fait refaire les pleins de carburant.
Il réunit ses commandants d'unités, en présence du vice-amiral Nishimura et explicite ses intentions de manœuvre : longer la côte occidentale de l'île de Palawan vers la mer de Sibuyan et le détroit de San-Bernardino, au nord de l'île de Samar, pendant que la Force “C” du vice-amiral Nishimura fera route séparément, par le détroit de Balabac et la mer de Sulu vers le détroit de Surigao pour attaquer les forces amphibies américaines dans le golfe de Leyte, le 25 octobre au matin.
Au nord, la Force "A" du vice-amiral Ozawa quitte la Mer Intérieure vers midi le 20 et se dirige vers le nord-est de Luçon. La Force de Diversion no 2 du vice-amiral Shima qui se trouvait dans les îles Pescadores, à l'ouest de Formose, quitte Bako, le 21, et met le cap sur Manille mais reçoit par radio l'ordre d'aller refaire le plein de ses destroyers en baie de Coron, dans les îles Calamian au nord de Palawan, puis de faire route au sud-est, en mer de Sulu, vers le détroit de Surigao.

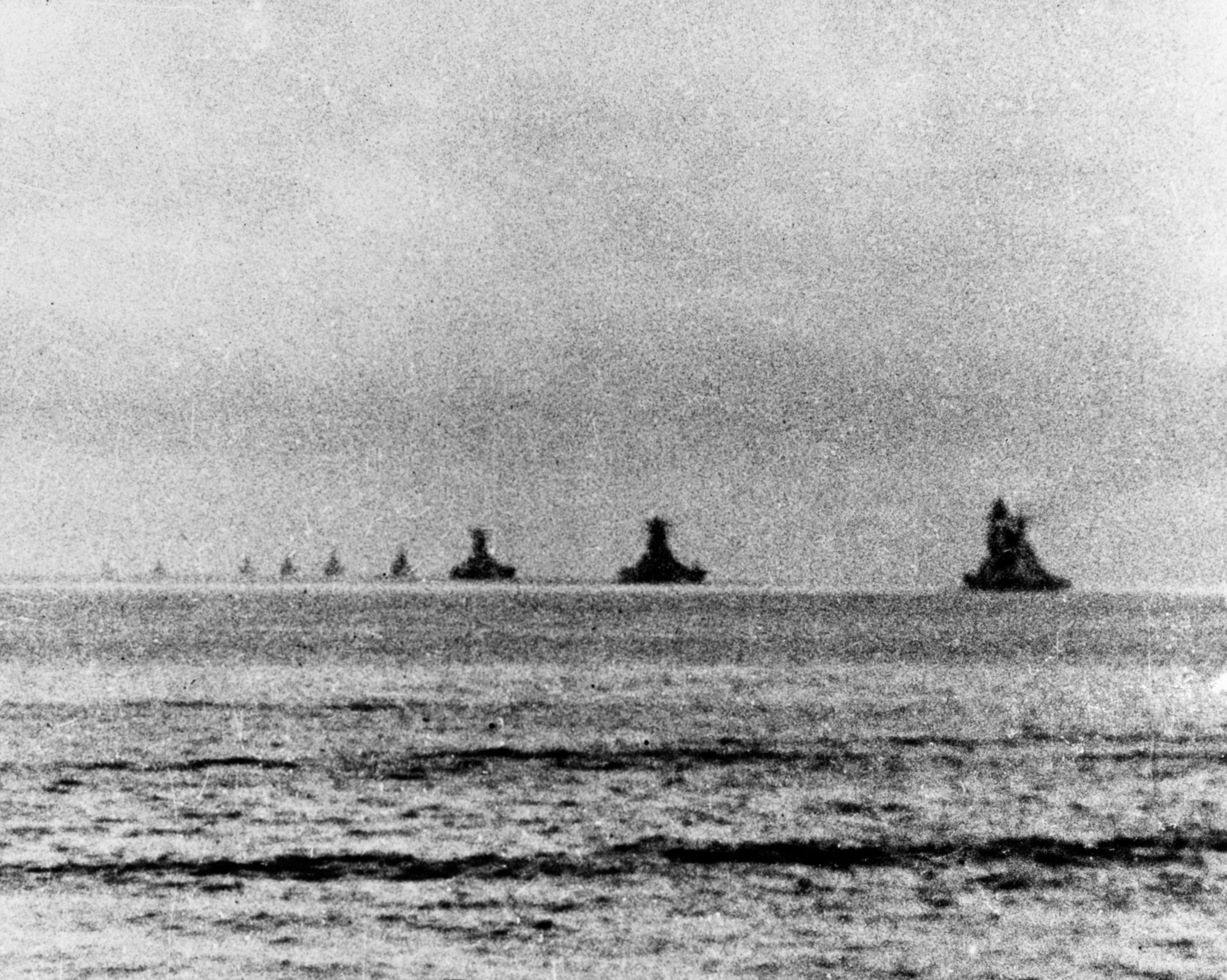
La Force d'attaque de diversion no 1 du vice-amiral Kurita quitte Brunei, le 22 octobre 1944.

Le petit croiseur lourd Aoba et la 16e Division de croiseurs, qui étaient arrivés avec les cuirassés, quitte Brunei le 21 pour conduire un renfort de troupes à Manille.
Tous les bâtiments du vice-amiral Kurita quitte Brunei le 22 octobre tôt le matin. Ils sont menés par le contre-amiral Hashimoto, commandant la 5e division sur le Myōkō, suivi du Haguro. Dans l'ordre suivent quatre croiseurs de la 4e division, menée par l'Atago portant la marque du vice-amiral Kurita, les deux super-cuirassés Yamato et Musashi et le cuirassé Nagato, avec leur batterie d'artillerie principale de 460 mm pour les premiers et de 406 mm pour le dernier, formant la 1re division commandée par le vice-amiral Ugaki. Suivent les deux cuirassés rapides Kongō et Haruna formant la 3e division commandée par le vice-amiral Yoshio Suzuki et deux croiseurs de la classe Mogami ainsi que les deux croiseurs de la classe Tone, formant la 7e division aux ordres du contre-amiral Shiraishi. Viennent enfin deux croiseurs légers de la classe Agano et quinze destroyers.
Les deux cuirassés anciens de la 2e division du vice-amiral Nishimura appareillent peu après, flanqués du croiseur lourd Mogami et de quatre destroyers.

###### L'embuscade des sous-marins américains dans le passage de Palawan
Pendant deux jours après le débarquement, aucune information concernant une sortie de la Flotte impériale japonaise n'est recueillie par les reconnaissances aériennes et les patrouilles de sous-marins américains à l'est des Philippines, hormis des pétroliers et quelques navires auxiliaires entre le nord de Borneo et Mindoro. Aux premières heures du 22, une patrouille de deux sous-marins, les USS Darter (SS-227) et USS Dace (SS-247), à l'entrée sud du passage de Palawan, signale trois grands bâtiments, sans doute des croiseurs, mais elle perd le contact. Les reconnaissances aériennes n'ont pas eu de résultats dans la journée.
Peu après minuit, l'USS Darter a un contact radar avec une force japonaise beaucoup plus importante, estimée à onze grands bâtiments, marchant au nord-est, au large de Palawan, 60 km au nord-est de la position des bâtiments signalés la nuit précédente.
Vers 2 h 40, l'USS Bream (en), à 400 nautiques dans le nord-ouest, repère la 16e Division de croiseurs japonais et atteint d'une torpille l'Aoba qui réussit néanmoins à regagner la base navale de Cavite (en).
Profitant d'un ralentissement des navires japonais, les USS Darter et Dace attaque vers 5 h 30 les deux têtes de colonne japonaises. L'USS Darter envoie quatre torpilles à l'Atago, le navire amiral du vice-amiral Kurita, qui coule avec 360 tués. Il immobilise de deux torpilles son sister-ship, le Takao. Le vice-amiral Kurita se retrouve à la mer. Il est recueilli par le destroyer Kishinami. L'USS Dace, de son côté, vers 5 h 50, envoie quatre torpilles au Maya qui est coulé avec 335 tués, dont le commandant qui a été promu contre-amiral à titre posthume. Ce n'est que vers 16 h 30 que le vice-amiral Kurita a pu transférer sa marque sur le Yamato,. Le Takao est pris en remorque pour retourner à Brunei et le Chokai, seul rescapé de la 4e division de croiseurs, est rattaché à la 5e division du contre-amiral Hashimoto. Le lendemain, en tentant d'achever le Takao qui se traînait à 6 nœuds, l'USS Darter s'échoue et doit être abandonné, après que son équipage ait été recueilli par l'USS Dace. Le contre-amiral Christie, commandant des opérations sous-marines de la zone du Pacifique Sud-Ouest, a pu y voir « une des attaques coordonnées de sous-marins les plus réussies, que l'on ait en mémoire », et le commander McClintock, commandant de l'USS Darter, a reçu la Navy Cross.
Le coup a été rude pour les Japonais, 30 % des croiseurs lourds de la Force d'Attaque de Diversion no 1 ont été mis hors de combat en quelques minutes, pour un coût faible, un sous-marin perdu, mais aucune perte humaine, alors que parmi les pertes japonaises, on compte la moitié des spécialistes des transmissions qui se trouvaient sur l'Atago et dont la disparition pèsera lourdement dans la bataille à venir.
Dans la nuit du 23 au 24, des sous-marins américains signalent la Force du vice-amiral Kurita, au nord de Palawan.

###### La Task Force 38 attaque les cuirassés et cherche les porte-avions japonais
Au matin du 24 octobre, après s'être ravitaillés en carburant à la mer, trois des quatre Task Groups de la TF 38 sont déployées sur une ligne nord-ouest/sud-est au large des côtes orientales de l'archipel philippin : au nord, le TG 38.3 au large de Luçon(contre-amiral Sherman), au centre, le TG 38.2 (contre-amiral Bogan) au nord de Samar, au sud le TG 38.4 (contre-amiral Davison) à la hauteur du détroit de Surigao. Le TG 38.1 (vice-amiral McCain) est à 600 nautiques à l'est, en route vers la base d'Ulithi, pour se réapprovisionner en munitions et en carburant.
Les reconnaissances aériennes lancées pour retrouver les forces japonaises attaquées la veille par des sous-marins ont rapidement porté leurs fruits : plusieurs cuirassés japonais, dont les deux plus grands, vus en opération par les forces américaines pour la première fois, accompagnés de plusieurs croiseurs lourds sont repérés vers 7 h 45 au sud de l'île de Mindoro. Vers 8 h 20, au large de l'île de Negros, deux cuirassés et un croiseur lourd sont attaqués presque aussitôt par l'aviation embarquée du Task Group de la TF 38 le plus au sud du dispositif. C'est la découverte de la manœuvre d'attaque japonaise, par le nord mais aussi par le sud du golfe de Leyte. Une escadre de deux croiseurs lourds et un croiseur léger est repérée en fin de matinée, un plus loin dans le sud-ouest. Reste une inconnue : où sont les porte-avions japonais ?
L'amiral Halsey, laissant à la VIIe Flotte le soin d'arrêter les forces attaquant au sud, lance l'aviation embarquée de trois Task Groups de la Task Force 38 contre les cuirassés de la force principale qui allait entrer en mer de Sibuyanet qui vont livrer bataille sans couverture aérienne. Certes, le Plan Sho-Gô supposait que l'aviation japonaise basée à terre se substituerait à l'aviation embarquée, qui avait été détruite, mais ses aviateurs n'ont pas l'expérience d'une telle mission.

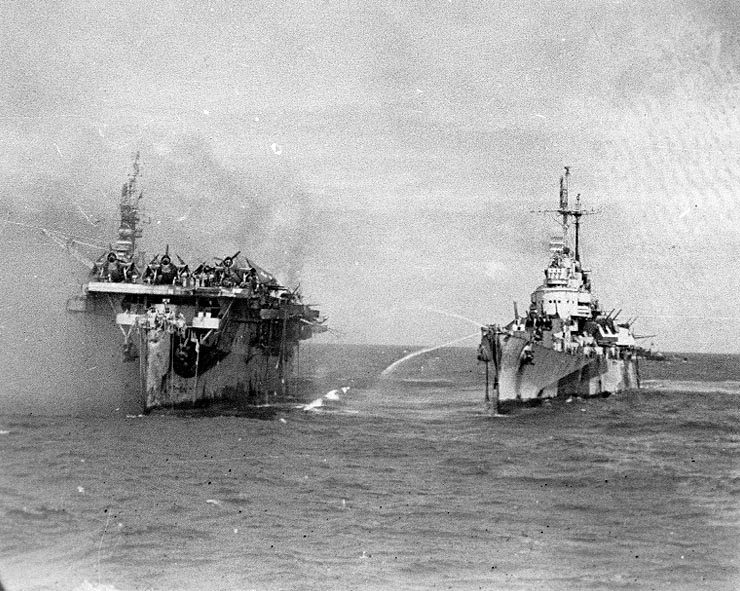
Le Birmingham aux côtés du en flamme pendant la bataille du golfe de Leyte le 24 octobre 1944.

L'effort des aviateurs japonais se porte sur l'attaque des porte-avions américains, mais peu de résultats sont obtenus car un seul Task Group de la TF 38 a été repéré, celui qui est le plus au nord du dispositif, le TG 38.3. Le 24 octobre au matin, une bataille aérienne a lieu entre la chasse embarquée du TG 38.3 et l'aviation navale japonaise basée à terre qui y a des pertes (120 appareils abattus), aussi sévères que pendant les grandes batailles aéronavales de 1942. Un porte-avions léger du TG 38.3, l'USS Princeton est gravement endommagé. Son équipage et ceux du grand croiseur léger USS Birmingham, du croiseur léger anti-aérien Reno et de plusieurs destroyers ont fait de terribles efforts, au prix de lourdes pertes, pour s'efforcer de le sauver ,.
Pendant ce temps, ce sont les cuirassés japonais qui sont les cibles principales des porte-avions rapides américains, en particulier le Musashi avec au moins onze attaques à la torpille menées avec succès sur ce cuirassé. L'aviation américaine ne perd que 18 appareils. Une seule attaque aura endommagé un des sept croiseurs lourds restants pour accompagner les cuirassés, ce qui aura néanmoins forcé le croiseur lourd Myōkō à rebrousser chemin vers Singapour, où il n'aura jamais été remis en état de prendre la mer,. Le contre-amiral Hashimoto a dû transférer sa marque sur le Haguro.
La situation demeurait cependant très incertaine pour les principaux commandants des forces navales. Au nord, les porte-avions japonais n'étant pas repérés, le vice-amiral Ozawa était préoccupé de ne pouvoir dès lors jouer le rôle de diversion qui lui était imparti par le Plan Sho-Gô, tandis que l'amiral Halsey l'était de ne pas savoir où se trouvaient ces porte-avions. Au centre, le vice-amiral Kurita qui disposait encore de cinq cuirassés et de six croiseurs lourds, mais dont un de ses deux plus puissants cuirassés était à la traîne, ne savait pas ce qu'il aurait à affronter s'il parvenait à déboucher en mer des Philippines.

###### La Task Force 34, annonce de création et malentendus entre les amiraux Halsey et Kinkaid
À défaut de certitude, l'amiral Halsey avait la conviction qu'il fallait réserver l'aviation embarquée pour les attaques « au-delà de l'horizon » et l'artillerie navale pour achever les navires ennemis endommagés. Vers 15 h, il signale donc à l'amiral Nimitz et au général MacArthur que « sera formée » une nouvelle Task Force 34, avec quatre cuirassés (USS New Jersey, Iowa, Washington, Alabama), les deux croiseurs lourds du TG 38.4, les trois grands croiseurs légers du TG 38.2, et deux escadrilles de destroyers. Au sud, le vice-amiral Kinkaid est serein, avec six cuirassés anciens, quatre croiseurs lourds et quatre grands croiseurs légers pour affronter les deux cuirassés et les trois croiseurs lourds qui approchent. Il est persuadé qu'il serait couvert au nord par la Task Force 34, car il interprète en ce sens le message de l'amiral Halsey qu'il a intercepté. Mais le vice-amiral Kinkaid ne connait pas les intentions de l'amiral Halsey ni ses idées de manœuvre, changeantes, qui n'ont été finalement ni de rester garder le détroit de San-Bernardino, ni de charger de sa garde quelques-uns de ses cuirassés

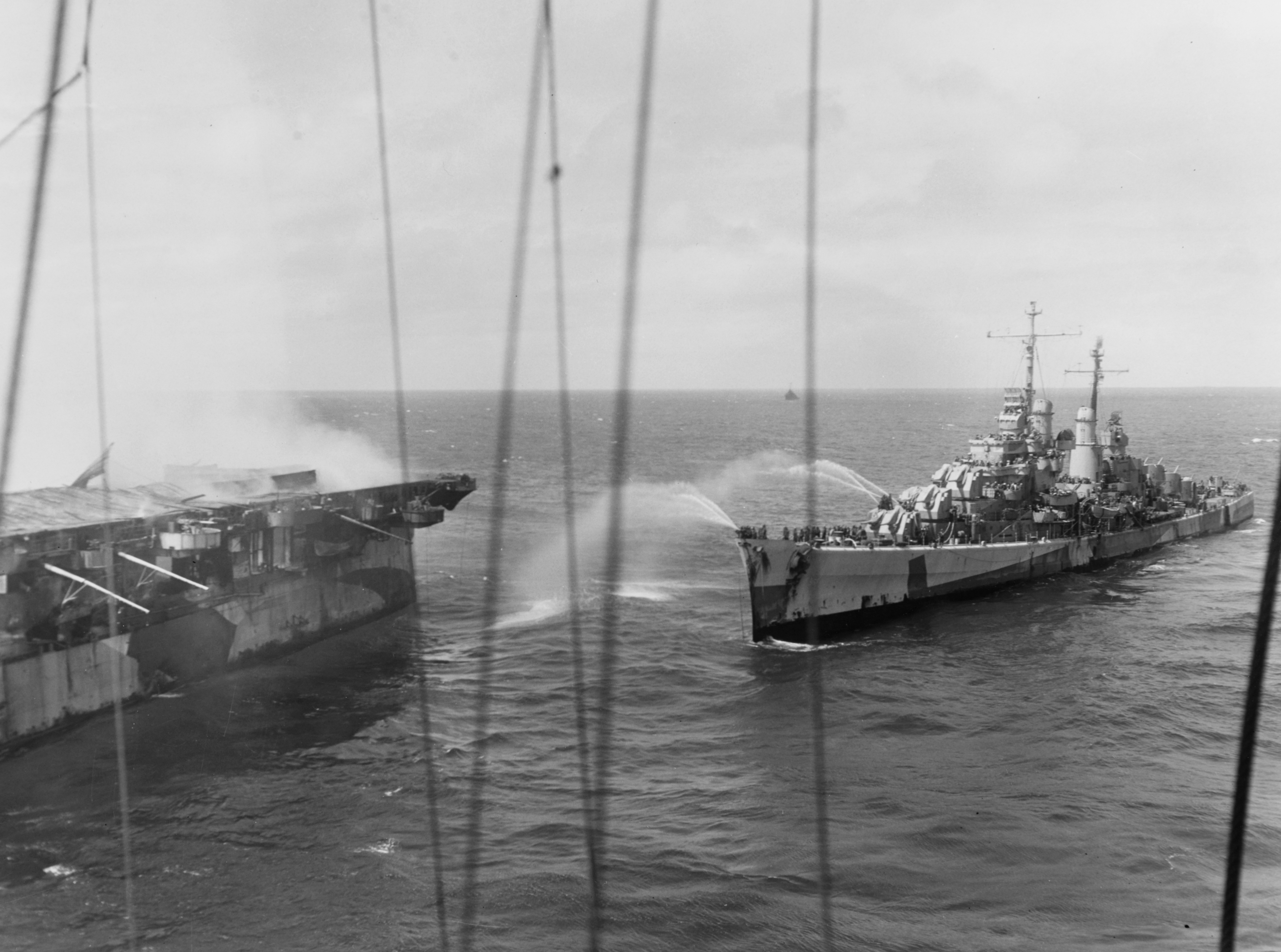
C'est l'USS Reno, ici combattant les incendies de l'USS Princeton, qui a eu la charge de couler le porte-avions

Dans l'après-midi du 24 octobre, alors que leur recherche a dû être différée en raison des attaques de l'aviation japonaise, les porte-avions du vice-amiral Ozawa ont été repérés, à 130 nautiques au nord de Luçon. La composition de cette escadre a été surestimée. À partir de rapports hâtifs et exagérément optimistes des aviateurs de deux des trois dernières vagues d'attaque menées en mer de Sibuyan, l'amiral Halsey a alors acquis la conviction que l'escadre principale, qui menace le débarquement dans le golfe de Leyte par le nord, est très affaiblie, qu'un de ses deux grands cuirassés a été coulé et qu'elle rebrousse chemin. Il décide de faire face à ce qui lui parait « une nouvelle et puissante menace », avec l'ensemble de la Task Force 38. Ordre est donc donné au contre-amiral Sherman qui commande le TG 38.3 de sacrifier l'USS Princeton pour redonner à son Task Group sa liberté de manœuvre,.
Certes, le vice-amiral Kurita a bien rebroussé chemin, vers 16 h 30, en attendant les résultats des attaques des avions japonais basés à terre, contre les porte-avions américains, s'est-il justifié auprès de l'amiral Toyoda. Le Musashi a finalement coulé, vers 19 h 35. Mais, à 19 h 30, l'amiral Toyoda lui a signalé : « Confiante dans l'aide de Dieu, la force entière attaquera », ce qui dans son esprit signifie que la flotte doit avancer, même si elle doit être totalement perdue et le vice-amiral Kurita l'a bien compris. Aussi a-t-il remis le cap à l'est, vers le détroit de San-Bernardino. Ce mouvement n'a pas échappé aux reconnaissances américaine et a été signalé à l'amiral Halsey. Celui-ci, considérant qu'il ne devait pas diviser ses forces, a donné ordre vers 20 h 20 à tous ses Task Groups (hormis le TG 38.1) de mettre cap au nord, pour aller attaquer l'escadre du vice-amiral Ozawa. Iil fait envoyer au vice-amiral Kinkaid un message indiquant que la force japonaise qu'il avait attaquée dans la journée, très affaiblie, est encore en mer de Sibuyan. Ce mouvement de la TF 38 ouvre la voie à la force de l'amiral Kurita. Les grands subordonnés de l'amiral Halsey, les vice-amiraux Mitscher et Lee, les contre-amiraux Bogan et Davison, ne partagent pas ses analyses mais l'amiral n'a rien voulu entendre.
Peu après 23 h, les navires du TG 38.3 qui ont été endommagés en portant secours à l'USS Princeton ont mis le cap sur Ulithi, après que le captain Inglis, commandant de l'USS Birmingham, ai dit à la radio au contre-amiral Sherman : « Essaierons de revenir aussitôt que possible. Au revoir. Bonne chance. Frappez les fort pour nous! ». Un nouveau message est reçu signalant qu'une reconnaissance aérienne nocturne situe les cuirassés japonais très près du détroit de San-Bernardino, ceux-ci ayant marché à plus de 20 nœuds. L'amiral Halsey juge que c'est caractéristique de l'entêtement japonais « à la Guadalcanal ».
Au milieu de la nuit, la Task Force 34 est constituée, le vice-amiral Lee sur l'USS Washington commandant la ligne de bataille. L'amiral Halsey, sur l'USS New Jersey est chargé de la coordination tactique de cette Force de Frappe de Surface Lourde, réunissant les six cuirassés et les sept grands croiseurs des TG 38.2, 3 et 4.
Le vice-amiral Ozawa, entendant à la radio en milieu d'après-midi le vice-amiral Kurita annoncer qu'il fait demi-tour en conclut que le Plan Sho-Gô a échoué et il met le cap sur le Japon. Cependant, le message comminatoire de l'amiral Toyoda lui fait remettre cap au sud, et il lance vers le sud les deux cuirassés hybrides, aux ordres du contre-amiral Matsuda. Il les rappelle dans la nuit et les redirige cap au nord pour attirer les porte-avions américains toujours plus loin. Il a été signalé par des reconnaissances américaines qui ont perdu le contact dans la nuit.

###### Dans le détroit de Surigao, victoire écrasante des cuirassés anciens américains
Dans la soirée du 24 octobre, il ne fait aucun doute pour le vice-amiral Kinkaid et le contre-amiral Oldendorf qu'une attaque japonaise avec au moins deux cuirassés va avoir lieu pour entrer dans le golfe de Leyte par le détroit de Surigao. Le Groupe d'Appui Feu et de Bombardement de la VIIe Flotte (TG 77.2), renforcé du Groupe de Couverture Rapprochée (TG 77.3) sont disposés à l'extrémité nord du détroit, au débouché dans le golfe de Leyte, avec six cuirassés anciens, et, à quelques nautiques plus au sud, huit croiseurs, en ligne, à l'est sur le flanc gauche, les USS Louisville, navire amiral du contre-amiral Oldendorf, Portland, Minneapolis (de la CruDiv4), Denver  et Columbia (de la CruDiv12) , et à l'ouest, sur le flanc droit, les HMS Shropshire, USS Phoenix navire amiral du contre-amiral Berkey, et Boise. Vingt-six destroyers, appartenant à quatre divisions, sont répartis sur les deux côtés du détroit, de façon à en rendre plus difficile le repérage par radar,. Trente-neuf vedettes lance-torpilles (PT boats), appartenant à treize flottilles sont échelonnées dans le détroit jusqu'en mer de Mindanao à l'ouest.
Les premières attaques des PT boats commencent vers 22 h 30 contre les navires japonais avançant en file, quatre destroyers en tête, puis les deux cuirassés Fusō et Yamashiro, le croiseur lourd Mogami fermant la marche. Ces attaques se succédent jusqu'à une attaque massive vers 2 h mais n'ont pas de résultats marquants. L'attaque des destroyers américains, à partir de 3 h, a coulé deux destroyers japonais et endommagé considérablement les deux cuirassés, au point qu'à 3 h 49, le Fusō a explosé et s'est coupé en deux, les deux parties dérivant en flammes dans le détroit avant de couler. Sur le Yamashiro, le vice-amiral Nishimura continue d'avancer. Son dernier message est : « Nous avons reçu une attaque à la torpille. Vous devez avancer et attaquer tous les navires ».
Quelques minutes plus tard, les croiseurs puis les cuirassés du Groupe d'Appui Feu du contre-amiral Oldendorf, en position de « barrer le T » de l'escadre japonaise, ouvre le feu. Le tir des cuirassés américains dépend de la qualité de leurs radars de direction de tir. L'USS West Virginia et l'USS Tennessee qui avaient bénéficié d'une véritable reconstruction après Pearl-Harbor ont tiré respectivement seize et treize salves, l'USS California neuf, l'USS Maryland six, l'USS Mississippi une pour décharger ses canons après la bataille, et l'USS Pennsylvania aucune. Dans la confusion du combat, il est très difficile à chacun de repérer ses coups au point que le contre-amiral Oldendorf a dû ordonner de suspendre le feu, à 4 h 10, pour permettre à un destroyer américain pris sous des tirs fratricides, de se dégager. À 4 h 19, le Yamashiro, en flammes, a disparu et le croiseur lourd Mogami est contraint de se replier vers le sud, ne gouvernant plus,. Le commandant et le second ont été tués sur la passerelle, ils ont été promus contre-amiraux à titre posthume. Seul le destroyer Shigure survit à cette bataille qui est le dernier engagement entre cuirassés de l'Histoire.
La 5e Flotte du vice-amiral Shima qui n'a aucune liaison avec le vice-amiral Nishimura, entre vers 3 h dans le détroit. Une attaque des vedettes lance-torpilles américaines ralentit un croiseur léger mais le vice-amiral Shima continue d'avancer cap au nord à 28 nœuds, guidé par la lumière de la canonnade, avec ses deux croiseurs lourds, Nachi et Ashigara. Il ne trouve sur le champ de bataille qu'un destroyer japonais endommagé et le Mogami qui se traîne, avec lequel le Nachi est entré en collision vers 4 h 30,. Ses destroyers ne trouvant, dans la fumée, aucun bâtiment américain, le vice-amiral Shima a fait demi-tour à 4 h 45. Le contre amiral Oldendorf avait attendu en effet 4 h 30 pour ordonner la poursuite. Les croiseurs américains aperçoivent l'escadre japonaise se retirant cap au sud à 25 000 mètres. Vers 5 h 30, ils canonne le Mogami. Quand le jour se lève, les USS Denver et Columbia achève, vers 7 h 20, un destroyer de l'escadre du vice-amiral Nishimura. Les avions des porte-avions d'escorte de la VIIe Flotte achève le Mogami. Le croiseur léger Abukuma de l'escadre du vice-amiral Shima, déjà endommagé, est achevé par des bombardiers des US Army Air Forces.
À 7 h 28, le vice-amiral Kinkaid signale « Well done! » au contre-amiral Oldendorf, qui reçoit pour son action à la bataille du détroit de Surigao la Navy Cross. Mais, dix minutes après ce message de félicitations, un ordre de mettre cap au nord lui parvient : la Force Centrale du vice-amiral Kurita a pris sous son feu, au large de l'île de Samar, les porte avions d'escorte de l'unité 3 du Task Group 77.4.

###### Au large de Samar, les petits porte-avions américains viennent à bout des croiseurs lourds japonais
On a vu les raisons pour lesquelles l'amiral Halsey, au soir de la bataille en mer de Sibuyan, a laissé la force principale japonaise du vice-amiral Kurita déboucher, sans coup férir, du détroit de San-Bernardino (même si le vice-amiral Lee y a vu « la plus grosse bourde tactique de la guerre »).

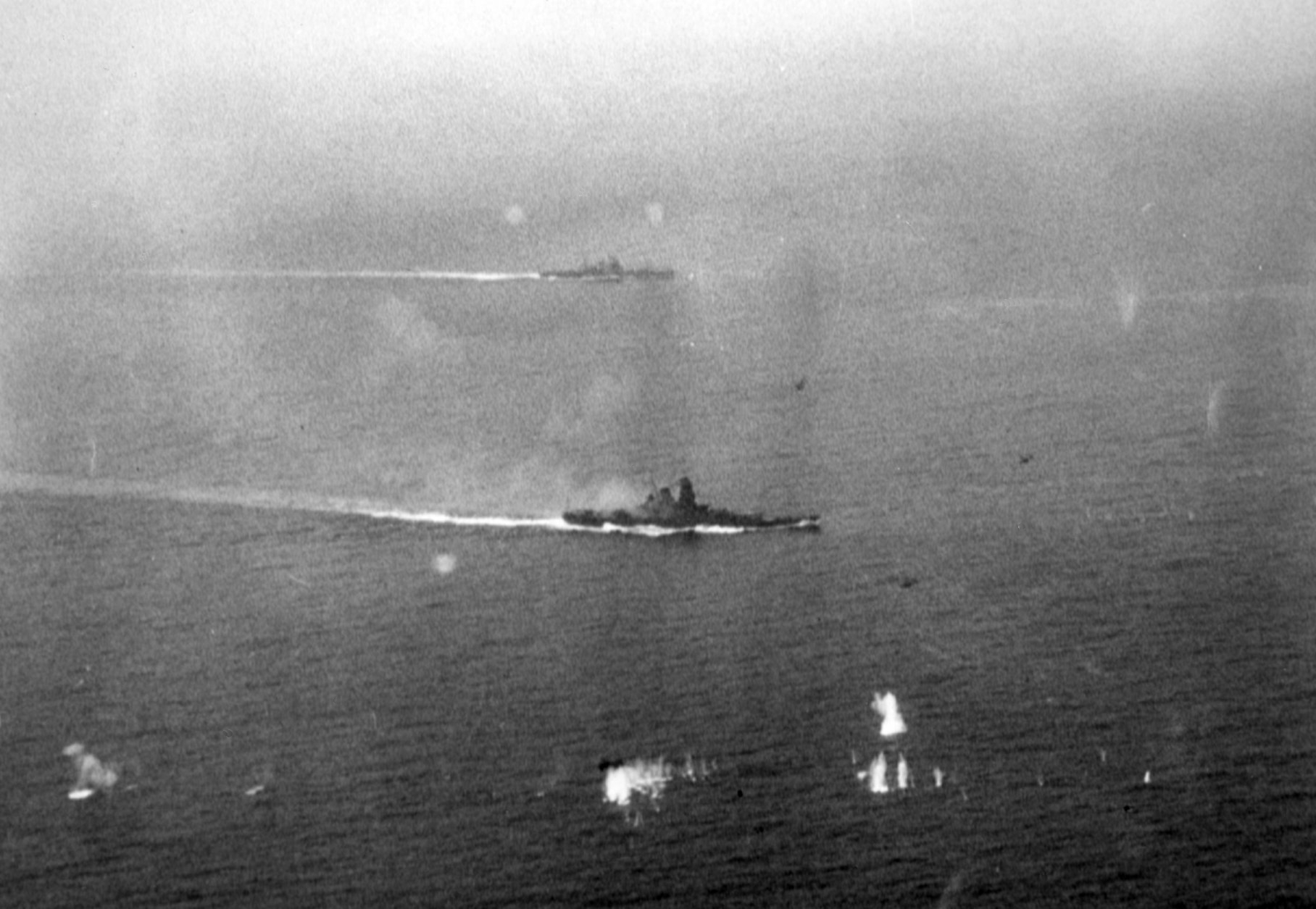
Le Yamato et un croiseur de la, s'avançant à la bataille, au large de l'île de Samar, le 25 octobre 1944.

Toujours est-il, que vers 6 h 45, les patrouilles anti sous-marines lancées au lever du jour par les porte-avions d'escorte de la Taffy 3 (c'est-à-dire l'unité 3 du Groupe de Soutien des Porte-avions (TG 77.4) repèrent de grands bâtiments japonais approchant cap au sud sud-est. En effet, les marins japonais ont aperçu des porte-avions qu'ils n'ont pas réussi à identifier, route à l'ouest à 14 nœuds ; certains ont même cru d'abord qu'ils étaient japonais.
Commettant l'erreur assez fréquente de surestimer l'adversaire survenant de façon impromptue, prenant des destroyers pour des croiseurs et des porte-avions d'escorte pour des porte-avions d'escadre, le vice-amiral Kurita lance le signal « Attaque générale! ». À 6 h 58, le Yamato ouvre le feu et d'énormes gerbes colorées tombent dangereusement près des navires du contre-amiral Clifton Sprague

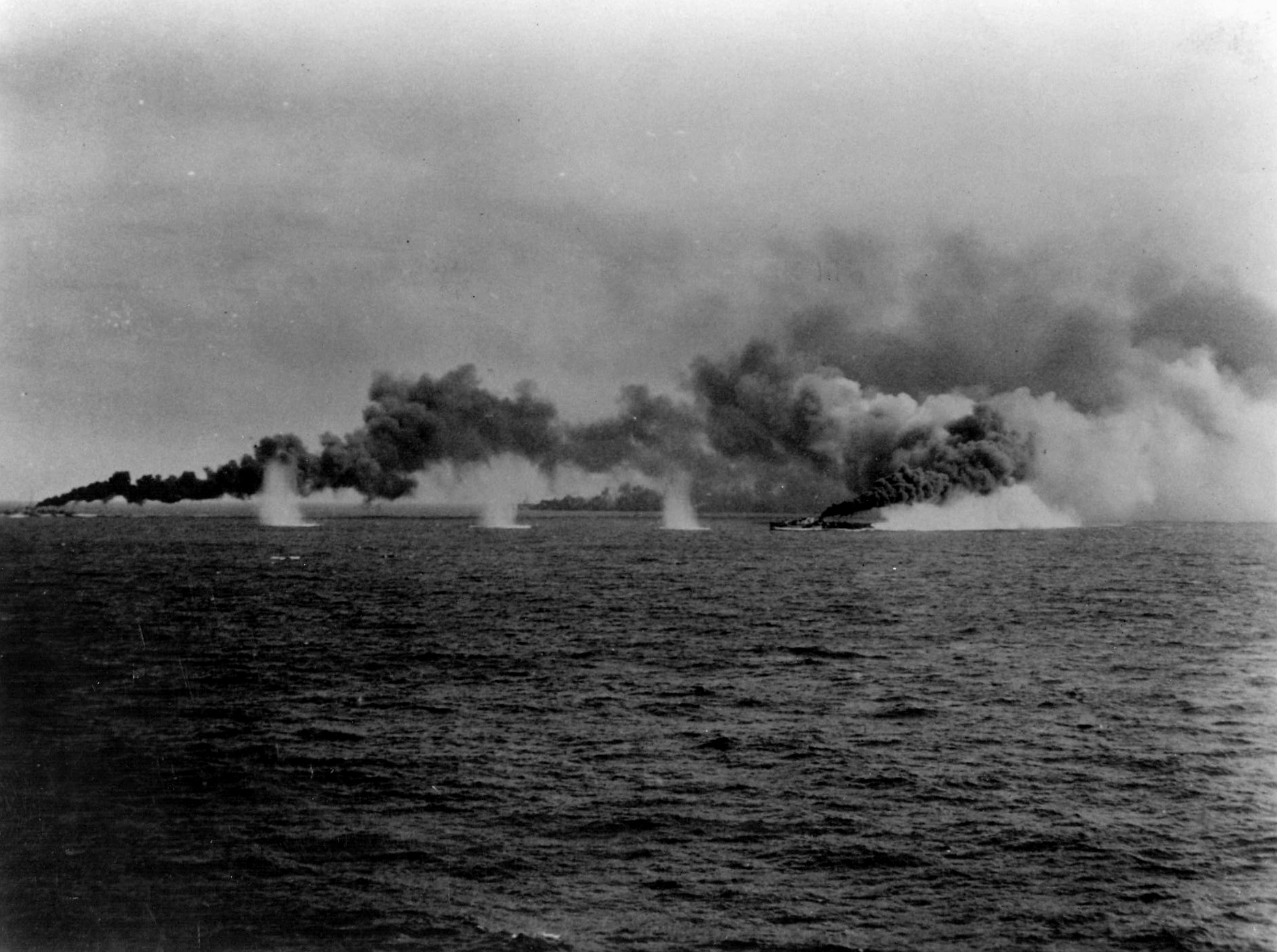
Les destroyers et escorteurs des porte-avions tendent un rideau de fumée pour les masquer.

Celui-ci ordonne de mettre cap à l'est, à 16 nœuds, et de s'apprêter à lancer tous leurs avions. Mais pour les marins américains la surprise est totale, ils ne s'attendaient pas, stratégiquement, à se trouver face à des cuirassés et des croiseurs lourds dont ils se croyaient protégés par les cuirassés rapides de la IIIe Flotte, et tactiquement, leur mission était d'appuyer des troupes à terre ; ils n'avaient pas les bombes leur permettant d'attaquer des navires cuirassés qui pouvaient filer jusqu'à dix nœuds de plus qu'eux. Face aux navires japonais qui ont pris une route légèrement convergente, un peu au sud de l'est, et marchent à 25 nœuds, les porte-avions d'escorte américains n'ont aucune chance de s'échapper. Les trois destroyers de la classe Fletcher et les quatre petits destroyers d'escorte qui constituent leur écran de navires d'escorte, entreprennent aussitôt de tendre des rideaux de fumée pour les masquer. Vers 7 h 20, un fort grain de pluie dans lequel ils se sont réfugiés a opportunément permis aux porte-avions de mettre alors cap au sud, à leur vitesse maximale de 17 nœuds, pour se rapprocher des autres porte-avions du Task Group 77.4 et des cuirassés et croiseurs du contre-amiral Oldendorf, alors occupés, bien plus au sud, à achever les éclopés japonais de la bataille nocturne du détroit de Surigao. Sans en attendre l'ordre, les destroyers partent, dès 7 h 30, attaquer à la torpille et au canon les grands navires japonais. L'USS Johnston engage et torpille le Kumano qui a dû quitter la ligne de bataille, le contre-amiral Shiraishi transférant sa marque sur le Suzuya, tandis que l'USS Hoel manque de peu le Kongō.
Cependant, les Japonais ont vite fait de reprendre la poursuite, lançant sur le flanc gauche les croiseurs lourds, sur le flanc droit les destroyers tandis que les cuirassés talonnent les porte-avions. Aussi, à 7 h 40, le contre-amiral Clifton Sprague ordonne au commander Thomas de passer à l'attaque avec tous les bâtiments de son écran de destroyers.

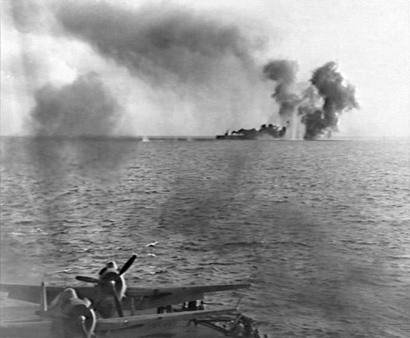
Le porte avions d'escorte encadré par les tirs japonais, vu depuis l'.

Les porte-avions d'escorte sont conçus, comme leur nom l'indique, pour protéger les convois, mais ils se sont révélés excellents pour assurer la couverture aérienne rapprochée des débarquements ce qui leur a valu le surnom de jeep carriers, c'est-à-dire en français : porte-avions à tout faire. Cependant, les seuls navires qu'ils n'étaient pas prêts à affronter, en raison notamment de leur faible vitesse maximale, c'étaient des cuirassés et de grands croiseurs.
De leur côté, les destroyers étaient de redoutables adversaires pour les grands bâtiments de surface, ceux de la Royal Navy l'avaient montré en Méditerranée et en Arctique, encore qu'il était préférable pour eux d'avoir le soutien de quelques grands navires à proximité, ce qui n'était pas le cas ce matin-là, ce qui explique le comportement alarmiste du vice amiral Kinkaid, réclamant le secours de la TF 34.
Jouant de leur maniabilité et de la grande vitesse de tir de leur excellente batterie de 127 mm, malgré les impacts des obus de 203 mm qui les endommagent gravement, les trois destroyers de la TU 77.4.3 zigzaguent, lancent leurs torpilles et criblent d'obus, pendant deux heures, les superstructures des croiseurs lourds et des cuirassés japonais, ce qui en a désorganisé la formation. Mais à 9 h 30, le petit destroyer d'escorte USS Samuel B. Roberts qui a réussi à s'approcher à 2 500 mètres du Chōkai  pour lui loger une torpille dans la poupe, doit être abandonné par son équipage. Les USS Hoel et Johnston succombent finalement aussi sous les obus des cuirassés et des croiseurs lourds japonais.

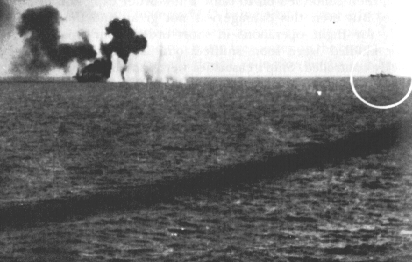
L'USS Gambier Bay sous le feu de bâtiments japonais, dont un est visible à l'horizon à droite

Les porte-avions, quant à eux, encaissent nombre d'obus de gros calibre mais les cuirassés japonais tirent des obus de pénétration qui ont parfois perforé les tôles minces des porte-avions d'escorte, sans exploser. Le porte-avions USS Gambier Bay, accablé sous les coups du Chikuma, coule finalement vers 8 h 45.
Du côté japonais, les croiseurs lourds étaient des navires puissamment armés et rapides mais qui avaient un point faible : au cours des refontes dont ils avaient bénéficié à la fin des années 1930, les tubes lance-torpilles, initialement installés dans la coque, avaient été remplacés par des plates-formes orientables triples ou quadruples montées sur le pont principal ou le pont supérieur donc moins bien protégées contre les obus ou les bombes adverses. De surcroît, les torpilles Longues Lances à oxygène pur américaines étaient très puissantes et leur explosion à bord des croiseurs a provoqué des dégâts considérables. Le Chokai a ainsi été endommagé gravement par l'explosion de ses torpilles, avant 9 h, puis il a été immobilisé par des "Avengers" de l'USS Kitkun Bay. Son équipage a été recueilli peu après 10 h par le destroyer Fujinami qui l'a sabordé dans la soirée. Il a été coulé deux jours plus tard, avec tout son équipage et les rescapés du Chokai.
Avec quatre cuirassés et deux croiseurs lourds (Haguro et Tone) indemnes, le vice-amiral Kurita dispose encore d'une redoutable puissance de feu, et les navires américains, qu'il s'agisse des porte-avions du contre-amiral Clifton Sprague, mais aussi des autres porte-avions de la VIIe Flotte, aux ordres du contre-amiral Thomas Sprague, paraissaient bien près de succomber, quand vers 9 h 30, le vice-amîral Kurita signale « À tous les navires, ma route au nord, vitesse 20 nœuds », alors que ses croiseurs lourds se trouvent à moins de 5 nautiques des porte-avions. Les navires japonais ont fait demi-tour. Le vice-amiral Kinkaid ne s'en est pas trouvé rassuré : les cuirassés anciens du Groupe Appui Feu du contre-amiral Oldendorf n'avaient que pour deux d'entre eux des systèmes de conduites de tir leur permettant d'affronter les cuirassés du vice-amiral Kurita, alors que leur dotation en munitions était très entamée par les bombardements préparatoires au débarquement de Leyte et qu'ils ne pouvaient filer que cinq à dix nœuds de moins que leurs adversaires éventuels. Aussi le vice-amiral Kinkaid continue à envoyer message sur message réclamant l'intervention des cuirassés rapides et des grands porte-avions de la IIIe Flotte.

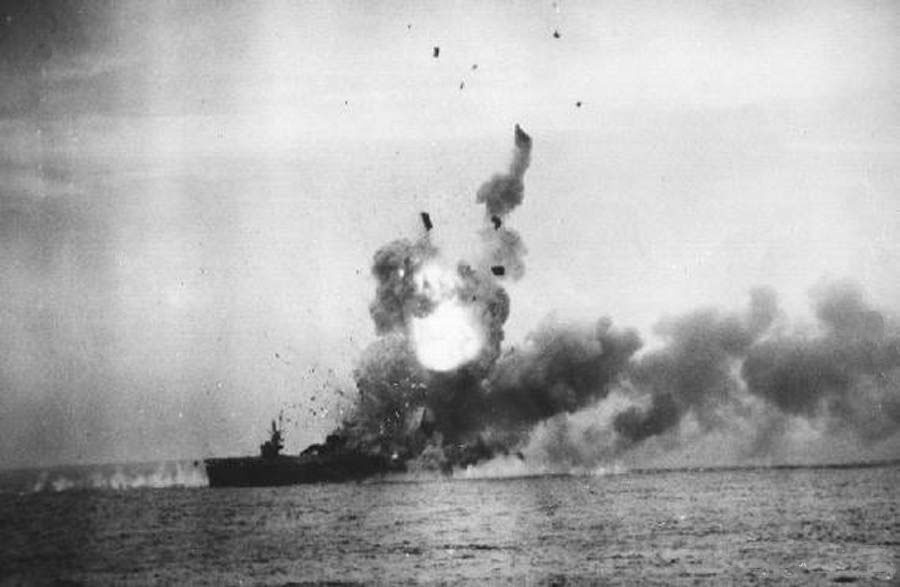
L'USS St. Lo a été le premier bâtiment de l'US Navy coulé par une attaque d'avion-suicide.

Bien que les motivations du vice-amiral Kurita n'aient jamais été complètement éclaircies, il semble qu'il a d'abord voulu réorganiser sa formation, très dispersée par près de trois heures de combats. Son intention de manœuvre initiale était de contourner par le nord et l'est l'île de Samar pour entrer dans le golfe de Leyte au lever du jour, de façon coordonnée avec l'escadre du vice-amiral Nishimura, pour y canonner les navires de débarquement américains, jusque vers Tacloban, et repartir ensuite par le détroit de Surigao. Mais il avait plusieurs heures de retard, à la suite des batailles en mer de Sibuyan et au large de Samar.Ill était sans nouvelles de ce qui était advenu du vice amiral Nishimura. Entrer dans le golfe de Leyte avec six heures de retard lui est alors apparu comme « tomber dans un piège de l'ennemi », en le mettant à la merci d'attaques de la IIIe Flotte dont il ignorait la position.
Dans le même temps, sans que le vice-amiral Kurita en soient prévenus, les amiraux Ōnishi et Fukudome, commandants les 1re et 2e Flottes Aériennes japonaises, basées aux Philippines, sachant la mission de sacrifice de la Flotte, pensent qu'il leur faut agir avec autant de détermination et d'esprit de sacrifice. Ils décident d'engager la Force Spéciale d'Attaque, plus connue sous l'appellation de Kamikaze. Les porte-avions d'escorte qui ne sont pas sous le feu des navires de surface japonais sont les première cibles, dès le matin. À 10 h 49, les porte-avions d'escorte du contre amiral Clifton Sprague sont attaqués à leur tour, et, dès 11 h, l'USS St. Lo est si endommagé qu'il faut l'abandonner. Il coule à 11 h 25,.

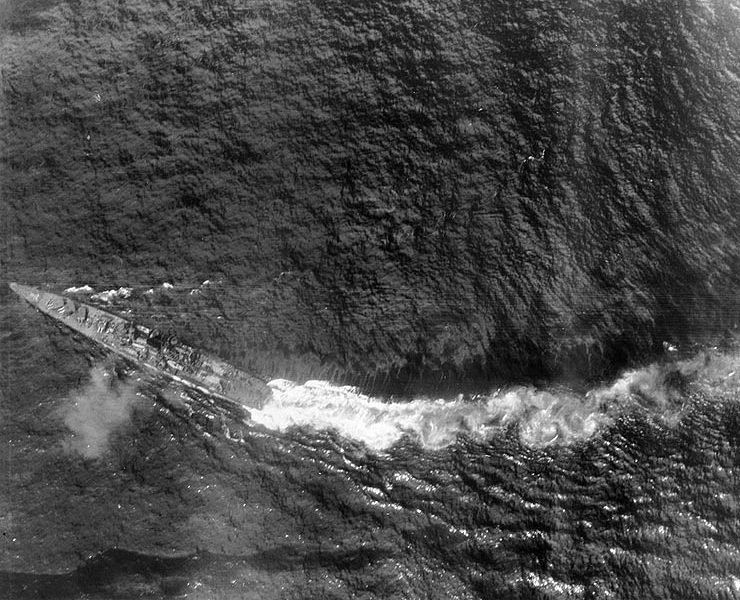
Le Chikuma utilise ses hélices pour manœuvrer au large de Samar, après qu'une torpille a endommagé son gouvernail.

Pour autant, symétriquement, l'aviation embarquée des porte-avions d'escorte de la VIIe Flotte américaine continue d'attaquer les bâtiments japonais. Le Suzuya qui avait déjà été endommagé par des torpilles aériennes en début de matinée est attaqué de nouveau par une trentaine d'avions, après 10 h. L'explosion de ses torpilles endommage ses machines et il est immobilisé. Vers 11 h, le destroyer Okinami reçoit l'ordre d'aller l'assister. Le contre-amiral Shiraishi transfère une seconde fois sa marque, cette fois sur le croiseurTone. Vers midi, les torpilles restantes ayant explosé, le Suzuya doit être abandonné et coule un peu plus d'une heure plus tard. Le Chikuma subit aussi, vers 9 h, une attaque des avions de l'unité 2 du TG 77.4, celle du contre-amiral Felix Stumpqui l'endommage à ses hélices et au niveau de son gouvernail, ce qui le rend à peu près ingouvernable. Après qu'il a reçu à bâbord deux torpilles de l'USS Kitkun Bay, le Nowaki est détaché pour l'assister. Il reçoit encore trois torpilles de USS Ommaney Bay et coule vers 14 h 30. 120 rescapés sont recueillis par le Nowaki.
Surpris par les messages alarmistes reçus du vice
-amiral Kinkaid, l'amiral Halsey n'a d'abord pas changé son dispositif. Il a constitué dans la nuit la Task Force 34 avec les cuirassés rapides et de grands croiseurs pour achever les éclopés japonais. Il fait lancer l'aviation embarquée de la Task Force 38 contre les porte-avions de l'amiral Ozawa dès le lever du jour, et donne ordre à la Task Force 34 de mettre cap au nord à 25 nœuds pour aller achever les navires japonais avariés. Il demande cependant vers 8 h 30 au vice-amiral McCain, en route avec son Task Group 38.1 pour se ravitailler à Ulithi, de faire demi-tour et de lancer une attaque aérienne contre les cuirassés japonais au large de Samar. Mais après avoir reçu un message, vers 10 h, non plus du vice-amiral Kinkaid, mais de l'amiral Nimitz, Commandant-en-Chef à Pearl Harbor, demandant « Où est la Task Force 34 ? Le monde s'interroge », il fait faire, de très mauvais gré, demi-tour aux cuirassés rapides, lesquels il se trouvait à 45 nautiques de navires japonais immobilisés. Il met cap au sud, avec le Task Group 38.2 du contre amiral Bogan, pour se porter au secours de la VIIe Flotte. Il signale alors qu'il ne pourrait être attendu avant 8 h le lendemain.
C'est à peu près au même moment que le vice amiral Kurita décide, après avoir longuement examiné la situation avec son état-major, d'abandonner l'objectif initial, et de mettre cap au nord, pour rechercher la IIIe Flotte américaine, qu'il situe au nord-est du détroit de San-Bernardino, alors qu'elle est en fait à 250 nautiques plus au nord, soit à plus d'une demi-journée de route à 20 nœuds. Il est attaqué peu après, sans résultats décisifs, par l'aviation embarquée du Task Group 38.1 du vice-amiral McCain, lancée à l'extrême limite de son rayon d'action, puis par les appareils de l'unité 77.4.2 du contre-amiral Stump.
Le vice-amiral Kinkaid, craignant toujours une nouvelle attaque du vice-amiral Kurita, continue d'appeler à l'aide. L'amiral Halsey, vers midi, a alors dissous la Task Force 34 et constitué un Task Groupe 34.5, autour des deux cuirassés de la classe New Jersey, les plus rapides, des USS Vincennes et Miami de la 14e Division de Croiseurs et de l'USS Biloxi, avec lesquels il a mis cap au sud à 28 nœuds, vers 16 h, dès que les destroyers ont eu refait leurs pleins. Il laisse en arrière l'USS Washington, les cuirassés de la classe South Dakota et les trois porte-avions rapides du Task Group 38.2.
L'aviation embarquée américaine des porte-avions rapides du vice-amiral McCain et des porte-avions d'escorte du contre-amiral Stump continuent d'attaquer jusque vers 17 h 30 les cuirassés et les croiseurs restants de la Force Centrale du vice-amiral Kurita, sans parvenir à l'entamer sérieusement. Ayant alors reçu la nouvelle de l'annihilation des porte-avions du vice-amiral Ozawa, le vice-amiral Kurita, alors qu'il se trouve au large de la pointe nord-est de l'île de Samar, met le cap vers le détroit de San-Bernardino. En marchant à une allure de 24 nœuds, il l'a atteint vers 22 h.

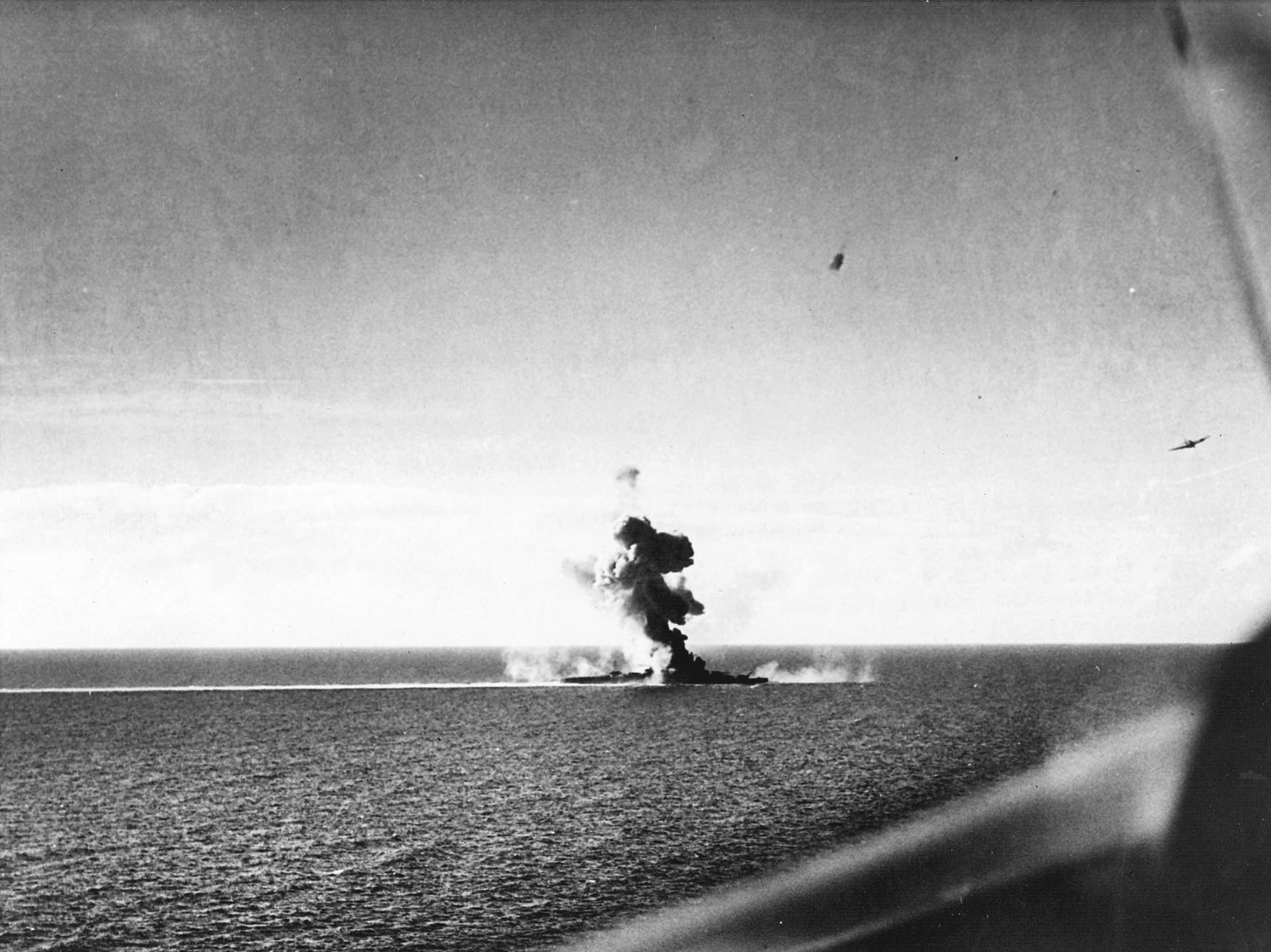
Le Kumano attaqué par l'aviation embarquée américaine, le 26 octobre.

À minuit, l'amiral Halsey est à 40 nautiques de l'entrée du détroit de San-Bernardino, suivi à une distance équivalente des autres cuirassés rapides et du Task Group 38.2 du contre amiral Bogan. Il a manqué l'escadre japonaise d'à peu près deux heures. À 0 h 25, il arrête la poursuite et envoie aussitôt la 14e Division de croiseurs reconnaître un contact radar à 12 nautiques au sud sur lequel les croiseurs ouvrent le feu à 15 000 mètres : le destroyer Nowaki est coulé avec la totalité de son équipage et des rescapés du croiseur Chikuma.
Les porte-avions de la IIIe Flotte harcelent dans la journée du 26 octobre les navires japonais en retraite dans la mer de Sibuyan. Ils réussissent à endommager le Kumano qui réussit cependant à regagner Manille. Les attaques de Kamikaze se poursuivent sur les porte-avions d'escorte de la VIIe Flotte qui harcèlent un important convoi japonais de transport de troupes amenant des renforts en baie d'Ormoc sur la côte occidentale de l'île de Leyte, là où les Américains ont débarqué début décembre.
Au cours de la bataille au large de Samar, les pertes en vies humaines de l'U.S. Navy, de l'ordre de 1 500 tués ou noyés, ont été les plus lourdes subies au cours d'une bataille, après celles de Pearl Harbor et celles de la bataille de l'île de Savo, car les rescapés de navires coulés le 25 octobre au matin (le porte-avions d'escorte USS Gambier Bay, deux destroyers et un bâtiment d'escorte) ont dû attendre deux jours avant d'être recueillis. Les pertes japonaises ont été alourdies par la disparitions corps et biens des destroyers qui avaient recueilli les rescapés des Chokai et Chikuma.
Le commandant et le second du Chokai qui ont été tués ont été promus contre-amiraux à titre posthume.
Le  commander Evans (en), commandant de l'USS Johnston, qui a mis hors de combat le Kumano, a reçu à titre posthume la Medal of Honor, la plus haute distinction militaire des États-Unis. Le  lieutenant commander Copeland (en), commandant du destroyer d'escorte USS Samuel B. Roberts qui a torpillé le Chokai et attaqué le Chikuma, a reçu la Navy Cross, ainsi que les contre-amiraux Oftsie, commandant la 26e division de porte-avions, dont faisait partie l'USS Gambier Bay, Clifton Sprague, commandant la TU 77.4.3 et la 25e division de porte-avions dont faisait partie l'USS St. Lo, Felix Stump, commandant la TU 77.4.2 et Thomas Sprague, commandant la TU 77.4.1 et le TG 77.4.

###### Au large du cap Engaño, les cuirassés modernes américains "n'ont subi ni infligé aucun dommage"
L'essentiel des combats qui ont opposé les navires japonais du vice-amiral Ozawa aux navires américains de la Task Force 38 du vice amiral Mitscher a été mené par des porte-avions. Aucun croiseur lourd ne fait partie du "Corps Principal" japonais, et on a vu que des six cuirassés et sept grands croiseurs que l'amiral Halsey avait rassemblés dans une nouvelle Task Force 34, seuls trois croiseurs ont pris une part, au demeurant très limitée, aux combats au large de Samar.

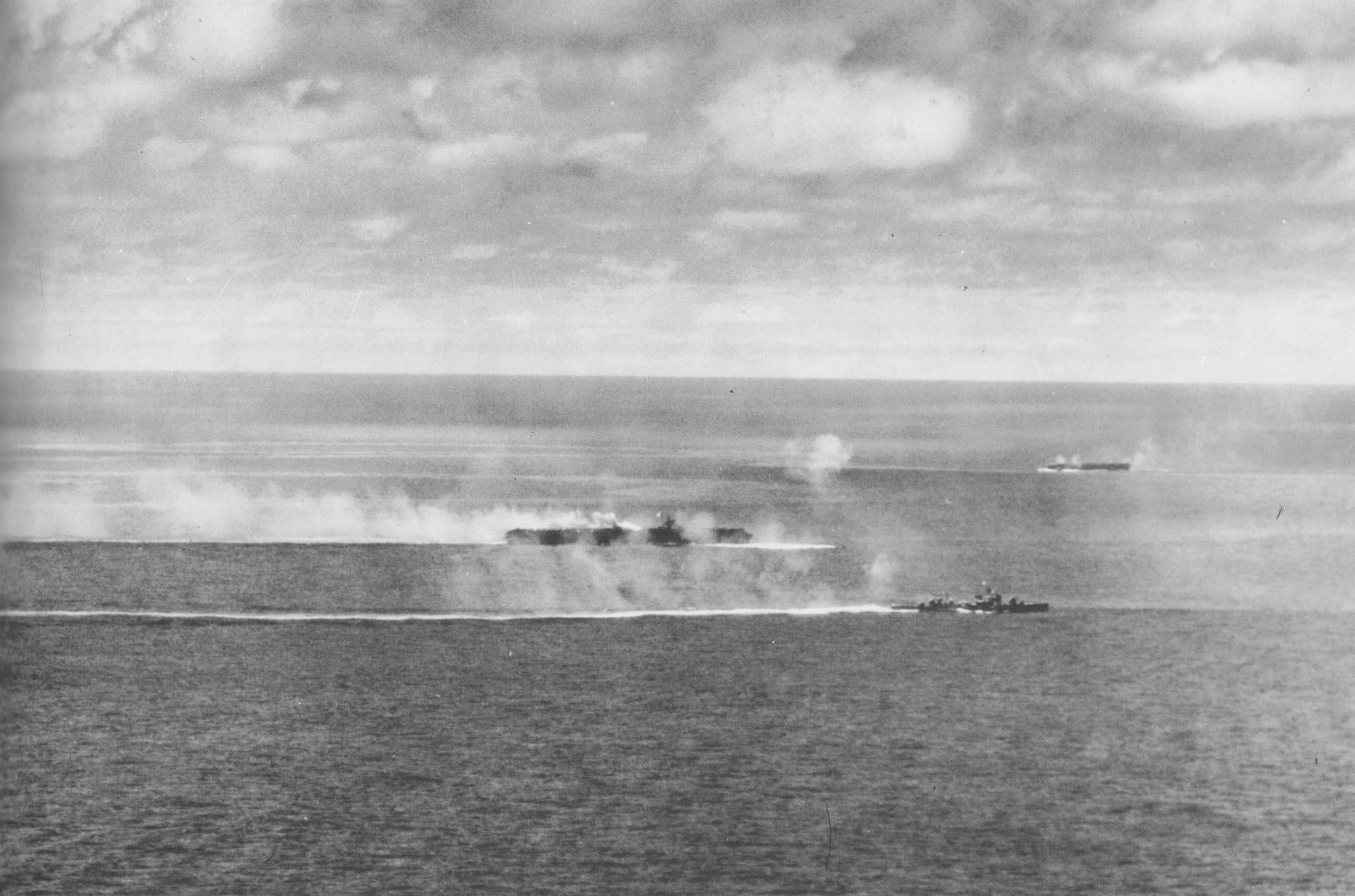
Le grand porte-avions Zuikaku, pendant la bataille du cap Engaño, au début de l'après-midi du 25 octobre 1944

Pour ce qui est de la bataille du cap Engaño, l'aviation embarquée sur les porte-avions rapides américaine a engagé plus d'appareils contre quatre porte-avions avec très peu d'avions à bord que contre cinq cuirassés et six croiseurs lourds en mer de Sibuyan. La première vague d'attaque de la Task Force 38 compte 180 appareils qui sont lancés contre les deux porte-avions de la classe Chitose : un est coulé et l'autre immobilisé ; ce dernier échappe à une destruction immédiate à la suite du demi-tour de la Task Force 34 américaine. Le vice-amiral Ozawa, transfère sa marque du porte-avions Zuikaku dont les installations de transmissions ont été endommagées, sur le croiseur léger Ōyodo qui est doté d'installations de transmissions pour conduire une flotte. Après une deuxième vague, plus réduite (36 appareils) qui a suivi assez vite, la troisième vague, avec 160 appareils, deux heures plus tard, immobilise le Zuikaku qui coule vers 14 h 30.
Lorsque l'amiral Halsey décide de ne continuer vers le sud qu'avec ses cuirassés les plus rapides et les trois grands croiseurs légers du TG 38.2. Les deux grands croiseurs légers USS Santa Fe et Mobile qui avaient été prélevés sur le TG 38.3 et les deux croiseurs lourds USS Wichita, et New Orleans prélevés sur le TG 38.4, partent rejoindre leurs task groups. Le vice-amiral Mitscher constitue autour d'eux un Task Group 30.3, aux ordres du contre amiral DuBose.
Après que les porte-avions Zuikaku et Zuihō aient été détruits, et comme l'amiral Ozawa mène vers le Japon les deux cuirassés hybrides de la classe Ise, à peu près intacts, et trois croiseurs légers, le vice amiral Mitscher envoie le Task Group 30.3 achever les navires japonais endommagés. Le contre-amiral DuBose, préoccupé d'avoir à affronter des cuirassés armés de huit canons de calibre 356 mm avec des croiseurs, est rassuré de savoir que les cuirassés japonais s'éloignent vers le nord. Il repère le Chiyoda, immobilisé le matin, qui n'a pas été abandonné par son équipage. Le vice-amiral Mitscher ayant résolument refusé de l'attaquer, il est pris sous le feu des croiseurs américains et coule avec tout son équipage vers 16 h 50,. Le destroyer Hatsuzuki est coulé par les croiseurs, vers 19 h 30. Le vice-amiral Ozawa, pensant avoir affaire à deux cuirassés, fait demi-tour et marche avec les deux cuirassés hybrides à la rencontre des navires américains. La nuit étant tombée et ses destroyers commençant à être à court de mazout, le contre amiral DuBose fait demi-tour vers 21 h 50. Ne rencontrant personne, l'amiral japonais repart vers le nord. Un de ses croiseurs légers est coulé dans la nuit par un sous-marin d'une meute (les "Clarey's Crushers", en français : les Concasseurs de Clarey) placée sur sa route de retour au Japon,.
Le vice-amiral Mitscher reçoit la Navy Cross une deuxième fois, pour son commandement de la Task Force des Porte-avions rapides à la bataille du cap Engaño.
Après la bataille du golfe de Leyte, le vice-amiral Lee, dans son rapport d'opérations de commandant des cuirassés de la Flotte du Pacifique a écrit :
« Aucun dommage en bataille n'a été subi, ni n'a été infligé à l'ennemi, par les navires opérant en tant que Task Force Trente-Quatre ».
Après avoir perdu un croiseur lourd à la bataille de Midway et trois pendant la campagne des Îles Salomon, la Marine Impériale japonaise a eu six croiseurs lourds coulés et trois croiseurs lourds irrémédiablement endommagés, au cours des deux nuits et deux jours de la bataille du golfe de Leyte. Deux autres seront coulés dans le courant du mois suivant avant d'avoir pu rejoindre leurs bases de départ.

##### Bombardements aériens américains et attaques des kamikaze endécembre 1944

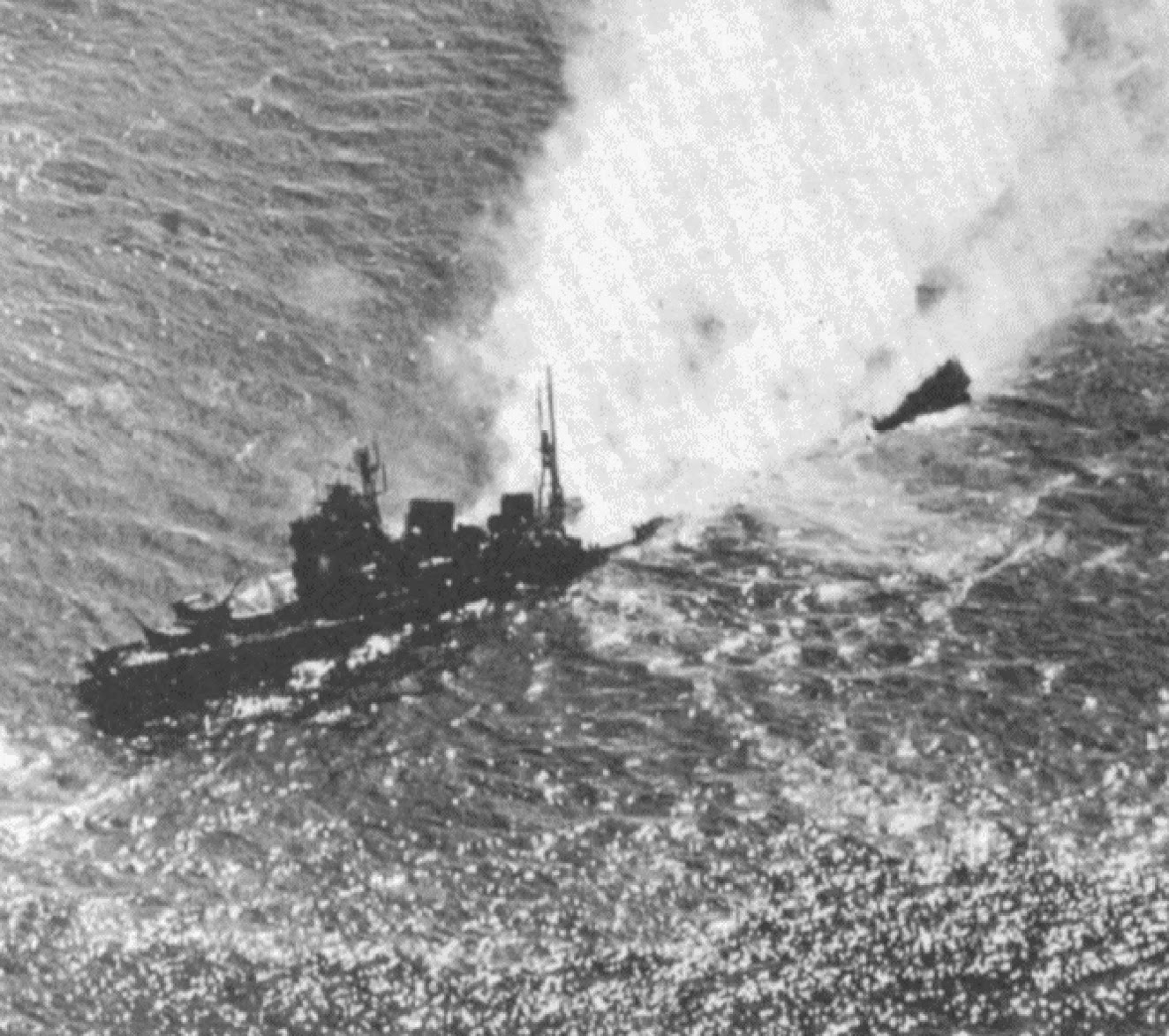
Le Nachi se brise sous les coups de porte-avions américains devant Corregidor, le 5 novembre 1944

Les conséquences de la victoire américaine ont été celles que craignait l'amiral Toyoda : les croiseurs lourds gravement endommagés qui avaient regagné Singapour (Takao, Myōkō) n'ont, faute de capacités industrielles suffisantes dans ce port, jamais pu être réparés. Le Tone qui a réussi à regagner le Japon n'a, par manque de carburant plus jamais repris la mer. Interrogé après la guerre par les Américains, le vice-amiral Ozawa qui a fini la guerre avec le titre formel de Commandant-en-Chef de la Marine impériale japonaise l'a dit clairement « Après (la) bataille (du Golfe de Leyte), les forces de surface sont devenues strictement des forces auxiliaires, et nous nous sommes appuyés sur les forces terrestres, les forces spéciales d'attaque (les kamikaze) et les forces aériennes ».
Les porte-avions de la Task Force 38, passée sous les ordres du vice-amiral McCain le 30 octobre, avec les USS Pasadena et Astoria qui en ont rallié l'escorte, continuent de bombarder les grands bâtiments japonais en repli. Le vice-amiral Shima ramène le Nachi, son navire amiral, à Manille en compagnie du Kumano. Ayant bénéficié de réparations à la coque, à la suite de sa collision avec le Mogami dans le détroit de Surigao, le Nachi doit appareiller le 6 novembre mais la veille, alors que le vice-amiral Shima a quitté son bord pour aller conférer à terre avec le vice-amiral Ito, Vice-Chef de l'État-Major Général de la Marine, le TG 38.3 a entrepris de bombarder la baie de Manille. Ayant appareillé en urgence pour gagner la haute-mer, le Nachi est touché à de nombreuses reprises dans la matinée et s'est trouvé très ralenti. Il se brisé vers 14 h 30 et coule ensuite.
L'Aoba qui a quitté Manille juste avant l'attaque aérienne de la IIIe Flotte du 5 novembre réussit à rejoindre l'arsenal de Kure : il est jugé irréparable. Le Kumano, réparé sommairement, fait partie du même convoi que l'Aoba et est victime de l'attaque d'une meute de sous-marins américains. Il doit se réfugier en baie de Dasol puis à Santa Cruz où il est coulé par l'aviation embarquée du USS Ticonderoga, le 25 novembre.

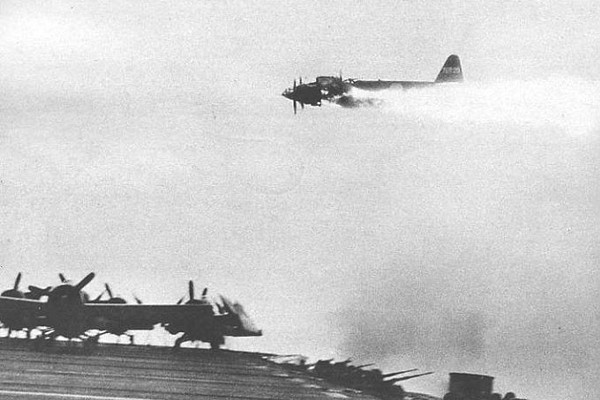
Un kamikaze manque de peu l'USS Ommaney Bay, devant Mindoro, le 15 décembre 1944

Les Japonais font appareiller le Myōkō de Singapour pour le réparer au Japon. Il est torpillé par le sous-marin USS Bergall le 12 décembre. Il doit alors rentrer à Singapour où il est resté immobilisé, l'arrière irrémédiablement détruit. Les deux derniers croiseurs de la classe Myōkō, restés opérationnels après la bataille du golfe de Leyte, opèrent entre Brunei, les îles Spratleys et les îles Lingga et Singapour. Le Haguro bénéficie de réparations à l'arsenal de Singapour, début décembre, puis couvre, aux ordres du contre-amiral Hashimoto, le retour du Myōkō. L'Ashigara, quant à lui, gagne la baie de Cam Ranh pour retrouver le Hyuga et l'Ōyodo, qui, à la mi-décembre, rapportent des munitions depuis le Japon. Il participe, à la fin décembre, à la défense de Mindoro contre l'attaque des Américains, ces derniers subissant de nombreuses attaques de kamikaze.
La résistance japonaise sur le plan aéronaval est, en effet, principalement le fait de l'aviation basée à terre et en particulier des kamikaze. Ceux-ci concentrent leurs attaques sur les porte-avions et sur les destroyers utilisés en “piquet radar”,. C'est ainsi que le 25 novembre, l'USS Intrepid est le premier porte-avions d'escadre touché par une attaque-suicide. Le 15 décembre l'USS Ommaney Bay y échappe de peu.
Mais en ce mois de décembre 1944, les pertes les plus sévères supportées par la Flotte du Pacifique, « les plus graves pertes que nous ayons subies dans le Pacifique, sans contrepartie, depuis la bataille de Savo » selon les mots de l'amiral de la Flotte Nimitz, sont provoquées par le typhon Cobra, le 14 décembre. Trois destroyers sont perdus avec près de 800 morts, près de vingt navires sont gravement endommagés, dont l'USS Miami qui a subi des déformations de la coque, mais aussi des porte-avions légers et des porte-avions d'escorte dont près de 150 avions sont passés par-dessus-bord.

#### Dans l'Arctique, le "Tirpitz" est détruit
Dans les eaux européennes, au second semestre de 1944, les sous-marins allemands ne sont plus en mesure de perturber gravement le flux de matériels, de carburant et d'hommes qui traversent l'Atlantique. Ainsi, en août, le convoi HX-300 de 169 bâtiments sur 19 colonnes traverse l'Atlantique sans une perte. En juillet, pour la première fois depuis le début de la guerre, la production des chantiers navals alliés compense les destructions causées par les U-boote. À partir d'août, les bases sous-marines en France sur l'Atlantique sont évacuées. À l'automne, les sous-marins allemands à schnorkel réussissent quelques attaques, dans les eaux britanniques, ce qui inquiéte l'Amirauté. Cependant les chantiers allemands n'ont plus les moyens de construire en nombre suffisant les nouveaux sous-marins, du type XXI ou XXIII, réclamés par le Grand-amiral Dönitz pour renverser le cours de la guerre sous-marine.
Le 14 juin, le vice-amiral Sir Henry Moore succède à l'amiral Sir Bruce Fraser comme Commandant-en-Chef de la Home Fleet. Le Tirpitz à la fin juin est réparé des dégâts subis en avril. Il subit en juillet et en août deux attaques de porte-avions emmenées par le vice-amiral Moore, sans grands résultats car les avions de la Fleet Air Arm ne sont pas assez rapides : ils ont été repérés avant d'arriver sur le cuirassé et celui-ci a pu être masqué par un nuage de fumée. Il est donc décidé que ce sera au Bomber Command de mener l'attaque. Ainsi, le 15 septembre, vingt-huit "Lancasters", partis d'un aérodrome de Russie septentrionale, l'endommage gravement avec des bombes “Tallboys” de 6 tonnes (Opération Paravane). Irréparable sur place, le cuirassé part mouiller en eaux peu profondes à côté de Tromsø mais il s'est ainsi trouvé plus proche des bases aériennes d'Écosse de 300 km. Repéré à la mi-octobre à son nouveau mouillage, le cuirassé allemand est bombardé le 29 octobre par 38 bombardiers lourds partis de la base RAF Lossiemouth mais un plafond très bas fait qu'il n'est endommagé que par un coup qui l'a manqué de peu. La Luftwaffe envoie trois escadrilles de bombardiers-torpilleurs pour attaquer les porte-avions ; le Grand amiral Dönitz aurait voulu plus de chasseurs. Les jours se raccourcissant, une dernière attaque (Opération Catechism) est lancée, le 12 novembre, avec une météo convenable, par 28 "Lancasters". Partis de Lossiemouth, ils mettent cinq "Tallboys" au but malgré une forte DCA mais sans opposition aérienne. Le Tirpitz, dont la tourelle Cæsar explose, chavire dans les cratères creusés par les bombes, sur son flanc bâbord.
Dès lors la Royal Navy peut diriger vers l'Extrême-Orient les cuirassés modernes, grands porte-avions et croiseurs nécessaires à la constitution d'une British Pacific Fleet dont l'amiral Fraser prend le commandement-en-chef, à la fin novembre 1944. Le vice-amiral Sir Arthur Power prend le commandemement-en-chef de la Flotte des Indes Orientales, ex-Flotte d'Orient, dont il avait mené plusieurs opérations, contre Sabang (opération Crimson) et contre les Îles Andaman-et-Nicobar (opération Pedal), fin juin et fin juillet 1944.

### En 1945, vers la victoire alliée

#### Dans le Pacifique, sous le souffle du "Vent Divin"

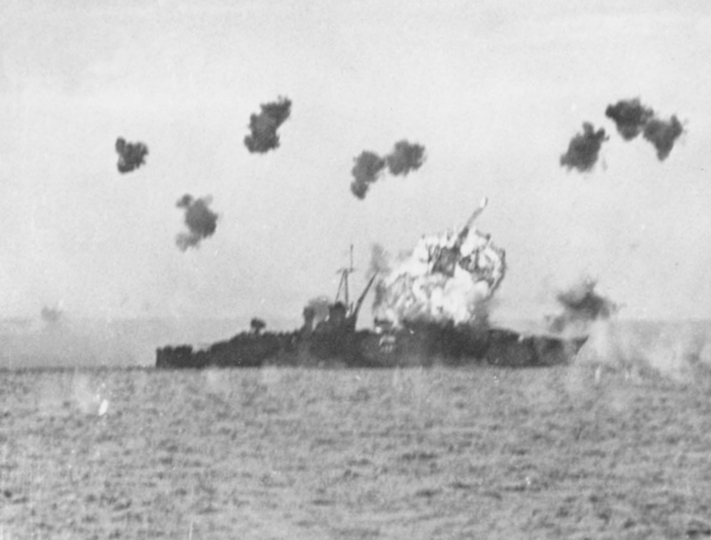
Le USS Louisville touché par un kamikaze dans le golfe de Lingayen, le 6 janvier 1945.

À la fin du XIIIe siècle, des typhons auraient dispersé la flotte mongole qui menaçait le Japon. Cette circonstance a conduit à y voir une intervention divine et est à l'origine de la dénomination de “vent divin” (en japonais : kamikaze) qui a été donné dans les années 1920, au destroyer éponyme de la classe Kamikaze. Fin 1944, le nom a été donné aux pilotes des Forces spéciales d'attaque dont la mission était de mener des attaques-suicides contre les forces américaines.

##### À l'attaque des Philippines
Après des attaques sporadiques, à la fin de la bataille du golfe de Leyte, et lors des derniers mois de 1944, la première attaque massive de kamikaze a lieu contre les navires en route pour l'invasion du golfe de Lingayen au nord de Luçon, dans les premiers jours de janvier 1945.

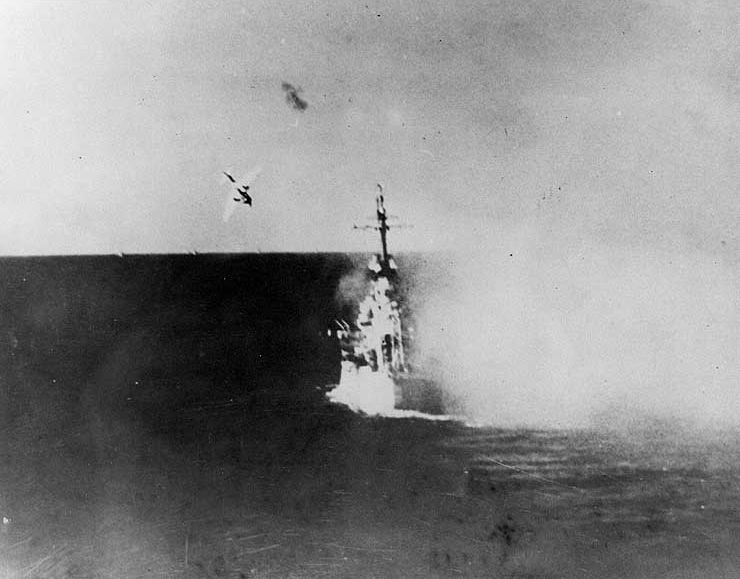
Le a été atteint, dans le golfe de Lingayen, par un kamikaze, ici le 6 janvier 1945, et une seconde fois le 9.

Le USS Louisville, navire amiral de la 4e division de croiseurs (CruDiv 4), sur lequel le contre-amiral Chandler a succédé au vice-amiral Oldendorf est touché à deux reprises, les 5 et 6 janvier 1945. Le contre-amiral Chandler y est mortellement blessé. Ce fut le dernier amiral américain tué au combat, après le contre-amiral Kidd, tué à Pearl Harbor, et les contre-amiraux Scott et Callaghan, tués à Guadalcanal.
Le USS Columbia est lui aussi touché deux fois, le 6 et le 9 janvier et doit partir se faire réparer pour six mois.

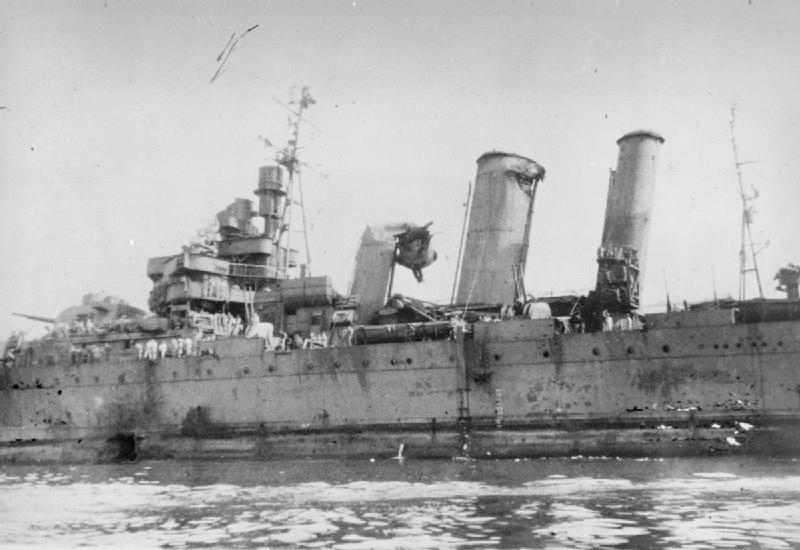
Le HMAS Australia, touché par leskamikaze lors de l'invasion du golfe de Lingayen.

Le HMAS Australia est touché cinq fois par des kamikazes et perd cent-seize hommes pendant ce débarquement qui a lieu le 8 janvier.
De grands croiseurs légers des classes Cleveland et Brooklyn appuient ensuite la progression des troupes américaines jusque devant Manille, les USS Cleveland, Montpelier, Phoenix et Boise jusqu'à l'attaque de Corregidor, et l'USS Denver, au débarquement en baie de Bataan, à la mi-février.
L'USS Phoenix qui porte alors la marque du contre-amiral  Berkey, opère devant Balikpapan à Borneo. L'USS Boise est devant Zamboanga, au sud de Mindanao. Il transporte le général MacArthur dans une tournée d'inspection dans les Philippines centrales et du sud.

##### Les bombardements des porte-avions rapides en mer de Chine et contre le Japon
Après que les croiseurs USS Wilkes-Barre, Pasadena et Astoria constituant la CruDiv17, aient rallié le TG 38.2, le vice-amiral McCain, à partir du 10 janvier, emmène la TF 38 bombarder à peu près tous les mouillages de la mer de Chine où peuvent se trouver des navires de guerre japonais, notamment les cuirassés hybrides et le croiseur Ōyodo, qui ont été envoyés apporter des munitions aux navires se trouvant dans le sud. Le croiseur léger français Lamotte-Picquet qui était immobilisé depuis 1942 à côté de Saïgon, est bombardé et coulé le 12 janvier. Le projet de constituer un TG 34.5 autour des trois grands croiseurs légers de la CruDiv17 pour effectuer un raid sur la baie de Cam Ranh est annulé quand il apparait que les grands navires japonais sont partis pour Singapour.
À la fin janvier, l'amiral Spruance et le vice-amiral Mitscher remplacent l'amiral Halsey et le vice-amiral McCain. Pour préparer l'attaque d'Iwo Jima, le vice-amiral Mitscher emmène la Task Force des Porte-avions rapides, rebaptisée TF 58, bombarder le Japon (opération Jamboree) près de trois ans après le raid sur Tokyo.
Dix croiseurs participent, les trois croiseurs lourds USS Baltimore, Boston et Pittsburgh dans le TG 58.2, et sept croiseurs de la classe Cleveland , deux de la CruDiv14 (USS Vincennes et Miami dans le TG 58.1, trois de la CruDiv17 (USS Wilkes-Barre, Pasadena, et Astoria) dans le TG 58.3 et deux de la CruDiv13 (USS Santa Fe et Biloxi) dans le TG 58.4,.

##### À l'attaque d'Iwo Jima
La TF 58 met ensuite le cap sur Iwo Jima où elle assure la couverture du débarquement sur cette petite île, le 19 février. Pour la couverture de cette Opération Detachement, la CruDiv17 est rattachée à la Force de Couverture et d'Artillerie (TF 54). L'USS Vicksburg (CL-86), arrivé à Pearl Harbor au début février, participe à ce débarquement au sein de la TU 54.9.2.

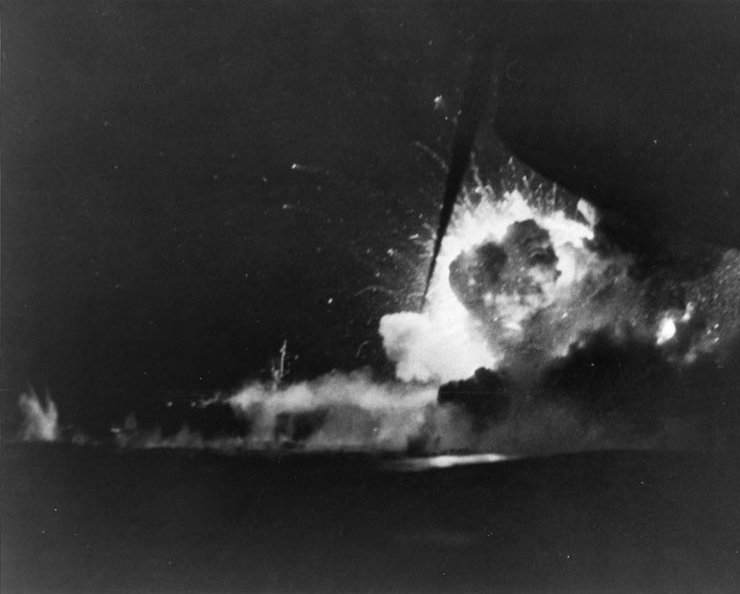
L'USS Bismarck Sea explose après avoir été touché par deux kamikaze dans la nuit du 21 au 22 février 1945.

L'USS Birmingham, revenu de réparations, arrive devant Iwo-Jima à la fin février. Il est rattaché à la Force d'Appui Amphibie et participe également aux bombardements préparatoires et au débarquement. Le 21 février, l'USS Saratoga, alors qu'il n'est escorté que par trois destroyers, reçoit plusieurs bombes qui lui inflige des dégâts qui ne seront pas réparé lors de la capitulation japonaise. Le même jour, un dixième et dernier porte-avions américain (USS Bismarck Sea) est coulé ; c'est le troisième par les kamikaze.
Les généraux commandants les Marines auraient souhaité bénéficier de bombardements préparatoires d'une plus grande ampleur, ce qu'a dû leur refuser l'amiral Spruance, car les cuirassés du vice-amiral Oldendorf dans la VIIe Flotte, comme les porte-avions d'escorte, qui ont couvert les opérations de débarquement aux Philippines jusqu'à la construction d'aérodromes à terre, n'en ont été détachés pour se trouver devant Iwo Jima que le jour du débarquement. Les Marines en conçoivent une réelle aigreur contre les amiraux car le débarquement a lieu contre des positions japonaise, retranchées, voire enterrées, qui sont, à leurs yeux, insuffisamment entamées, entraînant des pertes de Marines considérables.

##### À l'attaque d'Okinawa
Quelques jours avant la fin des combats à Iwo Jima, la TF 58 part bombarder les bases de Kyūshū d'où peuvent partir des contre-attaques lors d'un débarquement sur Okinawa. Ce sont les USS Baltimore, Vincennes, Vicksburg et Miami dans le TG 58.1 du contre-amiral Clark, les USS Pittsburgh et Santa Fe dans le TG 58.2 du contre-amiral Davison, l'USS Astoria et la CruDiv 17 dans le TG 58.3 du contre-amiral Sherman, les grands croiseurs USS Alaska, Guam et des croiseurs légers anti-aériens dans le TG 58.4 du contre-amiral Radford. Les bases de Kobe et de Kure sont attaquées : cuirassés, porte-avions et croiseurs japonais qui y étaient réfugiés sont endommagés.

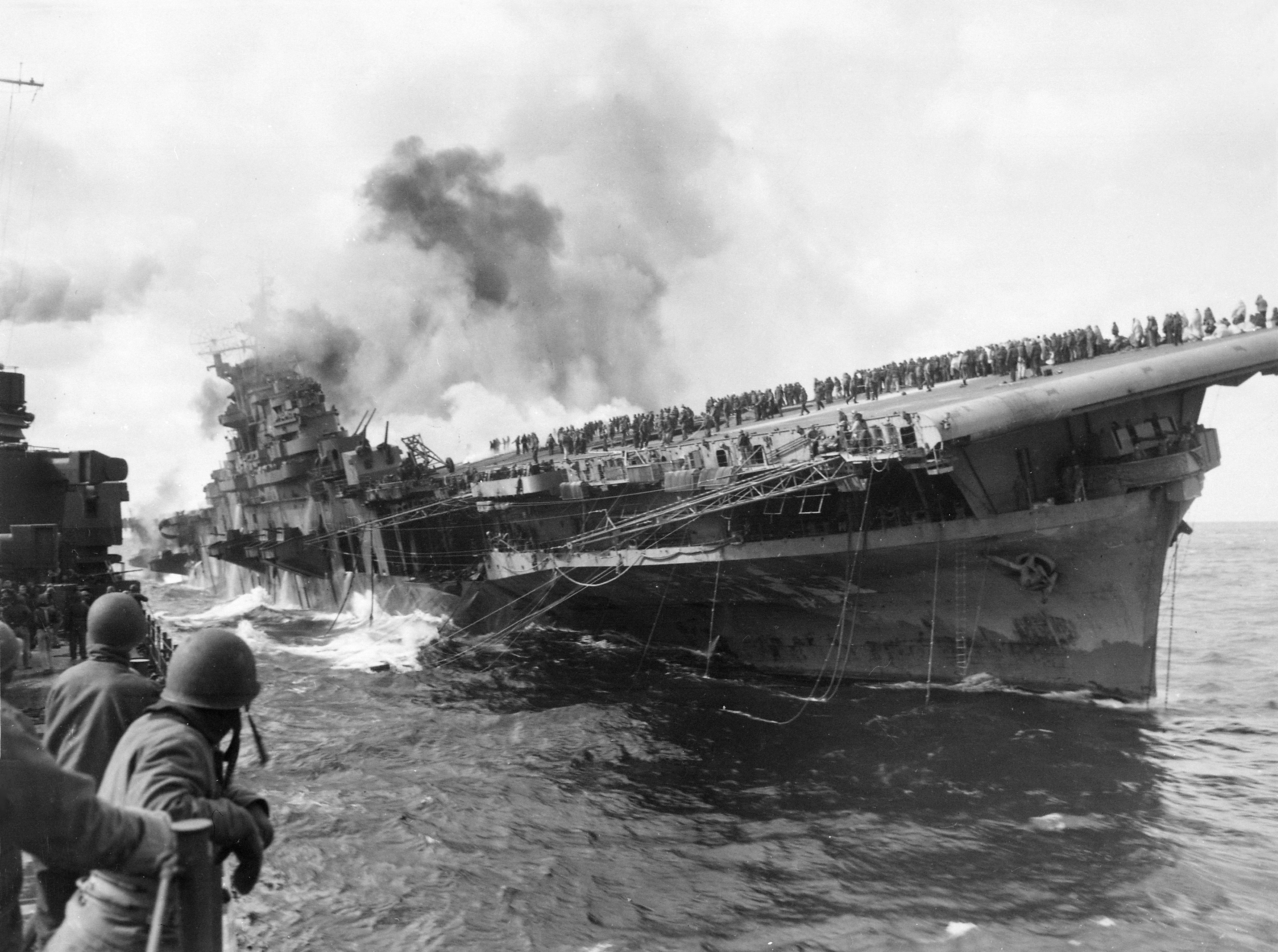
Le croiseur, bord à bord avec le en feu, le 19 mars 1945

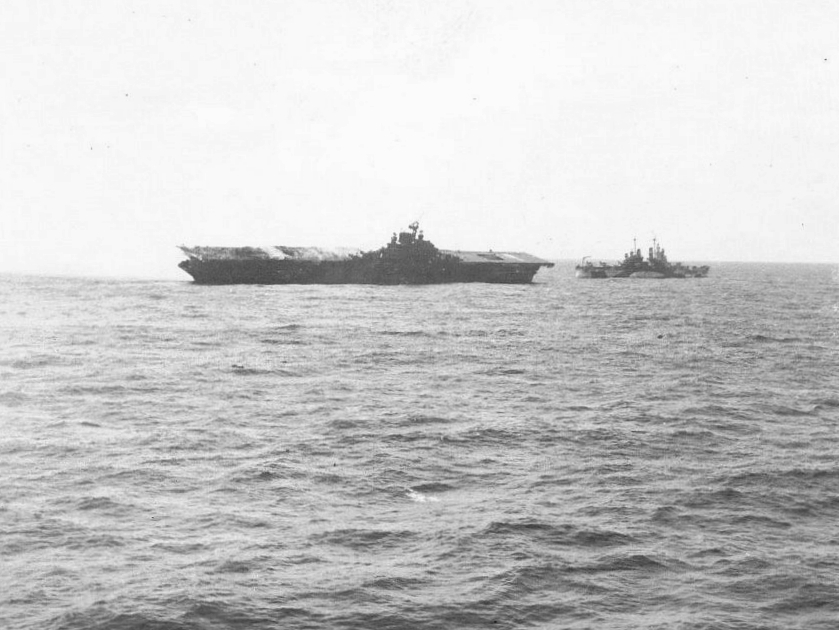
L'USS Pittsburgh remorque l'USS Franklin qui gîte fortement (13°), après l'attaque du 19 mars 1945

L'aviation navale japonaise basée à terre de la 5e Flotte aérienne du vice-amiral Ugaki riposte violemment, le lendemain 19 mars. Les porte-avions d'escadre USS Wasp et Enterprise sont endommagés mais les dégâts les plus considérables sont infligés à l'USS Franklin qui est mis en flammes. Les pertes sont de près de 800 marins. L'USS Santa Fe se porte à son secours et l'USS Pittsburgh rallie à grande vitesse afin de prendre le porte-avions en remorque jusqu'à ce que ses équipes de sécurité aient réussi, le lendemain, à le faire naviguer à nouveau par ses propres moyens. Une unité opérationnelle (TU 58.2.9), constituée autour des USS Alaska et Guam permet à l'USS Franklin d'atteindre Ulithi en quatre jours, avant de poursuivre vers la côte est des États-Unis.
Les bombardements aéronavals préparatoires au débarquement sur Okinawa commencent le 23 mars. Les USS Alaska et Guam et deux croiseurs légers anti-aériens (CruDiv 16), partent, avec la CruDiv 17 au sein d'une TU 58.4.9, bombarder Minami Daito Shima, dont l'aérodrome à 400 km au sud-ouest des Ryūkyū peut servir d'escale à une contre-attaque aérienne japonaise. Le 26, la Force d'Artillerie et de Couverture (TF 54), aux ordres du contre-amiral Deyo (remplaçant le vice-amiral Oldendorf, blessé accidentellement le 11 mars à Ulithi) qui rassemble, outre les cuirassés anciens, les « croiseurs du traité » (USS Tuscaloosa, Minneapolis, San Francisco, Wichita, Pensacola, Portland, Indianapolis, Salt Lake City) et les grands croiseurs légers USS Birmingham, St. Louis, et Biloxi, commencent les bombardements côtiers. Ils assurent ainsi la couverture et l'appui sur les lieux de débarquement, principalement Naha et les plages de Haguchi. Le 31 mars, l'USS Indianapolis, navire amiral de l'amiral Spruance, est endommagé par quatre kamikaze et l'amiral doit transférer sa marque sur l'USS New Mexico. Le débarquement a lieu le 1er avril, avec une progression assez rapide à terre les premiers jours. La situation se tend très rapidement car le commandement japonais a compris qu'il est difficile de s'opposer au débarquement sur les plages, en raison de l'appui feu de l'artillerie de marine, et a défini une nouvelle tactique (dite shugettsu, en français : stratégie sanglante), de résistance en profondeur des terres, pour infliger le maximum de pertes à l'assaillant. C'est ce qui avait été initié à Iwo Jima.
Malgré les réticences de l'amiral King, l'attaque d'Okinawa est marquée par l'intervention de la Royal Navy dans le Pacifique occidental, assurant la couverture éloignée de la Ve Flotte sur son flanc ouest, dans le secteur de l'archipel des Sakishima en
formant une TF 57, avec deux cuirassés, cinq porte-avions d'escadre et une escadre de croiseurs, trois grands croiseurs légers (HMS Gambia, HMS Uganda, HMS Swiftsure), et trois croiseurs de la classe Dido, commandée par le contre-amiral Brind.
Dès le 6 avril la première de dix vagues d'assaut kikusui ("chrysanthème flottant") rassemble plus de 350 kamikaze.

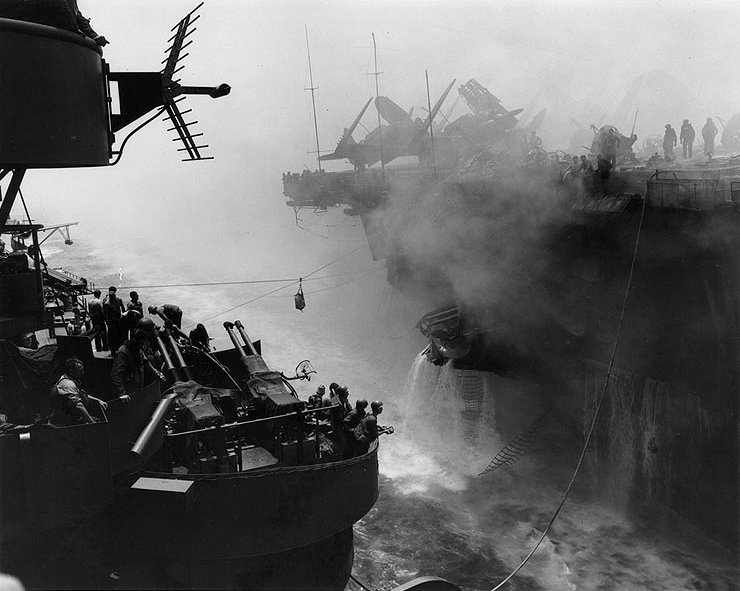
Des blessés sont transférés de l' sur l', le 11 mai 1945, vue vers babord arrière du croiseur

Sur le plan naval, le commandement de la Flotte Combinée lance le cuirassé géant Yamato dans une sortie sans retour destinée à l'échouer comme batterie côtière sur la côte d'Okinawa : il est coulé par l'aviation embarquée américaine le 7 avril sans être parvenu à mi-parcours. Les croiseurs ne sont pas les cibles prioritaires des quelque 1 400 kamikaze, mais le 5 mai, l'USS Louisville est une nouvelle fois atteint par des attaques-suicides aériennes. Les croiseurs d'escorte des porte-avions, comme l'USS Wilkes Barre, portent secours à ceux qui sont atteints, comme le 11 mai avec le porte-avions d'escadre USS Bunker Hill qui porte la marque du vice-amiral Mitscher. À la fin mai, l'amiral Halsey et le vice-amiral McCain ont relevé l'amiral Spruance, et le vice-amiral Mitscher, qui ont reçu la Navy Cross pour ce dernier temps de commandement à la mer, pour la troisième fois, en ce qui concerne le vice-amiral Mitcher.

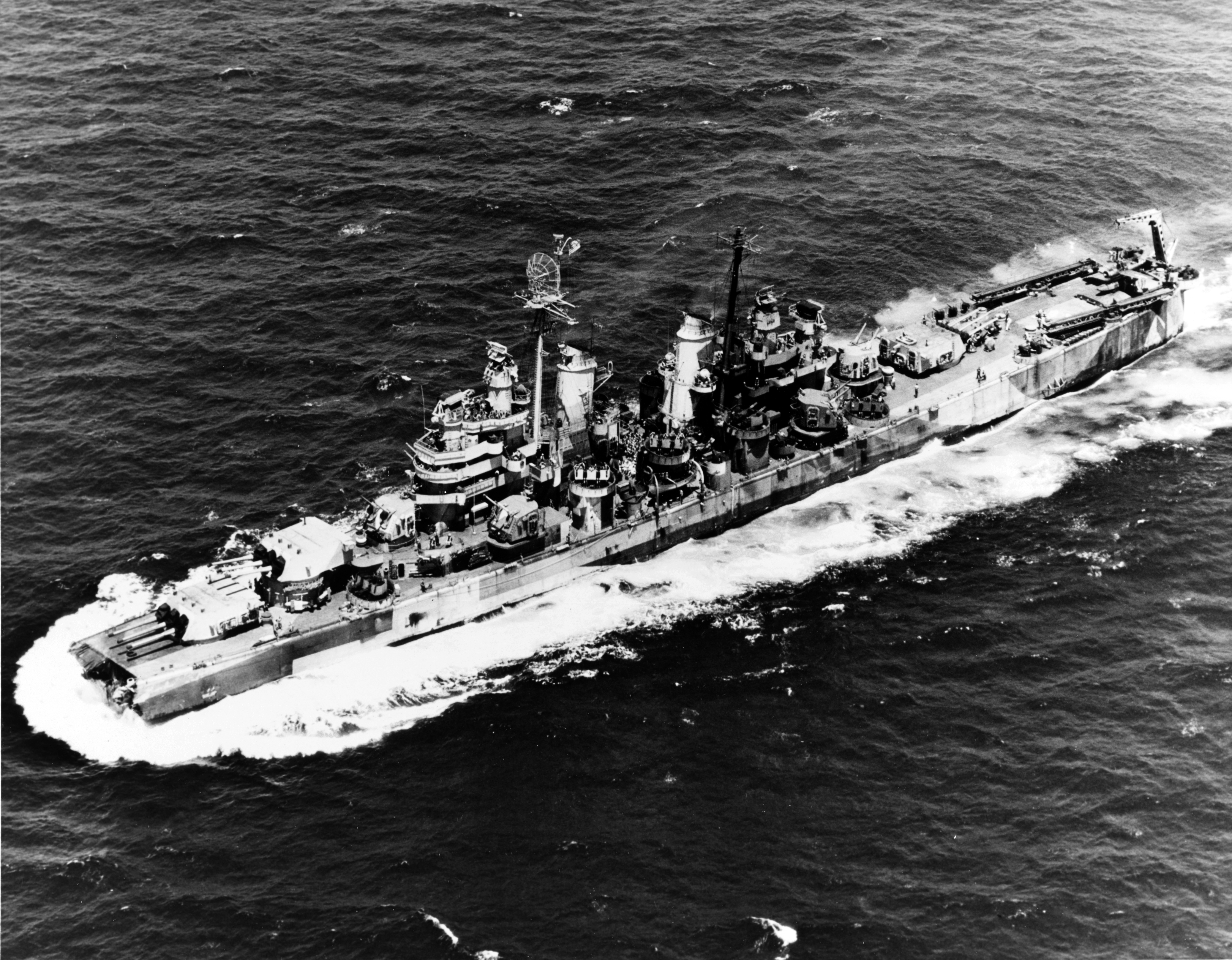
L'USS Pittsburgh en route après avoir perdu sa proue en juin 1945.

Début juin, la IIIe Flotte a subi des dégâts importants dans le typhon Viper, où l'USS Pittsburgh a eu son avant arraché. Les combats terrestres à Okinawa cessent trois semaines plus tard. Malgré l'importance des pertes, le haut commandement japonais considère que la tactique qui y a été appliquée conviendrait pour la défense du Japon métropolitain. Par contre, cette tactique inquiète le haut commandement américain, ce qui le conduit à rechercher des stratégies alternatives à un débarquement : l'amiral de la Flotte King penche pour un blocus naval du Japon, d'autres proposent l'emploi de l'arme atomique, aussitôt qu'elle sera disponible.

##### Les bombardements côtiers, dernières opérations navales américaines
Les USS Topeka (CL-67), navire amiral d'une 18e Division de Croiseurs (CruDiv18) et les USS Atlanta (CL-104), Oklahoma City (CL-91) et Duluth (CL-87), qui ont rallié la TF 58 à la fin mai, rejoignent le TG 38.1 du contre-amiral Thomas Sprague qui s'est illustré à la bataille au large de Samar et a remplacé le contre-amiral Clark qui avait conduit la destruction du Yamato.
Le 1er juillet, la TF 38 appareille de la baie de San Pedro dans le golfe de Leyte et met le cap sur le Japon. Les croiseurs lourds USS Saint Paul et Chicago rallient la Flotte à la mer, début juillet. L'objectif est de procéder à des bombardements aéronavals mais également d'artillerie de marine sur des installations militaires mais également industrielles.

Vus du cuirassé USS South Dakota, les cuirassés USS Indiana et Massachusetts et les croiseurs USS Chicago et Quincy, de la TU 34.8.1, approchent de Kamaishi, le 14 juillet 1945

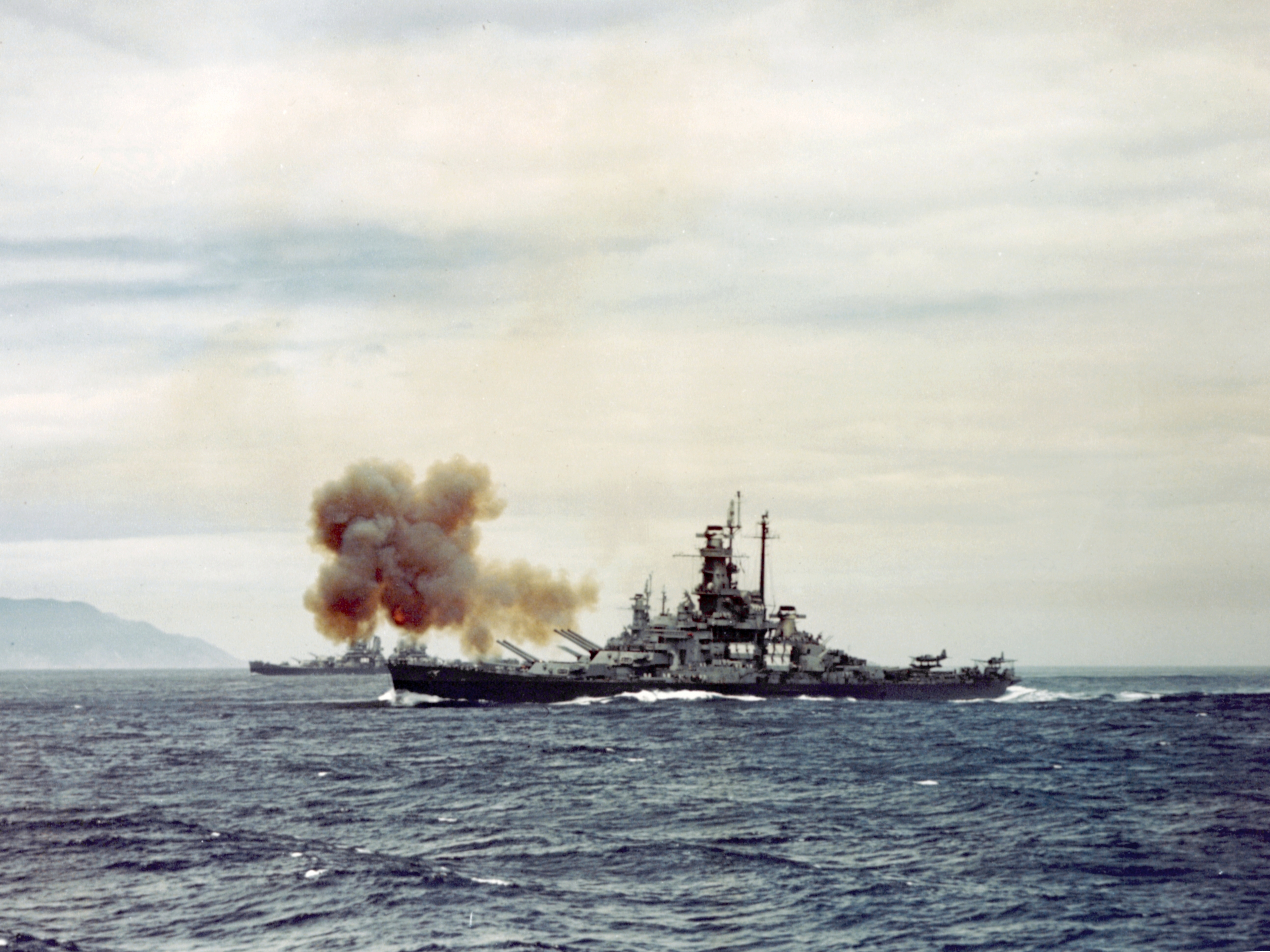
Le cuirassé USS Indiana bombardant Kamaishi le 14 juillet, à l'arrière-plan derrière l'USS Massachusetts, très probablement le croiseur USS Quincy

L'aviation embarquée bombarde d'abord la région de Tokyo puis deux unités opérationnelles sont constituées : la TU 34.8.1, autour de trois cuirassés et des croiseurs USS Chicago et Quincy qui bombarde le 14 juillet l'usine sidérurgique de Kamaishi, au nord de Honshū, hors de portée des Boeing B-29 basés à Tinian. Les résultats en sont incertains, jugés insuffisants d'après des photos aériennes, en réalité assez sérieux. La TU 38.4.2, autour de trois cuirassés de la classe Iowa, dont l'USS Missouri portant la marque de l'amiral Halsey, va avec les croiseurs USS Atlanta et Dayton bombarder l'usine sidérurgique de Muroran, à Hokkaidō. Le résultat est jugé comparable à celui de Kamaishi mais l'absence surprenante de toute riposte convainc l'amiral Halsey de la volonté des Japonais de réserver l'emploi de leurs forces contre le débarquement américain qui parait imminent.
Les jours suivants, la TU 38.4.2 renforcée de deux cuirassés et des bâtiments de la British Pacific Fleet qui opéraient comme la TF 37, autour du HMS King George V, bombarde Hitachi, de nuit et par radar.

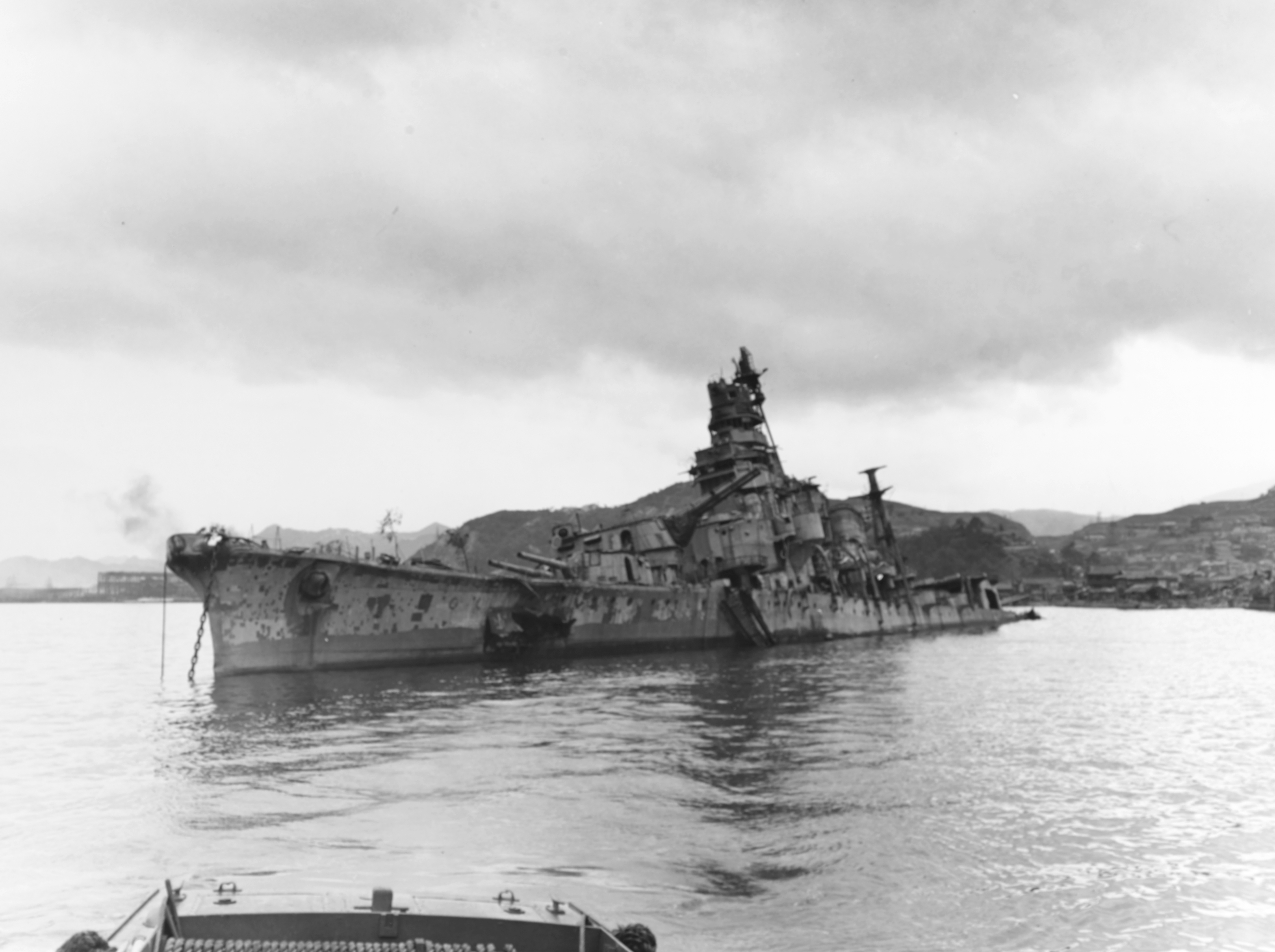
L'épave de l'Aoba, coulée après avoir été bombardée à Kure, fin juillet 1945

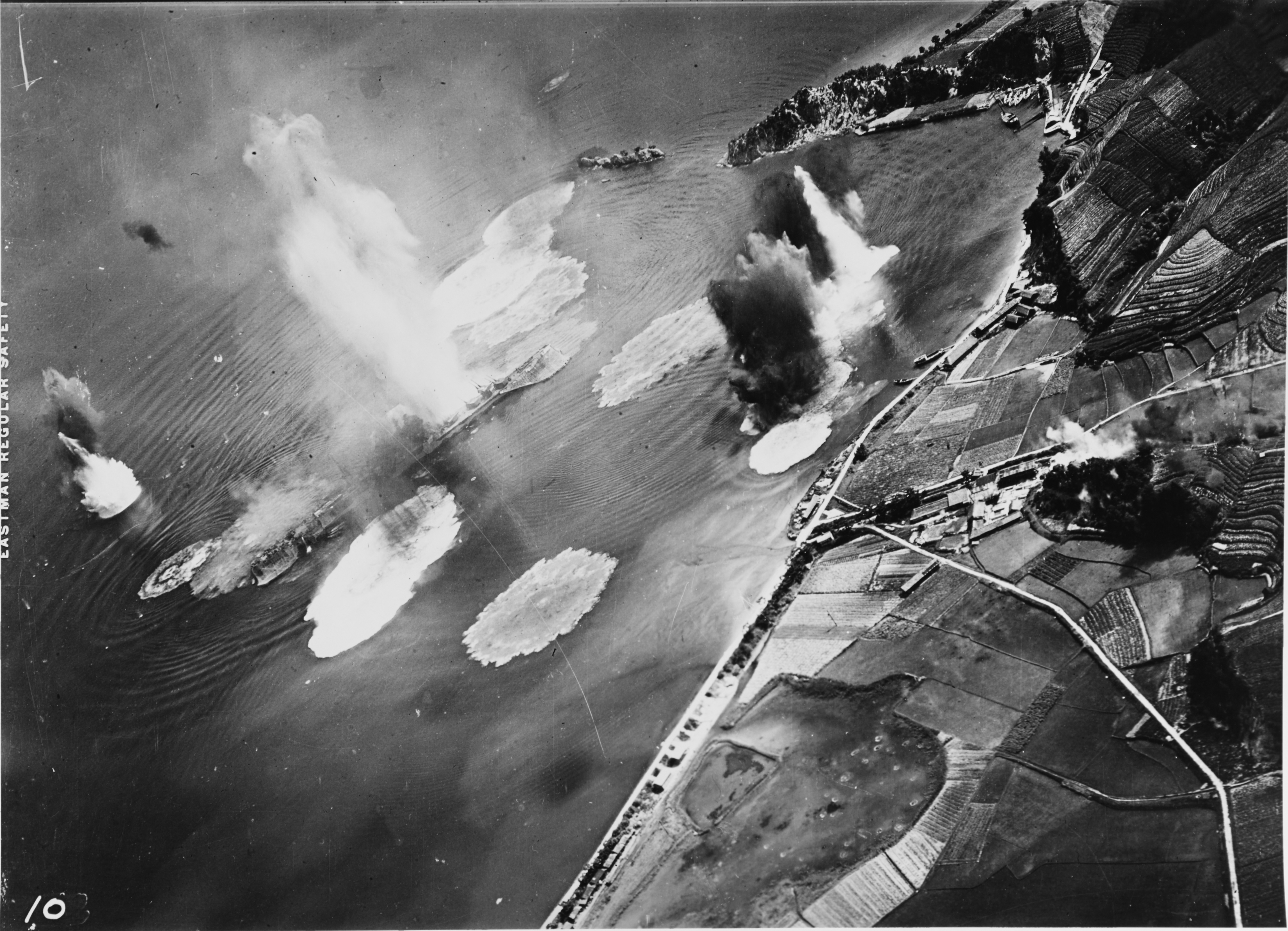
Le Tone sous les bombes de la de l'amiral Halsey, devant Kure, le 24 juillet 1945.

L'aviation embarquée américaine attaque, seule, conformément aux instructions de l'amiral de la Flotte King, les derniers grands bâtiments japonais encore à flot, le 18 juillet à Yokosuka, le cuirassé Nagato, qui, endommagé, ne coule pas. Les 24 et 28 juillet à Kure et Kobe, trois cuirassés et les croiseurs Aoba, Tone et Ōyodo sont envoyés par le fond en eaux peu profondes. Au cours de ces attaques, la 17e division de croiseurs participe en effectuant des bombardements sur une station de radar et un aérodrome. Le 29 juillet, Britanniques et Américains bombardent Hamamatsu, avec le HMS King George V et la TU 38.4.1, en particulier l'usine Yamaha d'instruments de musique qui pendant la guerre fabrique du matériel d'aviation, ainsi que des dépôts de locomotives et des installations ferroviaires de la ligne Tōkaidō. Après être allés se réapprovisionner en haute mer et avoir évité un typhon, début août, la TU 38.4.1 bombarde de nouveau Kamaishi, le 9 août, alors que les bombardements atomiques ont eu lieu. Par la suite, elle met le cap sur la baie de Tokyo où a lieu la cérémonie de la capitulation de l'Empire du Japon.
Certains ont été assez sceptiques sur ces bombardements, comme le vice-amiral McCain, qui considérait que l'aviation embarquée qui a couvert ces bombardements aurait causé plus de dégâts que les cuirassés.

## Après la guerre
Aucun croiseur lourd des puissances de l'Axe n'a survécu à la guerre, hormis le Prinz Eugen, que les Américains ont utilisé comme cible, lors des essais atomiques de Bikini (Opération Crossroads).

### Les derniers croiseurs à artillerie classique

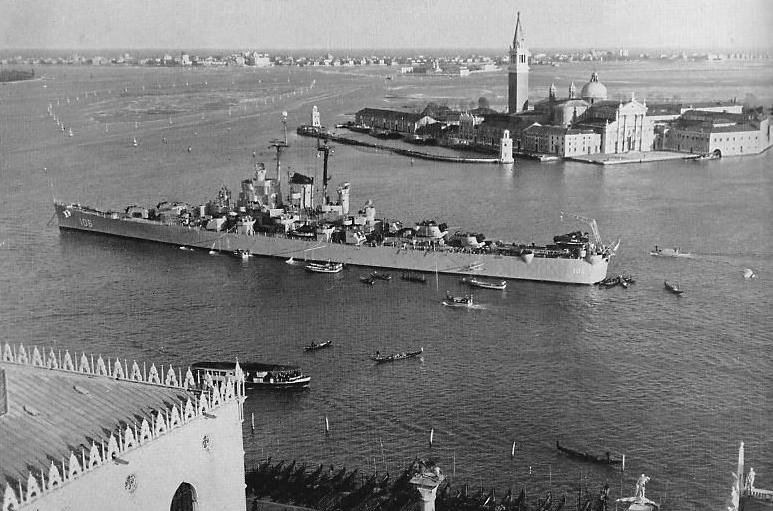
Le croiseur « léger » USS Fargo à Venise en 1949, porteur de quatre tourelles triples de 152 mm

L'U.S. Navy a mis en service après la guerre onze croiseurs qui intégraient les leçons du passé. Deux de la classe Fargo et quatre de la classe Oregon City étaient seulement des versions à une seule cheminée, pour améliorer les arcs de tir de l'artillerie anti-aérienne rapprochée des classes précédentes, respectivement la classe Cleveland et la classe Baltimore. Ils ont été mis en service en 1945-1946, à l'exception de la quatrième unité de la classe Oregon City (USS Northampton) qui a été transformée en cours de construction en navire de commandement et n'a été mise en service qu'en 1953.

#### Les classes Des Moines et Worcester
Cinq autres, trois de la classe Des Moines et deux de la classe Worcester, mis sur cale en 1945 mais entrés en service en 1948-1949, avaient des caractéristiques nouvelles. Les dimensions de coque étaient augmentées : plus de 218 m de longueur et 23 m de largeur pour la classe Des Moines, au lieu 205 m et 21,5 m pour les classes Oregon City-Baltimore, et 207 m de longueur et 21 m de largeur pour la classe Worcester, au lieu de 185 m et 19 m pour les classes Fargo-Cleveland.

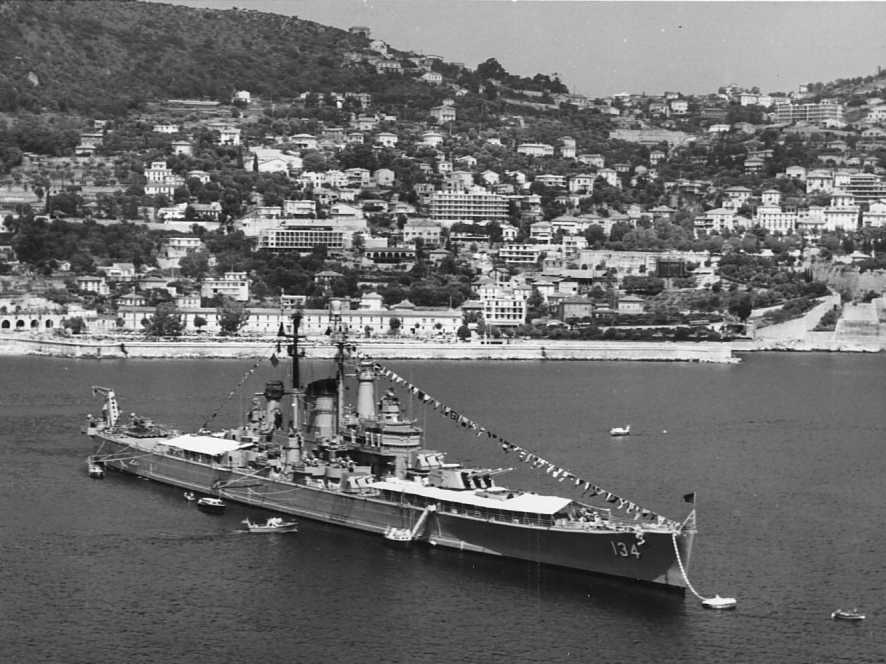
L'USS Des Moines, navire amiral de la, en rade de Villefranche-sur-Mer, en 1959

Avec des déplacements de 17 000 tonnes et de 14 700 tonnes (21 500 tonnes et 18 000 tonnes à pleine charge), on dépassait les déplacements les plus élevés des croiseurs de la Seconde Guerre mondiale, hormis la classe Alaska, et on retrouvait des niveaux qui avaient été ceux des « dreadnoughts » et des grands croiseurs d'avant la Première Guerre mondiale. Si le blindage était amélioré, sur la classe Worcester par rapport à la classe Fargo, la puissance des moteurs n'était en revanche pas significativement supérieure à celle des classes précédentes. La différence principale était dans les caractéristiques de l'armement.
Après que le canon de 6 pouces (152 mm)/47 calibres Mark 16 a été mis au point pour équiper les grands croiseurs légers de la classe Brooklyn, des études ont été engagées pour mettre au point une version à double usage contre buts marins et aériens. Ces études n'ont pas été jugées prioritaires et n'ont abouti qu'en 1943, après que l'apparition d'avions plus lourds a entraîné le besoin d'un canon plus puissant que le canon de 5 pouces (127 mm)/38 calibres Mark 12 à double usage, longtemps jugé excellent, qui a équipé la quasi-totalité des bâtiments de l'U.S.Navy, des destroyers aux cuirassés, en passant par les croiseurs et les porte-avions, de la fin des années 1930 à la fin de la guerre. C'est donc cette version à double usage (6"/47 DP Mark 16) qui a été installée sur la classe Worcester et qui a constitué le prototype d'une version à tir rapide (8"/55 RF Mark 16) du canon de 8 pouces (8"/55 Mark 15), qui équipait les classes Baltimore et Oregon City, pour en doter la classe Des Moines.

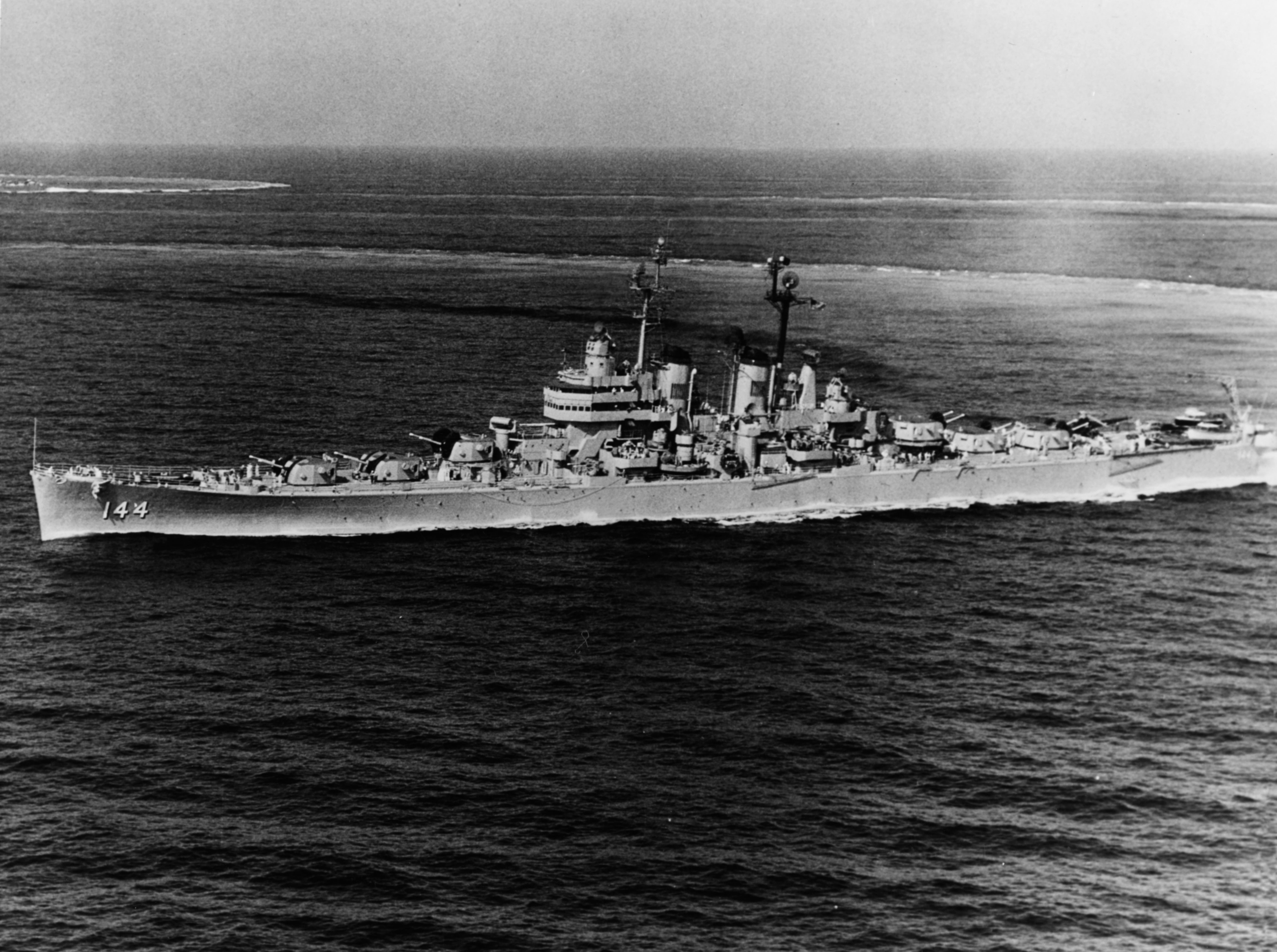
Avec six tourelles doubles de 152 mm, l'armement de l'USS Worcester était une synthèse de l'armement des classes Juneau pour la disposition, et Fargo pour le calibre

Sur la classe Des Moines, la disposition de l'artillerie principale était celle retenue sur toutes les classes de croiseurs lourds de l'US Navy, de la classe Northampton à la classe Baltimore, deux tourelles triples de 203 mm à l'avant et une à l'arrière, et pour l'artillerie secondaire, six tourelles doubles de 127 mm (deux axiales, et quatre latérales réparties sur les deux bords), disposition retenue depuis la classe Cleveland,.

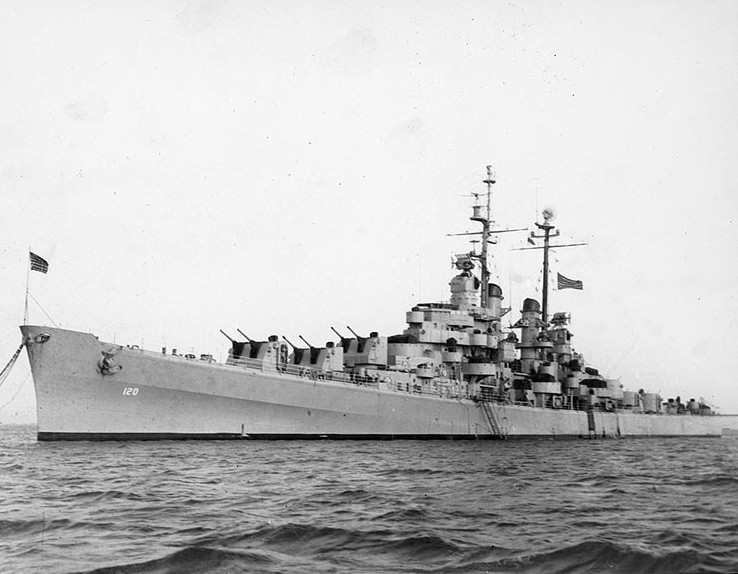
La classe Juneau, entrée en service en 1946, ici l'USS Spokane, portait six tourelles doubles de 127 mm

Pour la classe Worcester, la disposition retenue reprenait celle des croiseurs anti-aériens de la classe Juneau,, c'est-à-dire six tourelles doubles axiales, ce qui explique la grande longueur de coque, réparties en deux groupes de trois à l'avant et à l'arrière, les tourelles no 1, 2, 5, et 6 étant installées sur le pont principal, les tourelles no 3 et 4 étant superposées respectivement aux groupes avant et arrière. Ces navires ne reçurent pas d'artillerie secondaire de 127 mm, mais, on le verra plus bas, une artillerie anti-aérienne rapprochée d'un calibre accru.
La cadence de tir du canon de 203 mm RF Mark 16 sur la classe Des Moines était exceptionnelle, 10 coups par minute, soit 2½ fois à 3 fois supérieure à celle des canons des croiseurs lourds des classes précédentes, en utilisant les mêmes munitions. L'entraxe des pièces, montées sur des berceaux séparés, était de 2,17 m, au lieu de 1,70 m ce qui réduisait la dispersion des salves. En revanche, les vitesses de rotation des tourelles, l'élévation maximale et la vitesse d'élévation des pièces restaient à peu près inchangées. Les tourelles ne comportaient plus de télémètres optiques, la conduite de tir se faisant uniquement par radar. Le nombre de servants était de 44 par tourelle, au lieu de 66. Cependant le poids des tourelles était de 458 tonnes au lieu de 319 tonnes.
Pour la classe Worcester, la cadence de tir était de 12 coups par minute, un peu supérieure aux 8-10 coups par minute du canon de 6 pouces (152 mm)/47 calibres Mark 16, mais l'élévation pouvait atteindre 78°, la vitesse d'élévation des pièces et la vitesse de rotation des tourelles étaient les mêmes que celles des canons de 5 pouces (127 mm)/38 calibres à double usage en tourelles doubles (15°/s pour la vitesse d'élévation et 25°/s pour la vitesse de rotation). Théoriquement, le chargement des pièces pouvait se faire à toute élévation. Les munitions étaient les mêmes que celles utilisées par les classes Cleveland et Fargo mais la dotation était de 400 coups par canon contre 200 pour les classes précédentes, en raison de la consommation de munitions due au tir anti-aérien. Les canons étaient montés sur des berceaux indépendants, ce qui n'était pas le cas pour les tourelles triples. Le nombre de servants était de 21 par tourelle double au lieu de 53 pour les tourelles triples. En revanche le poids des tourelles doubles de la classe Worcester était de 212 tonnes, contre 156 à 176 tonnes pour les tourelles triples, selon les classes.
Si les tourelles automatiques de la classe Des Moines ont donné entière satisfaction, il n'en a pas été de même pour les tourelles de 152 mm à double usage de la classe Worcester qui souffraient de bourrages lors des chargements à grande élévation. Pour mémoire et à titre de comparaison, on rappellera que, dix ans auparavant, les tourelles triples de 152 mm modèle 1930 des croiseurs français de la classe La Galissonnière avaient à peu près le même poids que celles de la classe Cleveland, et que les tourelles triples à double usage de 152 mm Modèle 1936 du Richelieu, avaient un poids de 228 tonnes, équivalent à celui des tourelles doubles de la classe Worcester. Leur fonctionnement, jugé insatisfaisant, avait été imputé à leur poids, jugé excessif pour les moteurs dont elles étaient équipées, entrainant des vitesses insuffisantes de rotation des tourelles (5°/s) et d'élévation des pièces (8°/s). De surcroît leur direction de tir n'a pas été couplée à des radars avant fin 1944.
Pour leur artillerie anti-aérienne rapprochée, à la place des canons de 20 mm Oerlikon et 40 mm Bofors habituels à la fin de la guerre, les grands croiseurs des classes Des Moines et Worcester ont été dotés de canons plus puissants de 3 pouces (76,2 mm)/50 calibres. Ce nouveau canon de 76,2 mm tirait des obus de 11 kg, à la cadence de 45 à 50 coups par minute, avec un plafond de 30 000 pieds (9 200 mètres). Douze affûts doubles étaient installés sur la classe Des Moines, onze affûts doubles et deux simples sur la classe Worcester. L'affût double de 76,2 mm/50 calibres occupait la même place que l'affût quadruple de 40 mm, mais il pesait presque 15 tonnes au lieu de 11.
Au total, ces nouveaux navires constituaient de remarquables aboutissements de types de croiseurs conçus pendant la guerre mais leur déplacement et l'effectif de leurs équipages en faisaient des bâtiments excessivement coûteux à exploiter. Ils n'ont dès lors pas été à l'origine de séries construites ultérieurement. Lorsqu'il est apparu nécessaire d'expérimenter les premiers systèmes d'armes lance-missiles, ce sont des croiseurs des classes précédentes qui ont été choisis, un de la classe Oregon City, quatre de la classe Baltimore et six de la classe Cleveland. À partir de 1958, avec le USS Long Beach, l'immatriculation des croiseurs américains a cessé de faire référence au calibre de l'artillerie principale (jusqu'à 155 mm → CL, au-delà → CA), donc à la différence entre croiseurs lourds ou légers, car ils n'étaient plus armés de canons.
Ultérieurement, après le USS Colombus CG-12 (ex CA-74), il n'y eut plus de navires immatriculés croiseurs, dont les coques auraient été précédemment immatriculées CL ou CA.
On notera pour finir qu'il n'y eut pas, après-guerre, de croiseurs, américains ou britanniques, armés de canons de 203 mm transférés à des marines de pays alliés. En revanche, il y eut, pour les croiseurs armés de 152 mm, voire de 133,35 mm, cinq transferts pour la Royal Navy (un à la Chine, deux à l'Inde, et deux au Pérou) et pour l'U.S. Navy, ce sont six des huit croiseurs de la classe Brooklyn ayant survécu à la guerre qui ont été transférés : deux à l'Argentine, deux au Brésil et deux au Chili. Le dernier à avoir connu les affres du combat fut l'argentin General Belgrano (ex-USS Phoenix), rescapé indemne de Pearl Harbor, torpillé, le 2 mai 1982, pendant la guerre des Malouines, par le sous-marin nucléaire d'attaque britannique HMS Conqueror.

#### Les classes Tchapaïev et Sverdlov

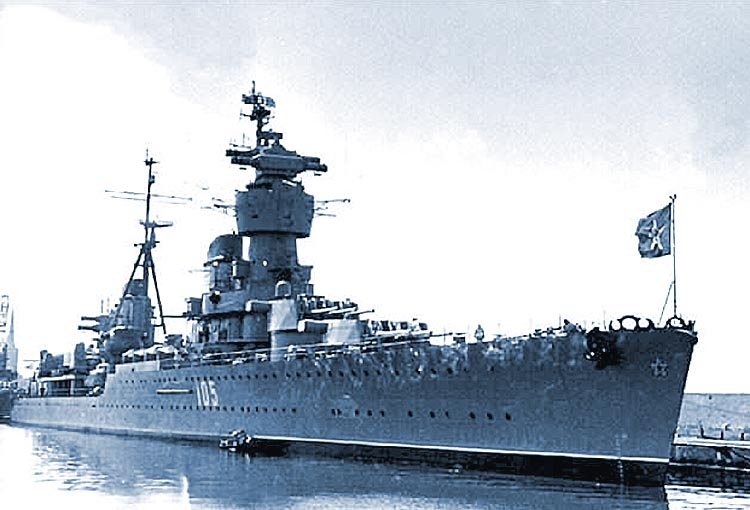
Le croiseur Chkalov, de la classe Chapaïev, rebaptisé Komsomolets après 1960

Les croiseurs de la classe Tchapaïev armés de quatre tourelles triples de 150 mm entraient dans la catégorie des grands croiseurs légers, mais constituaient des améliorations des « croiseurs lourds » de la classe Kirov.
Le déplacement était accru de 2 500 à 3 000 tonnes, ainsi que la longueur de la coque de 191 à 201 m pour permettre l'installation de la quatrième tourelle, et le maître-bau de 18 à 19,5 m, de sorte que les canons, dont l'élévation atteignait 50° reposaient sur des berceaux indépendants. L'artillerie secondaire et l'artillerie anti-aérienne étaient renforcées par rapport à celles de la classe Kirov, avec 4 tourelles doubles de 100 mm au lieu de 6 simples, et 12 affûts doubles de 37 mm au lieu de 6 pièces de 45 mm. La protection n'était que légèrement améliorée par rapport à la classe Kirov. Avec un rapport longueur-largeur un peu supérieur à celui de la classe Baltimore (10,3 au lieu de 9,5), et une puissance développée de 116 000 ch, la vitesse maximale était de l'ordre de 34-35 nœuds.
La construction de ces navires, mis sur cale entre 1938 et 1940, lancés en 1940 ou 1941, sauf l’Ordzhonikidze, détruit en 1941 au Chantier naval de la mer Noire à Nikolaïev, a été interrompue de 1941 à 1945. Ils ont été mis en service en 1 949 ou 1 950, et ont pour la plupart opéré en Arctique. Ils n'ont pas connu d'autres transformations que l'enlèvement de leurs installations aéronautiques.

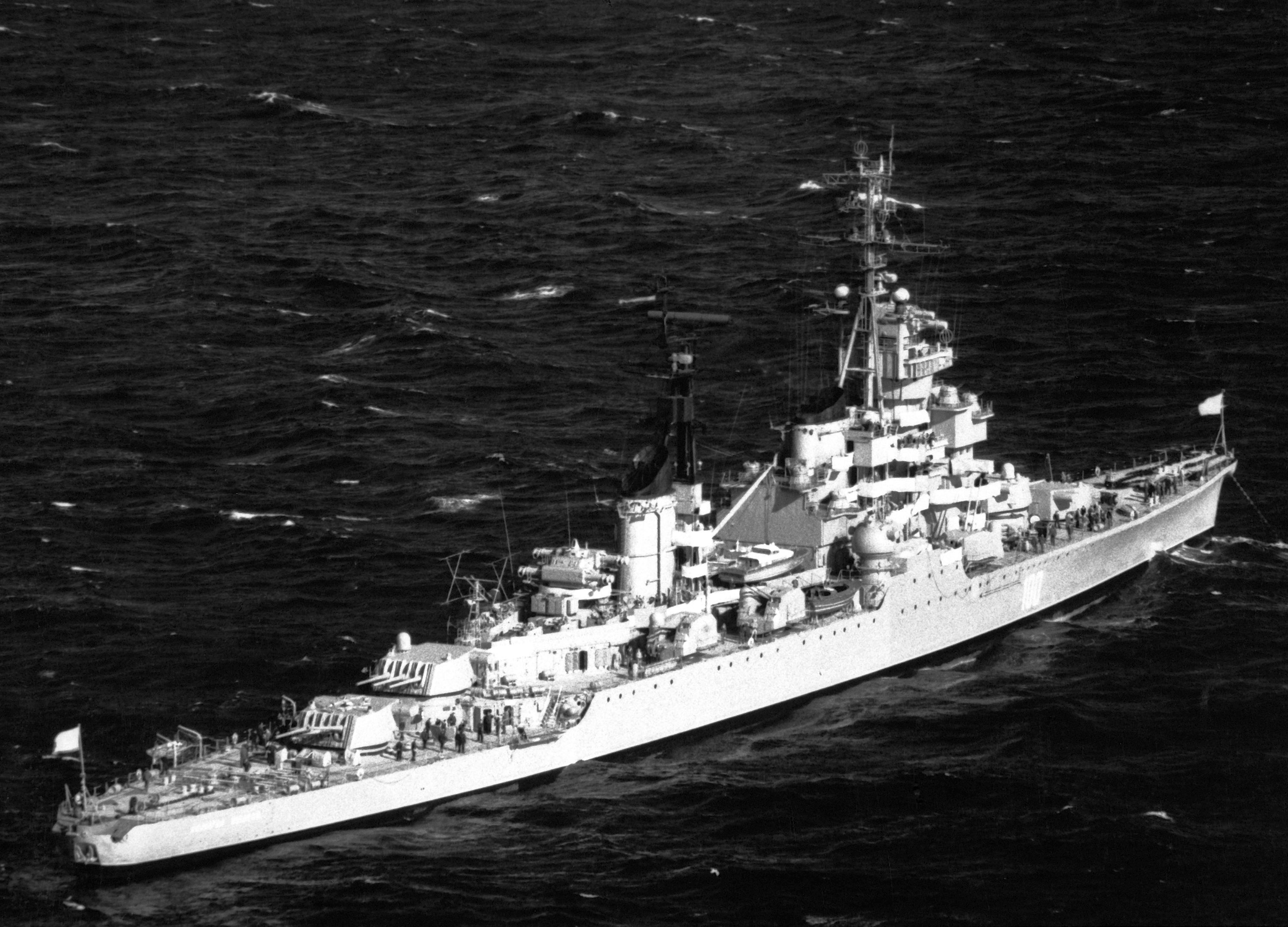
Le croiseur soviétique Amiral Ushakhov de la classe Sverdlov, en 1981

Une autre classe de grands croiseurs de belle apparence, mais construits trop tard, et obsolescents à leur mise en service, au début des années 1950, est la classe Sverdlov. À l'instigation de Staline, il a été prévu de construire quelque vingt-quatre coques, d'une version un peu renforcée de la classe Tchapaïev mais après la mort de Staline, Nikita Khrouchtchev a envisagé d'en arrêter la construction et de démolir celles déjà construites. Finalement il n'y eut que dix-sept coques lancées, seize achevées et quatorze mises en service. La participation du Sverdlov, à la revue navale du couronnement de la reine Élisabeth II, en 1953, à Spithead, y fit aussi grosse impression que celle de l'Ashigara à celle de 1937, pour le couronnement du roi George VI, avec des supputations erronées sur son blindage, sa vitesse, sa manœuvrabilité alors que son artillerie principale à basse élévation ou sa direction de tir optique étaient déjà surannées. Cette classe Sverdlov a, elle aussi, connu peu de transformations. Pour des raisons de politique intérieure, le Molotovsk a été rebaptisé Octobriskayia Revolutsziya en 1957, le Djerjinski et les Amiral Seniavine et Jdanov ont, seuls, reçu des armements de missiles guidés anti-aériens, et l'Ordzhonikidze a été cédé à l'Indonésie et rebaptisé Irian, dans le cadre de l'aide soviétique à l'Indonésie, au moment de la confrontation avec la Malaisie.
Un an après la commande du dernier croiseur de la classe, la commande a été passée du premier de ce que l'on a présenté comme les croiseurs-fusées de la classe Kynda dans la nomenclature de l'OTAN, ou Grozny dans les appellations soviétiques, les premiers à être dotés de missiles mer-mer SSN-3B Shaddock à longue portée, marquant la fin des grands croiseurs soviétiques armés de canons.

### Les grands croiseurs légers anti-aériens
Autres qu'américains ou soviétiques, les derniers grands croiseurs légers mis en service ont eu pour caractéristique de chercher à doter leur artillerie d'un calibre de 150–152 mm d'une capacité anti-aérienne, comme sur la classe Worcester, mais l'efficacité dans le combat aérien tenait de plus en plus à l'efficacité des radars de veille et de conduite de tir.

#### Les classes Tre Kronor et De Zeven Provinciën

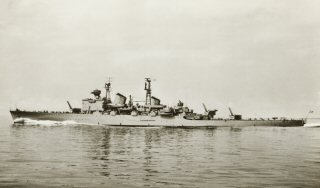
Le croiseur suédois Tre Kronor

À la fin de la guerre, la Marine royale suédoise a en construction les deux croiseurs légers qu'elle a lancés en 1944 et 1945, armés chacun d'une tourelle triple à l'avant et de deux tourelles doubles à l'arrière. Les canons Bofors de 150 mm/53 provenaient d'une commande néerlandaise pour deux croiseurs, qui n'avait pas été livrée aux Pays-Bas lorsque les Allemands avaient envahi ce pays en 1940. Ce matériel automatique à double usage, dont le calibre aurait été porté à 152 mm, avait une cadence de 15 coups/min et une élévation de 70° en tir contre-avions. L'artillerie anti-aérienne rapprochée était constituée de 20 pièces de 40 mm. La protection comportait une ceinture de 70 mm et deux ponts blindés de 30 mm, et 100 mm de blindage sur les tourelles principales. La propulsion avec quatre chaudières à 4 tambours alimentant des turbines à engrenages assurait une vitesse maximale de 33 nœuds en développant 100 000 ch. Le Tre Kronor a été armé pour essais fin octobre 1947, et le Gotä Lejon en décembre. Une fois doté d' un bloc passerelle massif surmonté d'une conduite de tir volumineuse, et avec deux chemines inclinées, larges et courtes, leur silhouette était caractéristique.
L'artillerie anti-aérienne a été accrue de 7 pièces de 40 mm en 1951-52 à la place de canons de 25 mm. Le Gotä Lejon a connu une refonte en 1958, portant sur ses radars et l'artillerie secondaire a été renforcée de 7 pièces de 57 mm.
Le Tre Kronor a été désarmé en 1964, et le Gotä Lejon a servi sous pavillon suédois jusqu'en 1970. Vendu au Chili, il a servi sous le nom d'Almirante Latorre jusqu'en 1984.
La construction des coques des deux croiseurs néerlandais dont l'artillerie principale a servi aux croiseurs suédois qu'on a évoqués ci-dessus, a peu avancé pendant l'occupation allemande mais ils ont échappé à la destruction. Pour en reprendre la construction, les autorités néerlandaises ont recouru à l'aide britannique. En ce qui concerne l'artillerie, il a été fait appel à la société Bofors, qui n'avait pas utilisé pour leur acheteur néerlandais le matériel qu'il leur avait commandé. La commande a cependant été modifiée, pour fournir deux ensembles de quatre tourelles doubles de 152 mm pour l'artillerie principale et huit tourelles doubles de 57 mm pour l'artillerie secondaire. La disposition reprenait celle des navires américains, deux ensembles de tourelles principales superposées dominés par une tourelle double secondaire à l'avant et à l'arrière, et des tourelles secondaires de chaque bord. La propulsion a été totalement revue à l'instigation des Britanniques. Avec deux ensembles séparés de deux chaudières à deux tambours alimentant des turbines à engrenages Parsons développant 85 000 ch, la vitesse maximale était de 32 nœuds. La culotte de la cheminée avant était intégrée dans le bloc passerelle. Le grand mât a d'abord été positionné derrière la cheminée arrière, puis a été replacé devant pour diminuer l'effet des fumées sur les radars.

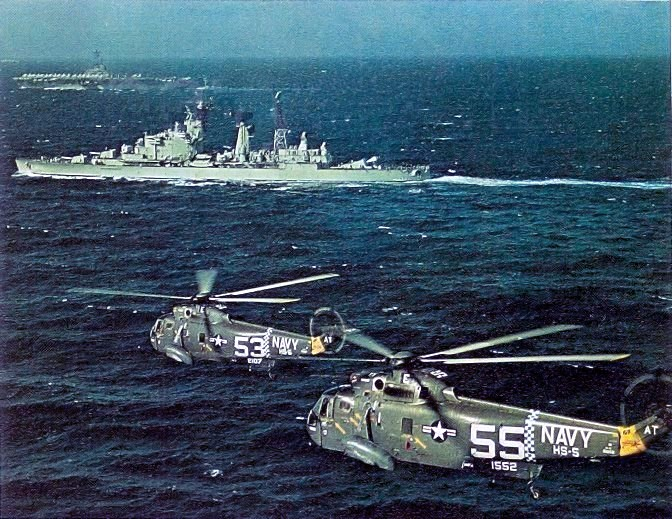
Le De Zeven Provinciën en 1967, en manœuvre en Mer du Nord avec l'USS Essex, visible en arrière-plan

Le croiseur mis sur cale à Schiedam, où il avait été lancé en 1941, a été armé pour essais en novembre 1953 portant le nom de HNLMS De Ruyter. Le HNLMS De Zeven Provinciën, mis sur cale à Rotterdam en 1939, où il a été lancé en 1950, a été armé pour essais en décembre 1953. C'est cependant le nom de ce second croiseur qui a donné celui de la classe, dans la mesure où le nom de l'amiral hollandais De Ruyter tué à la bataille d'Agosta en 1676, a été choisi en 1947 pour commémorer aussi la perte du croiseur HNLMS De Ruyter, en mer de Java, en février 1942, donc bien après le lancement de la première coque.
En 1962-64, un lanceur double de missiles Terrier a été installé sur l'arrière du HNLMS De Zeven Provinciën à la place de deux tourelles de 152 mm et une de 57 mm et un nouveau grand mât en treillis a été installé en arrière.
Le De Ruyter a été désarmé en 1972 et vendu au Pérou en 1973, où il a servi sous le nom d'Almirante Grau. Son équipement électronique a été modernisé à Amsterdam entre 1985 et 1988. Le De Zeven Provinciën a été désarmé en 1975 et vendu au Pérou en 1976. Le système d'armes Terrier a été enlevé et remplacé par un hangar d'aviation et une plateforme pour hélicoptères. Il a rejoint le Pérou en 1978 et a servi sous le nom d'Aguirre.
Faute de moyens pour bénéficier, à la fin des années 1980, d'une mise au niveau de son sister-ship, l'Aguirre a été désarmé en 1999 et l'Almirante Grau en 2017.

#### Les croiseurs anti-aériens françaisDe GrasseetColbert
La coque du premier croiseur d'une nouvelle classe, amélioration de la classe La Galissonière, et pour lequel le nom de De Grasse avait été retenu, est restée sur cale pendant toute la guerre à Lorient. Après la guerre, pour l'achèvement de ce bâtiment, il était clair que l'artillerie principale devait en être à double usage. Mais la Marine Nationale avait eu des mécomptes en armant la classe Richelieu de tourelles triples de 152 mm à double usage (modèle 1936) dont la cadence de tir, et les vitesses de rotation (12°/s) et d'élévation (8°/s) étaient déjà insuffisantes contre les avions du type Stuka de l'époque.

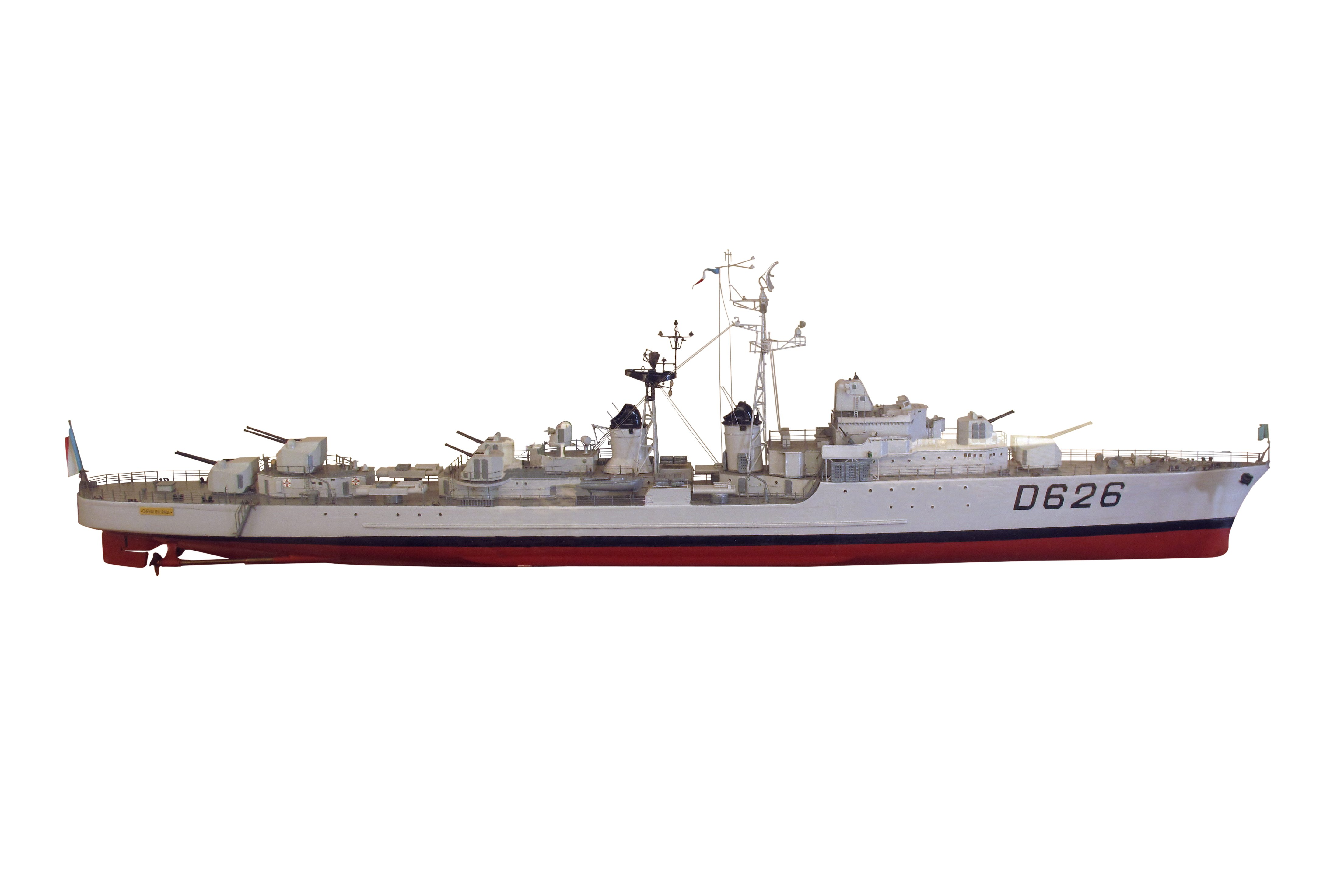
Maquette d'un escorteur d'escadre du type T-47 avec l'armement d'origine

La priorité à la fin des années 1940 était la reconstitution des flottilles d'escorte. Pour ces unités, le choix de l'armement s'est porté sur un canon de 127 mm de construction française mais pouvant utiliser les obus américains de ce calibre, et un canon de 57 mm sous licence Bofors. Une tourelle double axiale de 127 mm à l'avant et deux à l'arrière, et une semi-tourelle double de 57 mm axiale à l'avant et une de chaque bord vers l'arrière seront installées sur les escorteurs d'escadre de type T-47 (classe Surcouf), qui seront entrés en service à partir de la fin 1955.

Ce furent ces matériels dont on a résolu, dans un esprit de standardisation, de doter aussi le croiseur, bien que le canon de 127 mm n'eût pas pleinement donné satisfaction, et que ces calibres fussent inférieurs à ceux retenus par les autres marines de l'époque (152 et 75 mm) sur leurs croiseurs pour le combat contre-avions. Après sa mise à l'eau en 1946, la construction du De Grasse ne reprit qu'en 1951, pour être armé de huit tourelles doubles de 127 mm, et dix semi-tourelles doubles de 57 mm d'une cadence de tir de 130 coups/min. Mais l'accumulation d'artillerie dans les hauts a conduit à installer au-dessus de la ceinture blindée de 100 mm des chambres-relais pour l'approvisionnement en munitions des affûts de 57 mm.

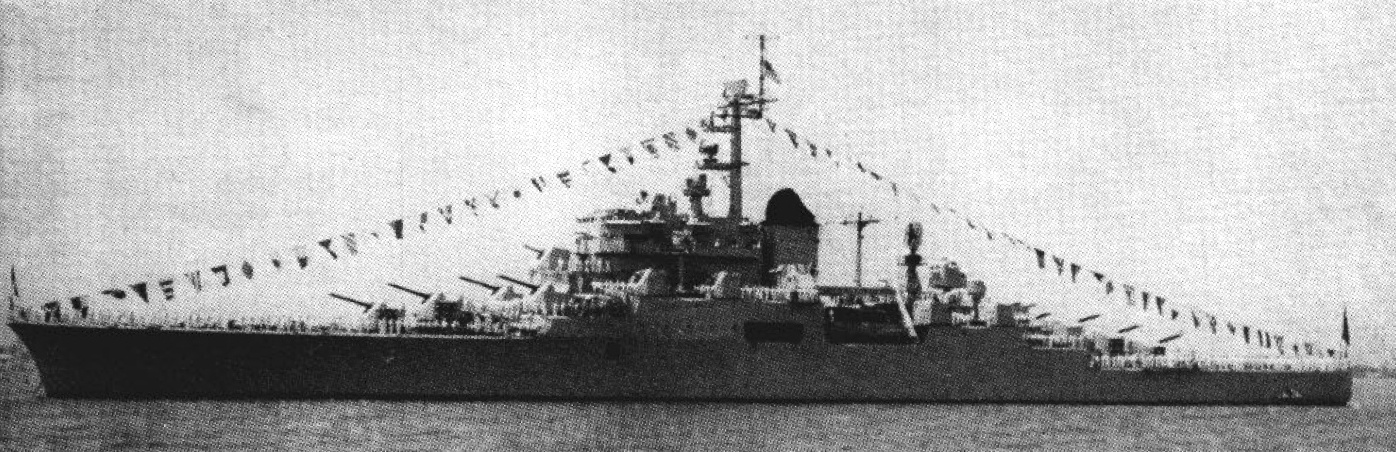
Le croiseur De Grasse (C610) à la revue navale internationale d'Hampton Roads (VA, USA), le 26 juin 1957

L'armement pour essais du De Grasse eut lieu en 1954 et son admission en service actif en septembre 1956.
Mais déjà un second croiseur, quasi sister-ship du De Grasse, avait été lancé à Brest, six mois plus tôt, et baptisé Colbert, avec un déplacement légèrement inférieur d'un peu plus de 1 000 tonnes, une puissance de propulsion et une vitesse à peine réduites, un armement identique et une silhouette très semblable. Le Colbert fut admis au service actif en 1959, mais sa conception était déjà un peu surannée, alors que les premiers croiseurs refondus lance-missiles commençaient déjà à entrer en service dans l'US Navy. Dans les années 1960, les deux croiseurs ont été alternativement navires amiraux des escadres de l'Atlantique et de la Méditerranée.
Entre 1964 et 1966, le De Grasse a été refondu pour en faire le bâtiment de commandement du Groupement Opérationnel des Expérimentations Nucléaires, en Polynésie. Il y a perdu son artillerie secondaire, ses capacités d'accueil ont été accrues et il a été doté d'un mât de 50 m pour les liaisons radio directes avec la métropole[Information douteuse].
En 1970-72, une première refonte du Colbert est intervenue : la plupart des canons anti-aériens ont été enlevés, les quatre tourelles doubles avant de 127 mm remplacées par deux tourelles simples de 100 mm 1968, ne conservant que 6 semi-tourelles de 57 mm, et sur l'arrière, un lanceur jumelé MASURCA (MArine SUpersonique Ruelle Contre-Avions) et un spot d'hélicoptère ont conduit à supprimer tous les canons.
Le De Grasse a été désarmé en 1972, et démoli en 1976.
Le Colbert a reçu en 1980 quatre rampes de lancement de missiles anti-navires Exocet MM 38. Il a été désarmé en 1991. Conservé comme musée à Bordeaux de 1993 à 2007, il est démantelé à partir de 2016. Il n'a jamais utilisé aucune de ses armes au combat, n'ayant participé qu'à une seule opération de guerre, Salamandre, en 1990.
Depuis, aucun navire n'a été répertorié comme croiseur dans la Marine Nationale française. On a repris en revanche la vieille appellation de "frégate", et les plus grandes d'entre elles, (frégates Horizon ou frégates "multi-missions") ont des déplacements comparables à ceux des croiseurs légers anti-aériens (classe Dido ou classe Atlanta) de la Seconde Guerre mondiale ou à celui de l'Émile Bertin.

#### Les derniers croiseurs britanniques, laclasseTiger
Alors que l'occupation a empêché la Marine Nationale française de corriger les défauts de l'artillerie anti-aérienne d'un calibre de 130 mm ou 152 mm, rencontrés sur la classe Dunkerque ou la classe Richelieu, la Royal Navy a utilisé le canon de 5,25 pouces (133,35 mm) déjà en service comme artillerie secondaire des cuirassés de la classe King George V comme artillerie principale à double usage sur les croiseurs anti-aériens de la classe Dido.
Mais dans l'immédiat après-guerre, le besoin se faisait sentir de disposer de bâtiments ayant une artillerie principale à double usage d'un calibre plus élevé, alors que trois coques inachevées de la classe Minotaur étaient disponibles, la poursuite de leur construction ayant été suspendue en 1 944. Les difficultés financières du Royaume-Uni, les divergences de vues entre responsables politiques et au sein des états-majors, la guerre de Corée et la crise de Suez ont considérablement retardé les décisions. Un projet de croiseurs, la classe Neptune, a été abandonné en 1947, parce que la puissante artillerie principale (quatre tourelles triples de 152 mm BL Mark XXV) de ces croiseurs qui auraient déplacé 19 000 tonnes à pleine charge, n'avait qu'une cadence de tir de 10-12 coups/min, insuffisante en combat anti-aérien.

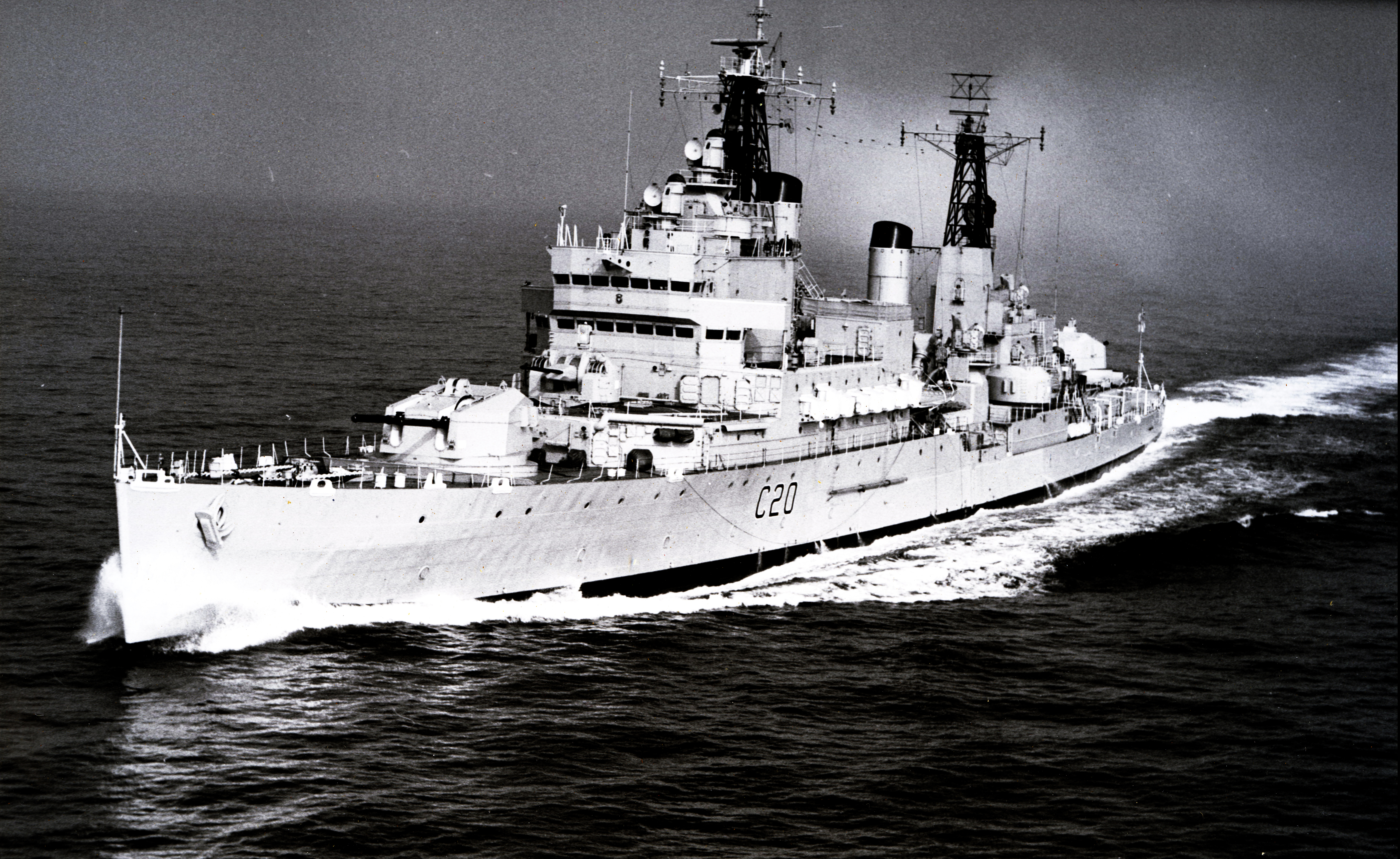
Le HMS Tiger, au large de Trondhiem en 1965

Ce fut ensuite une nouvelle classe Minotaur de 1947 (en). Il s'agissait de croiseurs de 15 500 tonnes de déplacement, armés de cinq tourelles doubles de 152 mm BL Mark XXVI à double usage avec une très grande cadence de tir. Mais cette fois, il fut décidé, en 1954, que l'on ne construirait pas ces grands bâtiments, mais qu'on achèverait les coques de la classe Minotaur de 1943 rebaptisées classe Tiger, avec deux tourelles doubles de 152 mm BL Mark XXVI et trois tourelles doubles de 76,2 mm/70, ce qui était le maximum que l'on puisse installer sur des coques de 8 800 t de déplacement, compte tenu du poids des tourelles automatiques et des stocks de munitions à embarquer. Les trois croiseurs sont entrés en service entre 1959 et 1961.
Les caractéristiques de leur armement étaient inégalées: cadence de tir des 152 mm de 20 à 25 coups/min, et des 76,2 mm jusqu'à 120 coups/min, capacité des soutes à munitions de 400 obus par canons de 152 mm et 800 obus par pièces pour les 76,2 mm. Mais à la mise en service de ces navires, le missile allait supplanter le canon dans le combat contre-avions.

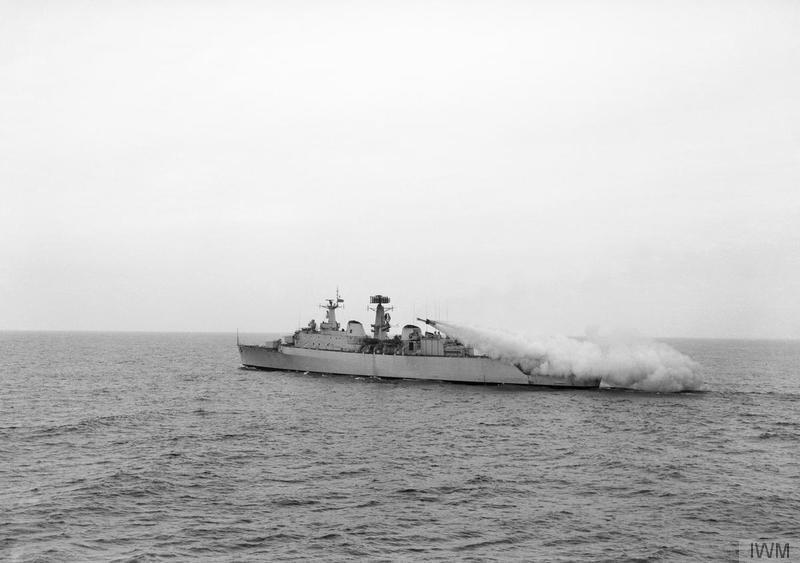
Premier tir d'un missile Sea Slug depuis le HMS Devonshire en 1962

En mars 1959, a été mis sur cale le premier escorteur de la flotte de la classe County (en), portant des noms de comtés où sont installées des bases importantes de la Royal Navy, certains de ces navires qui ont repris des noms de croiseurs du "traité" de 1922, déplaçaient 6 200 tonnes, armés de missiles Sea Slugs et Sea Darts et d'un hélicoptère Wessex, et étaient propulsés par une combinaison de turbines à vapeur et de turbines à gaz (COSAG).

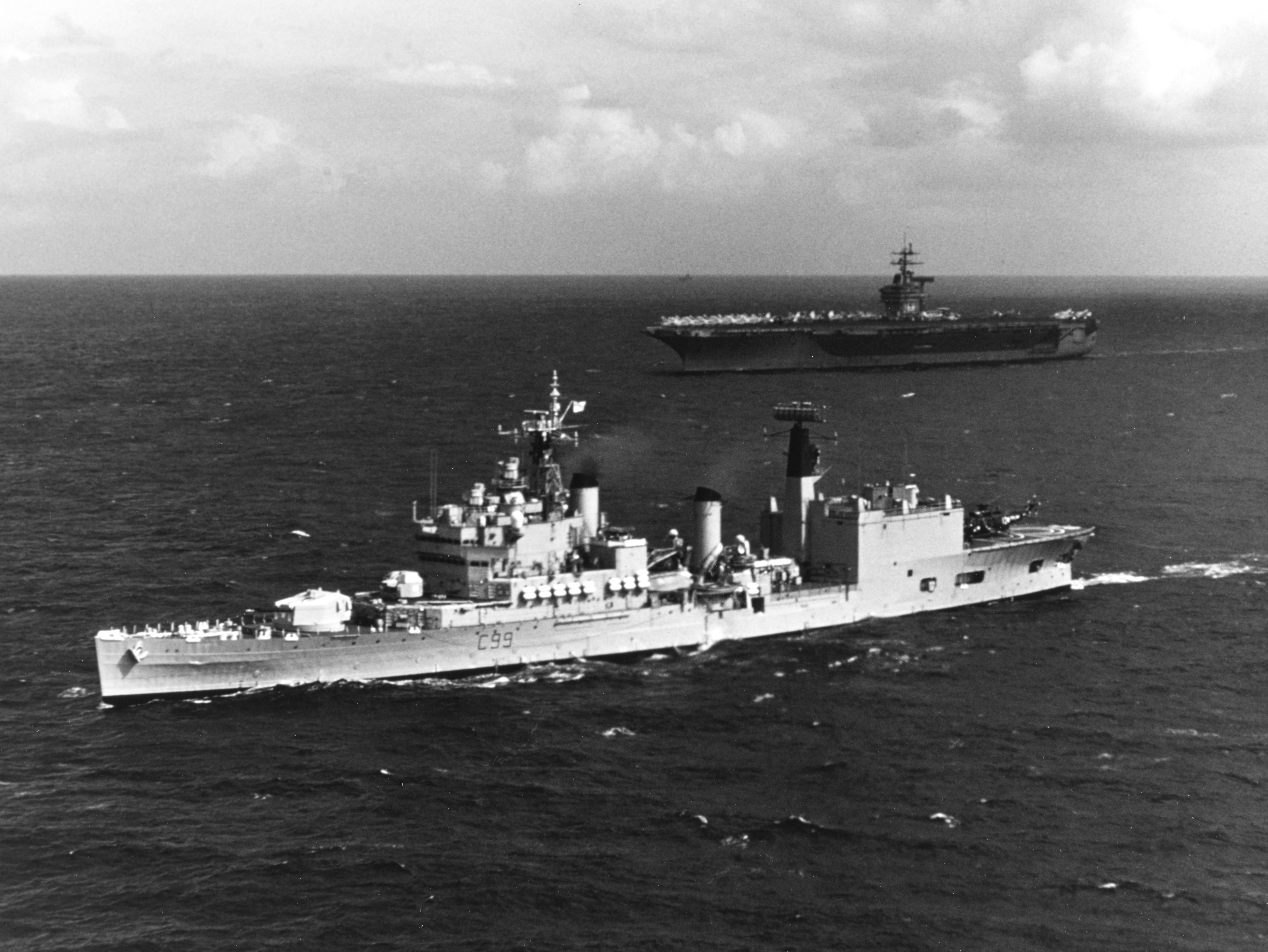
Le HMS Blake en manœuvre dans la Manche en 1975 avec l'USS Nimitz

Pour ces raisons, les navires de la classe Tiger n'ont pas eu une longue carrière. Deux d'entre eux ont été dotés à l'arrière d'un pont d'envol pour hélicoptères et d'un hangar particulièrement inesthétique entre 1964 et 1972, le troisième étant pratiquement "cannibalisé" pour ce faire. Tous ont finalement été désarmés et placés en réserve avant 1980. Le projet de réarmer deux de ces croiseurs pour la guerre des Malouines n'a pas été mis en œuvre, peut-être par crainte d'éviter un désastre symétrique à la destruction du ARA General Belgrano (dont la perte a provoqué le tiers des tués argentins dans ce conflit) et ils ont été démantelés dans les années 1980.

### Les premiers croiseurs lance-missiles guidés des États-Unis
Au terme d'une évolution tout au long de la Seconde guerre mondiale, la menace aérienne la plus dangereuse contre les navires de guerre s'est révélée être celle des bombes guidées, comme celles, Henschel 293 ou Fritz 1400 X, mises en œuvre par la Luftwaffe à l'automne-hiver 1943-44, lancées par des avions se maintenant hors de portée de l'artillerie anti-aérienne la plus performante. Les États-Unis ont alors lancé une opération Bumbulbee (en) (en français : Bourdon), pour mettre au point un dispositif de Défense Contre-Avions de moyenne portée, à partir de missiles propulsés par statoréacteur.
Le premier tir d'un missile PTV-N-4 Cobra, par le département de physique appliquée de l'Université Johns-Hopkins a lieu en octobre 1945, il sera à l'origine du système d'armes anti-aérien à longue distance RIM-8 Talos, mis au point au pas de tir de White Sands, notamment. Mais la mise au point d'un système d'armes à moyenne portée RIM-2 Terrier a été achevée dès 1956 sur l'USS Mississippi.

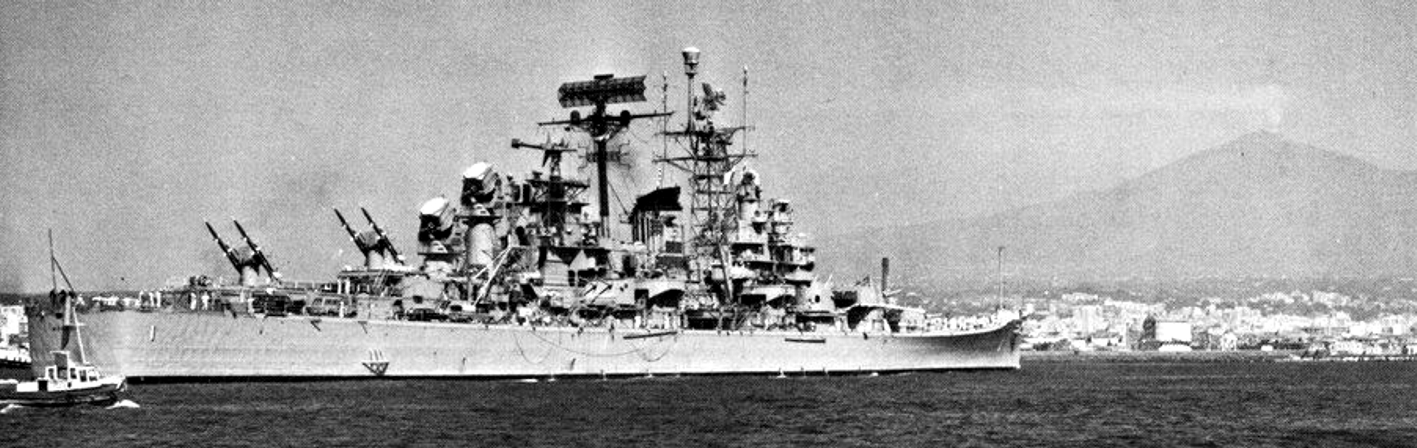
L'USS Boston devant Catane, en 1964

Le système d'armes Terrier a été installé en premier sur deux croiseurs de la classe Baltimore, USS Boston et USS Canberra, ré-immatriculés "croiseurs lourds lance-missiles guidés", CAG-1 et 2, en 1952, qui ont subi une refonte à titre expérimental, principalement pour remplacer leur artillerie principale et secondaire sur la plage arrière par deux lance-missiles doubles et leurs radars de suite, avec des mâts en treillis supplémentaires, 144 missiles étant emmagasinés dans les soutes à munitions . Ils ont été armés pour essais en fin 1955-début 1956.

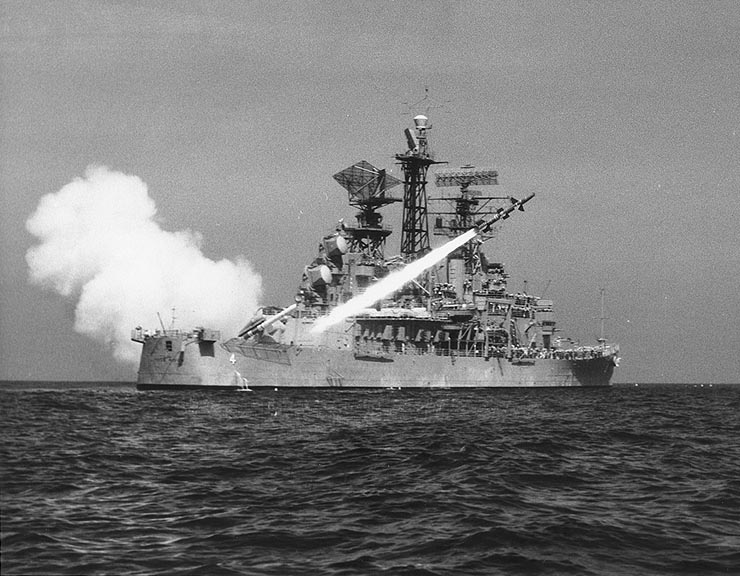
L'USS Little Rock (CLG-4) tirant un missile Talos en 1961

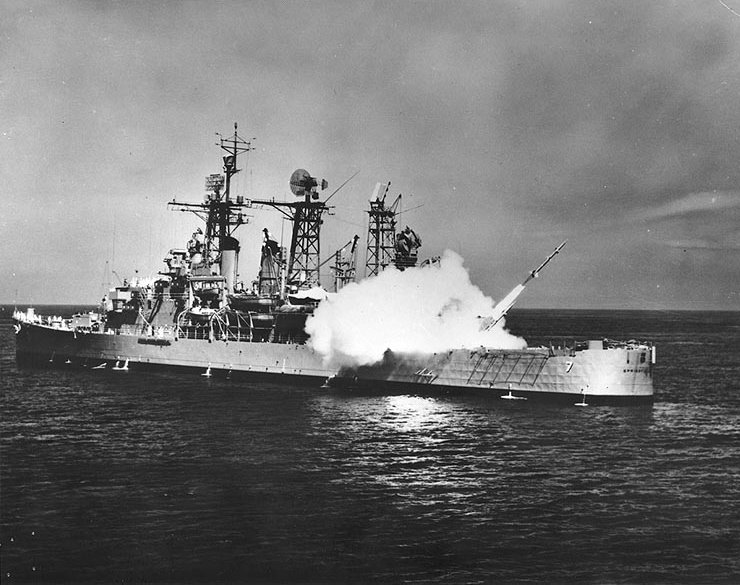
L'USS Springfield (CLG-7) tirant un missile Terrier en 1961

Six grands croiseurs légers de la classe Cleveland ont été ré-immatriculés CLG-3 à CLG-8, fin mai 1957, pour subir une refonte identique, les trois premiers, la classe Galveston, recevant des lanceurs du système Talos, avec 48 missiles en soute, et la classe Providence ceux du système Terrier, avec 120 missiles en soute. Les travaux se sont échelonnés jusqu’à 1960 pour les derniers à être réarmés pour essais. Mais cette refonte a accru le poids dans les hauts, et donc l'instabilité des bâtiments, particulièrement de la classe Galveston, ce qui a conduit à préférer la refonte de "croiseurs lourds", plus précisément de la classe Baltimore ou assimilée (classe Oregon City), pour y installer principalement deux lance-missiles Talos Mk 12, un à l'avant et un à l'arrière, avec 104 missiles en magasins, ce qui sera la classe Albany, entrée en service entre 1962 et 1964.

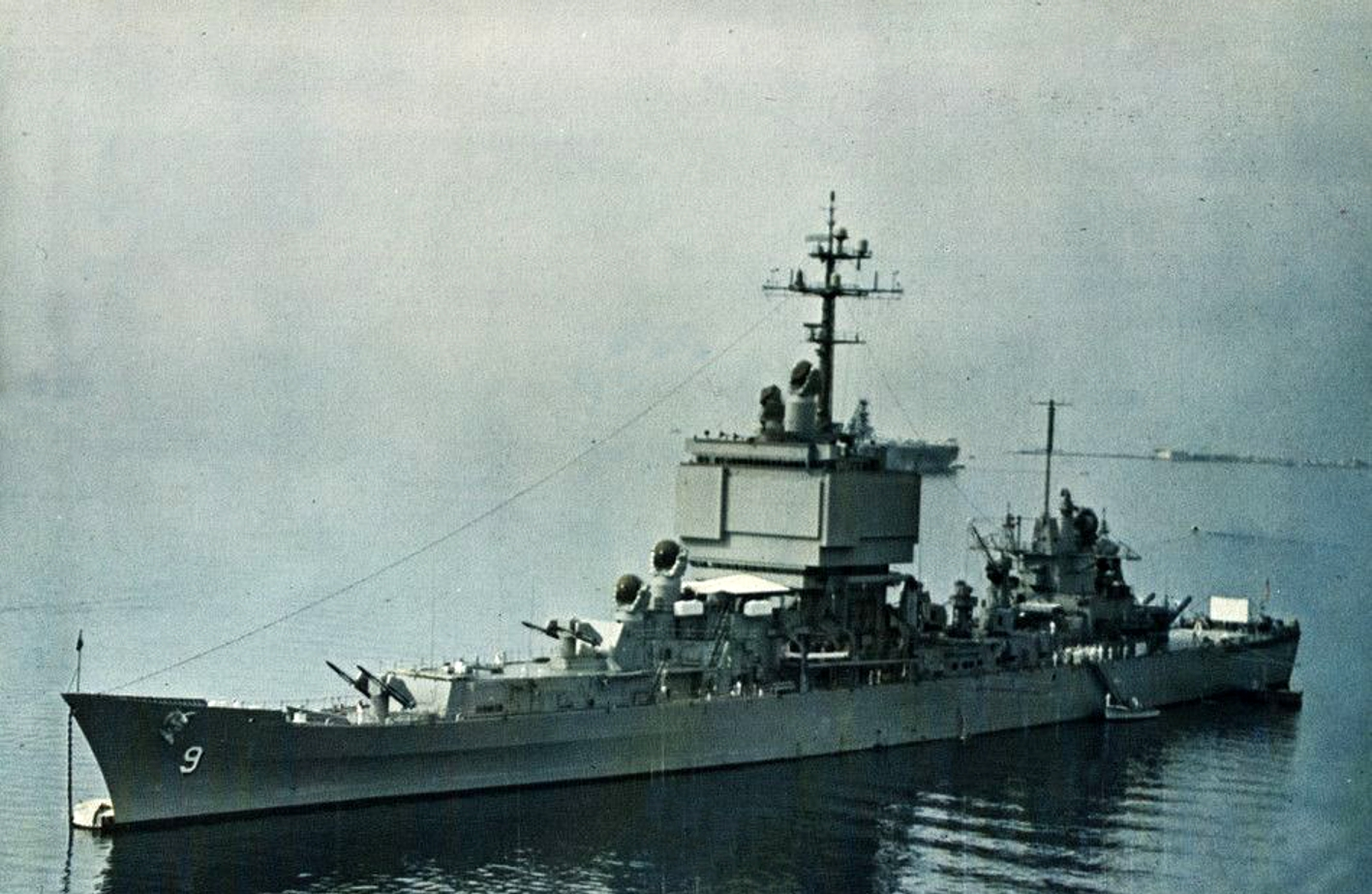
L'USS Long Beach (CGN-9), vers 1962

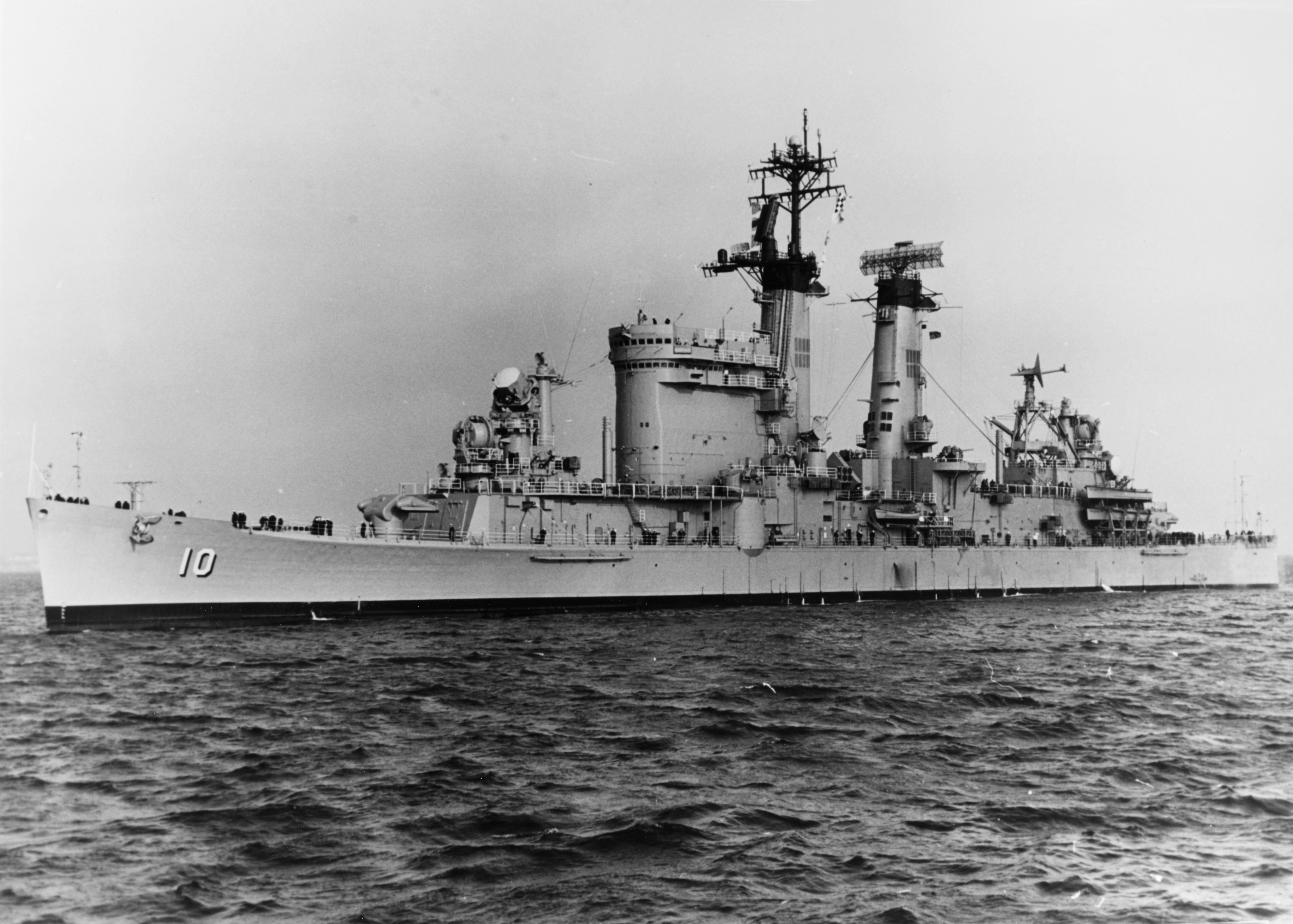
L'USS Albany à Boston en fin novembre 1968

Mais entre-temps avait été construit un nouveau grand croiseur, déplaçant plus de 15 000 tonnes, à propulsion nucléaire, armé uniquement de missiles comme armement principal, avec des radars à antennes planes sur les flancs de la superstructure, l'USS Long Beach (CGN-9), dont l'immatriculation n'a plus fait référence à la distinction entre croiseur léger ou croiseur lourd (CL ou CA), fondée sur le calibre d'une batterie d'artillerie dont il n'était plus doté. Dans le même esprit, les croiseurs de la classe Albany ont été ré-immatriculés l'USS Albany CG-10, l'USS Chicago CG-11, et l'USS Colombus CG-12. C'est donc en quelque sorte la fin des croiseurs lourds.
Ces différentes classes de croiseurs lance-missiles guidés ont participé à la guerre du Vietnam, où les USS Oklahoma City et Chicago ont été les plus décorés avec respectivement treize et onze battle stars.
La transformation de deux croiseurs lourds supplémentaires a été abandonnée, car l'exploitation des grands croiseurs est coûteuse, en raison de l'importance de leurs équipages, et parce que la technologie des systèmes de missiles guidés évoluant, il est apparu plus économique d'en doter des bâtiments plus légers, pour lesquels a été reprise la vieille dénomination de "frégates", avec des équipages moins nombreux. Lorsque la classe Albany a été désarmée au début des années 1980, vingt-trois bâtiments immatriculés CG ("croiseurs lance-missiles") sur les vingt-quatre en service, avaient tous été initialement immatriculés DLG ou DLGN, sauf l'USS Long Beach (CGN-9). C'est une tendance que l'on retrouve dans les marines occidentales (britannique, française, italienne, néerlandaise, suédoise) et dans une moindre mesure soviétique. La classe Ticonderoga, dont les caractéristiques de coque sont celles de la classe Spruance, dont les quatre premières unités immatriculées DLG ont été reclassées CG, et les vingt-trois dernières ont été immatriculées CG dès l'origine, montre bien la proximité de ces types de classifications, et leur variation en fonction de l'armement installé au cours du temps

#### En anglais
- (en) E.H.H. Archibald, The Metal Fighting Ship in the Royal Navy 1860-1970, Londres, Blandford Press Ltd, 1971 (ISBN 978-0-7137-0551-5)
- (en) Raymond V. B. Blackman, The World's Warships, London, Macdonald & Co (Publishers) Ltd., 1969 (ISBN 0356-03082-2)
- (en) Siegfried Breyer, Battleships and Battle Cruisers, 1905-1970 : Historical Development of the Capital Ship, Londres, Macdonald and Jane's, 1973, 480 p. (ISBN 978-0-356-04191-9, OCLC 794758361)
- (en) Commander Marc'Antonio Bragadin, The Italian Navy in World War II, Annapolis (Maryland), The United States Naval Institute, 1957 (ISBN 0-405-13031-7)
- (en) Richard B. Frank, Guadalcanal : The Definitive Account of the Landmark Battle, New York, Random House, 1990, 800 p. (ISBN 0-394-58875-4)
- (en) Bernard Ireland et Eric Grove, Jane's War at sea 1897-1997 : 100 Years of Jane's Fighting Ships, New York, Harpers Collins Publishers, 1997, 256 p. (ISBN 0-00-472065-2)
- (en) John Jordan et Robert Dumas, French battleships 1922-1956, Seaforth Punblishing, 2009, 224 p. (ISBN 978-1-84832-034-5, lire en ligne)
- (en) Henri Le Masson, The French Navy Volume 1, Londres, Macdonald&Co Publishers Ltd, coll. « Navies of the Second World War », 1969 (ISBN 0-356-02384-2)
- (en) H.T. Lenton, German surface vessels Vol. 1, Londres, Macdonald&Co Publishers Ltd, coll. « Navies of the Second World War », 1966
- (en) H.T. Lenton, American battleships, carriers and cruisers, Londres, Macdonald&Co Publishers Ltd, coll. « Navies of the Second World War », 1968 (ISBN 0-356-01511-4)
- (en) H.T. Lenton, British battleships and aircraft carriers, Londres, Macdonald & Co Publishers Ltd, coll. « Navies of the Second World War », 1972 (ISBN 0-356-03869-6)
- (en) H.T. Lenton, British Cruisers, Londres, Macdonald & Co Publishers Ltd, coll. « Navies of the Second World War », 1973 (ISBN 0-356-04138-7)
- (en) Donald Macintyre, Famous fighting ships, London New York, Hamlyn, 1975, 160 p. (ISBN 978-0-600-35486-4, OCLC 941404025)
- (en) Jürg Meister, The Soviet Navy Volume One, Londres, Macdonald & Co Publishers Ltd, coll. « Navies of the Second World War », 1972 (ISBN 0-356-03043-1)
- (en) B.B. Schofield, The Royal Navy Today, Oxford University Press, 1960, 163 p.
- (en) Shuppan Kyodo-sha, Japanese battleships and cruisers, Macdonald & Co Publishers Ltd., coll. « Navies of the Second World War », 1968 (ISBN 978-0-356-01475-3)
- (en) C. Vann Woodward, The battle for Leyte Gulf, New York, Ballantine Books, 1947
- (en) Anthony Watts, Japanese Warships of World War II

#### En français
- Amiral Lepotier, Les derniers cuirassés, Paris, Éditions France-Empire, 1967
- Donald G.F.W. Macyntire et Basil W. Bathe, Les navires de combat à travers les âges, Paris, Stock, 1971
- Philippe Masson, Histoire des batailles navales : de la voile aux missiles, Paris, Éditions Atlas, 1983, 224 p. (ISBN 2-7312-0136-3)
- Philippe Masson, Histoire de la Marine Tome II De la vapeur à l'atome, Paris-Limoges, Lavauzelle, 1983, 582 p. (ISBN 2-7025-0036-6)
- Philippe Masson, De la mer et de sa stratégie, Paris, Éditions Taillandier, 1986, 405 p. (ISBN 2-235-01676-6)
- Philippe Masson, La marine française et la guerre 1939-1945, Paris, Éditions Taillandier, 1991, 539 p. (ISBN 2-235-02041-0)
- Jean Moulin et Robert Dumas, Les Escorteurs d'escadre, Marines éditions Nantes, 1997  (ISBN 2-909675297)
- Jean Moulin, Les Croiseurs français en images, Rennes, Marines Editions, 2007, 91 p. (ISBN 978-2-915379-65-5)
- S.W.C. Pack, La bataille de Matapan, Paris, Éditions France-Empire, 1961
- Leonce Peillard, La bataille de l'Atlantique : 1939-1945, Paris, Editions Robert Laffont, 1974, 573 p. (ISBN 2-221-05344-3)
- Dudley Pope, La Bataille de la mer de Barentz, Paris, Éditions France-Empire, 1960
- Antony Preston (trad. de l'anglais), Histoire des croiseurs, Paris, Fernand Nathan Editeurs, 1981, 191 p. (ISBN 2-09-292027-8)
- Antony Preston, Histoire des destroyers, Paris, Fernand Nathan Éditeurs, 1980 (ISBN 2-09-292039-1)
- Antony Preston (trad. de l'anglais), Histoire des porte-avions, Paris, Fernand Nathan Éditeurs, 1980, 191 p. (ISBN 2-09-292040-5)
- B.B. Schofield, Les Convois de Russie, Paris, Les Presses de la Cité, 1965
- Amiral de la Flotte Sir Philip Vian, Exécution immédiate, Paris, Presses de la Cité, 1960